# Guadeloupe
Ne doit pas être confondu avec la municipalité du Québec : La Guadeloupe
Cet article concerne la région française d'outre-mer. Pour les autres significations, voir Guadeloupe (homonymie).
La Guadeloupe (en créole guadeloupéen : Gwadloup) est un archipel des Caraïbes formant une région et un département d'outre-mer français. La partie principale (Karukera en langues amérindiennes) en forme de papillon est composée de deux îles : la Grande-Terre à l'est et la Basse-Terre à l'ouest, séparées par un bras de mer, appelé « la Rivière Salée ». Le chef-lieu est Basse-Terre et la capitale économique est Pointe-à-Pitre.
Administrativement, la Guadeloupe est une région ultrapériphérique de l'Union européenne, une région mono-départementale ainsi qu'un département de l'Outre-mer français, au sein de l'ensemble communément dénommé Antilles françaises ; son code départemental officiel est le « 971 ». Elle est membre de l’Organisation des États de la Caraïbe orientale (OECS).
Bien que de nombreuses encyclopédies et dictionnaires tels le Larousse considèrent l'arc antillais comme la frontière naturelle entre la mer des Caraïbes et l'océan Atlantique, la Guadeloupe est entièrement comprise, selon l'Organisation hydrographique internationale, dans la mer des Caraïbes. Elle est située à 575 km au nord des côtes du Venezuela en Amérique du Sud, à 205 km à l'est de l'Île d'Aves, (ou île aux Oiseaux), à 739 km à l'est-sud-est de la République dominicaine, à 2 176 km à l'est-sud-est de Miami (États-Unis) et à 6 732 km de Paris.
La région se compose de plusieurs îles et îlets : la Guadeloupe continentale (la Grande-Terre et la Basse-Terre) et ses dépendances : l’île de Marie-Galante, l'archipel des Saintes composé principalement de Terre-de-Haut et Terre-de-Bas, la Désirade et des îlets inhabités.

## Toponymie

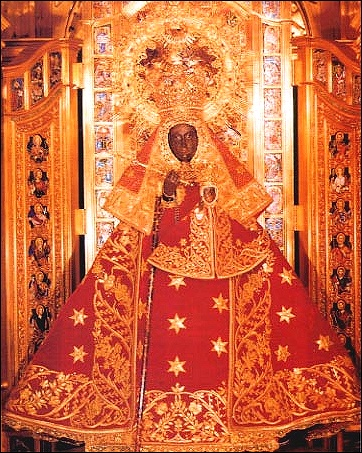
La Guadeloupe doit son nom à Notre-Dame de Guadalupe, patronne des navigateurs et des conquistadors.

Historiquement, la Basse-Terre est d'abord nommée « Karukera » (« île aux belles eaux », en langue caraïbe) par les Amérindiens qui l'habitent et la Grande-Terre, « Cibuqueira » (« île aux gommiers », en langue caraïbe). La Rivière Salée, bras de mer qui les sépare coupant la Guadeloupe en deux, était appelée « Aboukétoutou » qui signifiait « détroit ». Christophe Colomb y aborde le 4 novembre 1493 et lui attribue le nom de Guadeloupe en hommage à la Vierge protectrice des navigateurs Notre-Dame de Guadalupe. En Espagne, à Guadalupe, le monastère royal de Santa María de Guadalupe est dédié à la Vierge des navigateurs. Le nom de Guadalupe viendrait du nom de la rivière qui coule dans cette ville, en arabe wadi-al-lub, qui signifie la « rivière aux cailloux noirs » ou, selon une déformation signalée par Ana Castillo, « rivière de l'amour ».
On doit aux agences de voyages la périphrase « l'île papillon » inspirée par la forme des deux îles principales.

## Géographie

### Localisation, frontières et superficie
La Guadeloupe est un territoire de l'hémisphère nord situé en mer des Caraïbes, dans l'archipel des Petites Antilles, entre le tropique du Cancer et l'équateur. Faisant partie des îles du Vent (par opposition aux îles Sous-le-Vent proches du Venezuela), elle est positionnée à 16°15' de latitude Nord et à 61°35' de longitude Ouest. Le territoire partage des frontières maritimes avec la Barbade, Montserrat, Antigua-et-Barbuda, la Dominique et le Venezuela car proche de l'Île de Aves. Les canaux la séparant des îles voisines sont le canal de Guadeloupe (55 km de large) entre Basse-Terre et Montserrat et le canal de la Dominique (25 km) entre Terre-de-Haut et la Dominique. La superficie de la Guadeloupe s'établit à 1 628,43 km2 et son espace maritime compte : 2 881 km2 d'Eaux intérieures, 6 653 km2 de Mer territoriale, 90 570 km2 de Zone économique exclusive.

#### Territoires limitrophes
| Porto Rico, à 541 km | Antigua, à 92 km   | Portugal, à 5 684 km |
| Bélize, à 2 880 km   | Guadeloupe         | Cap-Vert, à 4 090 km |
| Curaçao, à 887 km    | Dominique, à 88 km | Barbade, à 393 km    |

### Géologie, topographie et hydrographie

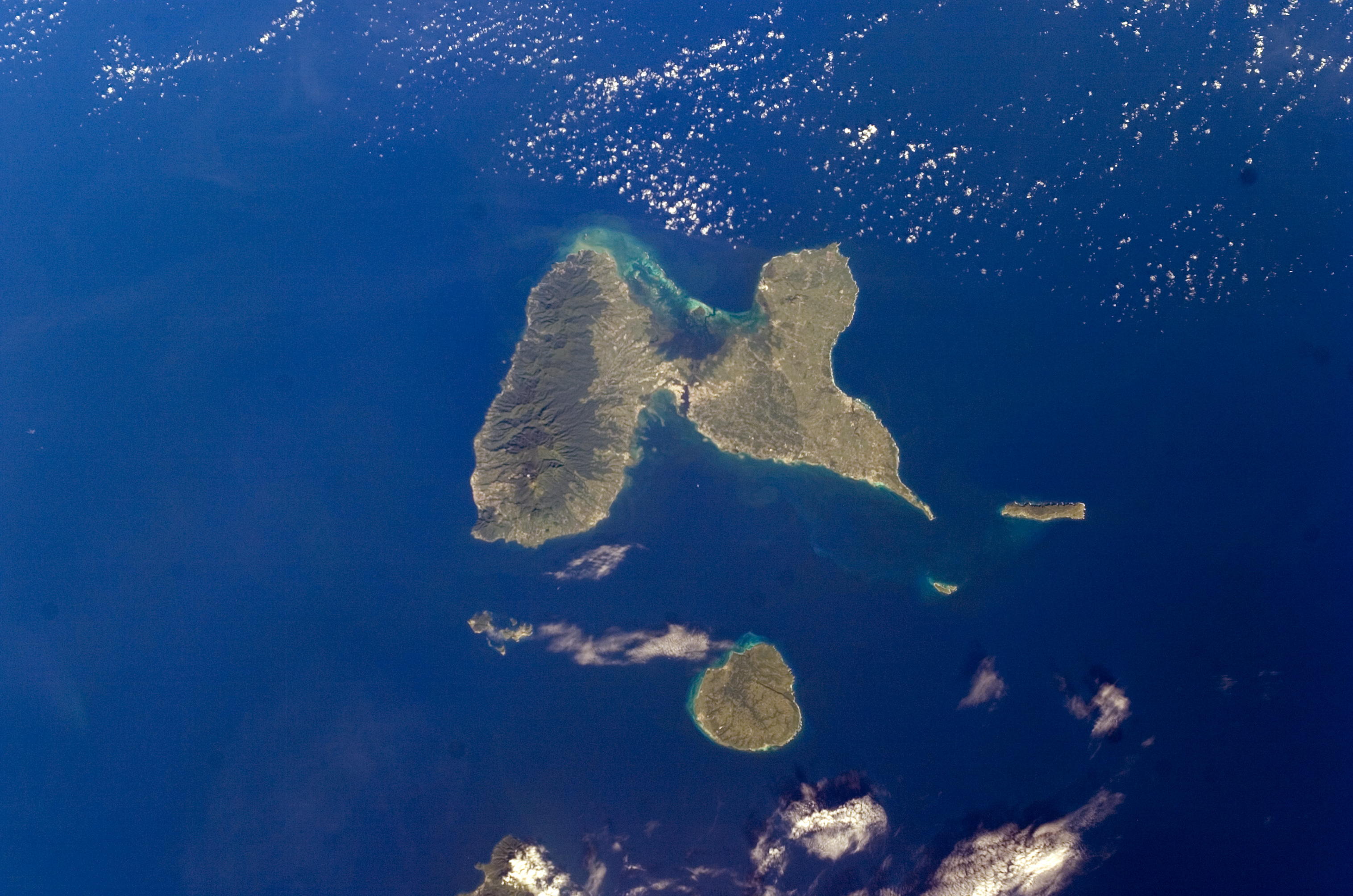
La Guadeloupe et ses dépendances vues depuis la Station Spatiale Internationale, 2005.

La Guadeloupe se situe sur le bord oriental de la plaque caraïbe et précisément dans une zone de subduction où la plaque américaine (à l'est) glisse et plonge sous la plaque caraïbe (à l'ouest),. La Basse-Terre et les Saintes (à l'ouest) sont situées sur l'arc interne de l'arc des Petites Antilles correspondant à la récente ligne volcanique. Et ces deux îles sont issues de la formation d'une chaîne volcanique qui culmine à la Soufrière. La Grande-Terre et Marie-Galante (à l'est) sont situées sur l'arc externe de l'arc des Petites Antilles correspondant à l'ancienne ligne volcanique. Et ces deux îles sont d'origine corallienne.

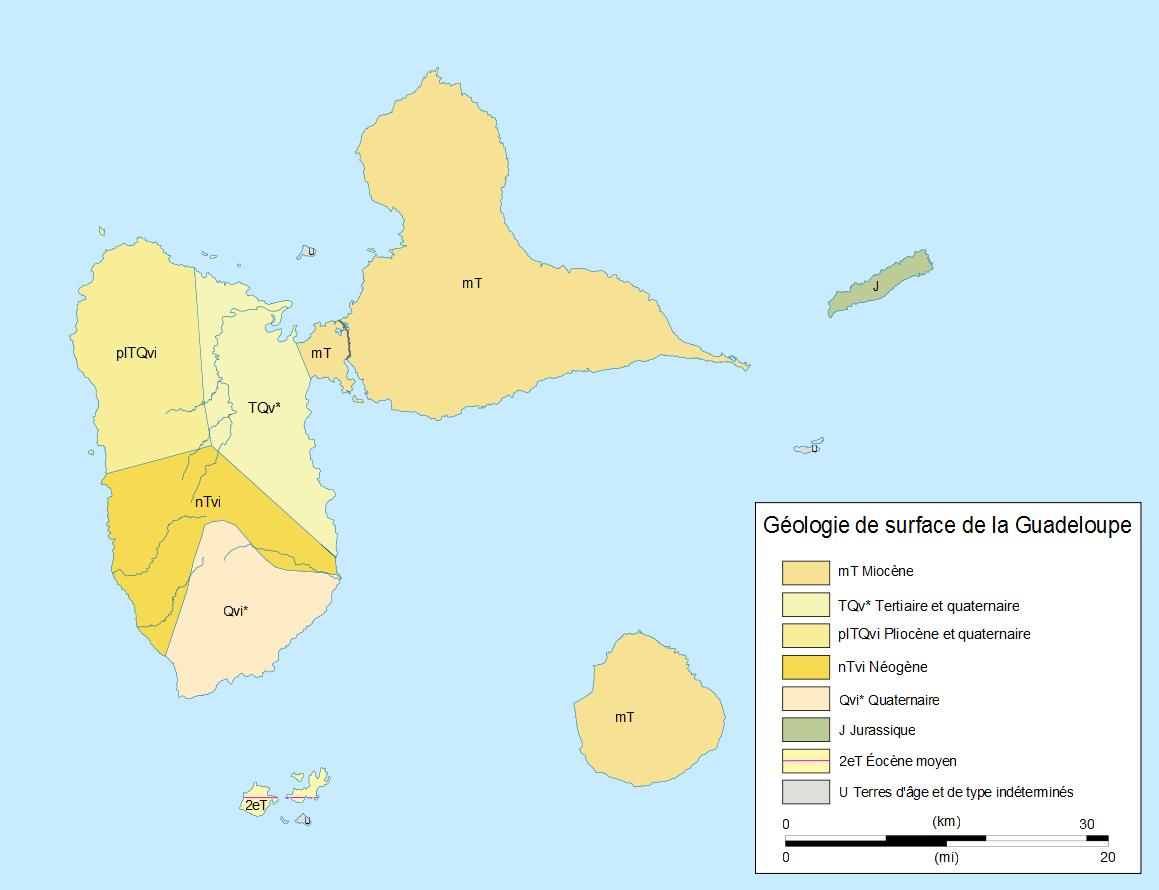
Géologie de surface de la Guadeloupe.

La Désirade, en revanche, a une origine bien différente. Si les roches sédimentaires affleurantes sont constituées par des calcaires récifaux relativement récents (pliocène), celles-ci sont déposées sur un socle beaucoup plus ancien, constitué de roches magmatiques du jurassique supérieur, plus ou moins métamorphisées (faciès schiste vert). Ces roches magmatiques n'ont pas été formées par la subduction à l'origine du magmatisme actuel, et constituent les roches antillaises le plus anciennes. La compréhension de l'origine de la Désirade nécessite donc de se replacer dans le contexte paléogéographique du jurassique supérieur, où l'isthme de Panama n'existait pas encore. À cette époque, la plaque Farallon (ancienne plaque dont subsistent des fragments, comme la plaque des Cocos et la plaque de Nazca) subduisait sous la plaque nord-américaine/plaque proto-caraïbéenne, et le socle magmatique de la Désirade pourrait avoir été formé dans le bassin d'arrière arc de cette subduction,.

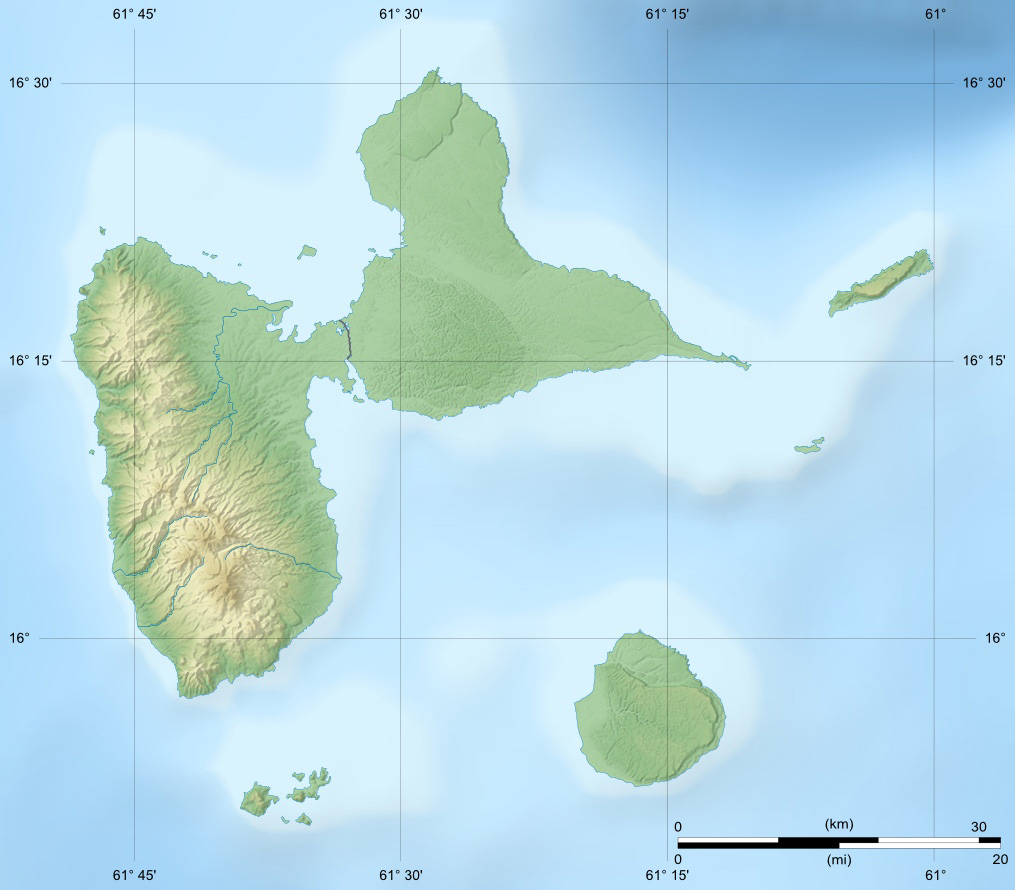
Topographie de la Guadeloupe.

La Guadeloupe et ses dépendances constituent un archipel de 1 702 km2 et les caractéristiques de chaque île sont les suivantes :
La « Guadeloupe continentale », d'une superficie de 1 436 km2, se compose de deux terres distinctes séparées par un fin bras de mer appelé « la Rivière Salée ».
- La Basse-Terre à l'ouest, 848 km2 (massif ovale de 45 km sur 20), est d'origine volcanique (comme la Dominique et la Martinique). Son sommet est le volcan en activité de la Soufrière culminant à 1 467 m, soit la plus haute altitude des Petites Antilles.
- La Grande-Terre à l'Est, 588 km2 (plateau triangulaire d'environ 40 km de côté), repose sur un substrat calcaire (comme Antigua ou la Barbade). L'île culmine au morne l'Escale à 136 m d'altitude.

La Rivière Salée, coulant sur un axe nord-sud selon les courants de marée, constitue un bras de mer large de 200 mètres et long de 5 km séparant les deux îles dont la configuration fait qu'elles sont souvent comparées aux ailes d'un « papillon » déployées sur la mer.
À peu de distance, les « dépendances administratives » (ou les îles du sud) se composent de plusieurs îles d'une superficie globale de 194 km2 et qui ne diffèrent pas beaucoup culturellement de la Guadeloupe. Très récemment est apparue l'expression « archipel de la Guadeloupe » ou « îles de Guadeloupe » dans l'essor du tourisme, mais officiellement la Guadeloupe n'est pas reconnue comme étant un archipel au sens propre du terme. Dès lors, on parle de la Guadeloupe et de ses dépendances.
- La Désirade, 21 km2 (île allongée de 11 km sur 2 km), se présente comme un vaste plateau calcaire incliné vers le nord-ouest. L'île culmine à la Grand-Montagne à 275 m d'altitude.
- Marie-Galante, 158 km2 (surnommée « l'île aux cent moulins », la « Grande Galette » ou le « sombrero » du fait de sa forme arrondie (15 km de diamètre), est une grande île formée sur un substrat calcaire vallonné. L'île culmine au morne Constant à 204 m d'altitude.
- Les îles des Saintes, 14 km2, petit archipel de 9 îles arides et escarpées, se compose principalement de deux îles habitées : Terre-de-Haut, îlet allongé de 5 km2 à l'est, et Terre-de-Bas, îlet le plus grand de 8 km2 à l'ouest de l'archipel et de forme plus arrondie. L'archipel culmine au Morne du Chameau à 309 m d'altitude.

La majorité des cours d'eau coule sur l'île de Basse-Terre tandis que Grande-Terre, Marie-Galante, Les Saintes et la Désirade, au relief moins élevé, comptent très peu voire aucun cours d'eau. À Basse-Terre coulent par exemple la Lézarde, la rivière Moustique ou Grande Rivière à Goyave. À Grande-Terre coulent la rivière Audouin et des ravines comme Gaschet ou Gardel. À Marie-Galante coulent la rivière de Saint-Louis et la rivière de Vieux-Fort.
Différents plans d'eau naturels ou artificiels parsèment l'archipel, principalement dans le sud de Basse-Terre. Parmi les naturels évoquons Grand Étang ou l'étang Zombis ainsi qu'un lac de cratère d'origine volcanique, le lac Flammarion. Parmi les artificiels, citons le lac de Gaschet (environ 100 ha). On compte sept sources thermales en Guadeloupe comme les Bains Jaunes à Saint-Claude (26 °C, altitude de 950 m) ou la Fontaine Thomas à Bouillante (70 °C), et une station thermale à Lamentin : Ravine Chaude.

### Climat

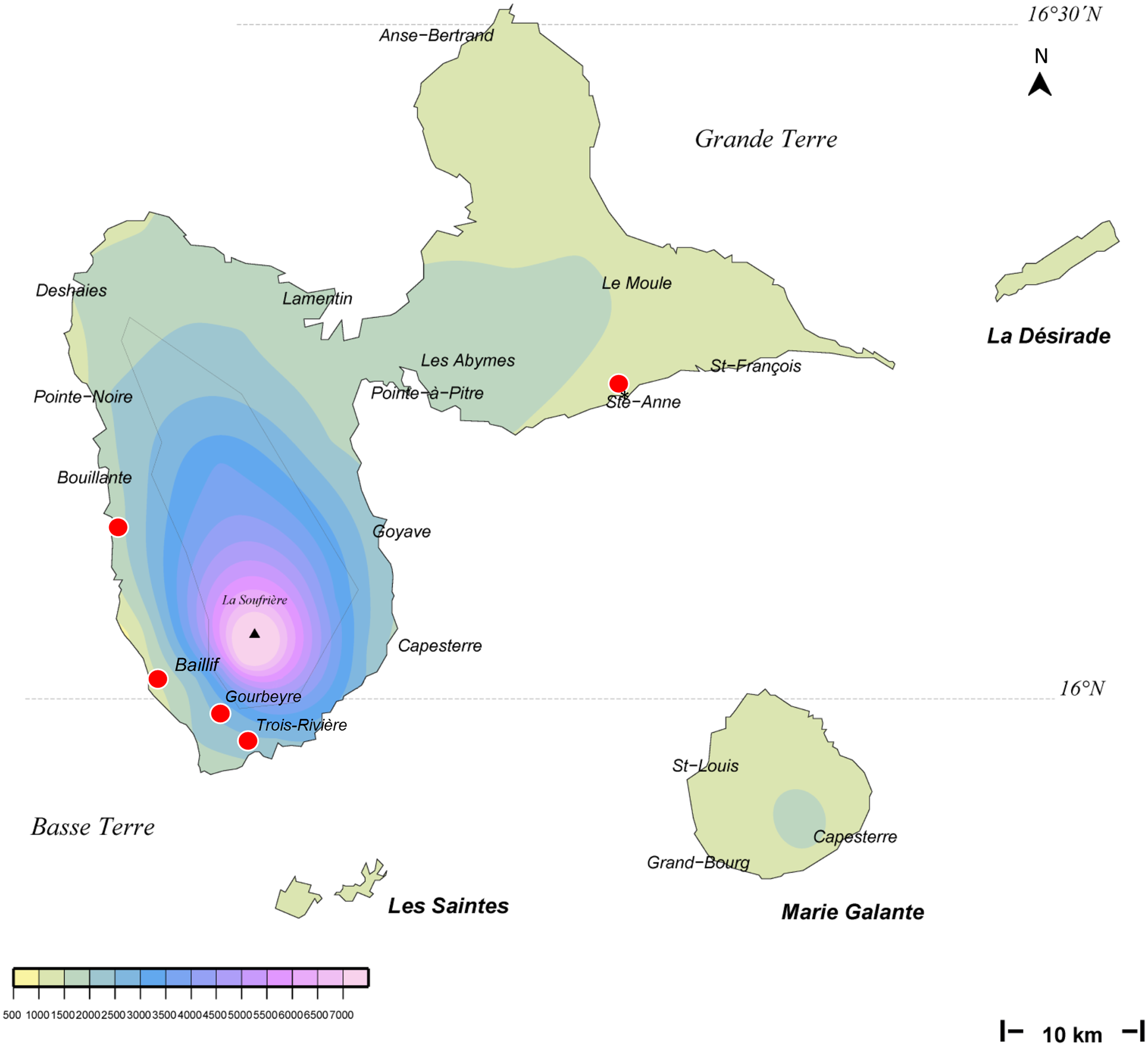
Répartition des précipitations en Guadeloupe.

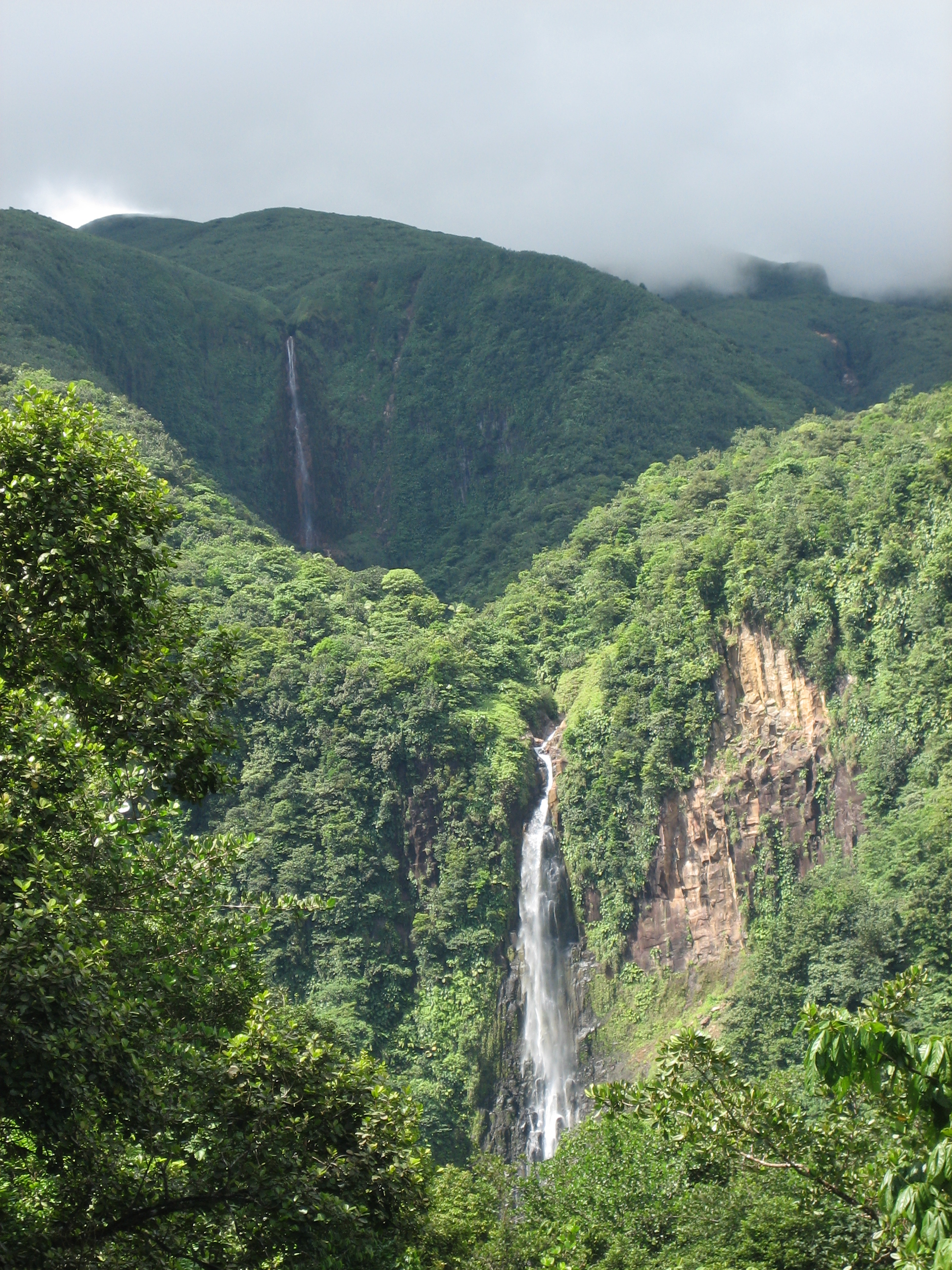
Première et deuxième Chutes du Carbet.

La Guadeloupe bénéficie d’un climat tropical, tempéré par les influences maritimes. On y distingue deux saisons : une saison sèche appelée « carême » qui va de janvier à juin et une saison humide dite « hivernage » qui s'étale de juillet à décembre.
| Mois                              | jan. | fév. | mars | avril | mai   | juin  | jui.  | août  | sep.  | oct.  | nov.  | déc. | année   |
| --------------------------------- | ---- | ---- | ---- | ----- | ----- | ----- | ----- | ----- | ----- | ----- | ----- | ---- | ------- |
| Température minimale moyenne (°C) | 20,7 | 20,6 | 21   | 22,2  | 23,6  | 24,3  | 24,3  | 24,1  | 23,8  | 23,3  | 22,4  | 21,3 | 22,6    |
| Température maximale moyenne (°C) | 29,2 | 29,2 | 29,7 | 30,3  | 30,9  | 31,4  | 31,6  | 31,9  | 31,7  | 31,3  | 30,5  | 29,7 | 30,6    |
| Précipitations (mm)               | 83   | 60   | 67,9 | 96,5  | 134,1 | 107,8 | 129,6 | 169,1 | 206,2 | 214,5 | 213,9 | 134  | 1 616,6 |

La température moyenne est de 27 °C et il n'y a que peu de différence entre les mois les plus chauds (de 25 °C à 32 °C) et les mois les plus froids (de 23 °C à 29 °C). La géographie spécifique de l'archipel, comme le contraste entre la Basse-Terre et la Grande-Terre, entraîne aussi un climat spécifique sur chacune de ces îles. La Grande-Terre et ses plateaux calcaires connaissent régulièrement de sévères sécheresses alors que dans le même temps, le relief perpendiculaire au flux des alizés de la Basse-Terre régule le régime des pluies. Le climat au sommet du volcan de la Soufrière est frais (15 à 22 °C), brumeux, parfois venteux et pluvieux avec des précipitations atteignant une hauteur de 12 000 millimètres par an. La température moyenne de l’eau de mer est de 28 °C.
L'île est également sujette au passage des ouragans, de mai à novembre, qui se forment localement dans les Antilles ou au large du Cap-Vert en Afrique et dérivent dans les alizés d'est.

### Paysages et environnement
Le relief montagneux de l'île de Basse-Terre est dominé par le volcan de la Soufrière, surnommée aussi la Vieille Dame et point culminant des Petites Antilles. Elle est recouverte d'une forêt tropicale humide, regorge de cascades, de rivières et est bordée de plages de sable doré ou noir. L'île de Grande-Terre se compose (à l'ouest) d'une plaine bordée de mangroves depuis le Gosier jusqu'à Port-Louis, des Grands Fonds (au centre) et d'un plateau aride, dentelé de côtes rocheuses et sauvages (du nord à l'est). Le littoral sud de la Grande-terre, parsemé de plages de sable blanc à l'abri des récifs coralliens, concentre les grandes stations balnéaires depuis Gosier jusqu'à Saint-François. L'ile de Marie-Galante se caractérise par une falaise calcaire au nord, un plateau qui devient « mornes » à l'est et au sud et qui bascule en pentes escarpées vers une plaine littorale. À l'ouest de l'île, face à la Basse-Terre, les plages et les mangroves s'étendent le long de la mer des Caraïbes et un milieu naturel humide du littoral s'étend dans la baie de Folle-Anse.

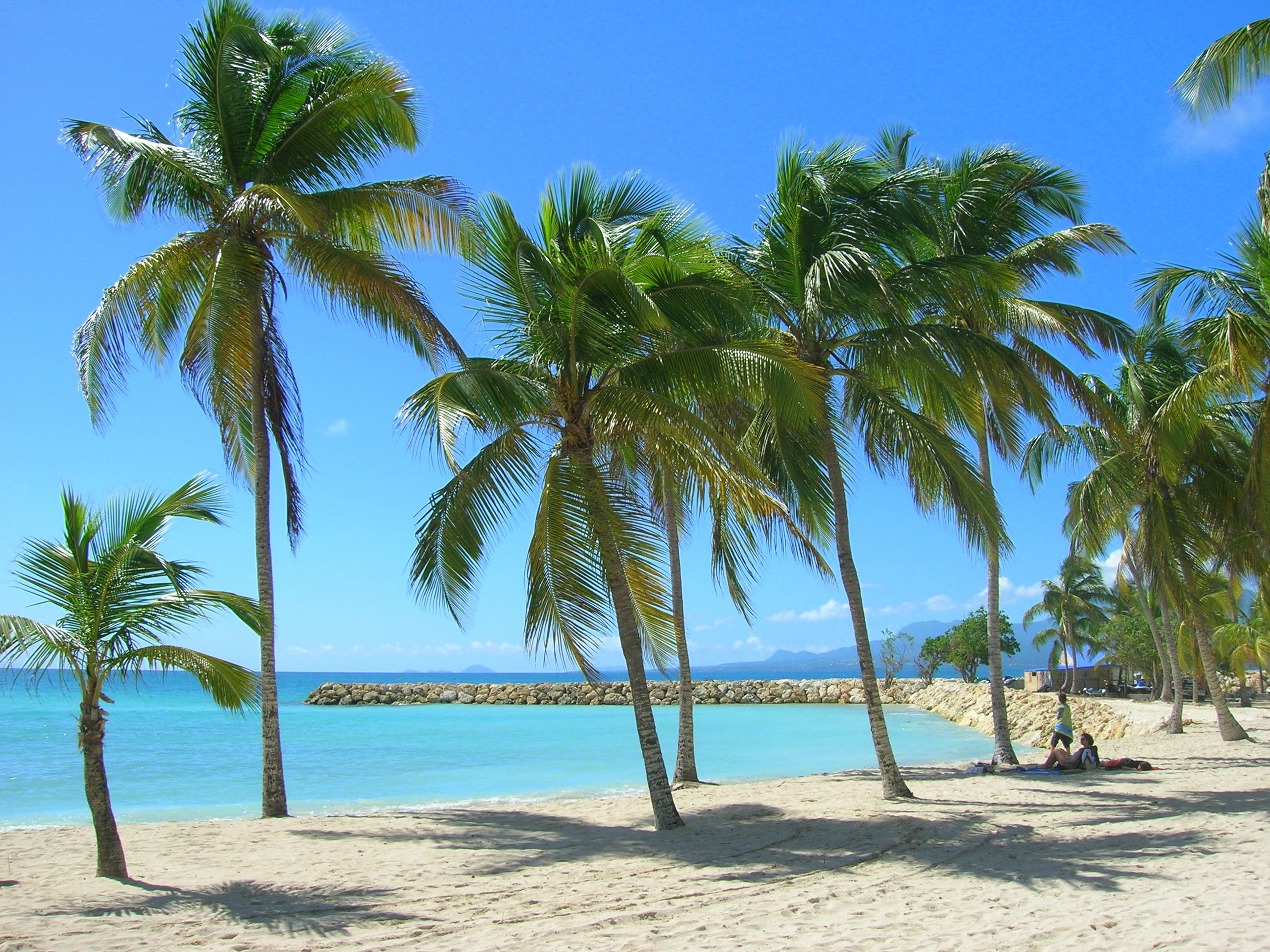
La plage de Sainte-Anne.
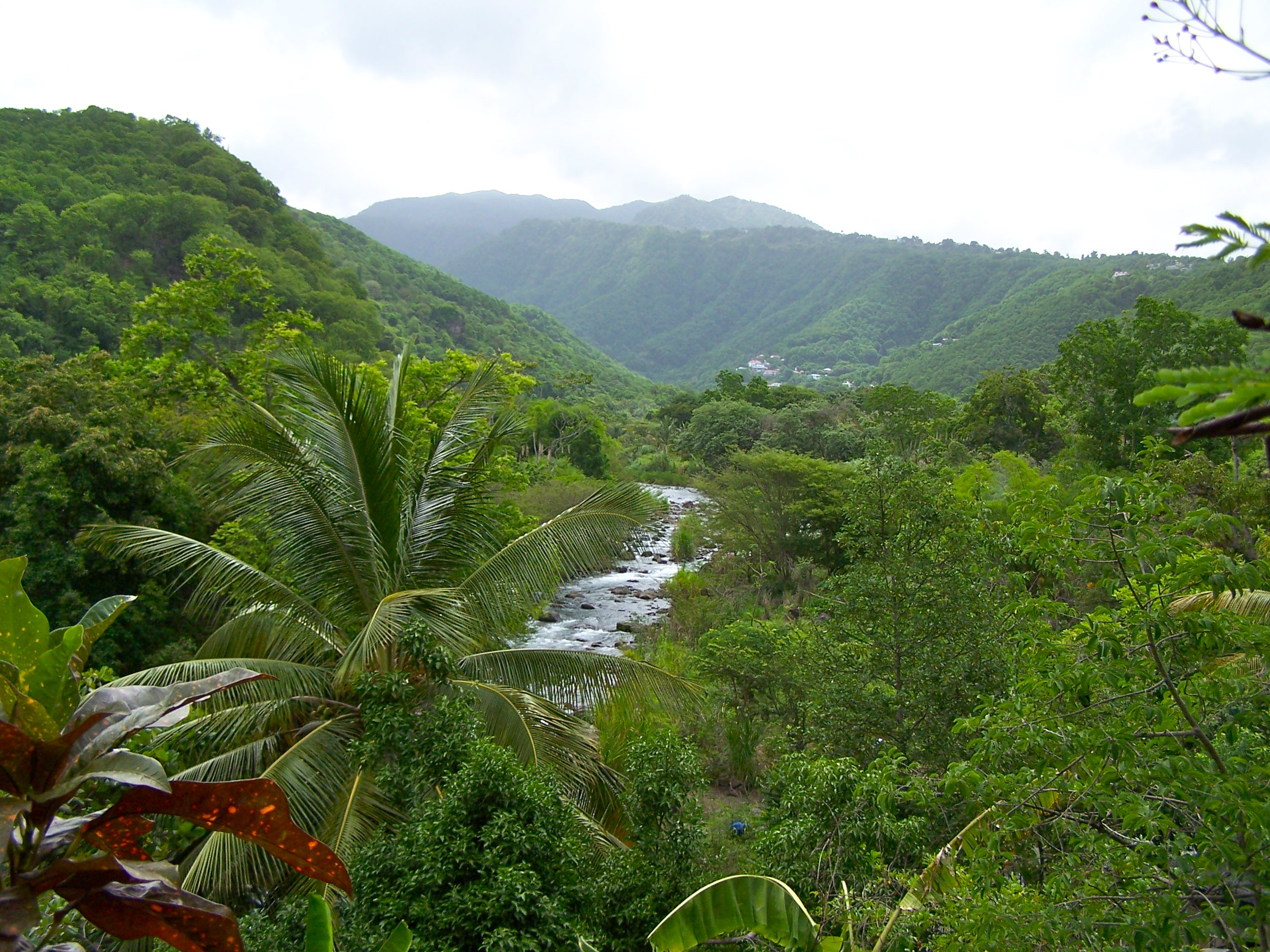
La Grande-Rivière des Vieux-Habitants, Vieux-Habitants.
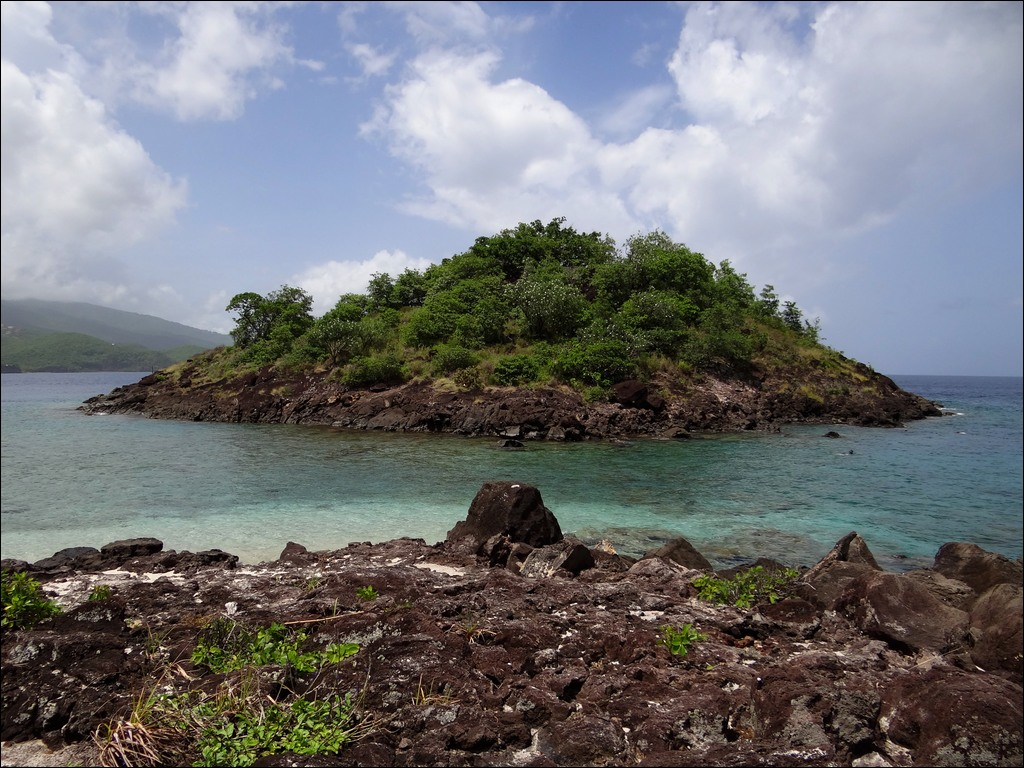
Les Îlets Pigeon dans la Réserve Cousteau, Parc National de la Guadeloupe, Bouillante.
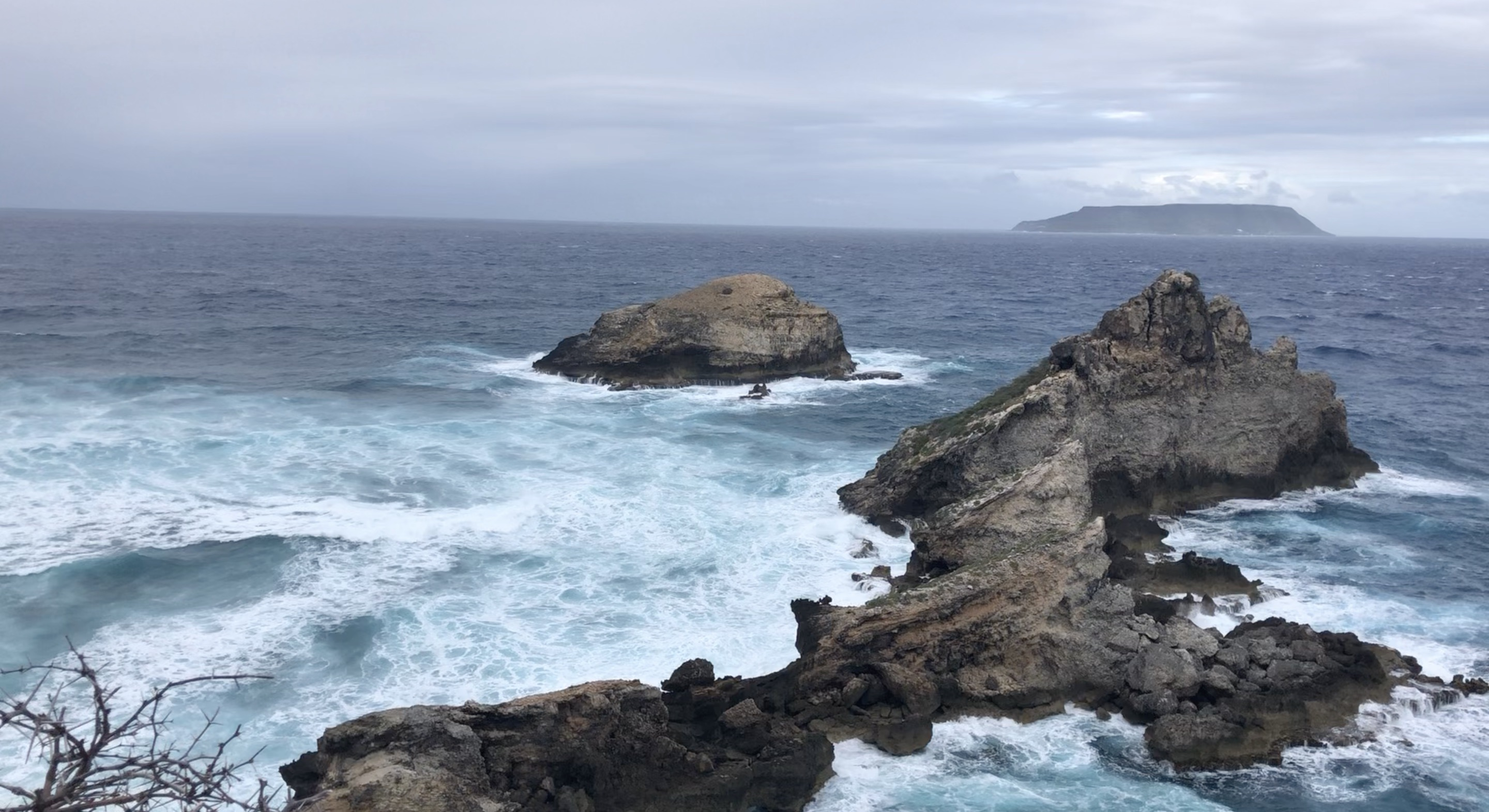
Vue de l'île de la Désirade depuis la Pointe des Châteaux, Saint-François.
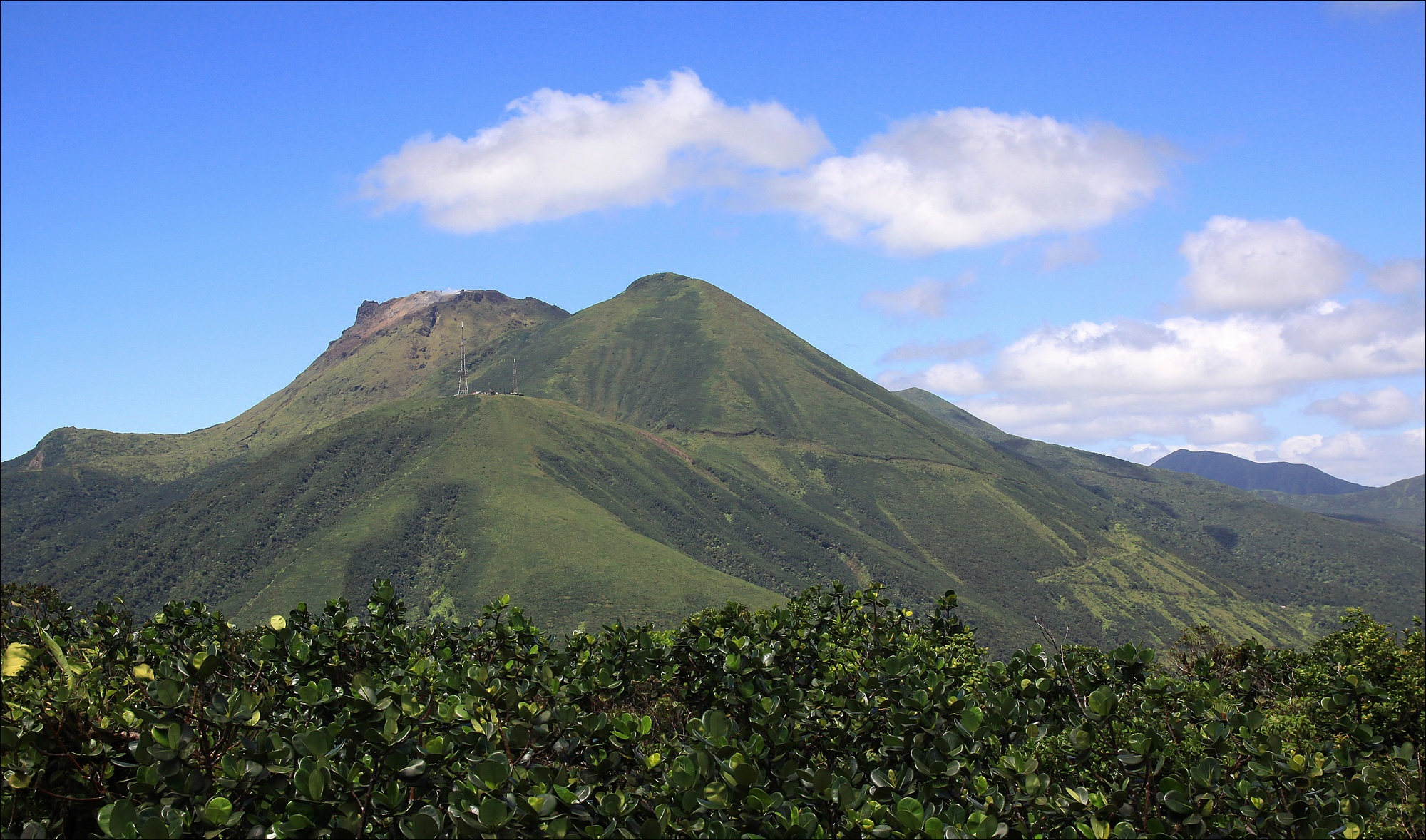
Massif volcanique de la Soufrière, Basse-Terre.
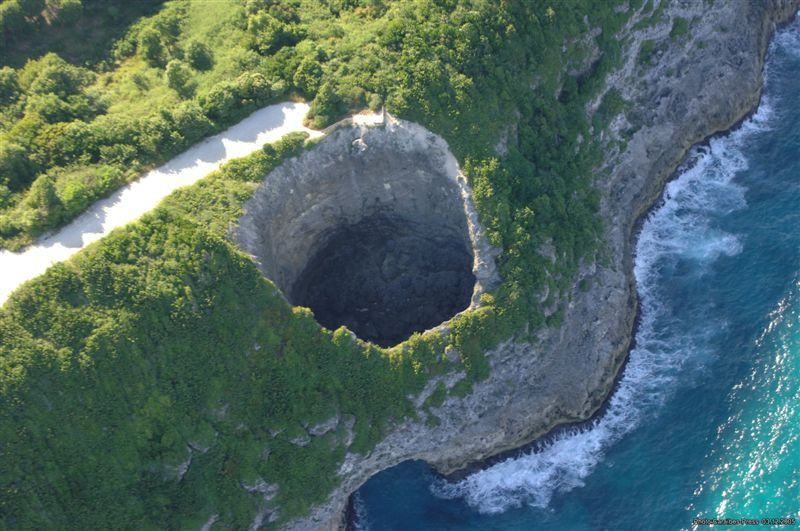
La Gueule Grand Gouffre, île de Marie-Galante.
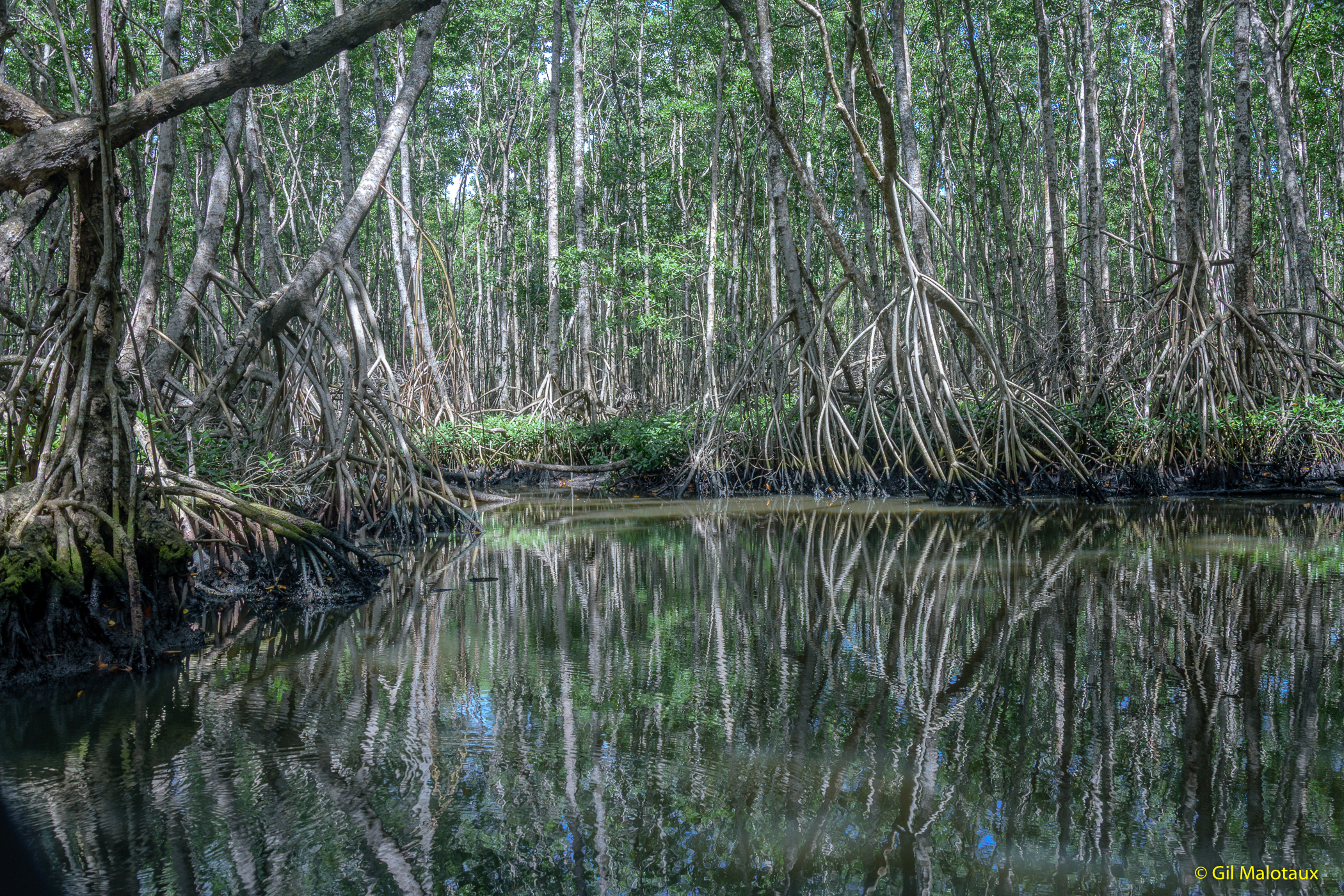
La forêt de mangrove, Le Moule.
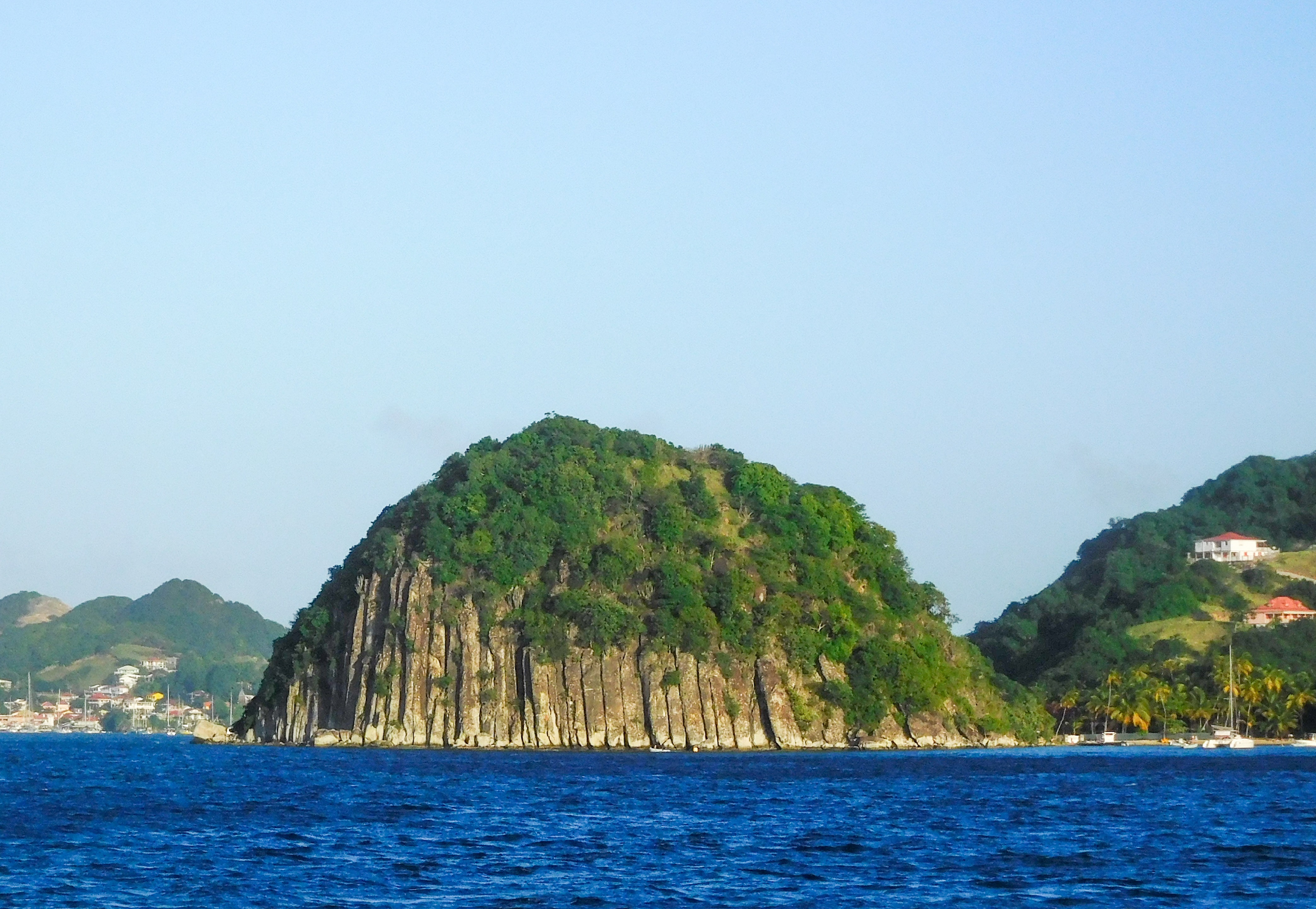
Le Pain de Sucre, île de Terre-de-Haut.
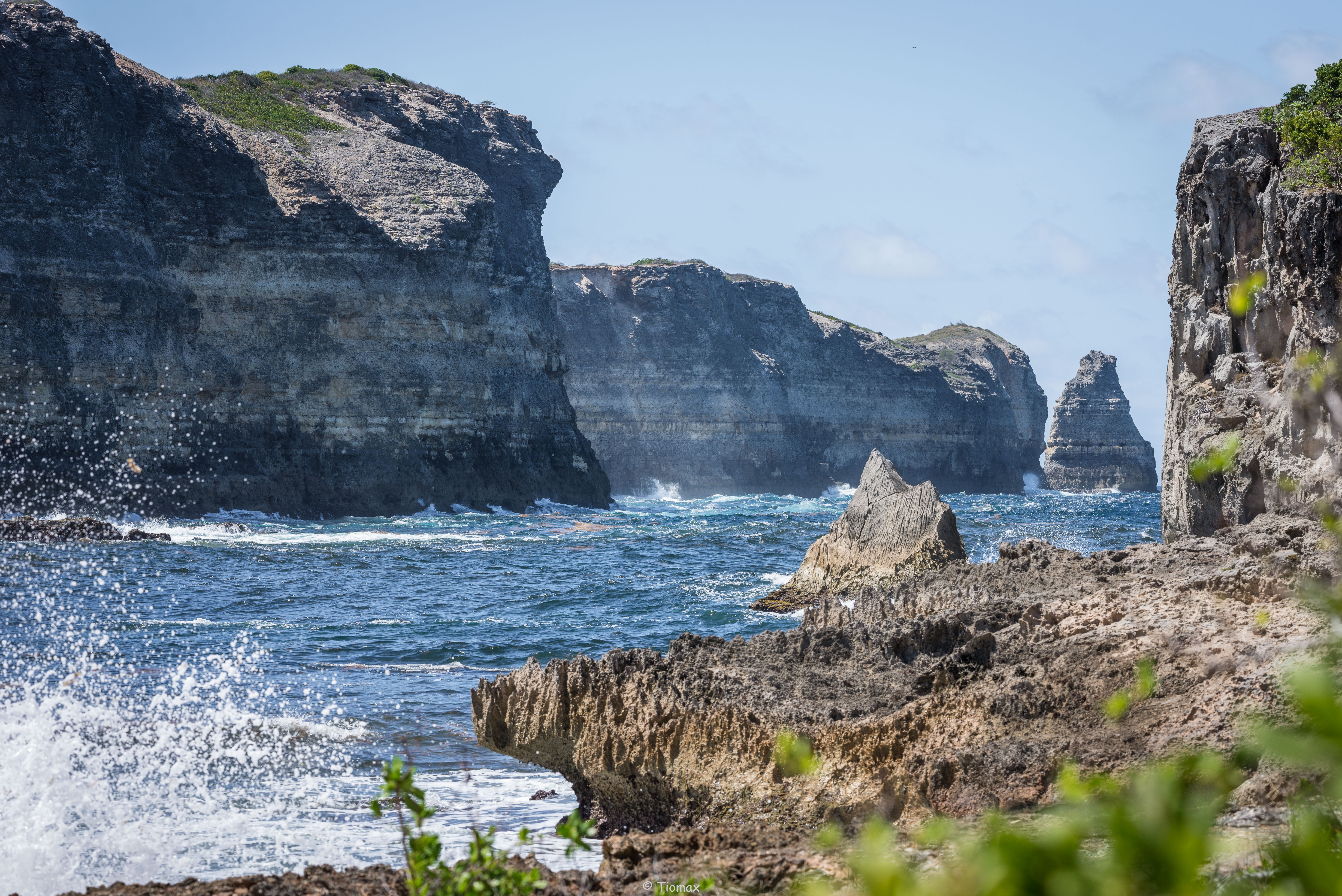
Falaises de la Porte d'Enfer, Anse-Bertrand.
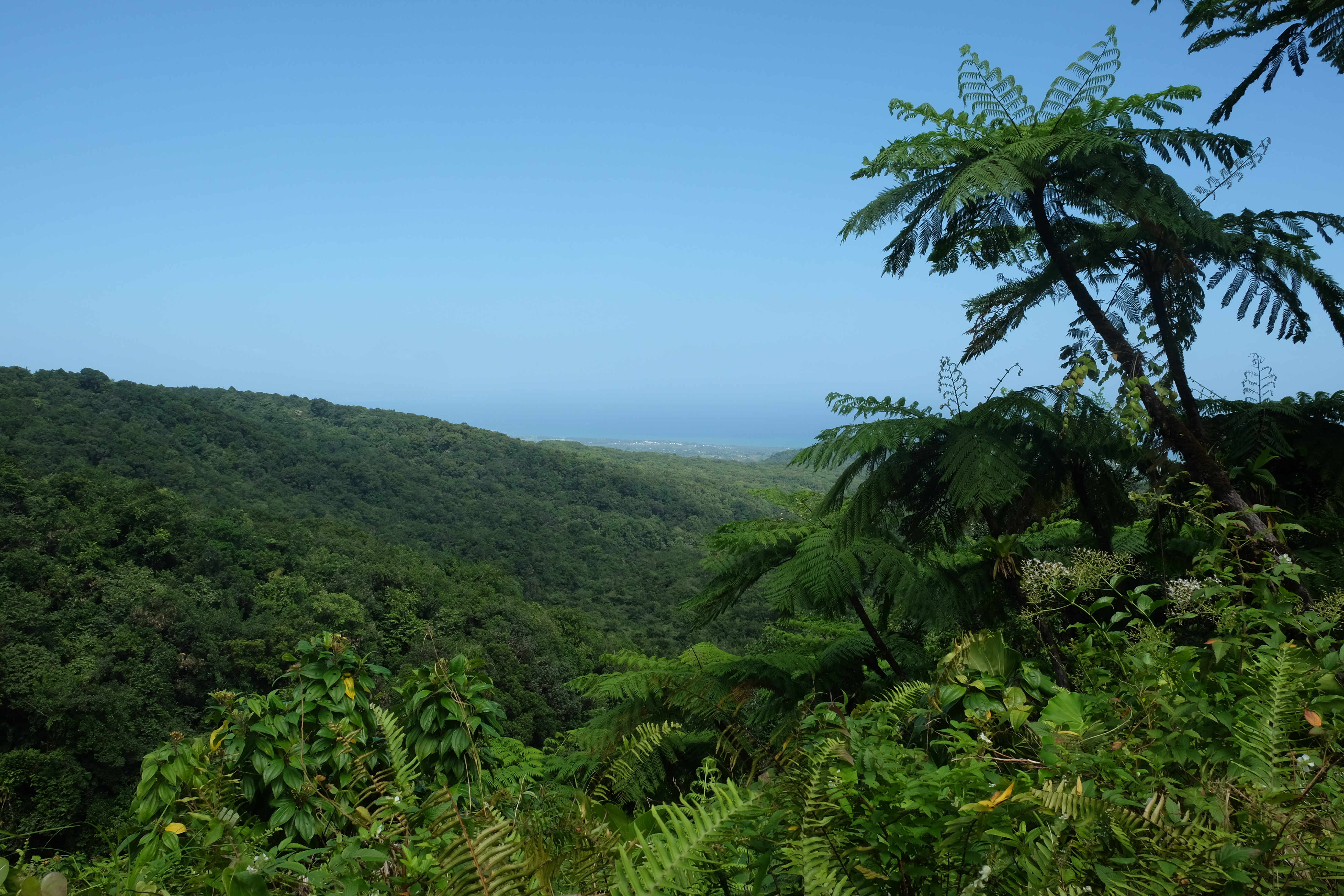
Panorama depuis les Chutes du Carbet, Capesterre-Belle-Eau.

La Guadeloupe et les Antilles constituent un point chaud de biodiversité. Comme les autres Petites Antilles, la Guadeloupe a émergé de l'océan il y a moins de cinq millions d'années et son isolement a favorisé l'émergence d'un fort taux d'endémisme. L'archipel était entièrement recouvert de forêt avant l'arrivée des européens au XVIe siècle, et cette arrivée s'est accompagnée d'invasions biologique et de défrichements qui ont eu un impact sévère sur la biodiversité. De nombreuses espèces ont disparu de l'île telles que l'Amazone de la Guadeloupe, le rat mondoungue, le lamantin des Caraïbes, le phoque moine des Caraïbes, l'améive de Guadeloupe. Selon un rapport de la DEAL de la Guadeloupe et de la Martinique : 1 260 plantes vasculaires, huit mammifères, 14 oiseaux, 11 reptiles, quatre amphibiens et quatre espèces de poissons d'eau douce ont été introduits dans les Antilles françaises. Parmi lesquelles le Miconia calvescens, le rat, la mangouste, le poisson-lion et la fourmi manioc sont considérées comme espèces invasives.

#### Flores terrestre et aquatique
La forêt tropicale humide de Basse-Terre (300 à 1 000 m d'altitude) se compose de grands arbres (gommier blanc, acomat-boucan, châtaigner), d'arbustes et d'herbacées (palmiste montagne, balisier, fougères), de plantes épiphytes (broméliacées, philodendrons, orchidées) et de lianes. La savane humide (au-dessus de 1 000 m) se compose de mousses, lichens, sphaignes ou de plantes (mangles-montagnes, violettes des hauts, thym-montagne). La forêt sèche occupe une grande partie de Grande-Terre, Marie-Galante, Les Saintes, La Désirade et se développe aussi sur la côte sous le vent de Basse-Terre. La forêt de littoral se développe plus difficilement en raison de la nature du sol, de la salinité, du soleil et du vent (raisinier bord de mer, mancenillier (arbre très toxique dont le tronc est marqué d'un trait rouge), icaquier, cocotier). Sur les falaises et dans les zones arides poussent des cactées (figuier de Barbarie, cactus-raquette, Tête à l'anglais », aloès).
La mangrove se structure en trois niveaux, allant du plus proche de la mer au plus éloigné. Au premier se trouvent les palétuviers rouge, au second les Palétuviers noirs forment la mangrove arbustive et au troisième niveau les palétuviers blancs forment la mangrove haute. En retrait (là où la marée et le sel ne pénètrent pas) se développe parfois une forêt marécageuse, unique à la Guadeloupe, où pousse le Mangle-médaille.
Les herbiers, comme ceux tapissant le lagon du Grand Cul-de-sac marin, constituent un écosystème et une zone de transition entre la mangrove et les récifs coralliens. Parmi les quatre espèces de plantes à fleurs qui s'y développent, la Thalassia testudinum est la plus répandue.
Un rapport de la DEAL informe qu'en 2020 la Guadeloupe compte 256 espèces végétales menacées, 110 autres quasi menacées comme le Gaïac (en « danger ») et le cactus Tête à l’anglais (en « danger critique »), et cinq espèces disparues (dont quatre orchidacées).

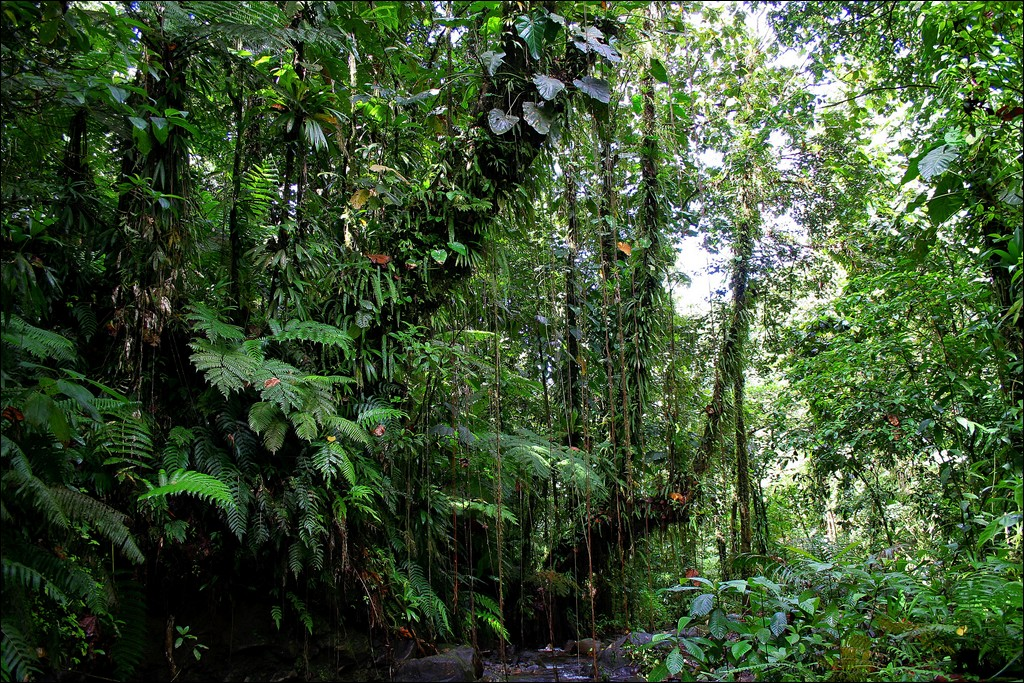
Forêt tropicale humide.
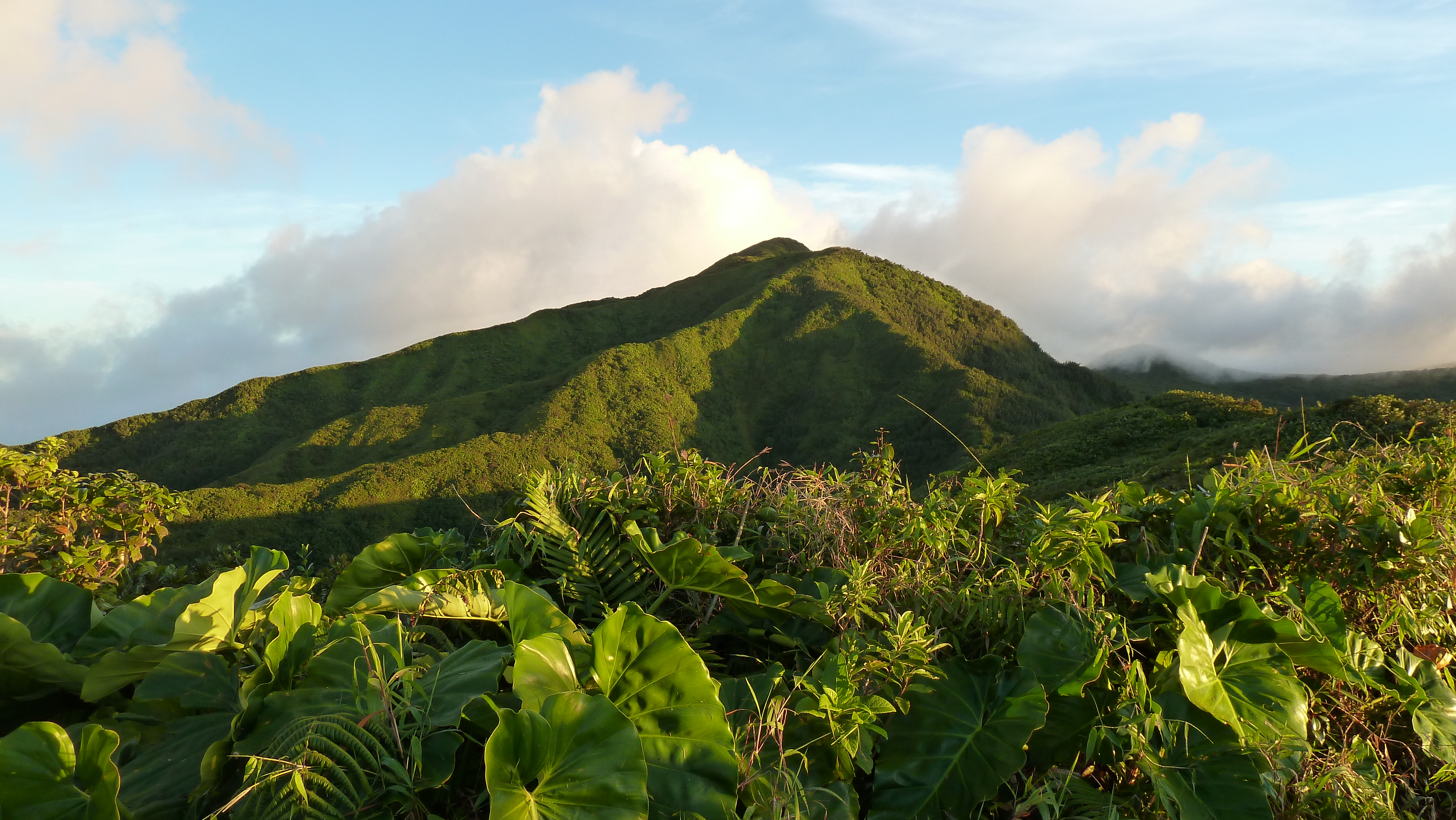
Savane humide.
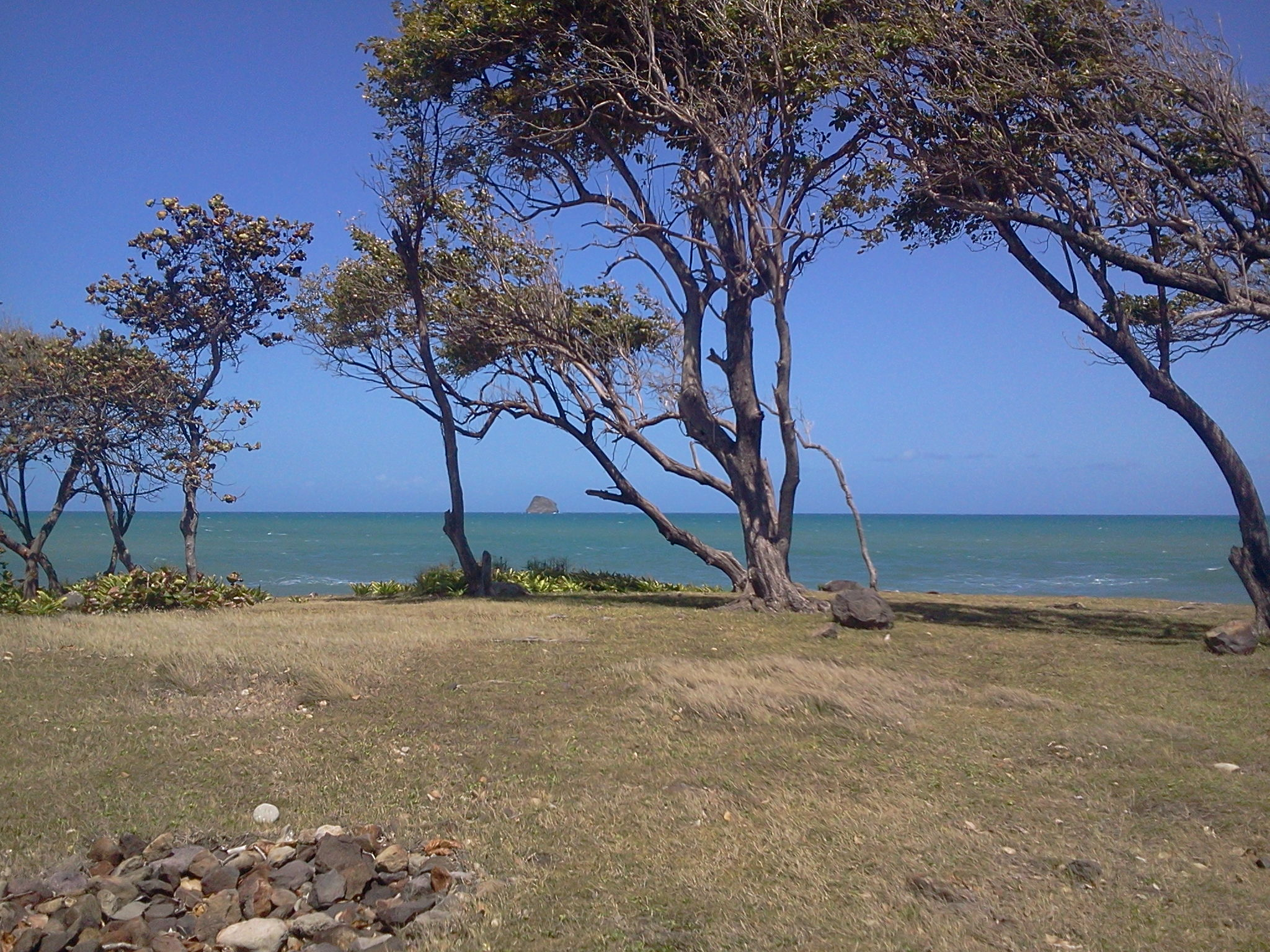
Forêt sèche de littoral.
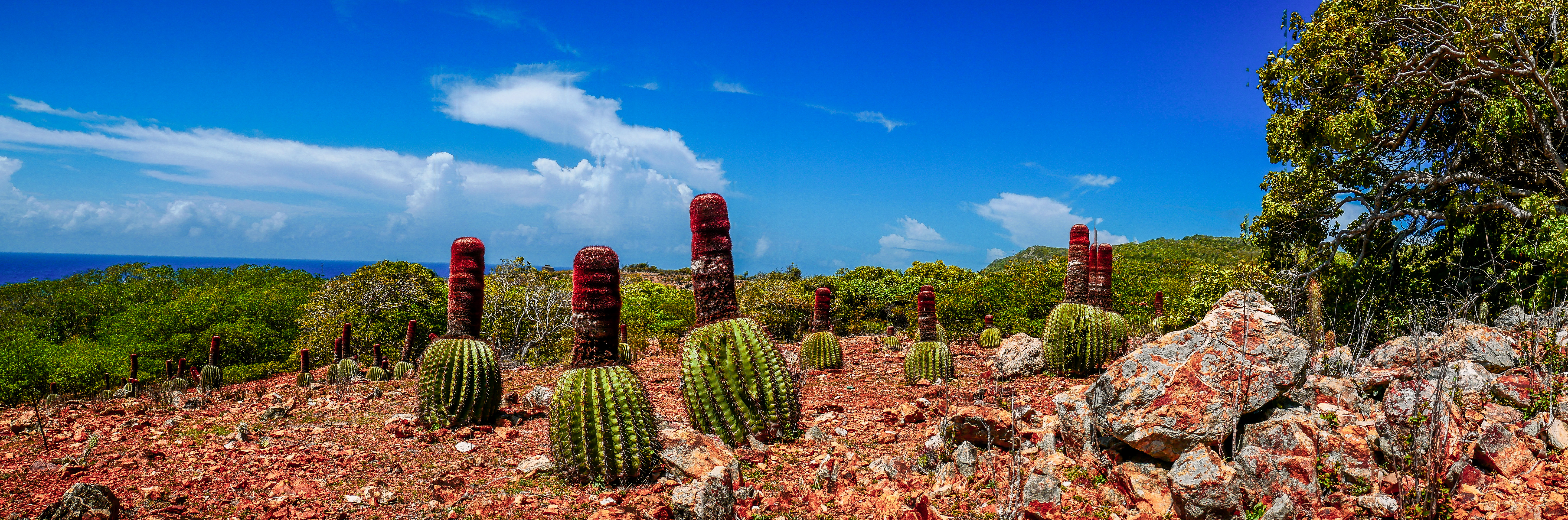
Cactus « Têtes à l'Anglais » poussant en zone aride.
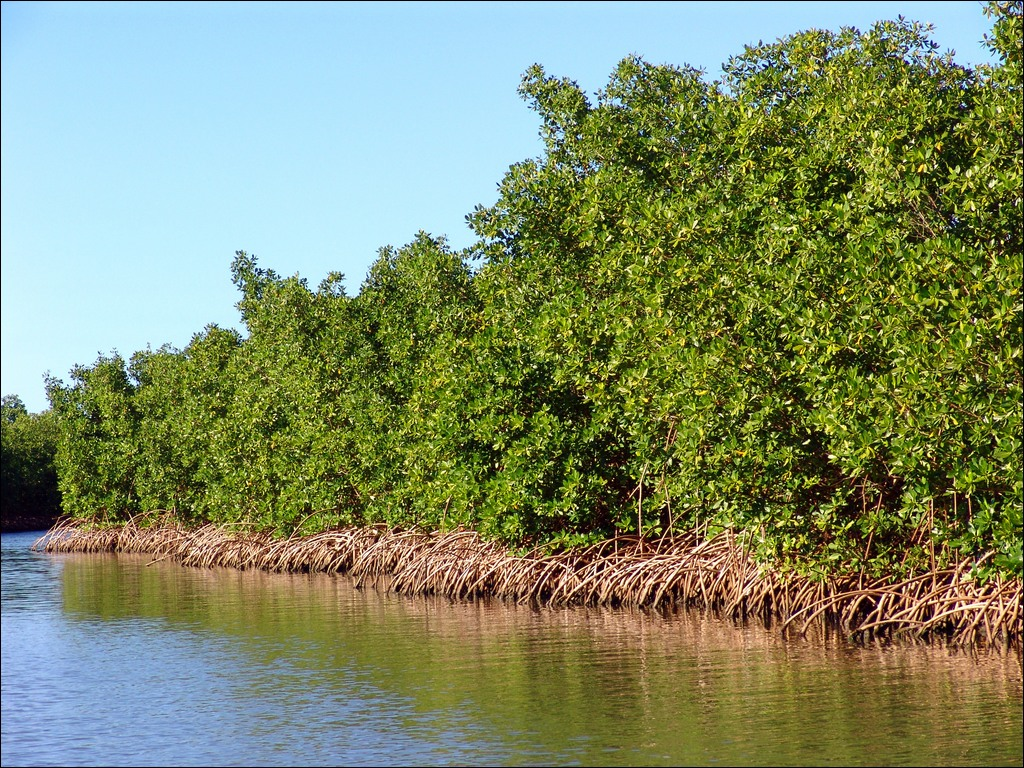
Littoral de mangrove.

#### Faunes terrestre et aquatique
La Guadeloupe compte de nombreuses espèces de papillons, de phasmes (localement nommés cheval à diable), de coléoptères de grande taille comme le Dynaste Hercule, et compte une espèce endémique d'araignée : la Holothele sulfurensis. On y rencontre des reptiles comme la tortue charbonnière à pattes rouges appelée molokoï, des couleuvres (Alsophis antillensis, Alsophis sanctonum), un serpent ressemblant à un ver de terre (Typhlops guadeloupensis), des iguanes (Iguana delicatissima, Iguana iguana), un gecko (mabouia) et des petits lézards (anolis). Deux batraciens sont endémiques de la Basse-Terre : l’hylode de Pinchon et l’hylode de Barlagne. Il y existe une grande diversité d'oiseaux (Colibri huppé, Pic de Guadeloupe (endémique et classé « quasi menacé »), Crécerelle d'Amérique, Pélican brun, Frégate superbe). On y estime à 13 les espèces de chauve-souris (myotis de la Dominique, noctilion pêcheur, grande chauve-souris brune guadeloupéenne). Les mammifères emblématiques sont le raton laveur de la Guadeloupe et l'agouti doré (protégé et en voie de disparition).
Certains cours d'eau sont parfois peuplés d'ouassous (crevettes d'eau douce locales).
L'archipel est bordé de récifs coralliens et celui situé dans le Grand Cul-de-sac Marin, long de 29 km est le plus long des Petites Antilles. Cet espace abrite 50 espèces de coraux parmi lesquelles, depuis 2017, 16 sont protégées dans les Antilles françaises. Les eaux guadeloupéennes sont également riches en animaux invertébrés : éponges, monnaies caraïbe, anémones de mer, étoiles de mer, en grands mammifères : grand cachalot ou Baleine à bosse, en poissons de récifs : perroquet, poisson-lion, poisson « coffre », congre, diodon, poissons côtiers et océaniques : orphie, exocet, daurade, requins, marlin, espadon, et en reptiles : tortue caouane, tortue olivâtre, tortue « karet », tortue verte.

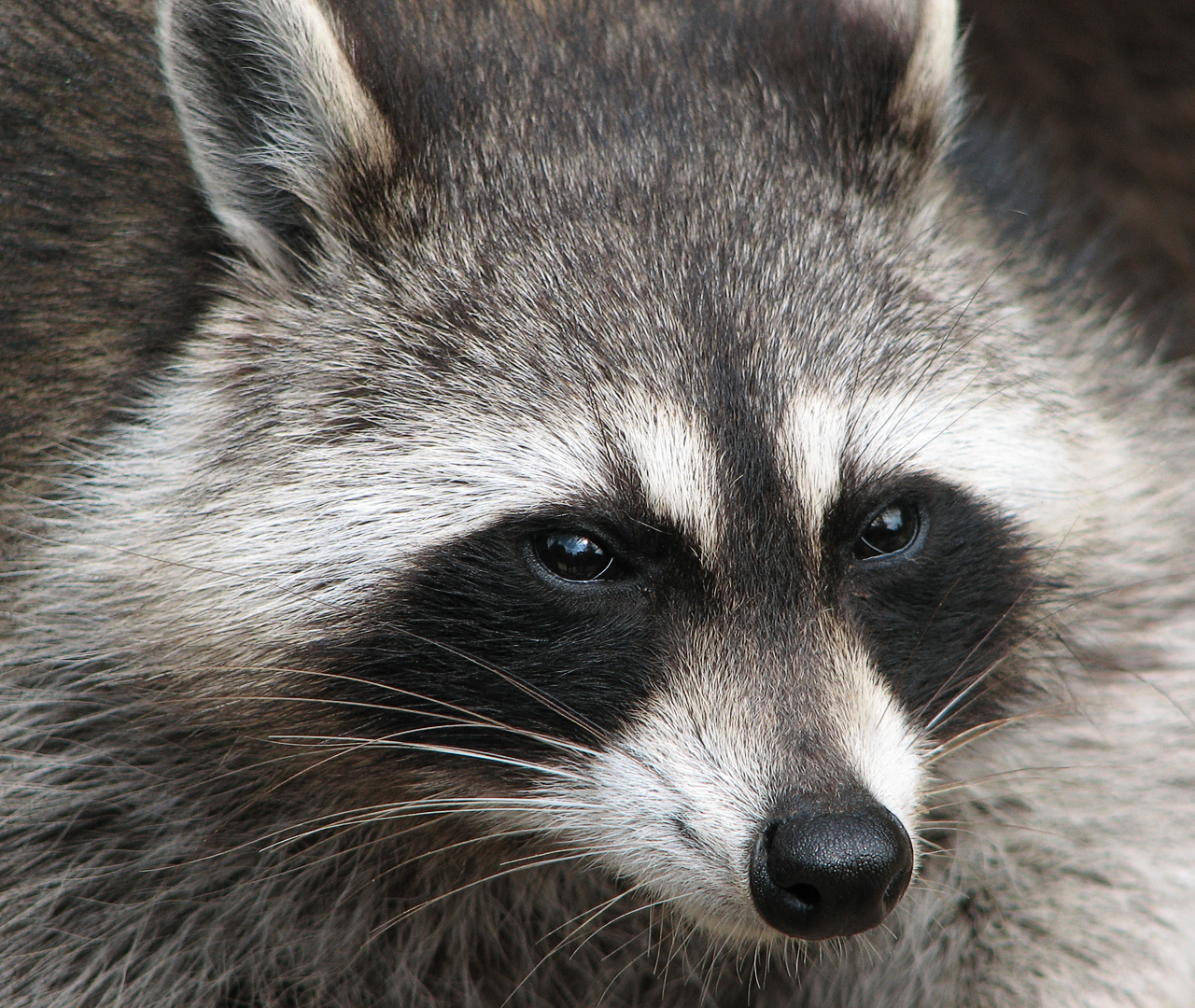
Un raton laveur de la Guadeloupe (Procyon minor).
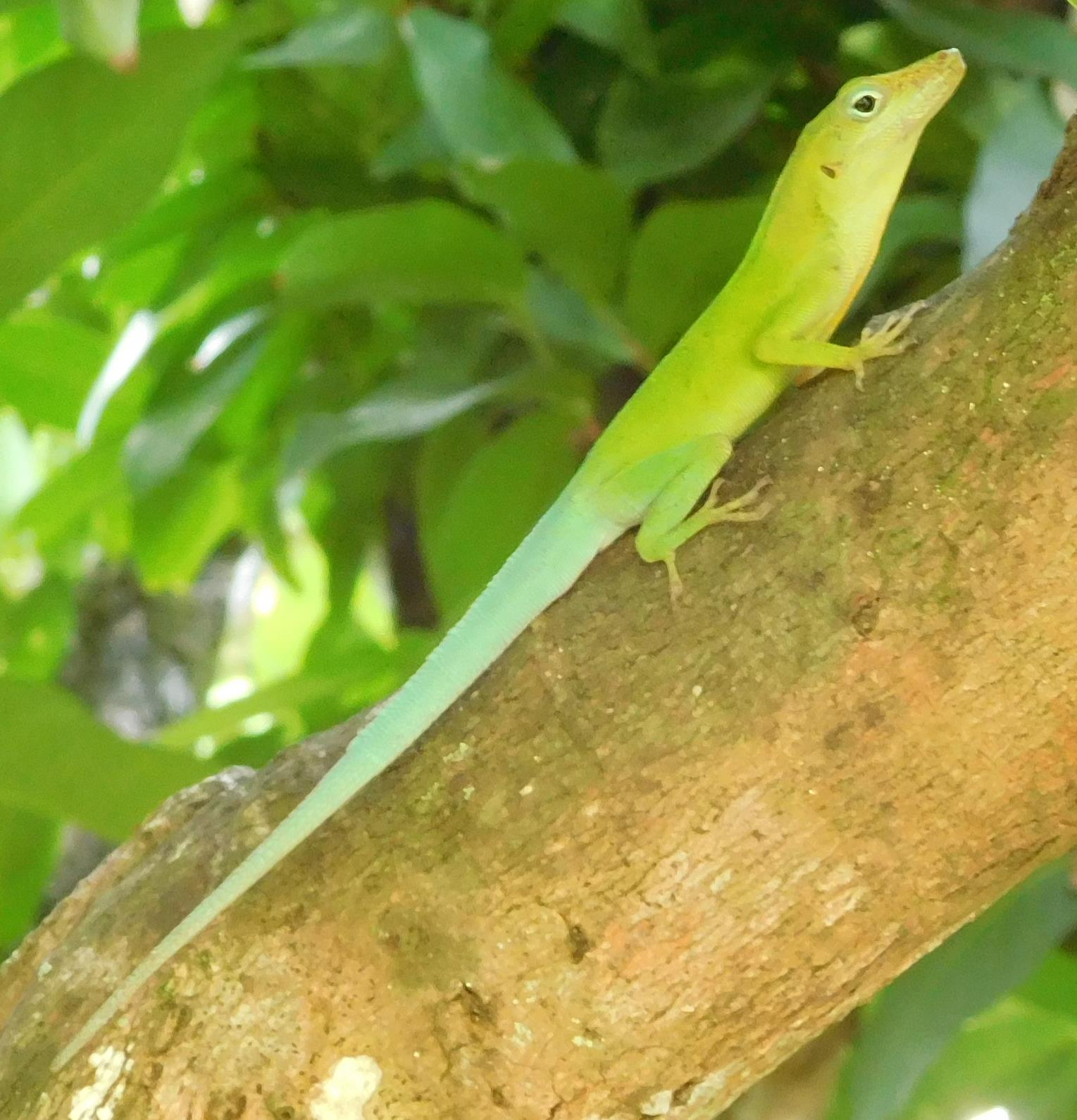
Anolis.
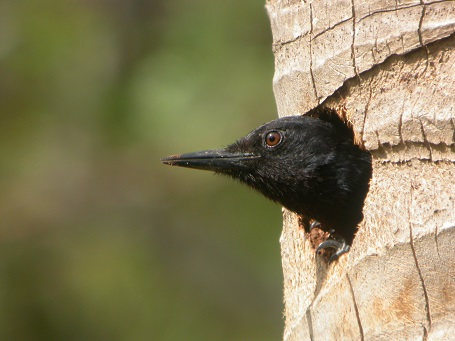
Pic de Guadeloupe.
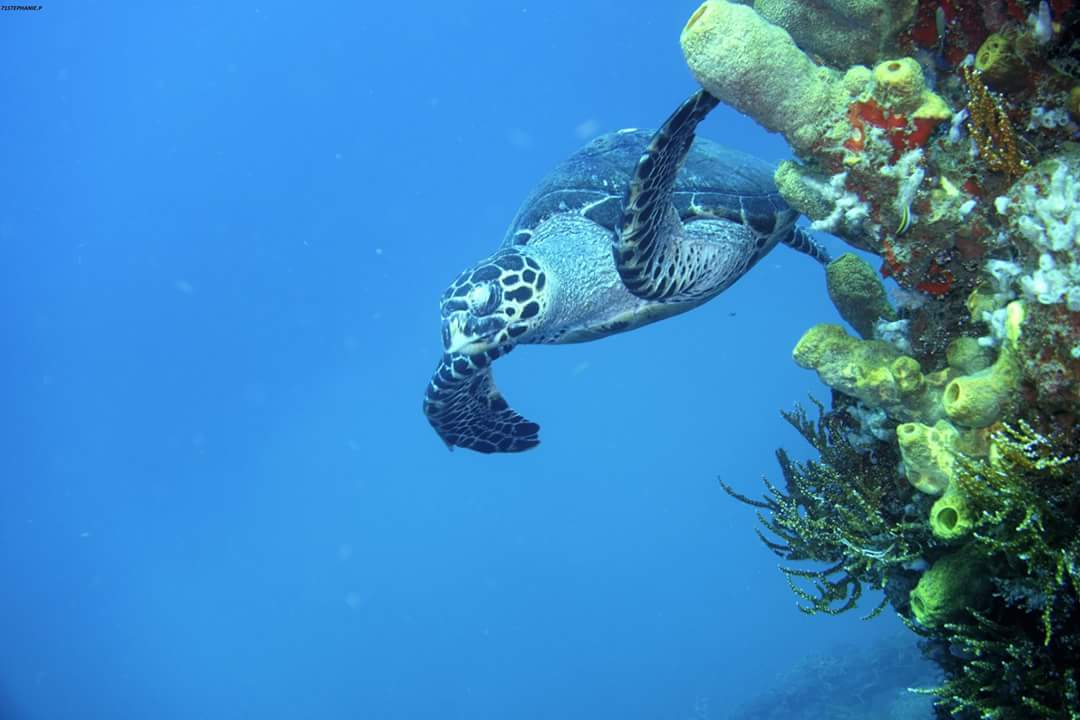
Tortue imbriquée ou karet.
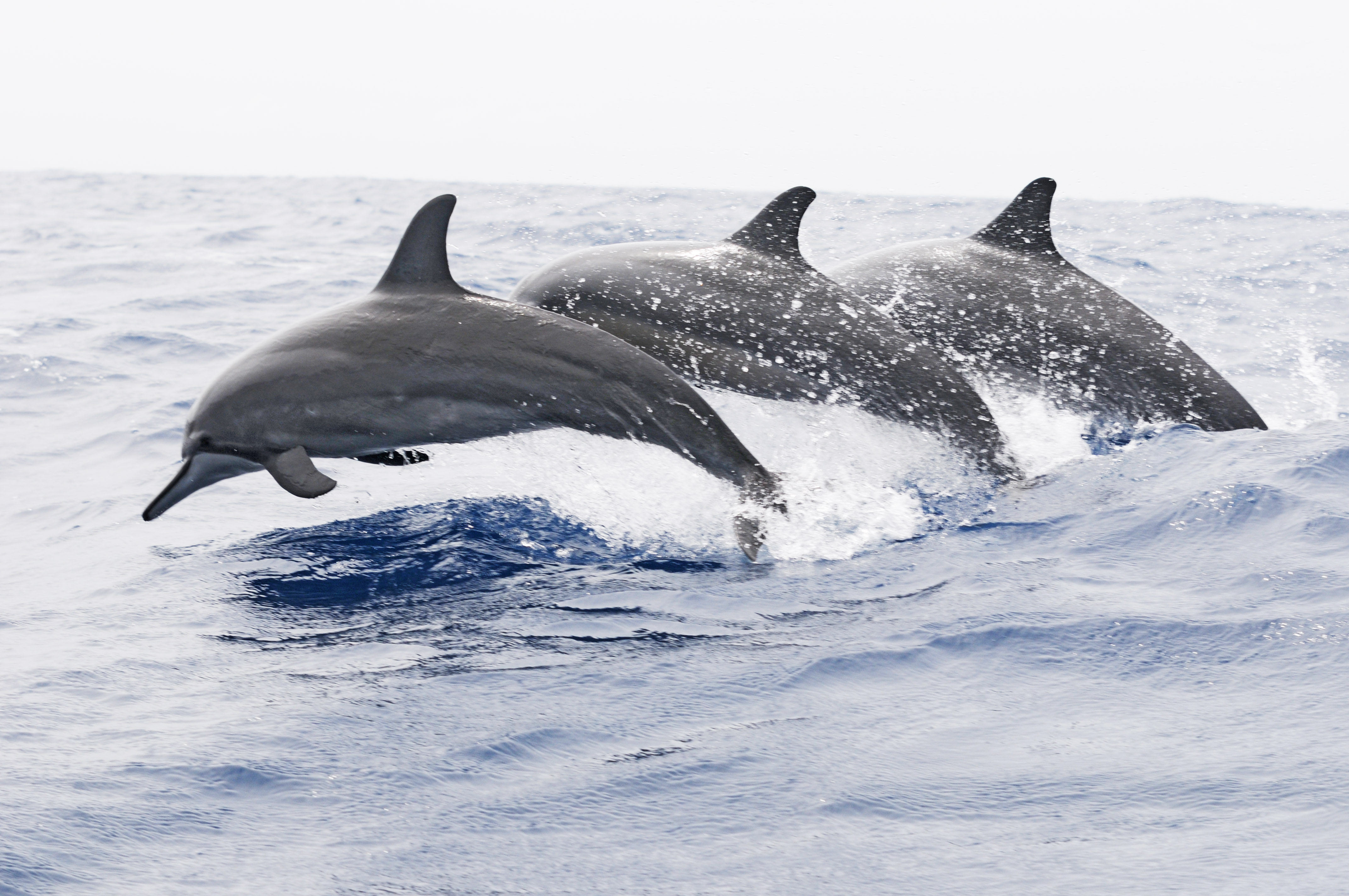
Dauphin à long bec.

### Préservation de l'environnement

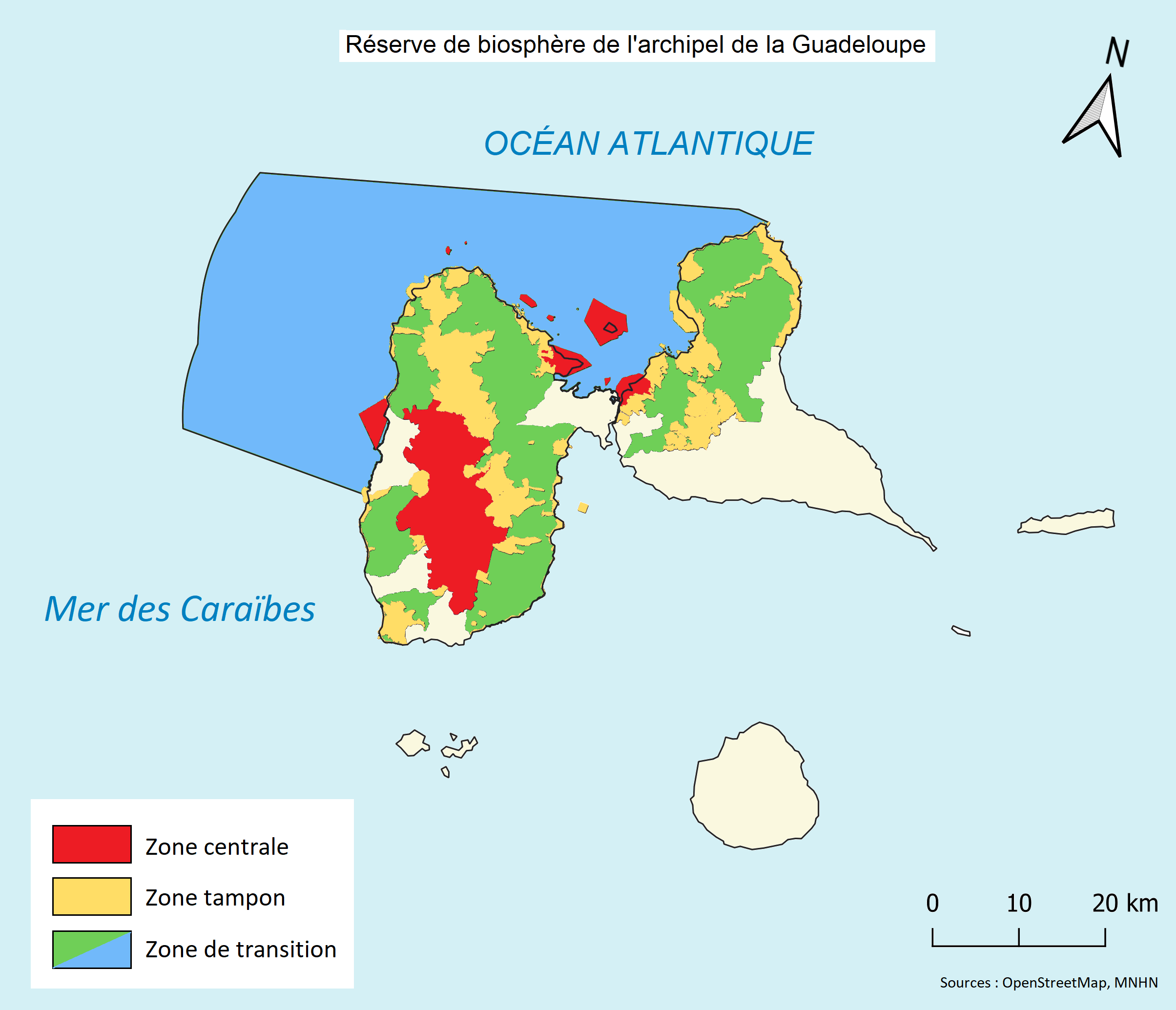
Carte représentant l'étendue de la Réserve de biosphère de l'archipel de la Guadeloupe.

Les milieux naturels guadeloupéens souffrent des prélèvements (chasse et pêche en particulier), du recul de la forêt, de l'urbanisation, de la périurbanisation et du développement de cultures intensives (banane et canne à sucre en particulier) qui ont atteint leur apogée dans les années 1955-75. En conséquence les herbiers et les récifs sont dégradés à hauteur de 50 % autour des grandes îles, les herbiers, palétuviers et mangroves à Marie-Galante, aux Saintes et à la Désirade ont quasiment disparu, et sont constatées une augmentation de la salinité de la nappe d’eau douce souterraine due à « l’intensité de l’utilisation de la nappe » et des pollutions d’origine agricole (pesticides et composés azotés).
De plus, l'étude ChlEauTerre, dévoilée en mars 2018, conclut que 37 molécules anthropogéniques différentes (dont plus de la moitié est issue des résidus de pesticides désormais interdits, comme le chlordécone) ont été retrouvées sur « 79 % des bassins versants analysés en Grande-Terre et 84 % sur la Basse-Terre ». Un rapport de l’Office de l’eau de Guadeloupe fait état en 2019 d'une « dégradation généralisée des masses d’eau ».
Malgré tout, il existe une volonté de préserver ces milieux dont l'environnement végétal et paysager restent préservés sur quelques parties des îles et constituent un atout sensible pour le tourisme. Ces espaces sont pour partie protégés et classés en ZNIEFF, parfois avec un statut de réserve naturelle, dont plusieurs grottes abritent des chiroptères protégés. En ce sens, le parc national de la Guadeloupe a été créé le 20 février 1989. En 1992, sous l'égide de l'Unesco, est créée la Réserve de biosphère de l'archipel de la Guadeloupe. Et dans la foulée, le 8 décembre 1993, le site du Grand Cul-de-sac marin est inscrit en tant que zone humide d’importance internationale. L'île devient ainsi le département d'outre-mer ayant le plus d'espaces protégés[réf. nécessaire].

#### Scandale environnemental de la chlordécone aux Antilles françaises
La population guadeloupéenne a été exposée au chlordécone, un insecticide dangereux, perturbateur endocrinien et vraisemblablement cancérogène,, autorisé entre 1972 et 1983 dans les bananeraies des Antilles, afin de protéger les bananeraies d'un charançon. Son autorisation à la vente avait été retirée en 1990 par le gouvernement français, mais une dérogation en permettra l'usage jusqu'en 1993, à la suite de la demande pressante des producteurs de banane, relayée par le député de la Martinique, Guy Lordinot. Son usage se poursuivra en réalité jusqu'aux années 2005-2007.
En 2019, une commission d'enquête parlementaire met en cause l'État pour avoir autorisé la vente de ce produit, dont la toxicité était pourtant connue, mais « ces responsabilités sont partagées avec les acteurs économiques. Les industriels d'abord, mais aussi les groupements de planteurs et certains élus.».
Santé publique France indique qu'il y aurait plus de 90% des adultes en Guadeloupe qui seraient contaminée par le chlordécone.
Des études sont en cours pour mieux mesurer les impacts de ces produits sur la santé. Des arrêtés d’interdiction de la pêche sont à respecter en Martinique et en Guadeloupe (poissons et crustacés d'eau douce genre ouassous, certaines espèces de poissons de lagon et de langouste), rappelle l'AFSSA, de même qu'il faut en zone contaminée éviter de consommer les légumes racines du jardin plus de deux fois par semaine.

### Risques naturels

Les îles des Caraïbes, sur le trajet des ouragans tropicaux.

Situées dans une région très exposée, la Guadeloupe et ses dépendances doivent faire face à de nombreux cyclones. L'ouragan le plus meurtrier à avoir frappé la Guadeloupe est l'ouragan de Pointe-à-Pitre de 1776 qui a fait au moins 6 000 morts.
Le 16 septembre 1989, le cyclone Hugo inflige de sérieux dégâts aux îles de l'archipel et marque profondément la mémoire des habitants de l'archipel. En 1995, trois cyclones (Iris, Luis et Marilyn) ont frappé l'archipel en moins de trois semaines. Quelques-uns des ouragans meurtriers ayant frappé la Guadeloupe sont les suivants :
- Au XXe siècle : Le 12 septembre 1928 : ouragan Okeechobee ; Le 11 août 1956 : ouragan Betsy ; Le 22 août 1964 : ouragan Cleo[45] ; Le 27 septembre 1966 : ouragan Inez[45] ; Du 16 au 17 septembre 1989 : ouragan Hugo[46] ; Du 14 au 15 septembre 1995 : ouragan Marilyn.
- Au XXIe siècle : Le 6 septembre 2017 : ouragan Irma ; Du 18 au 19 septembre 2017 : ouragan Maria.

Également localisée dans une zone de subduction entre les plaques américaine et caraïbe, traversée en surface par de nombreuses failles géologiques comme celles de la Barre ou Cadoue, point de départ en profondeur des Rifts de La Désirade et de Marie-Galante, la Guadeloupe est pour ces caractéristiques géologiques classées en zone III d'après le zonage sismique de la France et fait l'objet d'un plan de prévention des risques spécifique. Le séisme de 1843 aux Petites Antilles est, à ce jour[Quand ?], le séisme connu le plus violent. Il a causé la mort de plus d'un millier de personnes ainsi que de très importants dégâts à Pointe-à-Pitre,. Le 21 novembre 2004, les îles du département, notamment l'archipel des Saintes, furent frappées par un violent séisme atteignant la magnitude de 6,3 sur l'échelle de Richter et causant la mort d'une personne ainsi que de nombreux dégâts matériels.

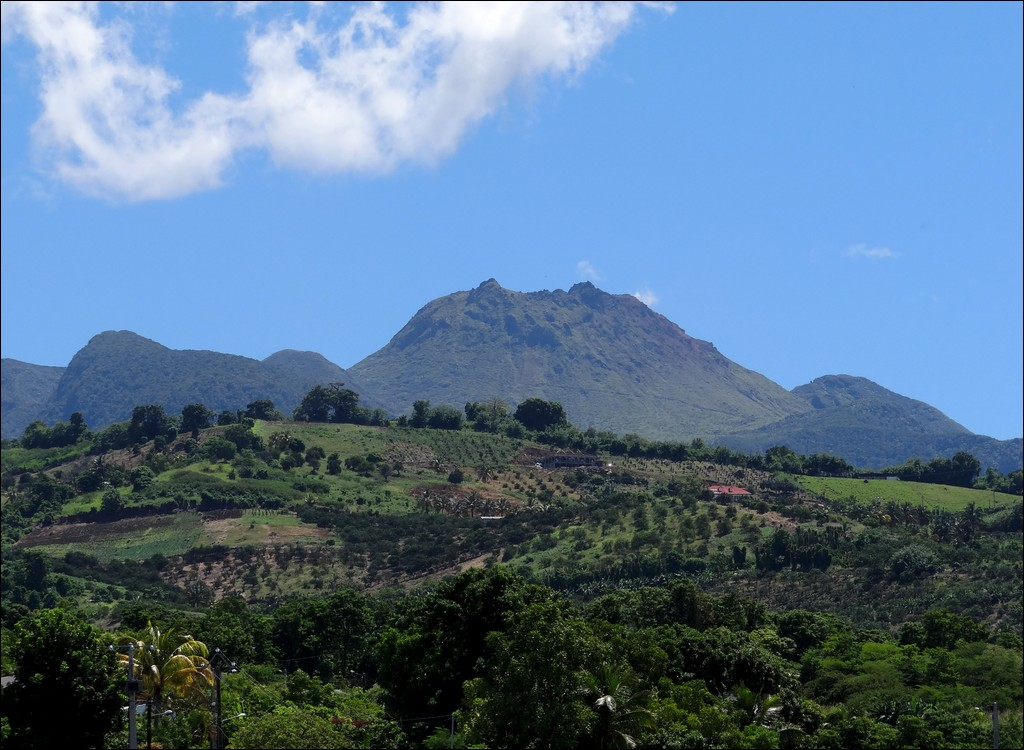
Vue de la Soufrière depuis la ville de Baillif.

Aussi, le territoire guadeloupéen est confronté aux risques de tsunamis pouvant provenir de divers lieux dans le monde :
- Le 1er novembre 1755 le tremblement de terre de Lisbonne donna naissance à un tsunami qui se propagea à travers l'Atlantique avant de toucher la Guadeloupe, 7 heures plus tard, générant une vague haute de 4 mètres qui déferla sur la ville de Sainte-Anne et fit plusieurs victimes[51]
- En 2003, 2004 et 2006, à la suite de plusieurs éruptions à Montserrat et d'un tremblement de terre survenu aux Saintes, des tsunamis ont atteint les côtes guadeloupéennes en moins d'une dizaine de minutes[52].

Enfin, la Soufrière également surnommée « vyé madanm la » en créole guadeloupéen, littéralement « la vieille dame » en français, est un volcan en activité situé sur le territoire de la commune de Saint-Claude, dans le sud de l'île de Basse-Terre. La commune de Basse-Terre, chef-lieu de la Guadeloupe se trouve à une dizaine de kilomètres au sud-ouest. C'est un volcan actif de type péléen — explosif à nuées ardentes —, donc très dangereux, et de formation récente (100 000 à 200 000 ans). Son activité actuelle est marquée par des fumerolles, des vapeurs sulfureuses et des sources chaudes sur différents points du sommet. Il est le seul à être actif en Guadeloupe depuis les dernières 10 000 années. La dernière éruption de la Soufrière (une éruption phréatique) date de 1976 et elle a conduit à l’évacuation de la partie sud de la Basse-Terre ainsi que de la préfecture, soit 73 600 personnes sur trois mois et demi.

### Répartition spatiale de la population et des activités
| Rang | Île           | Population (2018) | Population (1999) | Croissance | Superficie (km2) | Densité |
| ---- | ------------- | ----------------- | ----------------- | ---------- | ---------------- | ------- |
| 1    | Grande-Terre  | 188 472           | 196 767           | - 4,22 %   | 586,68           | 321     |
| 2    | Basse-Terre   | 184 533           | 172 693           | + 6,86 %   | 847,82           | 218     |
| 3    | Marie-Galante | 10 655            | 12 488            | - 14,7 %   | 158,01           | 67      |
| 4    | Terre-de-Haut | 1 526             | 1 729             | - 11,7 %   | 5,22             | 292     |
| 5    | La Désirade   | 1 432             | 1 620             | - 11,6 %   | 21,42            | 67      |
| 6    | Terre-de-Bas  | 1 011             | 1 269             | - 20,3 %   | 7,58             | 133     |
| 7    | Petite-Terre  | 0                 | 0                 |            | 1,70             |         |

| Rang | Unités urbaines             | Population (2012) | Population (1999) | Croissance | Activités                              | Îles                        |
| ---- | --------------------------- | ----------------- | ----------------- | ---------- | -------------------------------------- | --------------------------- |
| 1    | Pointe-à-Pitre - Les Abymes | 257 361           | 243 515           | + 5,69 %   | Pôle économique, agriculture, tourisme | Grande-Terre et Basse-Terre |
| 2    | Basse-Terre                 | 51 315            | 52 475            | - 2,21 %   | Pôle administratif                     | Basse-Terre                 |
| 3    | Capesterre-Belle-Eau        | 27 486            | 24 628            | + 11,60 %  | Agriculture                            | Basse-Terre                 |
| 4    | Sainte-Rose                 | 20 379            | 17 574            | + 15,96 %  | Agriculture                            | Basse-Terre                 |

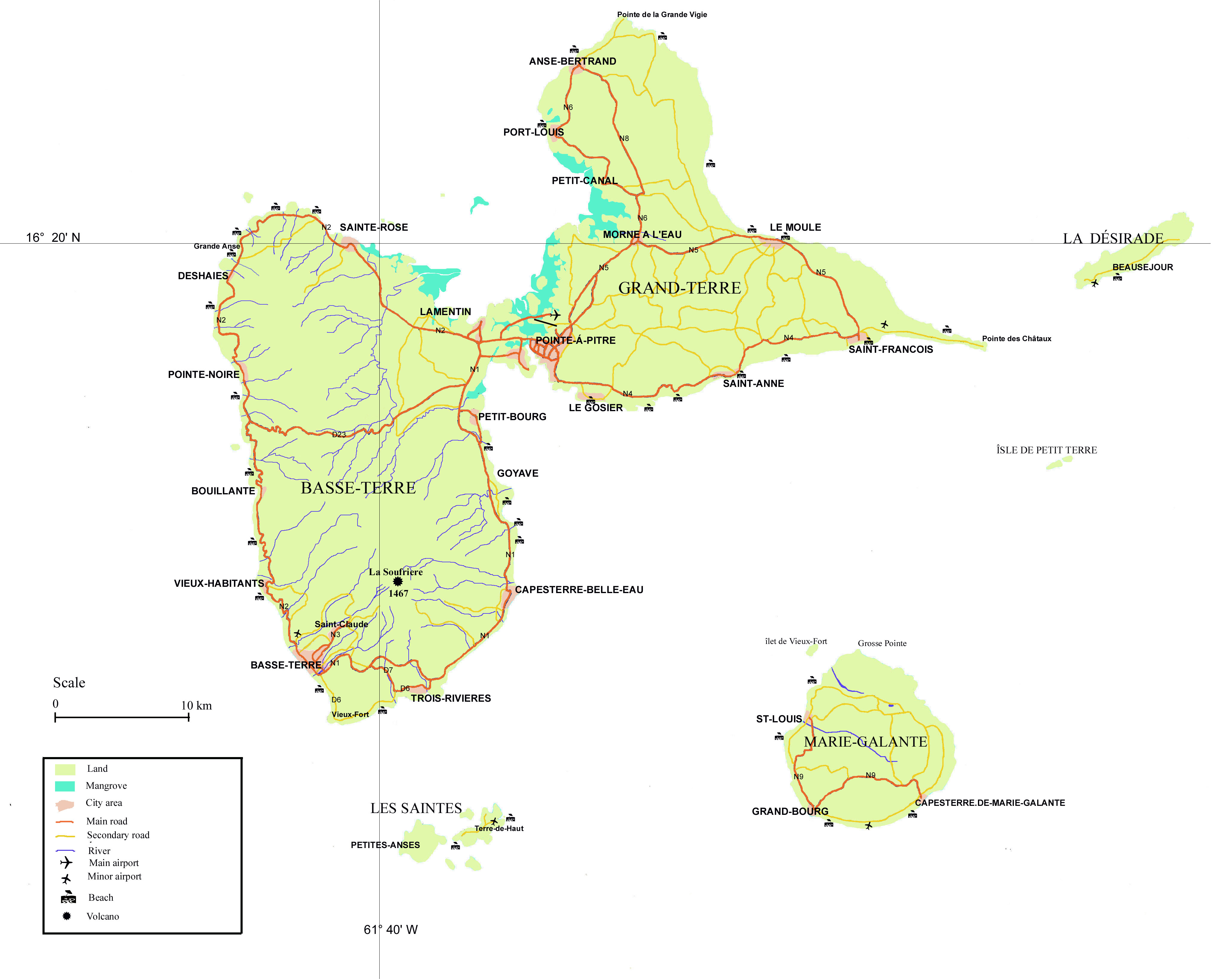
Carte de la Guadeloupe et ses dépendances.

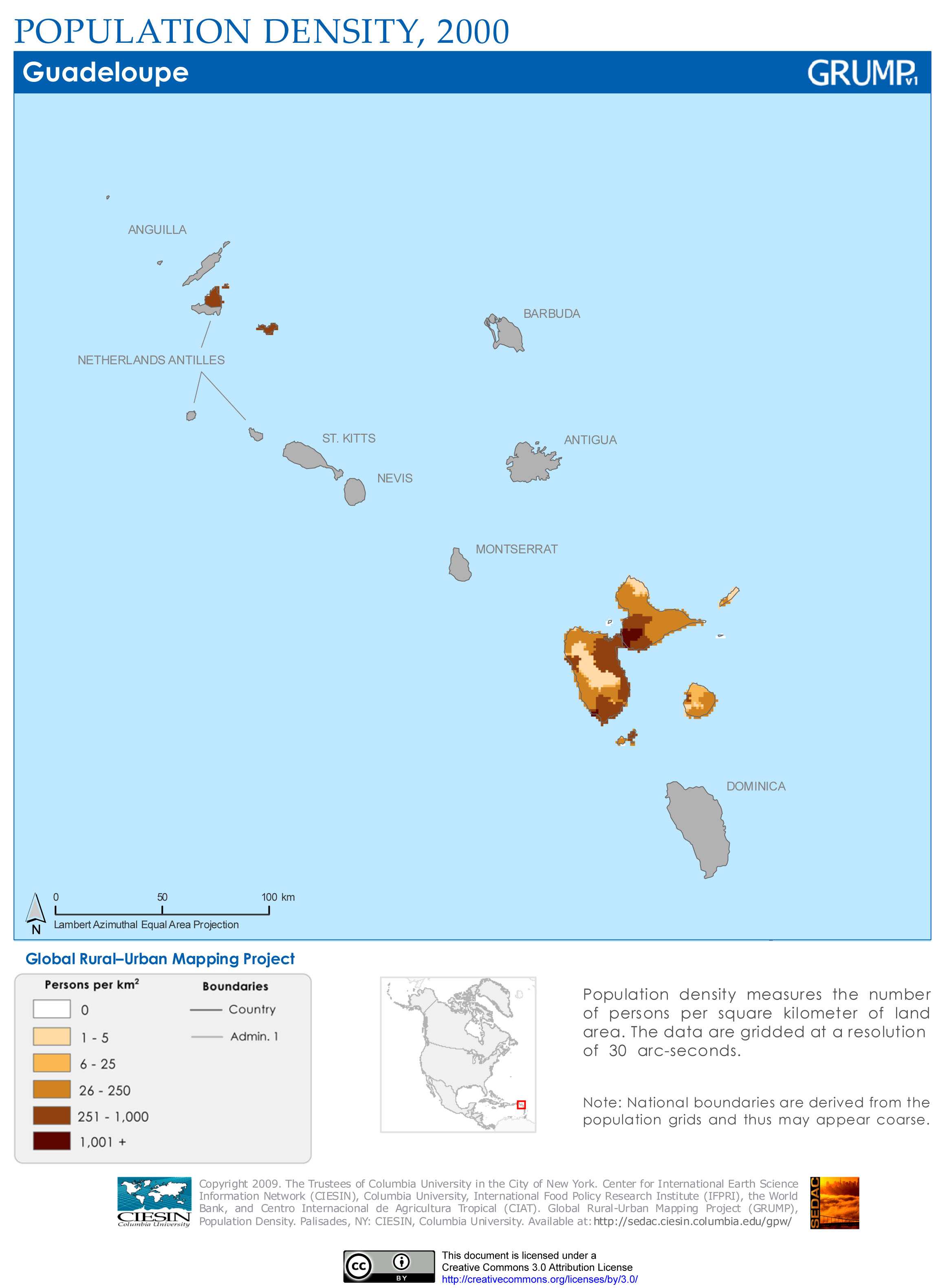
Densité de la population en Guadeloupe, à Saint-Martin et à Saint-Barthélemy, en 2000.

Située à la jonction des deux grandes îles de la Guadeloupe, l'agglomération pointoise (soit Pointe-à-Pitre, Les Abymes, Baie-Mahault, Le Gosier et sept autres communes), regroupe à elle seule 257 361 habitants en 2012, soit 63,8 % de la population du département ; c'est la 25e agglomération urbaine de France par sa population. Dans cette zone, la densité moyenne est de 353 hab./km2, tandis qu'à Marie-Galante elle n'est que de 67 hab./km2.
En 2022, la densité de population moyenne du département était de 235,5 hab./km2 contre 107,1 hab./km2 en France métropolitaine ; de plus, un tiers des terres de l'archipel est consacré à l'agriculture et les zones montagneuses ne sont pas habitables, ainsi l'espace et le logement viennent à manquer.

## Axes de communication et transports
Les modes de déplacement des actifs guadeloupéens sont les suivants : voiture (80 %) ; transport en commun (7 %) ; marche (7 %) ; pas de transport (4 %) ; vélo (2 %).
Le réseau routier guadeloupéen est très bien développé et en bon état. Au 31 décembre 2011 il comprenait 416 kilomètres de routes nationales et 619 kilomètres de routes départementales. Deux ponts, qui ne s'ouvrent plus, permettent de franchir la Rivière Salée et de relier les îles de Basse-Terre et Grande-Terre.

En matière de sécurité, en 2019, 47 personnes sont tuées sur les routes de Guadeloupe, ce qui correspond à un taux de 114 morts par million d'habitants, double de celui d'autres départements français.

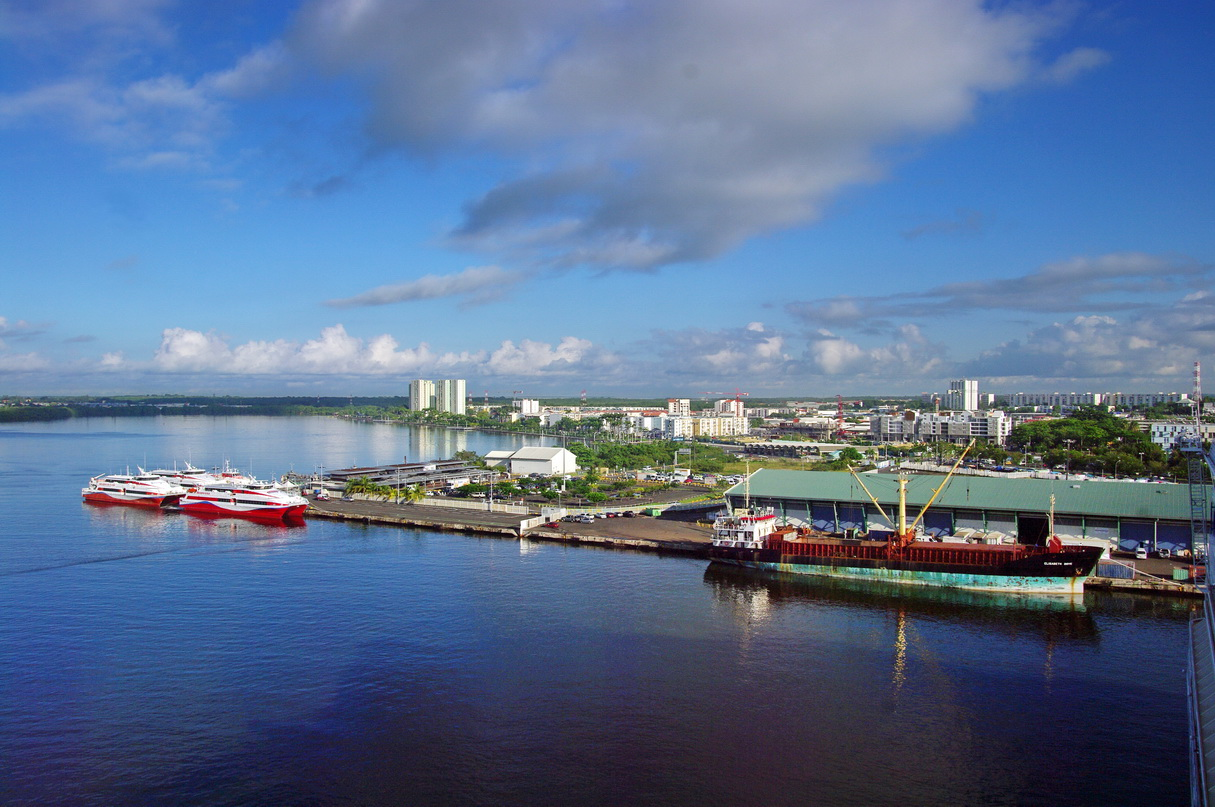
Gare maritime internationale de Bergevin à Pointe-à-Pitre.

Un projet de Tramway comprenant deux lignes a été voté le 9 septembre 2013 par la communauté d'agglomération du Sud Grande-Terre. La première phase devait relier, en 2019, le nord des Abymes au centre-ville de Pointe-à-Pitre. La deuxième phase, en 2023, devait compléter la première en desservant l'université. À l'horizon 2030, deux lignes étaient prévues : la ligne 1 de Lauricisque à Baie-Mahault, et la ligne 2 jusqu'à Belle plaine au Gosier. Le projet est abandonné en 2018.
La Guadeloupe dispose de nombreuses installations portuaires et de services de transport permettant la liaison entre les îles de l'archipel,. En Grande-Terre il s'agit de la gare maritime internationale de Bergevin, à Pointe-à-Pitre, et de celle de Saint-François. En Basse-Terre il s'agit du port de Jarry à Baie-Mahault, du port de Basse-Terre et du port de Trois-Rivières.
Chaque île de l'archipel dispose d'installations aéroportuaires : l'aéroport Guadeloupe - Pôle Caraïbes, dont l'aérogare régionale de plain-pied a été inauguré le 30 juin 2014 ; et l'aérodrome de Saint-François ; l'aérodrome de Basse-Terre-Baillif ; l'aérodrome de Marie-Galante-Les Basses ; l'aérodrome Les saintes-Terre-de-Haut ; l'aérodrome de La Désirade-Grand Anse.

## Histoire

### Peuplements amérindiens des Antilles et arrivée des Espagnols

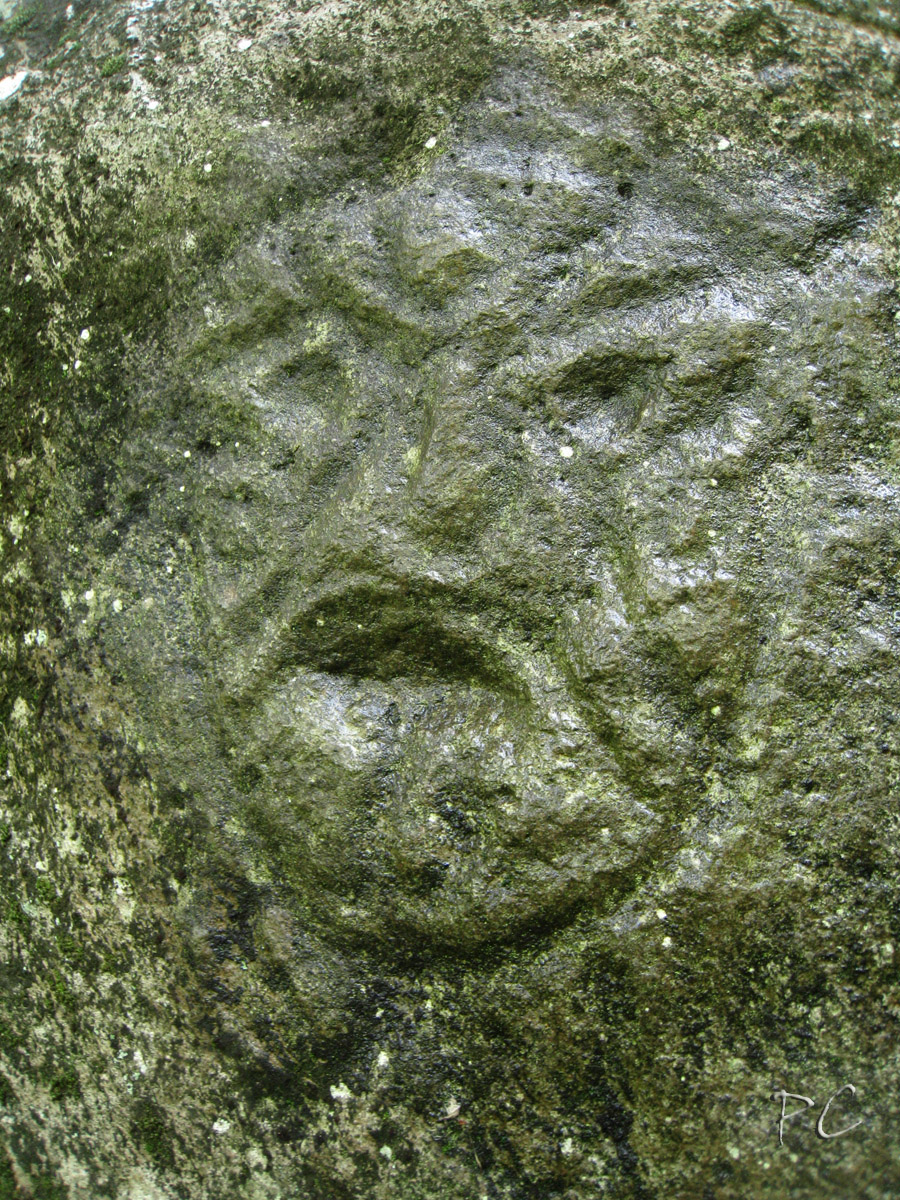
Pétroglyphe précolombien à Baillif.

À l'instar d'autres îles des Petites Antilles, la Guadeloupe est probablement occupée par des Amérindiens des Antilles, dits groupes précéramiques, à partir de 3000 av. J.-C. comme semble l'indiquer la découverte de traces de culture sur brûlis sur l’île de Marie-Galante,. Cette période est dénommée période archaïque dans la nomenclature archéologique américaine et en particulier Mésoindien pour les Caraïbes proprement dites. Vers le début du premier millénaire, des groupes amérindiens agro-céramistes migrent depuis le nord du Venezuela dans tout l'arc antillais.

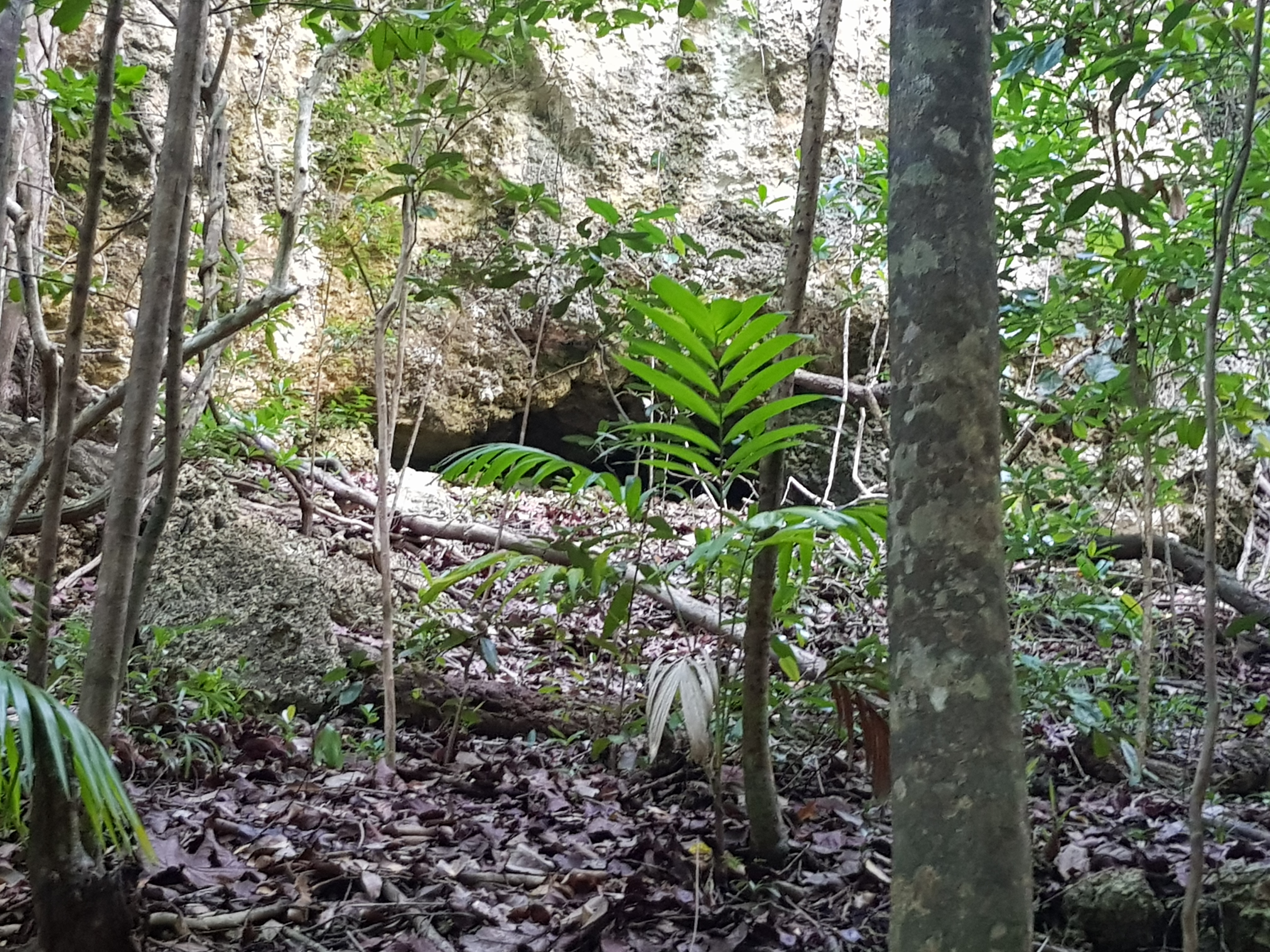
Une des entrées de l'Abri Patate, Le Moule, Grande-Terre.

Cette période, le Néoindien ancien ou âge céramique ancien comprend deux cultures bien identifiables par le style de leur production céramique : Huecan et Cedrosan Saladoïde (anciennement dénommés Arawaks par les archéologues).
Vers le IXe siècle, ils laissent la place à la culture troumassoïde qui inaugure la période du Néoindien récent dont les traces ont été notamment retrouvées à l'abri Patate au Moule. Ces groupes ne proviennent pas d'une migration mais d'une transformation sur place des groupes antérieurs, profonde mutation encore mal expliquée mais où le climat, la démographie et des modifications sociétales pourraient avoir joué un rôle. La céramique troumassoïde est dérivée de la céramique cedrosan saladoïde, avec une extrême simplification du registre décoratif qui disparaît presque totalement. C'est sans doute tardivement, peut-être autour du XVe siècle, qu'une nouvelle population migre dans l'arc antillais depuis le Plateau des Guyanes.
Ces peuples, les Kalinagos ou Caraïbes insulaires décrits par les Espagnols à leur arrivée dans les Petites Antilles, pourraient correspondre aux cultures dénommées Suazoïde et Cayo par les archéologues. Cette période tardive est marquée par l'évidence de contacts avec les Taïnos des Grandes Antilles. Selon une thèse aujourd'hui infirmée par plusieurs recherches scientifiques, les « Arawaks » auraient été massacrés à l'arrivée des Kalinagos, un peuple décrit par les chroniqueurs espagnols comme guerrier et pratiquant le cannibalisme.
Les Kalinagos sont les principaux occupants des lieux jusqu'au milieu du XVIIe siècle, c'est-à-dire peu de temps après l'installation des Français en 1635, mais bien après l'arrivée des premiers Européens.

#### Arrivée des Espagnols

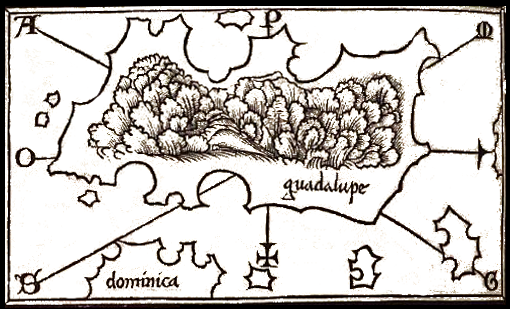
Carte de la Guadeloupe représentée dans le Libro de tutte isole del mondo, Niccolò Zoppino, 1528.

L'histoire moderne de la Guadeloupe commence en novembre 1493, lorsque Christophe Colomb aperçoit, lors de son deuxième voyage, La Dominique, puis Marie-Galante où il débarque le 3 novembre 1493.
Il arrive sur l'île de la Basse-Terre le 4 novembre à l'embouchure de l'actuelle rivière du Grand-Carbet. Il note l'importance de la présence de l'eau, notamment en voyant les chutes du Carbet. Il nomme l'île Santa María de Guadalupe de Extremadura en hommage au monastère espagnol où Christophe Colomb fit un pèlerinage après son premier voyage au Nouveau Monde en 1492 et vint remercier pour cette découverte.
Dès 1502, l'archipel de la Guadeloupe est précisément indiqué dans toutes ses composantes (les cinq îles) sur le planisphère de Cantino indiquant l'importance et la connaissance du lieu par les premiers navigateurs européens. La Guadeloupe est alors peuplée par les Caraïbes, peuple amérindien présent sur l'île depuis le VIIIe siècle.

La Guadeloupe sur le trajet du deuxième voyage de Christophe Colomb (1493-1496).
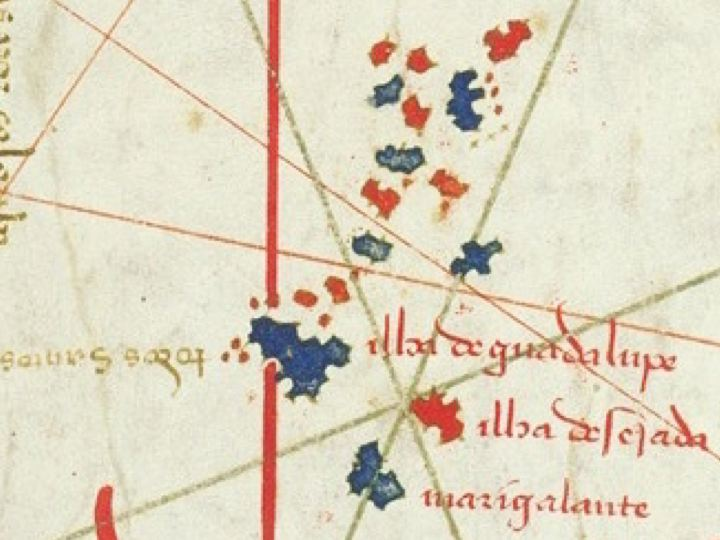
Les îles de Guadeloupe identifiées et nommées (Ilha de Guadalupe, Ilha Desejada, Marígalante et Todos Santos), planisphère de Cantino, 1502.
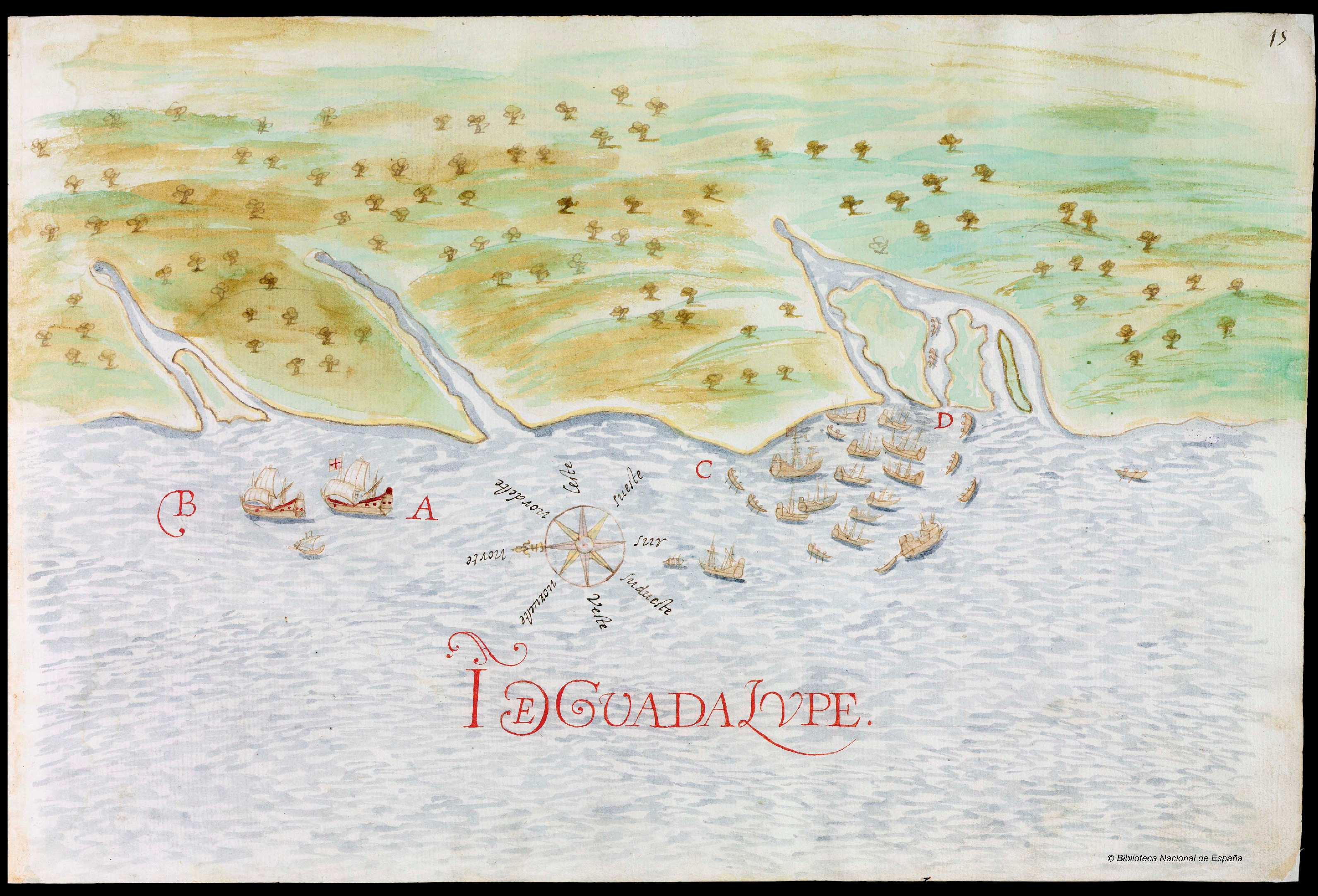
Carte espagnol du XVIIe siècle montrant un fragment côtier de l'île caribéenne de Guadeloupe, Cardona, 1632.

L'archipel de la Guadeloupe fut une colonie espagnole pendant environ 130 ans, jusqu'en 1635.

### Première colonisation française et développement de la traite des Noirs

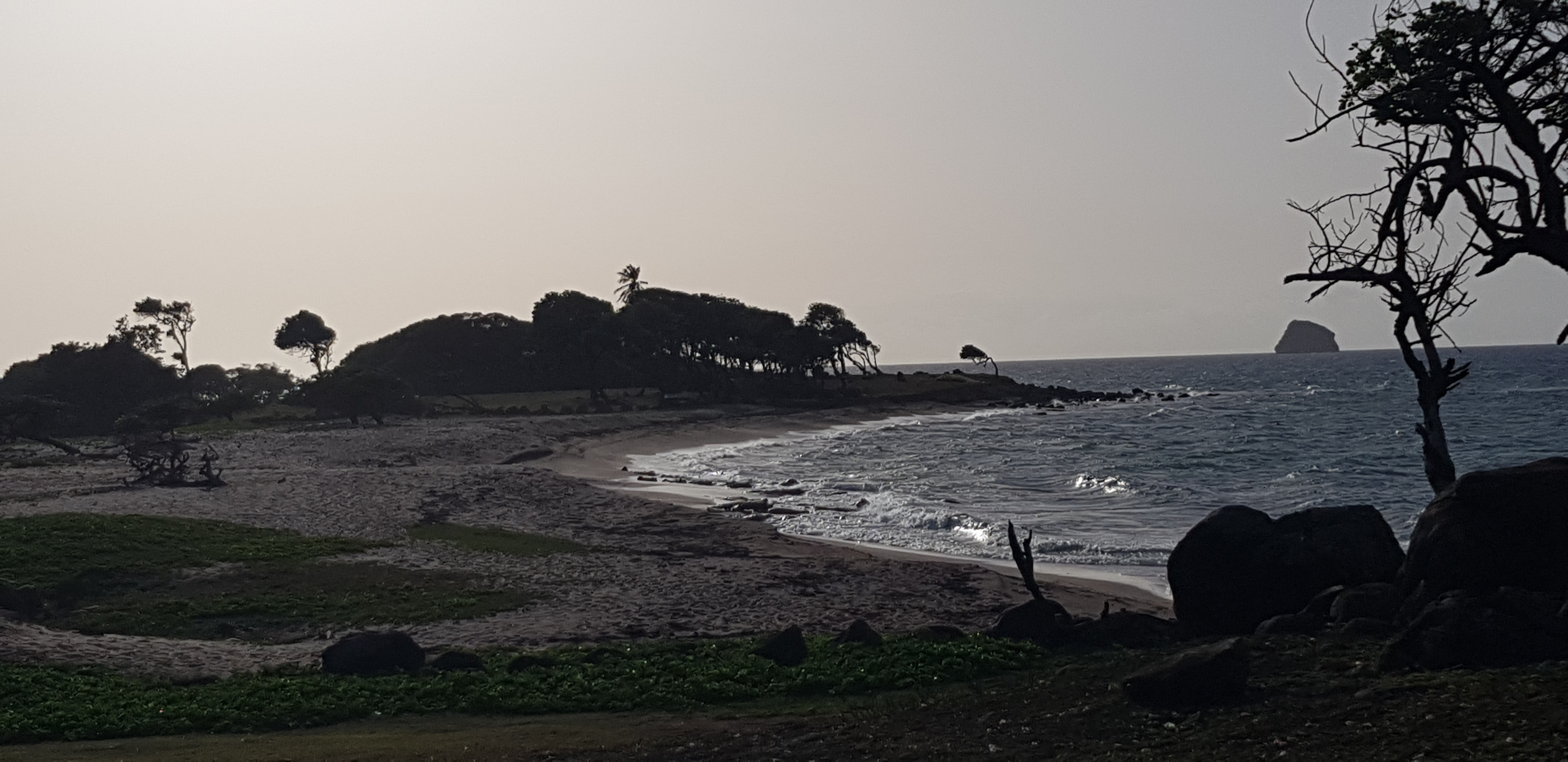
Paysage de la Pointe Allègre, 2022.

Débarquant à la Pointe Allègre le 28 juin 1635, Charles Liénard de L'Olive et Jean du Plessis d'Ossonville prennent possession de la Guadeloupe au nom de la Compagnie des îles d'Amérique, créée le 12 février 1635 par le cardinal de Richelieu afin d'élargir le champ d'intervention de la Compagnie de Saint-Christophe, dans le but d'y développer notamment la culture du tabac pour l'exporter vers la France. C'est le début de la colonisation de l'archipel.
Ces débuts sont difficiles. Une famine décime en 1635 une partie des colons, les rapports entre les Amérindiens Caraïbes, qui leur fournissaient des vivres, et les Français se tendent rapidement, dès lors que ces derniers étendent leurs terres au détriment des populations indigènes, se transformant en guerres ouvertes. En 1641, se termine la guerre entre colons et Caraïbes. Ces derniers, déjà diminués par les maladies et les massacres, sont envoyés sur l'île de la Dominique.

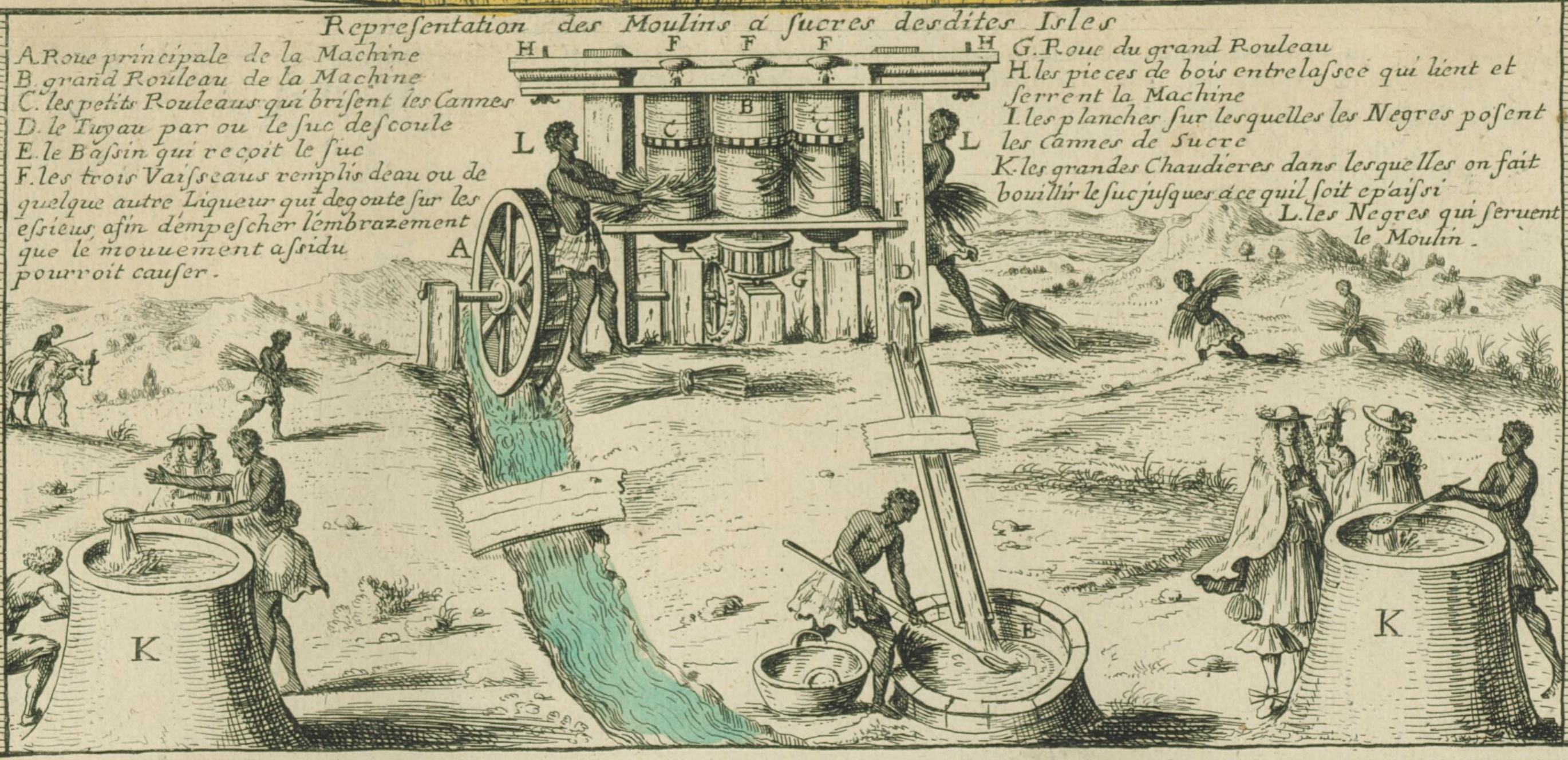
Croquis d'un moulin à sucre avec des esclaves au travail et des administrateurs de la Compagnie des Indes occidentales en 1667.

La dépréciation du tabac est sensible dès le début de la colonisation : quatre compagnies commerciales font faillite en tentant de coloniser les îles guadeloupéennes, en raison de la chute des cours et du coût des guerres contre les Caraïbes. La population augmente cependant rapidement et l'esclavage se développe. En 1656, les esclaves sont déjà plus de 3 000 à travailler sur l'archipel, pour une population de 15 000 personnes.
En 1664, la Guadeloupe et la Martinique passent sous l'autorité directe du roi de France, Louis XIV, qui décide alors de développer la culture de la canne à sucre. Celle-ci nécessite des investissements plus onéreux que celle du tabac, mais est beaucoup plus rentable. L'édit de mai 1664 crée la Compagnie française des Indes occidentales, qui reçoit alors pour quarante ans une concession sur l'ensemble des possessions françaises des Caraïbes sous suzeraineté royale. Des terres sont données à des officiers supérieurs qui sont encouragés à y importer des esclaves pour exploiter la canne à sucre ; cependant la population d'esclaves diminue en Guadeloupe entre 1664 et 1671 (passant de 6 323 à 4 627 personnes).

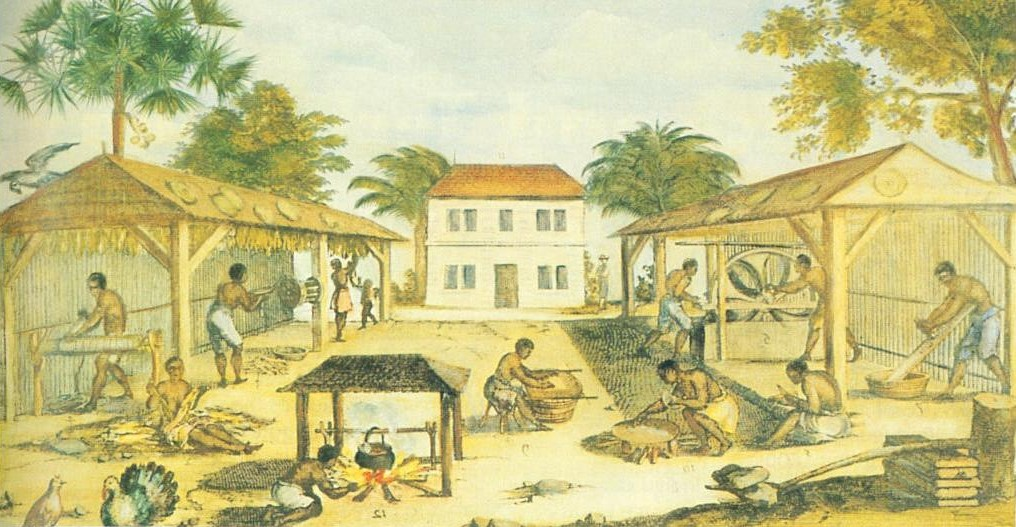
Esclaves travaillant dans un atelier de production de tabac. Virginie, 1670.

Dès 1671, le monopole de la Compagnie française des Indes occidentales est aboli pour ouvrir la concurrence à tous les ports français, dans la traite négrière, dont le développement massif, par des Français et des Anglais, fait flamber le prix des esclaves mais abaisse le coût de leur transport et satisfait les planteurs de sucre. La Guadeloupe est encore habitée par de nombreux colons blancs qui cultivent du tabac, sur des plantations nécessitant peu de capitaux.
Après 1671, le nombre de planteurs blancs diminue rapidement et en 1674, la création de la ferme du tabac entraîne leur ruine. Moins taxé, le tabac produit en Virginie par des planteurs jacobites profite de la contrebande et prend son essor.
L'augmentation rapide de la population d'esclaves correspond aussi à la création en 1673 de la Compagnie du Sénégal, ancêtre de la Compagnie de Guinée, dans le sillage de la Compagnie royale d'Afrique, fondée en 1672. Face à cette concurrence, la Compagnie française des Indes occidentales sera dissoute en 1674.
L‘essor de l'esclavage en Guadeloupe est cependant moins rapide qu'à la Martinique, à qui la traite négrière réserve les esclaves les plus résistants et où Louis XIV a installé plus de nobles de rang élevé et où la population noire double entre 1673 et 1680.

Plan de l'île de la Guadeloupe, 1730, Vincent Houël.

Dès 1700, la population d'esclaves en Guadeloupe est remontée à 6 076 personnes, beaucoup moins qu’en Martinique. Cette différence explique aussi qu'un siècle plus tard, en 1794, Victor Hugues ait pu se rendre maître de la Guadeloupe pour le compte de la Révolution française alors que la Martinique est restée sous la domination des grands planteurs de sucre alliés aux Anglais dans le cadre du traité de Whitehall.

### Conflits franco-britanniques, «première» abolition de l’esclavage et période suédoise

#### Siège de la Guadeloupe et occupation anglaise (1759-1763)
Après des tentatives infructueuses en 1666, 1691 et 1703, les Britanniques s'emparent une première fois de la Guadeloupe en 1759. Ils ne la conserveront que quatre ans, jusqu'en 1763 (traité de Paris).
Depuis 1757 les forces françaises sont commandées par Nadeau du Treil, gouverneur de la colonie : 250 soldats et entre 200 et 3 000 miliciens. Les principales places fortes sont : le fort Saint-Charles à Basse-Terre, le fort Louis au Petit Cul-de-sac, les réduits du Dos-d'âne et au Trou-au-Chien (Trois Rivières).

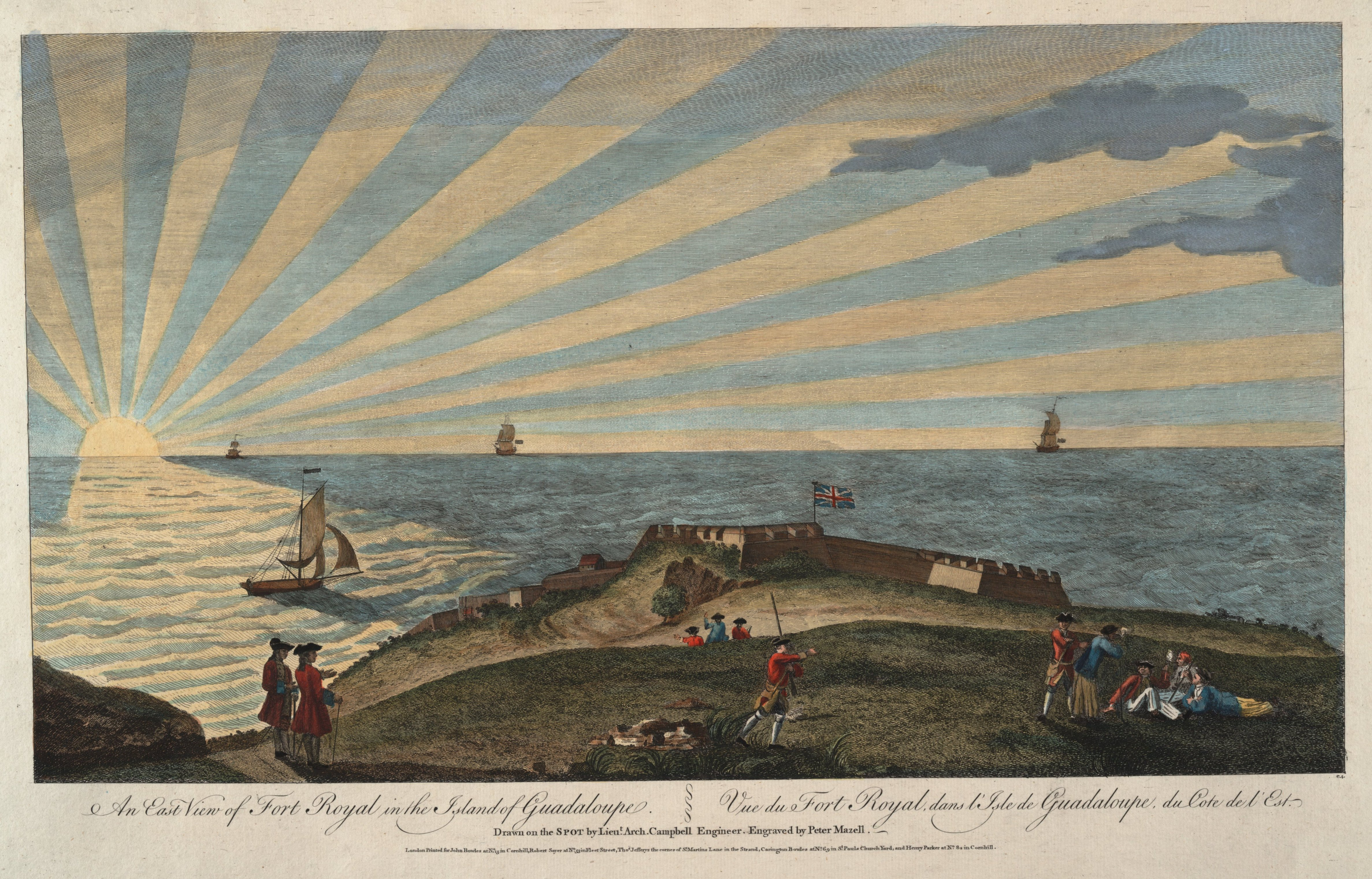
Vue du fort Royal de la Guadeloupe pendant l'occupation anglaise. Archibald Campbell, 1762.

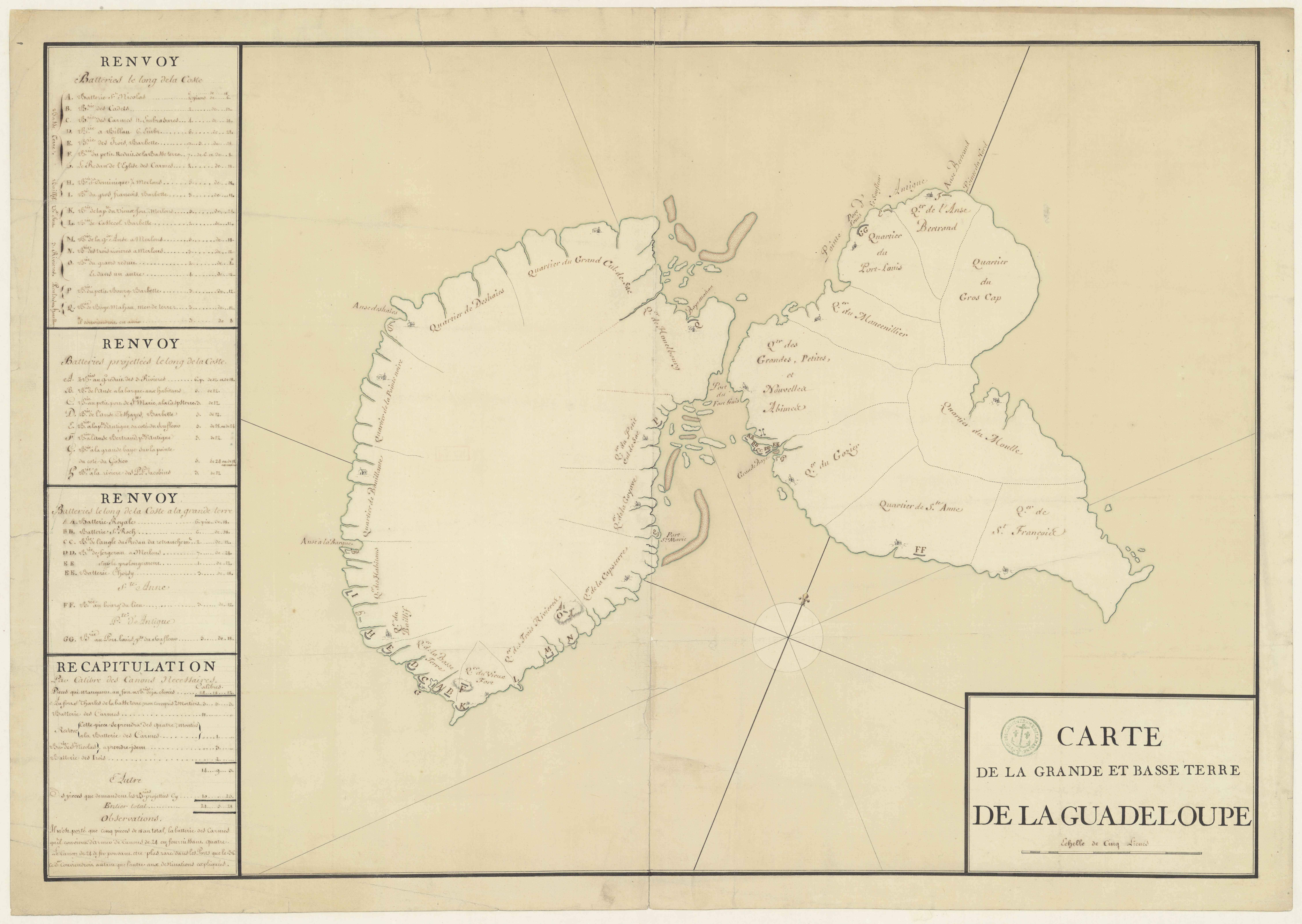
Carte du territoire guadeloupéen découpé en quartiers (précurseurs des communes actuelles), milieu du XVIIIe siècle.

L'escadre anglaise est dirigée par le commodore Moore, et comprend 8 000 hommes. La flotte anglaise attaque d'abord la colonie de la Martinique mais est repoussée (15 janvier). Elle se présente devant Basse-Terre le 21 janvier au soir. Les opérations commencent le 23 janvier ; la ville de Basse terre est bombardée, tous les entrepôts sont détruits. Le fort St Charles est évacué le 25 janvier. Les forces françaises se réfugient au réduit du Dos-d'âne. La colonie attend des renforts de la Martinique et de la métropole. Une escadre de secours, commandée par Bompar, est annoncée. Les Anglais poursuivent leur conquête et assiègent le fort Louis au Petit Cul-de-sac (8 et 14 février). Ils occupent toute la partie est de l'île (Saint-Anne et Saint-François) dès le 29 mai. Les dernières attaques ont lieu mi-avril en prenant à revers le réduit de Dos-d'âne : Petit-Bourg tombe le 13 avril, Goyave est abandonnée le 15 et Capesterre se rend le 20. Devant les destructions, les colons demandent un arrêt des combats, ils signent de leur côté une reddition le 1er mai. N'ayant pas de nouvelle de la flotte française, sans espoir de secours, Nadeau doit capituler le lendemain.
Cette période se caractérise par un fort développement de l'économie de l'île passant par la reconstruction des quartiers bombardé, l'importation massive d'esclaves noirs : 40 525 en 1753 et 77 957 en 1773, une exportation de sucre, de café, de coton et de cacao en forte hausse, la fondation du port de la Pointe à Pitre pour favoriser le commerce (une centaine de vaisseaux chaque année contre dix auparavant), la libre circulation du commerce avec les colonies anglaises et étrangères, et la relance de la production agricole :
| Années    | 1753 | 1759 | 1761 | 1762 | 1763 | 1773 |
| --------- | ---- | ---- | ---- | ---- | ---- | ---- |
| sucreries | 331  | 290  | 339  | 420  | 446  | 378  |

Devant cette expansion économique, les colons blancs sont devenus favorables à une annexion à l'Angleterre. Mais les colonies anglaises de la région (Barbade, Jamaïque) craignent la concurrence des produits guadeloupéens. Ils militent pour rendre la Guadeloupe à la France. En échange les Anglais conservent le Canada et l'Inde.
À partir de 1775, la Guadeloupe n'est plus rattachée à la Martinique mais reste sous l'autorité du gouverneur des îles du Vent.

#### «Première» abolition de l’esclavage

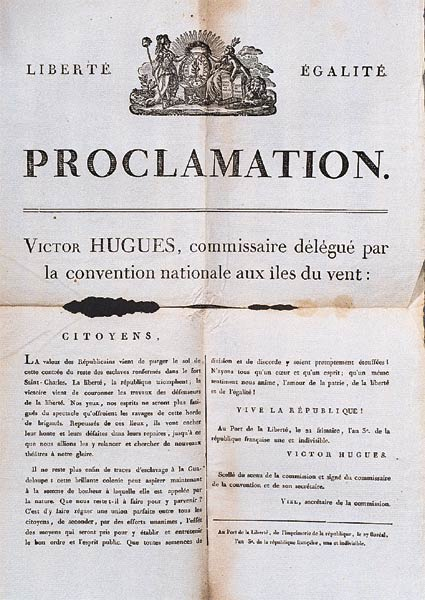
Proclamation de Victor Hugues, en novembre 1794.

En avril 1794, profitant des troubles provoqués par la Révolution française, les Britanniques reprennent brièvement possession de l'île, après la défaite le 20 avril de Basse-Terre et la capitulation du général et gouverneur depuis 1792, Georges-Henri-Victor Collot.

Carte militaire des Îles de Guadeloupe mentionnant les batteries et les fortifications, 1797-1798.

Victor Hugues, nommé Commissaire national en Guadeloupe, les en chasse dès le mois de mai 1794, aidé par les esclaves, auxquels il avait promis la liberté. Ce dernier annonce, le 7 juin 1794, l'abolition de l'esclavage (adoptée par la Convention nationale par le décret du 16 pluviôse an II, soit le 4 février 1794).
Victor Hugues, dit « Le Terrible », met en place les lois de la Convention et par conséquent le tribunal révolutionnaire. Les planteurs (dont certains soutenaient la Grande-Bretagne) ne se soumettant pas au nouveau régime, sont traduits devant ce tribunal. La répression du commissaire de la Convention sera étendue aux « anciens » esclaves qui se révoltèrent pour ne pas avoir été payés. En 1798, le Directoire le rappelle en France. Il est remplacé par le général Edme Étienne Desfourneaux, mais malgré sa volonté de réforme de la gestion locale, ce dernier est également remis en cause par la population et par une partie de l'armée. C'est aussi l'époque de l'expansion des corsaires guadeloupéens.
Rétablissement de l’esclavage
En 1801, à la suite de la mort du général Antoine de Béthencourt, le premier Consul nomme Jean-Baptiste de Lacrosse capitaine-général de la Guadeloupe. Ce dernier se fait détester par une partie des troupes. Le 1er novembre 1801, il est capturé pendant une reconnaissance qu'il faisait en dehors de la ville de Pointe-à-Pitre, alors qu'une partie de la garnison était en insurrection contre lui ; son aide de camp le chef de bataillon Louis Delgrès, un métis, rejoint les rebelles. Le chef de brigade mulâtre Magloire Pélage le force à s'embarquer sur un bâtiment danois qui le conduit à la Dominique.
Face à cet acte d'autonomie de l'île contre le pouvoir consulaire, une petite armée est envoyée sous les ordres du général Antoine Richepance pour rétablir l'autorité de la métropole, ainsi que l'esclavage. À leur arrivée le 6 mai 1802 devant Pointe-à-Pitre, les notables (Pélage à leur tête) se soumettent, mais à partir du 10 mai une partie des troupes se rebelle de nouveau, avec les chefs de bataillon Delgrès et Ignace. les combats se soldent par le suicide d'Ignace le 26 mai, puis de Delgrès le 28. Les soldats noirs fait prisonniers sont exécutés ou vendus sur les îles voisines ; l'esclavage est rétabli à la Guadeloupe par l'arrêté du 27 messidor an X (16 juillet 1802). Richepance meurt de la fièvre jaune le 2 septembre, le commandement revenant à Lacrosse.
Par son arrêté du 17 juillet 1802, Richepance avait restreint la citoyenneté française dans la colonie aux seuls Blancs : « jusqu'à ce qu’il en soit autrement ordonné, le titre de citoyen français ne sera porté [dans la colonie] que par les Blancs. Aucun autre individu ne pourra prendre ce titre ni exercer les fonctions ou emplois qui y sont attachés ». Les noirs libres devaient prouver leur affranchissement. Pour Jean-François Niort et Jérémy Richard, dans leur article paru dans le Bulletin de la société d'Histoire de la Guadeloupe, l’arrêté consulaire, à la suite de la féroce répression de la rébellion emmenée par Louis Delgrès, consacre un « ordre ségrégationniste ».

#### Occupation anglaise puis possession suédoise
En 1808, les Anglais mènent une nouvelle campagne d'invasion des Antilles, prenant Marie-Galante et la Désirade, puis en 1809, les Saintes. Entre le 28 et le 6 février 1810, les troupes britanniques fortes de 6 700 hommes et dirigées par George Beckwith, et soutenues par la Royal Navy commandée par l'amiral Alexander Cochrane, envahissent l'île en débarquant sur les plages du Gosier, de Sainte-Marie et de Capesterre.
Les Britanniques se dirigent alors vers Basse-Terre où les troupes françaises peu nombreuses (entre 3 000 et 4 000 soldats), mal équipées et commandées par le gouverneur Ernouf sont rapidement prises en tenaille après un nouveau débarquement à Vieux-Habitants, et sont obligées de capituler le 5 février 1810. L'aigle du 66e régiment impérial est un trophée rapporté à Londres, en même temps que de nombreuses troupes prisonnières.

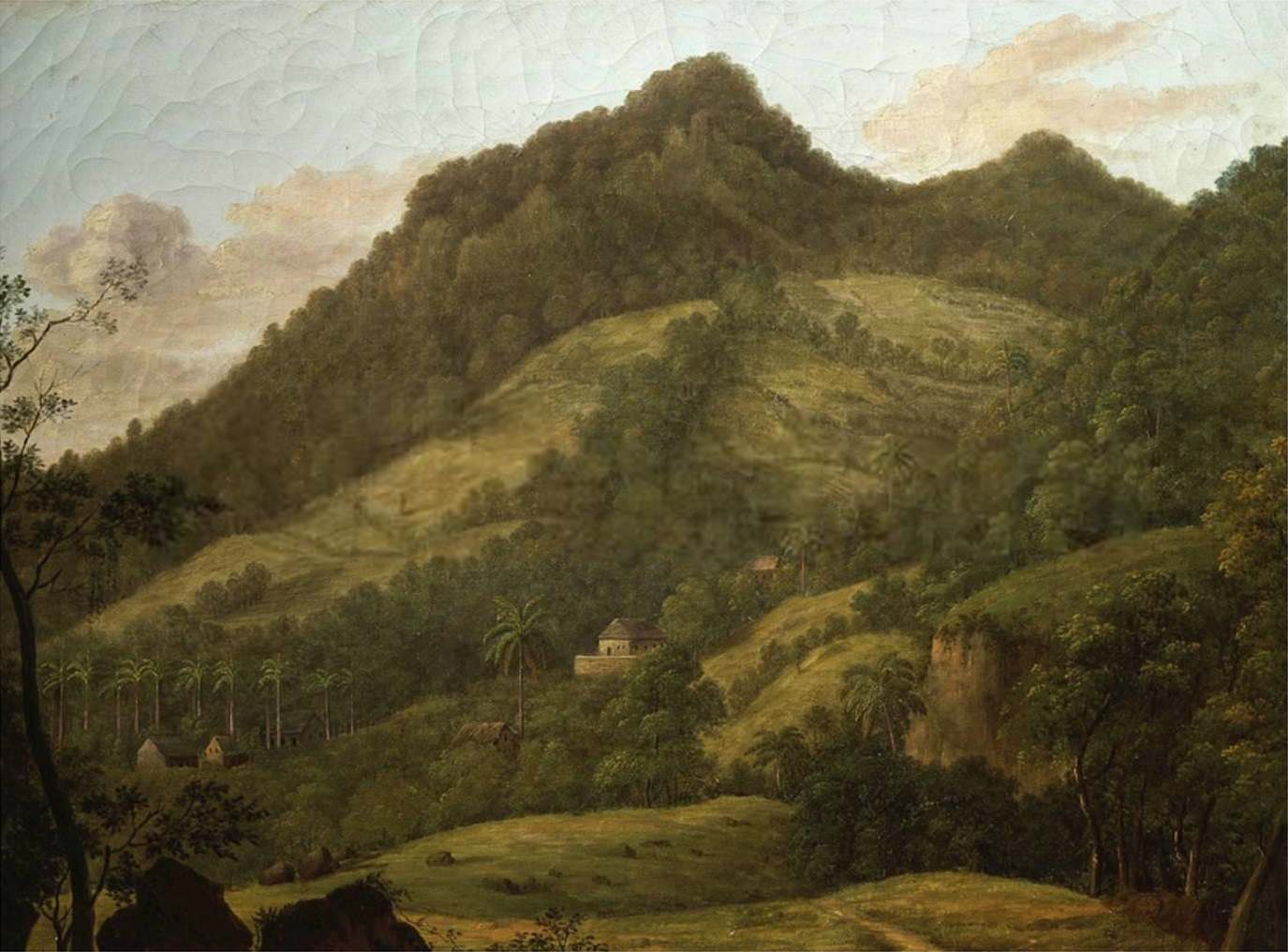
View of Guadeloupe (période anglaise). Jenny Prinssay, 1813.

La Grande-Bretagne intègre la Guadeloupe dans ses possessions coloniales antillaises tandis que la guerre s'intensifie en Europe (guerre d'indépendance espagnole, guerre de la Sixième Coalition) et en Amérique du Nord (guerre anglo-américaine de 1812). Afin d'assurer l'intégration de la Suède dans la Sixième Coalition, les Britanniques signent un traité avec Jean-Baptiste Bernadotte, ancien maréchal de Napoléon devenu prince héritier de Suède, le 3 mars 1813 : la Guadeloupe est cédée à ce prince, pour lui et ses descendants, en dédommagement de l'effort de guerre que la Suède doit fournir pour abattre Napoléon et pour dédommager Bernadotte d'avoir abandonné ses titres dans l'Empire français. La Guadeloupe est choisie en raison de sa proximité avec Saint-Barthélemy, possession suédoise depuis 1784. En réaction, l'Empire français fait promulguer le 14 octobre 1813 un sénatus-consulte « concernant l'île française de la Guadeloupe » : « il ne sera conclu aucun traité de paix entre l'Empire français et la Suède, qu'au préalable la Suède n'ait renoncé à la possession de l'île française de la Guadeloupe ». L'écroulement rapide de l'empire napoléonien, quelques mois plus tard, et le traité de paix de Paris du 30 mai 1814 ne laissent pas aux Suédois le loisir de remplacer les Britanniques sur l'île : l'article 9 du traité confirme que la Suède restitue la Guadeloupe à la France. L'épisode des Cent-Jours replace brièvement la Guadeloupe sous occupation anglaise jusqu'au deuxième traité de Paris, en novembre 1815, qui restaure la souveraineté française.
En guise de compensation pour ces retournements de situation, la Grande-Bretagne remet un million de livres (24 millions de francs) au monarque suédois à titre privé ; cette somme ayant ensuite été dépensée pour le remboursement de la dette du pays, le parlement suédois décide de dédommager la famille royale par une rente à perpétuité (le Guadeloupefonden ou « Fonds de la Guadeloupe »), reversée jusqu'en 1983.

### Institutionnalisation républicaine dans l’empire colonial et immigrations post-esclavage
Entre 1816 et 1825 une série de lois propres à l'île sont promulguées. Les institutions municipales voient le jour en 1837.

#### Seconde et dernière abolition de l'esclavage

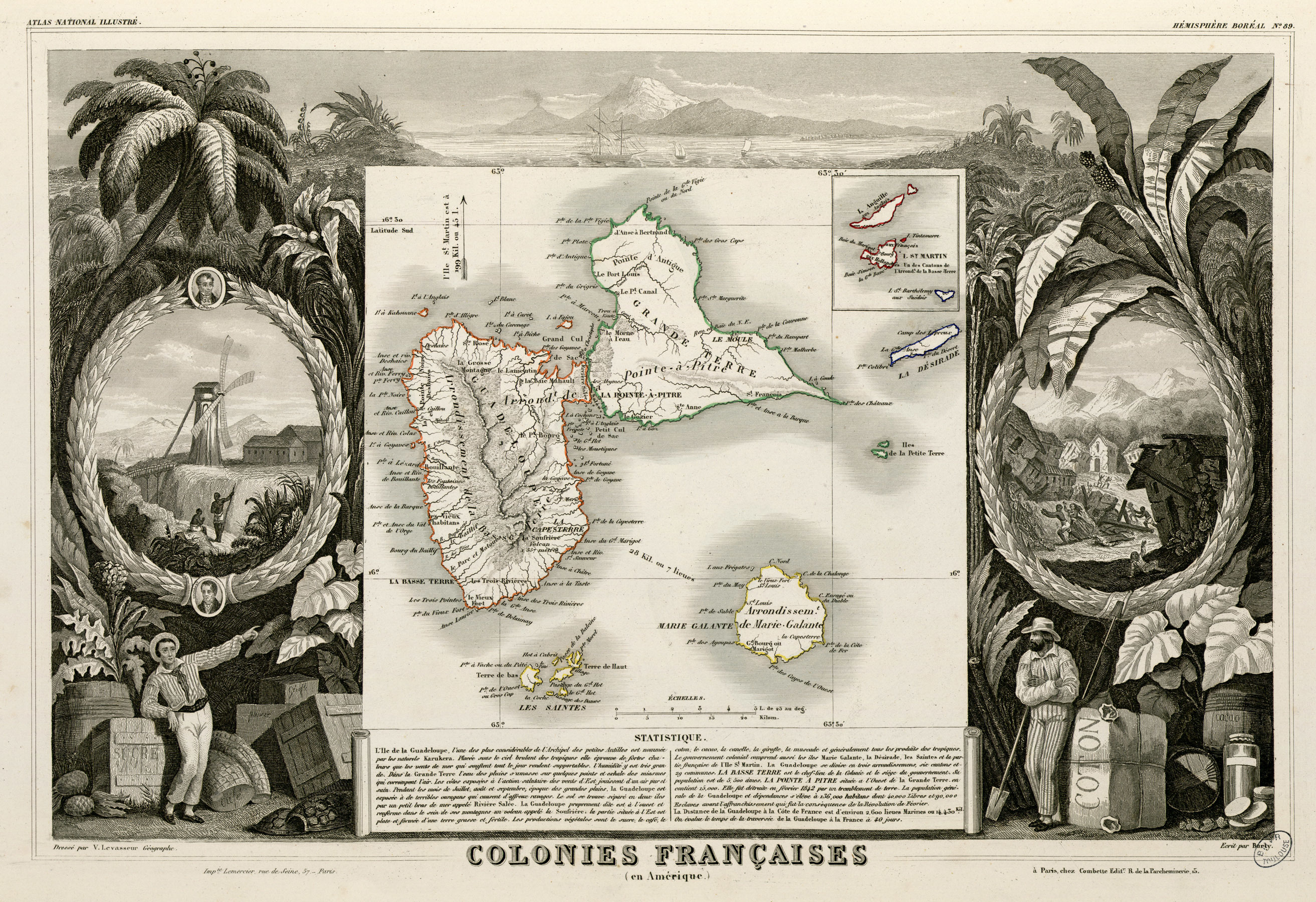
La Guadeloupe, Colonie de la France aux Amériques, par Victor Levasseur (bibliothèque de Toulouse, 1854).

En 1848, sous la Deuxième République, l'esclavage est finalement aboli définitivement. En effet, le gouvernement provisoire de 1848 annonce le 4 mars la création d'une commission en vue de l'abolition, présidée par Victor Schœlcher, sous-secrétaire d'État à la Marine et aux Colonies. Le décret d'abolition est signé le 27 avril 1848. Cet affranchissement général s'accompagne toutefois de l'indemnisation par l'État des propriétaires esclavagistes. Ce sont ainsi 123 784 426 Francs or (équivalent de près de 5 milliards d’euros d’aujourd’hui) qui sont versés pour compenser la perte des 250 000 travailleurs servils dans l'ensemble des colonies françaises de l'époque. Pour la Guadeloupe, où ce sont au total 87 087 individus qui sont affranchis, le montant de l'indemnité par esclave est fixé à 469 Francs or.
| Population | Nombre d'esclaves | Blancs | Libres de couleur |
| ---------- | ----------------- | ------ | ----------------- |
| 129 778    | 87 087            | 9 946  | 32 745            |

À l'occasion des élections législatives d'août 1848, la Guadeloupe désigne trois députés. Schœlcher est élu à la fois en Guadeloupe et en Martinique, mais opte pour cette dernière et cède son siège guadeloupéen à un nouvel affranchi noir, Louisy Mathieu. L'année suivante, il est élu député de la Guadeloupe à l'Assemblée législative.
Le 16 mars 1878, Saint-Barthélemy est cédée de nouveau par le Royaume de Suède à la France qui l’incorpore dans l’Empire français au sein de la Guadeloupe.

#### Immigration africaine après l'abolition de la «traite négrière» et de l’esclavage (1852-1861)

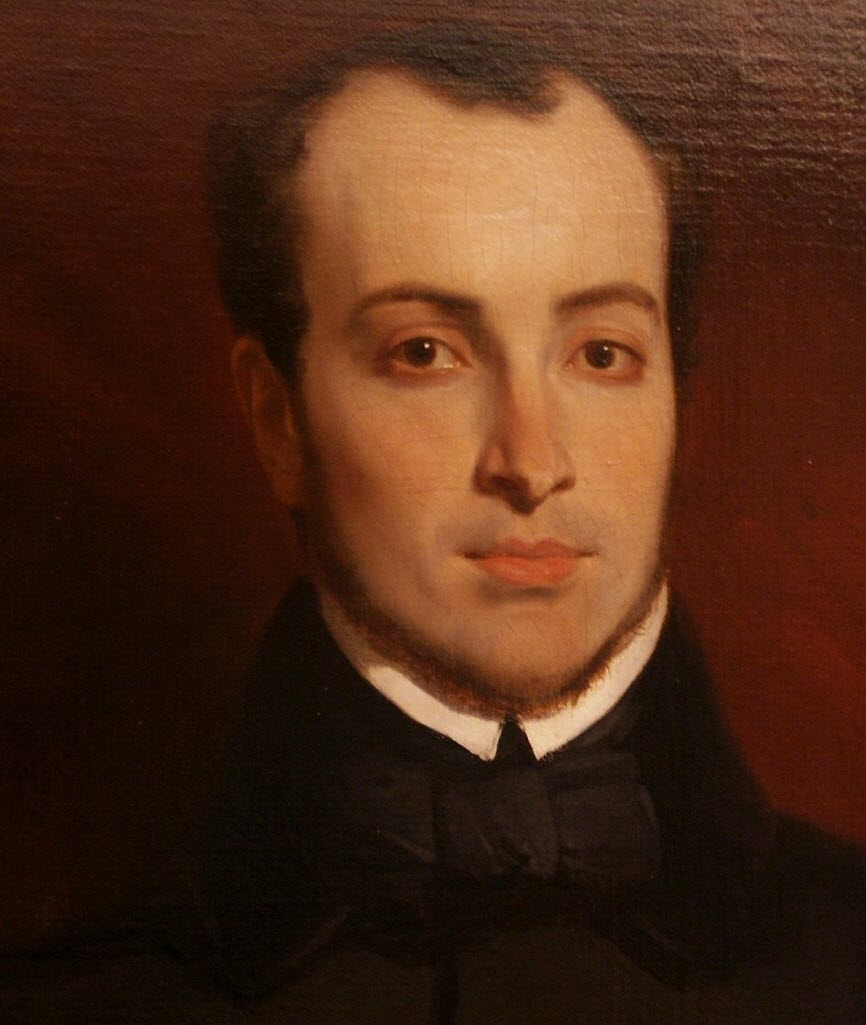
Victor Schœlcher, 1832.

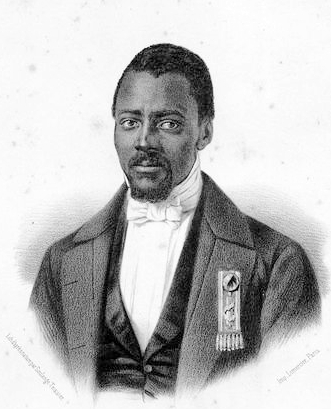
Louisy Mathieu, 1848.

Quelques années après le décret d'abolition de l'esclavage du 27 avril 1848, et face au refus de nombres d'anciens esclaves de travailler pour un salaire de misère, les propriétaires de plantations se tournent à nouveau vers le système de l'engagisme, et commence avec « le recours à l’Afrique comme territoire de recrutement d’immigrants ». Le 14 mai 1852, un encart paraît dans le journal L’Avenir dans lequel un M. Boissard « annonce son prochain voyage en France afin d’obtenir du gouvernement l’autorisation d’importer dans la colonie des cultivateurs africains ». Deux ans plus tard, un M. Chevalier propose au ministre des Colonies l’aval pour « introduire » 4 000 à 5 000 Africains.
Ces demandes, pressantes, vont se multipliant. Dans le fonds ministériel des archives d’outremer, l’historien guadeloupéen Raymond Boutin recense les correspondances du ministre des Colonies avec plusieurs entrepreneurs : Maes, Santelli, Simon. Le lobby des indemnitaires (les colons percevant l’indemnité de six millions de francs en vertu de la loi du 30 avril 1849 « pour dédommagement de la libération de près de leurs 248 500 esclaves » (décret d'abolition de l'esclavage du 27 avril 1848) obtient, auprès du gouvernement, la signature d’un traité avec la Compagnie générale maritime par lequel celle-ci « s’engageait à fournir à la Guadeloupe 600 travailleurs de 12 à 25 ans ».
Néanmoins, cette opération migratoire, pour plusieurs raisons liées à la reprise des activités de traite sur les ports et comptoirs africains, fut de courte durée et, semble-t-il, « seuls 71 engagés furent débarqués du Siam à Pointe-à-Pitre ». C’est ainsi que le 4 mars 1857, la maison Régis de Marseille s’engage à fournir 10 000 Africains sur les trois à six années à venir.
Entre 1858 et 1861, ce sont plus de 6000 Kongos arrivent en Guadeloupe.
Le dernier convoi d'Africains débarque le 20 juillet 1861. Au début du mois, le traité franco-britannique mettait un terme officiel à cette immigration dont « les conditions de recrutement avaient vivement ému l’opinion britannique qui considérait ce trafic comme une traite déguisée et une incitation au développement de l’esclavage en Afrique ». Laconiques, les Notices coloniales publiées à l'occasion de l'exposition universelle d'Anvers en 1885 s'en tiennent à l’enchaînement juridique sans en mentionner les motifs. « Le recrutement de travailleurs à la côte d’Afrique ayant été interdit en 1859, le Gouvernement français, après de nombreuses négociations, signa avec le Gouvernement anglais la convention du 1er juillet 1861 qui permettait de recruter pour les colonies françaises des travailleurs sur les territoires indiens appartenant à la Grande-Bretagne et d’embarquer les immigrants sujets de Sa Majesté Britannique, soit dans les ports français de l’Inde ». Pourtant, c'est essentiellement en raison de la prohibition du « recrutement de travailleurs à la côte d’Afrique », à la suite des campagnes de presse menées par les réseaux abolitionnistes anglais, que le gouvernement français se tourne vers l’Inde et parvient à s’entendre avec la couronne britannique.

#### Immigration indienne, sud-est asiatique et extrême orientale (1854 - 1896)
Bien avant 1848, en anticipation de l'abolition prochaine de l'esclavage, l'Île Maurice a recours à des travailleurs indiens engagés par contrat, dès 1819. Sitôt que les créoles de Guadeloupe en apprennent l’existence, l’un d’eux, Reiset, y voit une formidable « possibilité » : selon lui, cette main-d'œuvre permettrait de « donner aux esclaves l’exemple du travail agricole fourni par des hommes libres ».
Le 24 décembre 1854, à bord de l'Aurélie, les premiers immigrants indiens débarquent en Guadeloupe. Il s'agira du plus faible contingent.
Ils épousent la condition de «nègre», les raisons de leur venue et leurs modalités - dans la promiscuité de bateaux sur-occupés, la proie de la vermine et de maladies de toute sorte - étant analogues. D'ailleurs, « Sur l’habitation, les Indiens héritent des cases qui ont autrefois servi à abriter les esclaves » fait observer Raymond Boutin. En tout point similaire à la condition des Africains les ayant précédé, « ils sont corvéables à merci et doivent de longues heures de journée de travail qui dépassent bien souvent la durée fixée par contrat ». Aussi, comme leurs devanciers, « la mortalité est le trait dominant de la démographie des Indiens ». Ce qui ressort des témoignages de « personnalités étrangères au monde de l'habitation », telles que MM. Guilliod et Avril dans les années 1870, est l'enracinement de l'esprit esclavagiste à travers un recours irrationnel et sadique à la violence. Une violence illégale autorisée - un trait caractéristique du système plantationnaire - par la corruption et, surtout, la « complaisance de ceux-là mêmes qui ont pour mission d'assurer leur protection ». Pour échapper à ces sévices, des Indiens désertent et vagabondent, si bien que l’on pourrait dire, qu’à leur tour aussi, ils marronnent. Certains, grâce à la complicité de marins pêcheurs et de propriétaires d'embarcation, gagnent la Dominique et Antigue. L’incendie est un de leurs « modes de protestation ». En cela, fait remarquer Raymond Boutin, « ils reprennent à leur compte un mode de protestation déjà en cours pendant l’esclavage et très en vogue dans les années qui suivirent l’émancipation ».
Les immigrants indiens, nommés coolies, embarquent depuis la Côte de Coromandel, Pondichéry, de Madras, de la côte de Malabar ou de Calcutta. Ils sont majoritairement tamouls. Cette population indienne s'accroît considérablement, passant de 5 761 personnes en 1860 à 21 805 en 1885. En 1925, Raymond Poincaré décide d'octroyer définitivement la nationalité française aux ressortissants indiens ainsi que le droit de vote, grâce à Henry Sidambarom qui lutta toute sa vie contre l’engagisme et pour l’accession à la citoyenneté française des travailleurs indiens, victimes de discrimination. Dans les usines, la ségrégation est de mise. Traditionnellement, dans les anciennes colonies esclavagistes françaises, il existe une gradation de couleur, du plus sombre au plus clair.
Aujourd'hui la communauté indienne longtemps effacée, tient à faire reconnaître son identité. La présence de la couleur indienne que ce soit par le colombo (épice) ou par le tissu emblématique de la tenue traditionnelle, le madras, rappelle leur contribution très ancrée dans l'identité guadeloupéenne.
En 1859, 513 travailleurs chinois ont embarqué à bord de l'Indien à destination de la Guadeloupe. Sur les 513 engagés, 208 ont été recrutés en Guadeloupe. Ces Chinois, engagés pour une durée de huit ans maximum, sont essentiellement originaires de la région de Canton ou plus largement de la province de la Rivière des Perles, actuellement Guangdong.
Entre 1866 et 1872, sont arrivés en Guadeloupe 149 Annamites recrutés en majorité comme manœuvres dans les usines sucrières de l'île. L'historien Christian Schnackenbourg avance quant à lui le nombre de 268 hommes disant également qu'ils n'auraient pas été des émigrés économiques mais des déportés politiques, ayant résisté à la pénétration française en Indochine. En 1872 se déclare une rébellion causée par la réclamation des Annamites à regagner l'Indochine. Leur contrat étant arrivée à terme. En 1874, à la suite du procès, ils seront tout d'abord transférés en Guyane puis, après leur amnistie, rapatriés en Annam.
En décembre 1894 arrivent à Pointe-à-Pitre 590 travailleurs immigrés japonais. Ils quittent la Guadeloupe au fur et à mesure et les derniers sont rapatriés au Japon en juin 1896.

### La Guadeloupe et les Guadeloupéens en temps de conflit

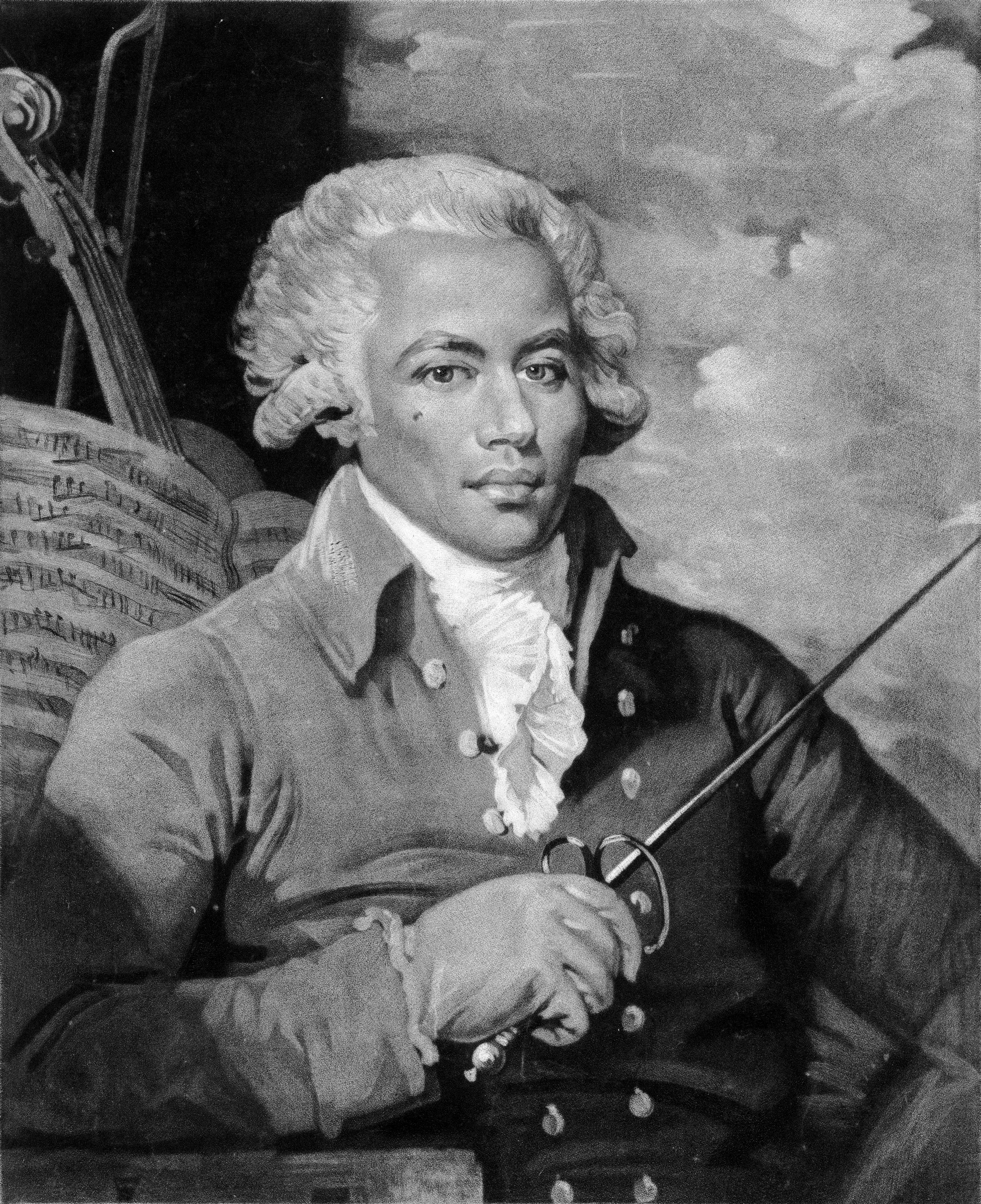
Joseph Bologne de Saint-George, gravure de William Ward.

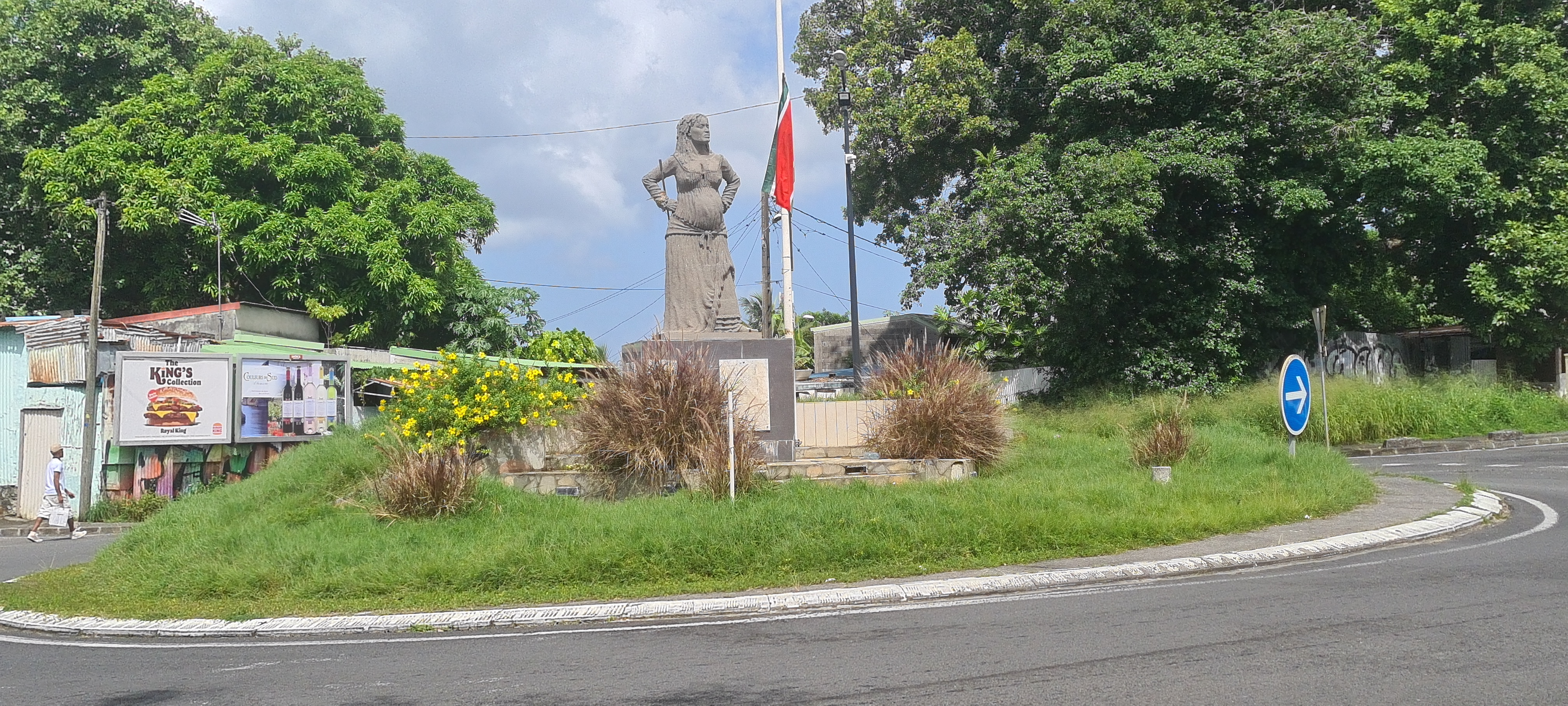
Statue de la Mulâtresse Solitude, boulevard des Héros, Les Abymes.

Bon nombre de Guadeloupéens se sont engagés localement ou lors d'expéditions, de révolutions ou de conflits impliquant les grandes puissances militaires, de par le monde.

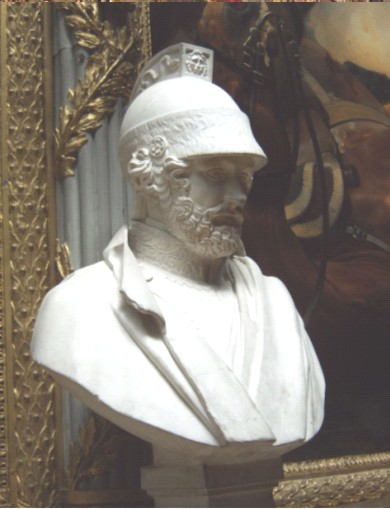
Buste de Jacques François Dugommier par le sculpteur Antoine Denis Chaudet. Galerie des Batailles, Château de Versailles.

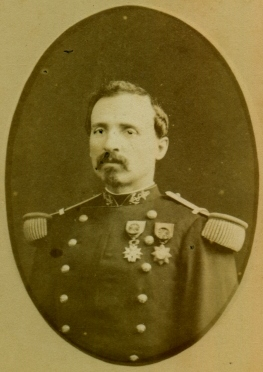
Charles Auguste Frédéric Bégin, 1878.

Tout d'abord à l'image de l'officier de marine Jean-François Duclerc à la Bataille de Rio de Janeiro en 1710. Puis lors de la révolte contre le rétablissement de l'esclavage en 1802 où se sont érigées des personnalités comme la Mulâtresse Solitude, Marthe-Rose Toto, le capitaine Massoteau ou Joseph Ignace. D'autres Guadeloupéens ont été impliqués dans la guerre d'indépendance des États-Unis comme l'officier de dragon David Duval de Sanadon ainsi qu'en France et en Europe, dans les Guerres de la Révolution française, comme Joseph Bologne de Saint-George à la tête de la Légion franche des Américains,. Mais également durant les Guerres napoléoniennes comme les généraux Jacques Nicolas Gobert (son nom est gravé sous l’Arc de triomphe de l’Étoile) et Jacques François Dugommier qui remporta la Bataille de la Sierra Negra (son nom est gravé sous l'Arc de Triomphe de l'Étoile et sur le Panthéon).

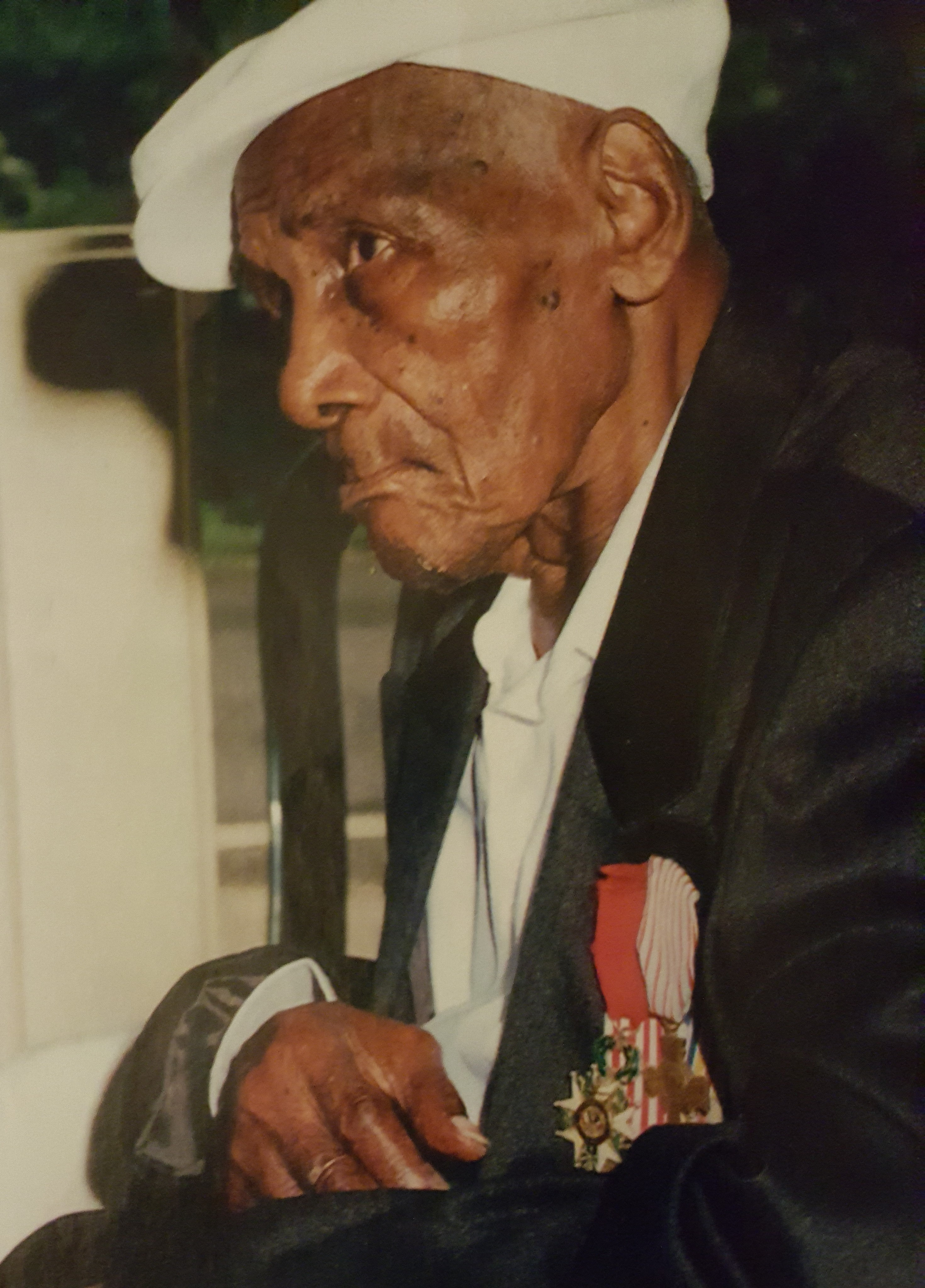
Ramire Rosan, dernier poilu d'Outre-mer, décoré de la Légion d'honneur en 1996.

Des officiers guadeloupéens se sont engagés dans les guerres coloniales françaises, comme le commandant Gabriel Bouscaren pendant la conquête de l'Algérie en 1830 ou les généraux Aristide de Gondrecourt à Oran en 1836, Paul Joalland (conquérant du Kanem et engagé en Indochine et au Soudan) et Charles Auguste Frédéric Bégin (commandant supérieur des troupes au Sénégal puis commandant en chef des forces françaises en Indochine),,.
Certains ont participé activement à la guerre franco-allemande de 1870-1871. À l'exemple des généraux Charles-André de La Jaille, Henri de Lacroix, Louis-Gaston de Sonis ou du colonel Émile Carron.

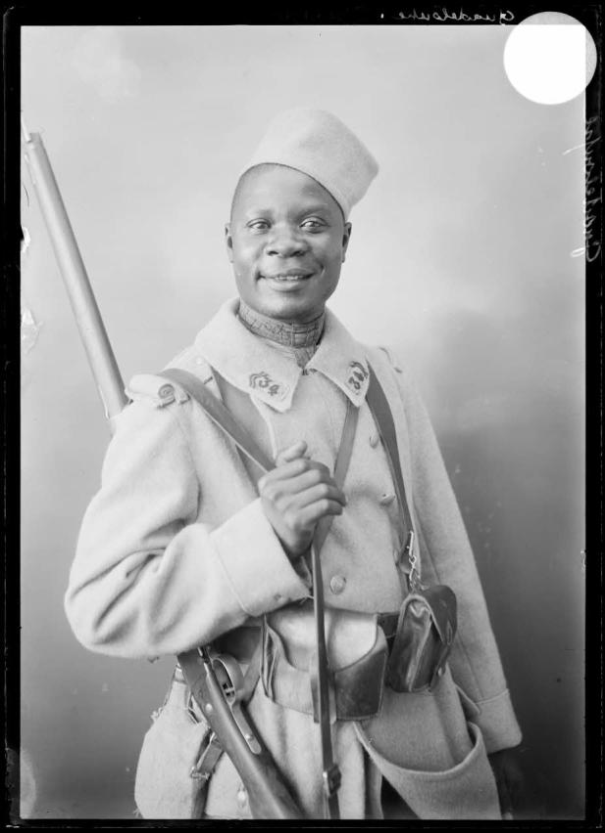
Soldat guadeloupéen en 1916.

#### Première Guerre mondiale

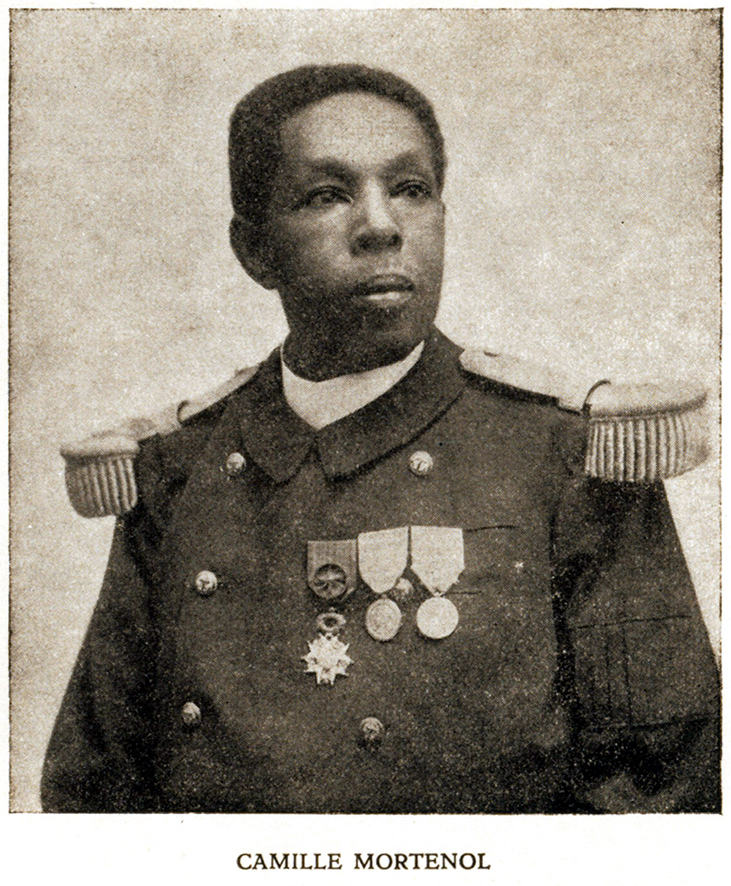
L'Officier supérieur Camille Mortenol, 1917.

Depuis 1848, les citoyens guadeloupéens prennent part à la vie politique française mais, bien que recensés depuis la loi militaire du 15 juillet 1889, sont exemptés de service militaire. Pour le député guadeloupéen Gratien Candace c'est la preuve qu'ils ne sont pas considérés comme Français à part entière et le 26 juin 1912 il déclare à la Chambre : « Vous avez fait de nous des citoyens, des hommes libres. Nous voulons être traités comme de vrais Français ! Nous le serons véritablement que lorsque vous nous aurez associés, avec tous les autres fils de la patrie, à l’œuvre sacrée de la défense nationale ». En janvier 1913, il s'adresse une nouvelle fois à l'Assemblée nationale et transmet que « Ceux qui veulent être soldats. Ils considèrent comme un amoindrissement moral le fait de ne point être appelés sous les drapeaux. » En conséquence, la loi de 1912 sur le service militaire est généralisée en 1913 et le 6 juin 1913 le ministre de la Guerre Eugène Étienne décide de l'incorporation du régiment créole devant sous peu rejoindre la métropole.

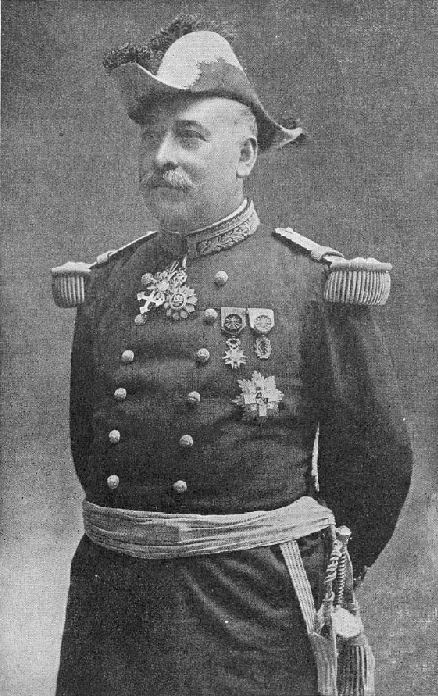
Le Général Charles Lanrezac, 1916.

Au cours de la Première Guerre mondiale :
- 9 151 Guadeloupéens ont été mobilisés sous les drapeaux ;
- 6 345 ont été envoyés en métropole ou ailleurs comme aux Dardanelles ;
- 1 137 sont morts, parmi eux de maladies et du froid[112].

Parmi les soldats ayant participé à cette guerre citons Ramire Rosan, engagé dans la Bataille de la Somme en 1916 et devenu le dernier poilu de la France d'outre-mer. D'autres Guadeloupéens ont exercé des responsabilités éminentes durant ce conflit comme Charles Lanrezac qui pendant les premières semaines a commandé la Cinquième armée française et Camille Mortenol qui s'est distingué dans la création d'une défense antiaérienne efficace pour protéger Paris.

#### Seconde Guerre mondiale
Six semaines après le début de l'invasion du sol français par les troupes allemandes le maréchal Pétain, devenu président du Conseil, demande un armistice, signé dans la nuit du 24 au 25 juin 1940. Avant ce cessez-le-feu et du fait de leurs origines, le 10 juin 1940, le capitaine Moïse Bebel et ses compagnons d'arme ont été victimes de crime de guerre par les Allemands, drame aujourd'hui connu sous le nom de massacre du bois d'Eraine.
De son côté Gratien Candace qui avant la Première Guerre mondiale militait ardemment en faveur de la participation des soldats guadeloupéens dans la défense de la patrie, fait partie des députés ayant voté les pleins pouvoirs à Philippe Pétain. Et si désormais la France est sous l'emprise de l'Allemagne nazie, l'Empire colonial français et les « anciennes colonies » dont la Guadeloupe s'en sortent pour l'instant indemnes.
Dès septembre 1939, l'amiral Robert est commandant en chef de l’Atlantique Ouest et haut-commissaire de France aux Antilles, à Saint-Pierre-et-Miquelon et en Guyane. Et Constant Sorin est nommé gouverneur en Guadeloupe par Georges Mandel, dix jours avant l'offensive allemande. L'amiral Sorin d'abord soutien du général de Gaulle au lendemain de l'appel du 18 Juin, devient un pétainiste convaincu sous la pression de son supérieur hiérarchique l'amiral Robert. Tandis qu'à l'inverse l'époque se caractérise dans une grande part de la société guadeloupéenne par une loyauté vis-à-vis de la France, par une aversion contre tout ce qui attrait aux Allemands et par des sentiments mitigés vis-à-vis des États-Unis. Pays dans lequel des lois ségrégationnistes sont appliquées contre les gens de couleurs auxquels les Guadeloupéens s'identifient. Cette période de 1940 à 1943 est désignée en Guadeloupe sous le nom d'« an tan Sorin » (au temps de Sorin), pour signifier cette situation assez particulière de l'histoire de la Guadeloupe où se sont mêlés la dissidence, le travail, la créativité, la débrouillardise, l'autosuffisance mais aussi le rationnement et la pénurie.

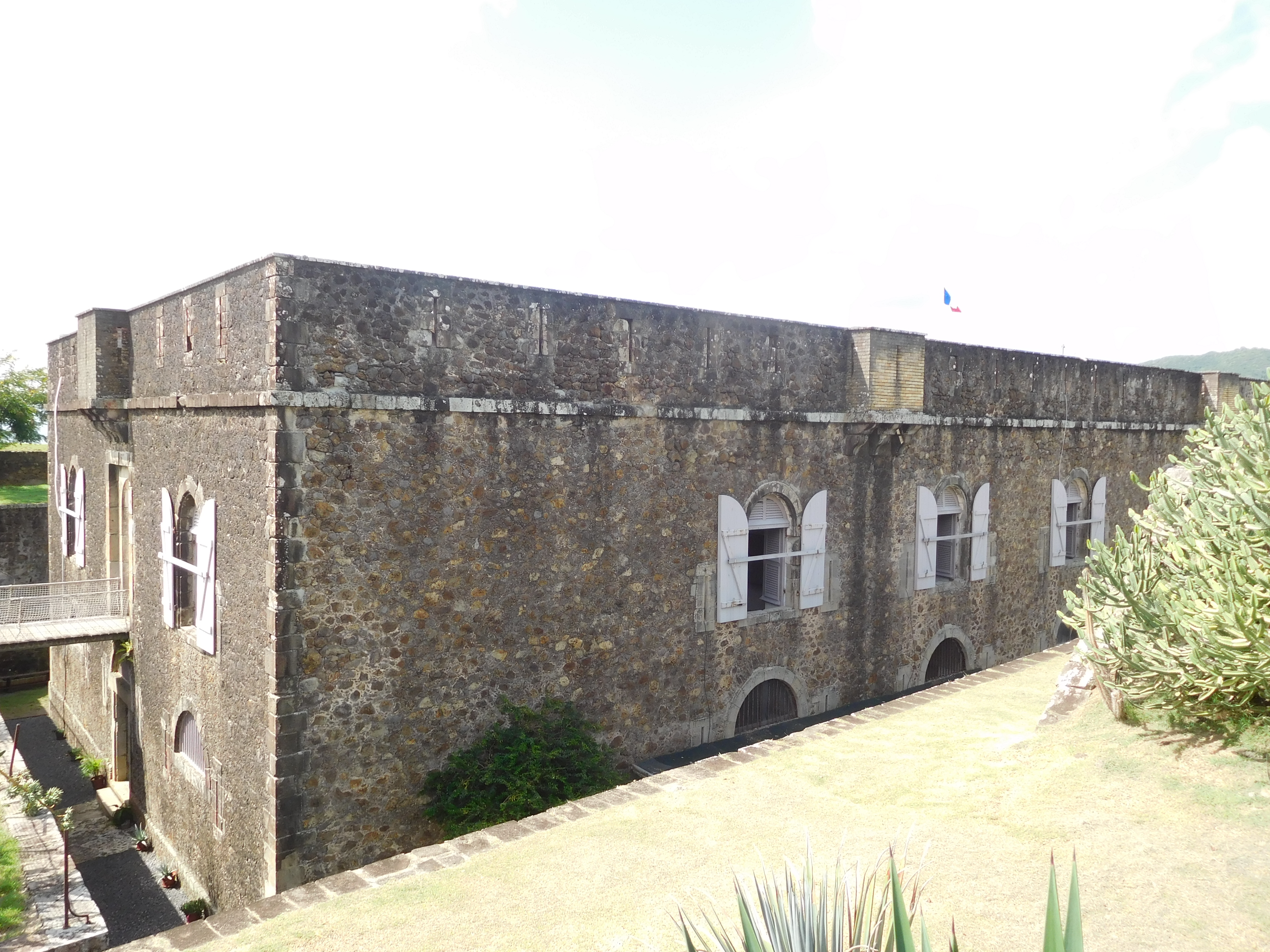
Le Fort Napoléon des Saintes, un des lieux d'emprisonnement des dissidents durant la Seconde Guerre mondiale.

Cependant des voix s'élèvent en Guadeloupe à l'exemple de celle du conseiller général socialiste Paul Valentino. Qui, en porte-parole du conseil général de Guadeloupe, fait part de la décision de l'assemblée de poursuivre le combat aux côtés des Alliés avec l'Empire français d'outre-mer. Ce qui aboutira à la suppression du conseil général en octobre 1940 et à la nomination des conseillers municipaux par Constant Sorin, en application des décisions du régime de Vichy. En conséquence de ses prises de position, Paul Valentino sera condamné et incarcéré au fort Napoléon des Saintes puis une nouvelle fois arrêté le 21 juillet 1940 et incarcéré sur l'Île du Salut en Guyane.
À partir du 29 octobre 1940 la politique vichyste se fait de plus en plus opprimante et répressive en Guadeloupe, obligeant par exemple tous les élus à déclarer qu'ils n'appartiennent pas à des sociétés secrètes telle la franc-maçonnerie. La propagande vichyste prend le pas et les Guadeloupéens y voient une régression de leurs acquis républicain et démocratique : un couvre-feu est ordonné, la presse est censurée, les émissions de la BBC sont proscrites, dans les écoles s'instaure le salut au drapeau, la consommation de rhum est interdite, la Place de la Victoire est rebaptisée place du Maréchal Pétain, les nouveaux conseils municipaux et le conseil général sont nommés par Sorin.
Et si bien des Békés, fonctionnaires, commerçants, ou employés adhèrent à la Révolution nationale, des Guadeloupéens s'engagent dans la résistance intérieure ou participent à la Résistance extérieure en rejoignant les Forces françaises libres : c'est ce que les Antillais appellent entrer en « dissidence »,.

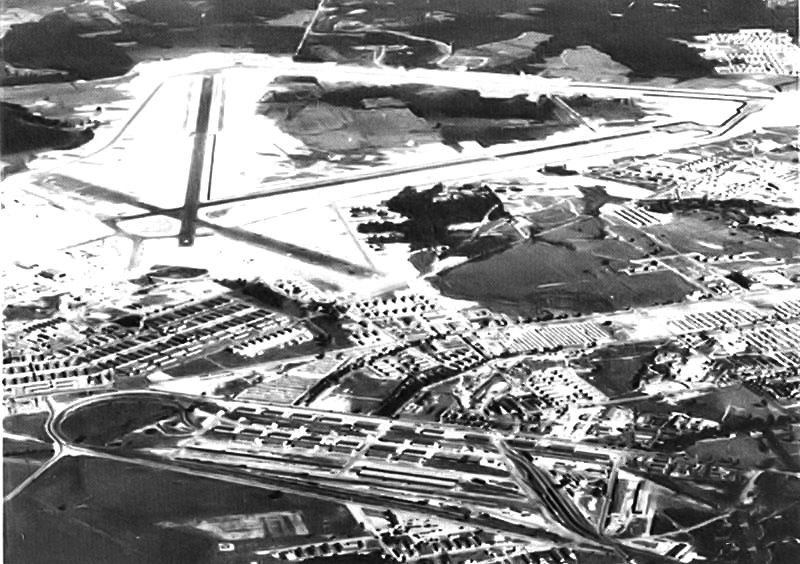
Base aérienne de Fort Dix en 1943.

Sur le front extérieur on estime qu'entre 1940 et 1943 un peu plus de 2 000 Guadeloupéens se sont rendus sur l'île voisine de la Dominique afin d'y rejoindre les Forces françaises libres. Dans un premier temps ces engagés étaient directement envoyés en formation à Londres. Mais devant l'afflux croissant de volontaires, il a été décidé de les former directement sur le sol dominiquais puis de les envoyer aux États-Unis, d'abord en Louisiane puis au camp de Fort Dix dans le New-Jersey, pour parfaire leur formation. Durant cette période c'est 1 % de la population guadeloupéenne qui ralliera la Dominique. C'est-à-dire un chiffre qualifié de très élevé comparativement au nombre d'habitants de l'île à cette époque (environ 230 000 habitants), selon l'historien Éric Jennings ; en témoigne un directeur d'usine de Sainte-Rose adressant ses préoccupations à Constant Sorin, le 30 avril 1943 : « J'ai l'honneur de vous faire savoir qu'à cause de nombreux départs journaliers de dissidents, et malgré le concours de prisonniers la récolte ne pourra être enlevée. » C'est en effet en raison des ralliements toujours plus importants des Antillais dans les Forces françaises libres que le Général de Gaulle crée en 1942 le Bataillon des Antilles duquel découle le bataillon de marche n° 5.

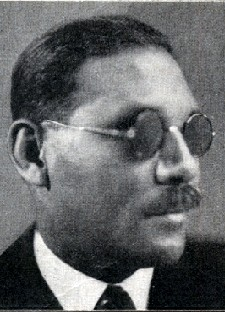
Élie Bloncourt, résistant guadeloupéen et président de la SFIO pour la zone occupée.

En métropole des soldats guadeloupéens comme le poète Guy Tirolien sont faits prisonniers par les nazis. D'autres à l'exemple d'Élie Bloncourt, Raymond Belmont (Alias « commandant Martin ») ou Arthur Richards qui a été directeur du réseau de résistance « réseau Richards », officier des forces françaises de l'intérieur et participant à la libération du Médoc, prennent part à la résistance en zone occupée ou sur d'autres théâtres d'opérations extérieurs. Tout comme Jean Cédile, administrateur colonial, Officier des Forces françaises libres et participant à la Campagne de Syrie et du Liban, à la Guerre du Désert en Égypte et en Libye, puis à la campagne de Tunisie.
En Guadeloupe la résistance passive se transforme peu à peu en défiance et débouche sur des confrontations de plus en plus directes et brutales avec les autorités et les forces de l'ordre locales. Et la libération de Paul Valentino de l'Île du Salut, à la suite du basculement de la Guyane dans le camp allié, signale le début de la dissidence armée. Revenu clandestinement en Guadeloupe en mai 1943, il fomente deux opérations d'envergure contre le régime de Vichy. Dont celle du 30 avril 1943, à Port-Louis, qui se traduit par l'attaque d'un poste de police et le sabotage de lignes de communications. Malgré l'échec de cette opération due à l'arrivée de renfort de la gendarmerie, les jours du gouvernement Sorin sont comptés. Et quelques jours plus tard, à la suite d'un match de football se jouant à la ville de Basse-Terre, des heurts entre supporters et gendarmes font un mort de 17 ans, Serge Balguy, et plusieurs blessés. Dans la foulée des gens encerclent la demeure d'un médecin proche des autorités en place, la tension monte et les troubles inquiétants entraînent la démission du conseil municipal de Basse-Terre. La situation générale n'est plus tenable et en juillet 1943 Constant Sorin quitte ses fonctions et la Guadeloupe est placée sous l'autorité du Comité français de libération nationale.

### De colonie à région ultramarine, mouvements sociaux et question statutaire

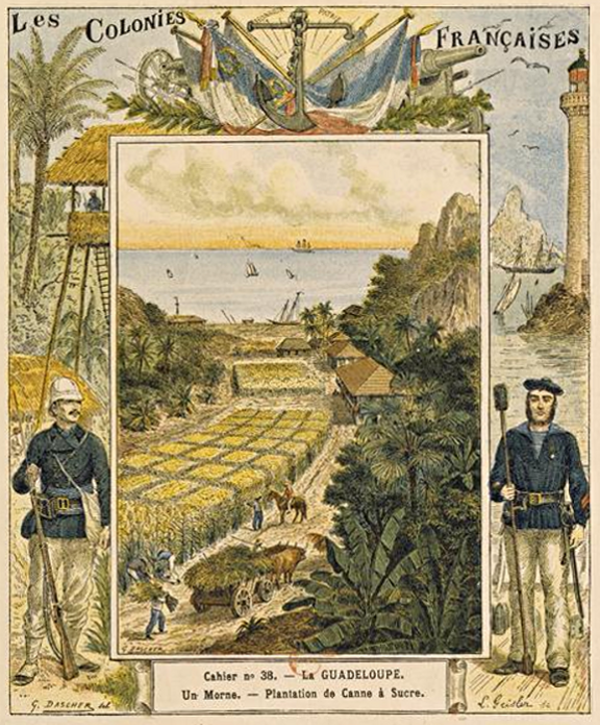

#### Départementalisation et régionalisation

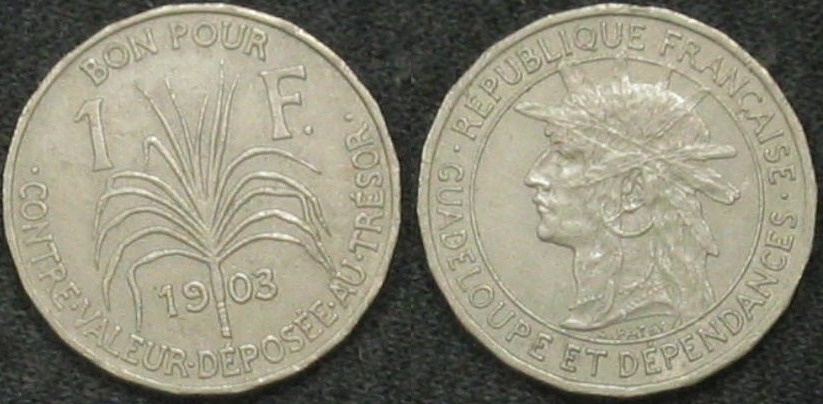
Pièce d'un franc de Guadeloupe, 1903.

Le 19 mars 1946, les anciennes colonies de l’Empire français font place à l’Union française, mais celle des Antilles françaises se rapprochent du statut de la métropole et deviennent des départements d’outre-mer : la Guadeloupe et la Martinique (le département de la Guadeloupe intègre aussi Saint-Barthélemy et Saint-Martin dans un arrondissement spécial).
Avec l'arrivée des socialistes au pouvoir en France, la loi de décentralisation est votée en 1982 et la région de la Guadeloupe est créée, s'intégrant aux 22 régions de France métropolitaine. Dans la foulée, le Conseil régional de la Guadeloupe voit le jour en 1983.

##### Conflits sociaux, mouvements autonomistes et indépendantistes

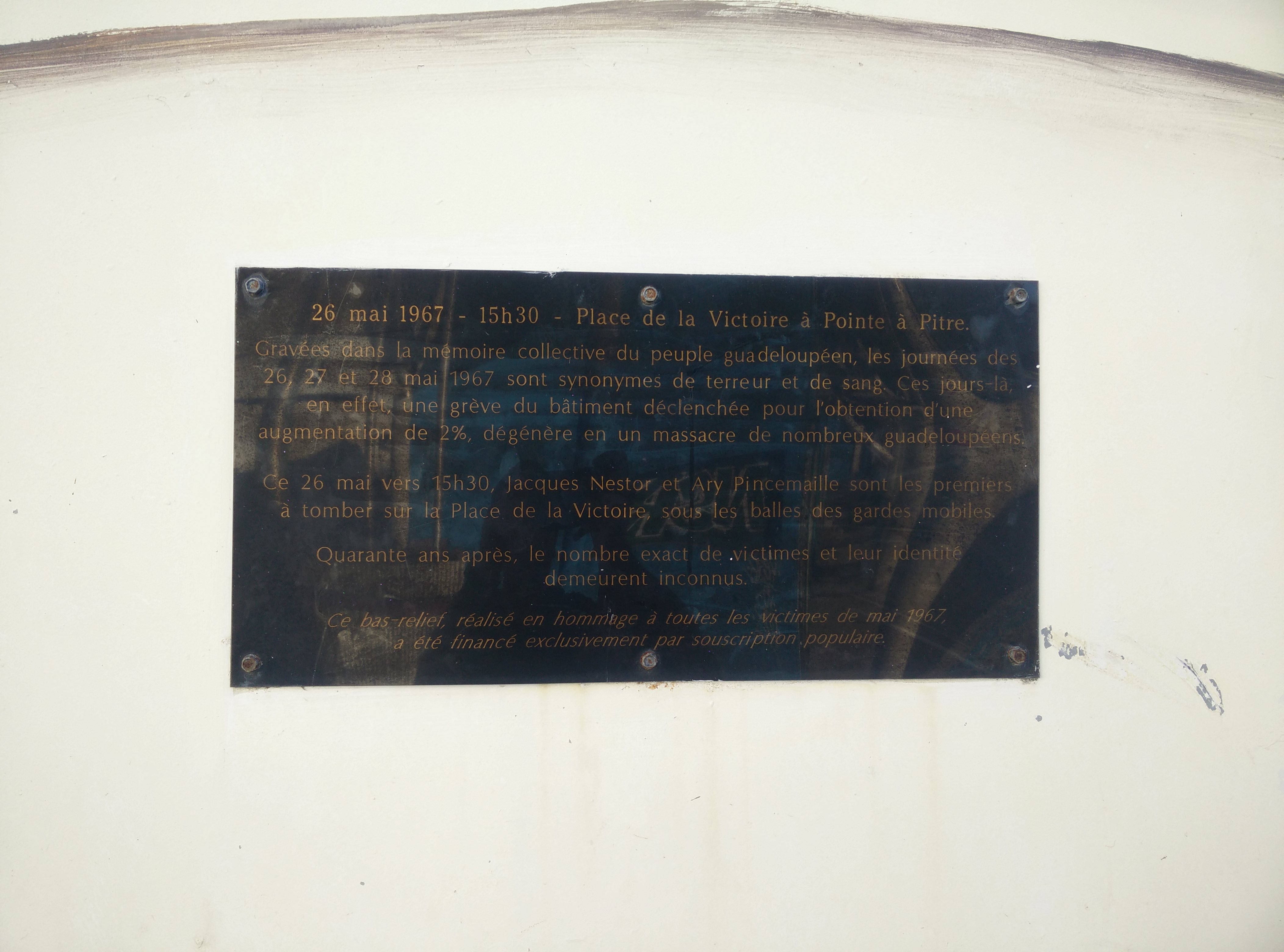
Plaque déposée en hommage aux victimes de mai 1967, à Pointe-à-Pitre.

Le 14 février 1952, dans la commune du Moule, une grève est organisée par les ouvriers de l'usine Gardel en raison d'un retard dans l'application du relèvement du salaire minimum garanti. Des barrages sont érigés par les grévistes. La tension monte et finalement, les gendarmes et CRS présents sur place tirent sur la foule. Le communiqué officiel de l'époque publié par le ministère de l'intérieur dans la presse métropolitaine 4 jours plus tard parle de légitime défense après que les forces de l'ordre aient reçu « des coups de feu blessant un officier et plusieurs gendarmes et C.R.S (…) et des bombes incendiaires » Le bilan est de quatre morts, tous du côté des manifestants, et de quatorze blessés. Localement ces événements sont appelés le massacre de la Saint-Valentin.
De nouvelles émeutes ont lieu les 25, 26 et 27 mai 1967 lors des manifestations ouvrières en vue d'obtenir une augmentation salariale de 2,5 %. Ces manifestations donnent lieu à des affrontements avec les CRS, qui ouvrent le feu sur la foule, et entraînent la mort de 5 à 87 personnes, selon les sources, dont Jacques Nestor, un célèbre militant du GONG et plusieurs blessés. Les personnes arrêtées seront relâchées par la cour.
De longues luttes s'ensuivent, dont l’emblématique grande grève qui bloque la récolte de 1971. Deux ans plus tard, l'Union générale des travailleurs de Guadeloupe (UGTG) est fondée.
En 2009, l'ensemble des secteurs économiques de l'île sont paralysés par une grève générale qui durera un mois et demi, les grévistes dénonçant notamment les prix des biens de consommation de base

#### Référendum sur le projet d'une collectivité unique
Le 1er décembre 1999, la « Déclaration de Basse-Terre » est signée. Les présidents de Région des DFA proposent au président de la République et au Gouvernement une modification législative voire constitutionnelle, visant à créer un statut nouveau de Région d'Outre-mer doté d'un régime fiscal et social spécial pour la Guadeloupe, la Guyane et la Martinique, dans le cadre de la République française d'une part, et de l'Union européenne d'autre part (article 299-2 du traité d'Amsterdam).
L’égalité des droits sociaux en outre-mer fut longue à atteindre. Ainsi, les Guadeloupéens n’ont bénéficié du Smic et du RMI métropolitains qu’en 1996 et 2002,
Le 7 décembre 2003, les électeurs de Guadeloupe ont rejeté à 73 % le projet de création d'une collectivité unique se substituant au département et à la région qui coexistent sur le même territoire. Le même jour, les électeurs de Saint-Barthélemy et de Saint-Martin ont voté en faveur de l'autonomie de leurs communes, devenues par la loi organique du 21 février 2007 deux collectivités d'outre-mer(COM) distinctes des autres dépendances et de la Guadeloupe.
Le 20 janvier 2009, débutent les grèves générales du Liyannaj Kont Pwofitasyon, ou LKP, (« Union contre les profiteurs ») qui durent jusqu'au 4 mars. Ce collectif rassemble 48 organisations syndicales, associatives et politiques. C'est la première fois que l'on assiste à une telle union de la société civile qui élabore une plateforme de revendications balayant l'ensemble des problèmes de l’île. Jusqu'à 100 000 personnes, soit un quart de la population, défilent dans les rues. Le LKP se livre alors à une mise en accusation publique de l'État français en décortiquant les mécanismes d'un système inégalitaire. Ces 44 jours de paralysie affaiblissent l'économie de la Guadeloupe et révèlent un profond malaise social sur fond de crise économique.
En avril 2009, pour trouver des réponses à la crise sociale en outre-mer, Nicolas Sarkozy ouvre les États généraux ; de nombreux ateliers dont l'atelier gouvernance proposent un projet d'évolution statutaire à caractère autonome (art. 74 de la constitution) et un projet d'évolution institutionnelle (simplification administrative) relevant de l'assimilation législative (art. 73 de la Constitution) soumis à consultation référendaire, à l'instar de la Martinique et la Guyane. Les populations de ces dernières se sont prononcées en deux référendums en janvier 2010, rejetant l'autonomie en faveur de la simplification administrative (fusion des assemblées départementale et régionale).
À la demande du président de région, Victorin Lurel, la Guadeloupe décide un report de dix-huit mois des consultations populaires, vu la proximité des scrutins régionaux et la pluralité des évolutions statutaires sollicitées par elle-même et par ses dernières dépendances. Mais en définitive, la Guadeloupe et ses dépendances s'inscriront dans la réforme nationale des collectivités territoriales.

## Administration, politique et géopolitique

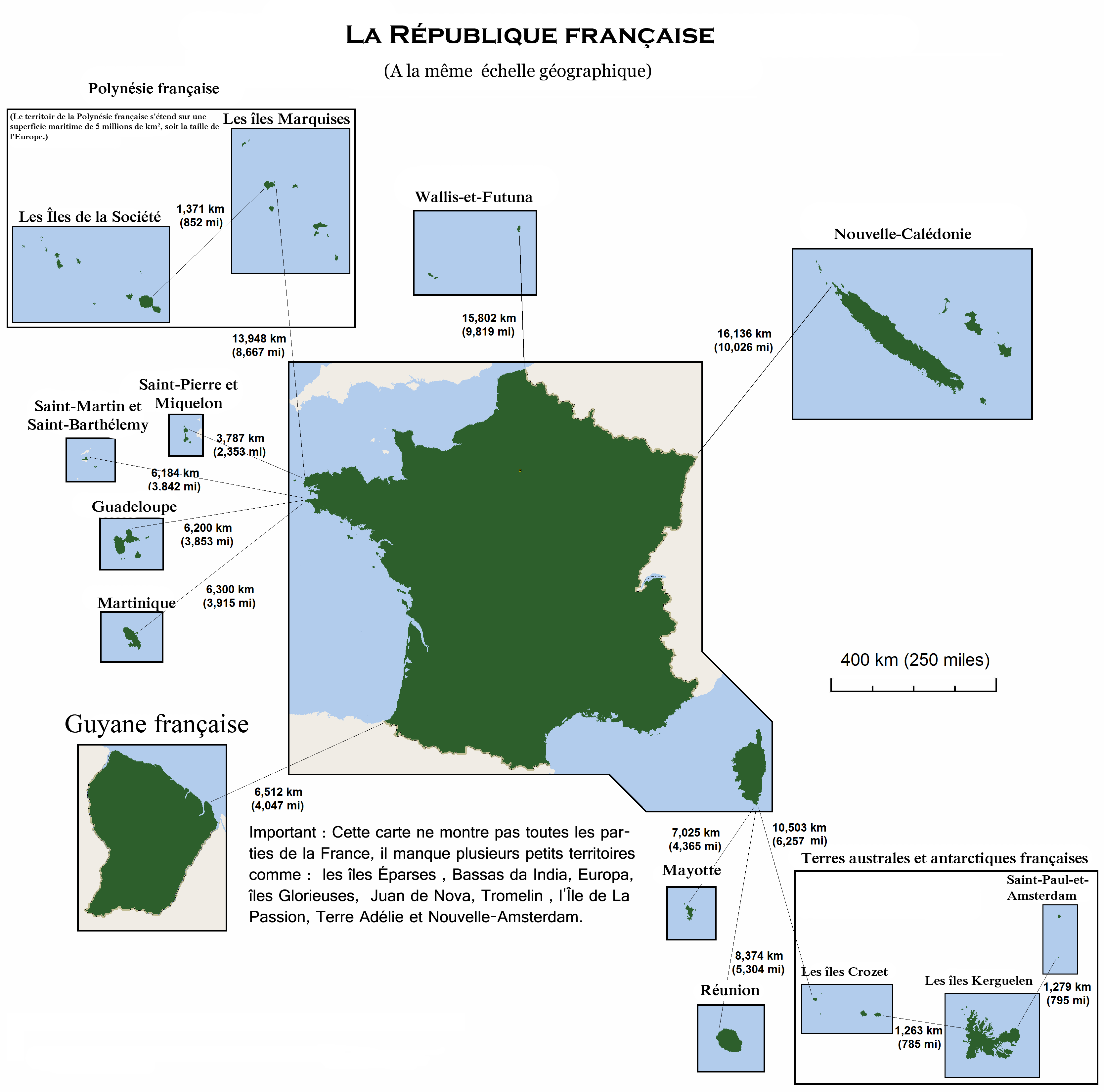
Territoires de la République française.

L'administration de la Guadeloupe s'organise comme celle des autres régions de la France métropolitaine et s'inscrit donc dans l'application stricte de la séparation des pouvoirs et l'héritage jacobin de l'État modulé des différentes lois de décentralisation. Depuis la réforme constitutionnelle du 28 mars 2003, qui a supprimé les appellations DOM et TOM, la Guadeloupe est un DROM (Département et région d'outre-mer de numéro 971). Elle est donc à la fois une région administrative et un département français d'outre-mer (l'expression DOM reste utilisée aujourd'hui) formant une région mono-départementale pour qualifier cette particularité administrative. Un seul préfet de région et préfet du département est nommé et siège à Basse-Terre, chef-lieu du département et de la région. Le référendum du 7 décembre 2003, où le « non » l'a emporté, proposait de mettre en place une nouvelle collectivité territoriale gérée par une assemblée unique regroupant les compétences de la région et du département. Cette nouvelle collectivité devait rester dans le cadre de l'article 73 de la Constitution avec un régime dit d'assimilation législative.
La Guadeloupe forme avec la Martinique et la Guyane les départements français d'Amérique (DFA), ou constitue l'un des sept territoires situés en Amérique en incluant Clipperton, Saint-Barthélemy, Saint-Martin et Saint-Pierre-et-Miquelon. La région fait aussi partie de l'Union européenne au sein de laquelle elle constitue une région ultrapériphérique (RULP), ce qui lui permet de bénéficier de « mesures spécifiques » consistant à faire des adaptations du droit communautaire en tenant compte des caractéristiques et contraintes particulières de la région.
La Guadeloupe moderne, malgré une organisation administrative et une gouvernance lourde, complexe et confuse par le bicaméralisme de son exécutif local, mène une politique active utilisant pleinement ses institutions qui l'intègrent au reste du territoire français en application des directives assimilationnistes que prévoient la départementalisation et l'intégration à l'Union européenne. Cette orientation qui la rapproche de l'Europe et de la France, limite sa capacité décisionnelle, bride ses responsabilités en faveur d'une mise sous tutelle d'un État providence fort et omniprésent, provoque d'importantes disparités de peuplement, d'aménagement et de développement économique sur son territoire particulièrement entre le continent et les dépendances, et tend à l'isoler de son environnement local, le bassin caribéen, d'où la volonté de changement institutionnel ou statutaire formulée par les élus locaux.
La politique internationale - CARICOM, CARIFORUM, Association des États de la Caraïbe (AEC) - est entretenue par Paris, même si cette dernière délègue depuis peu la représentation française dans la zone caraïbe au Président de région des trois départements français d'Amérique. Cependant, malgré une organisation institutionnelle parfois inadaptée à la réalité guadeloupéenne, ce schéma politique a permis d'améliorer et d'aligner les infrastructures et les services publics, sanitaires et sociaux au même niveau que la métropole. La Guadeloupe se place donc dans le profil d'un pays développé pour sa qualité et son niveau de vie et se situe au même degré économique qu'un pays en voie de développement. Sa population active qui s'inscrit principalement dans un cadre ouvrier et agricole est un électorat sensiblement ancré à gauche, comme le démontrent les scrutins territoriaux.

### Découpage administratif et pouvoirs judiciaires

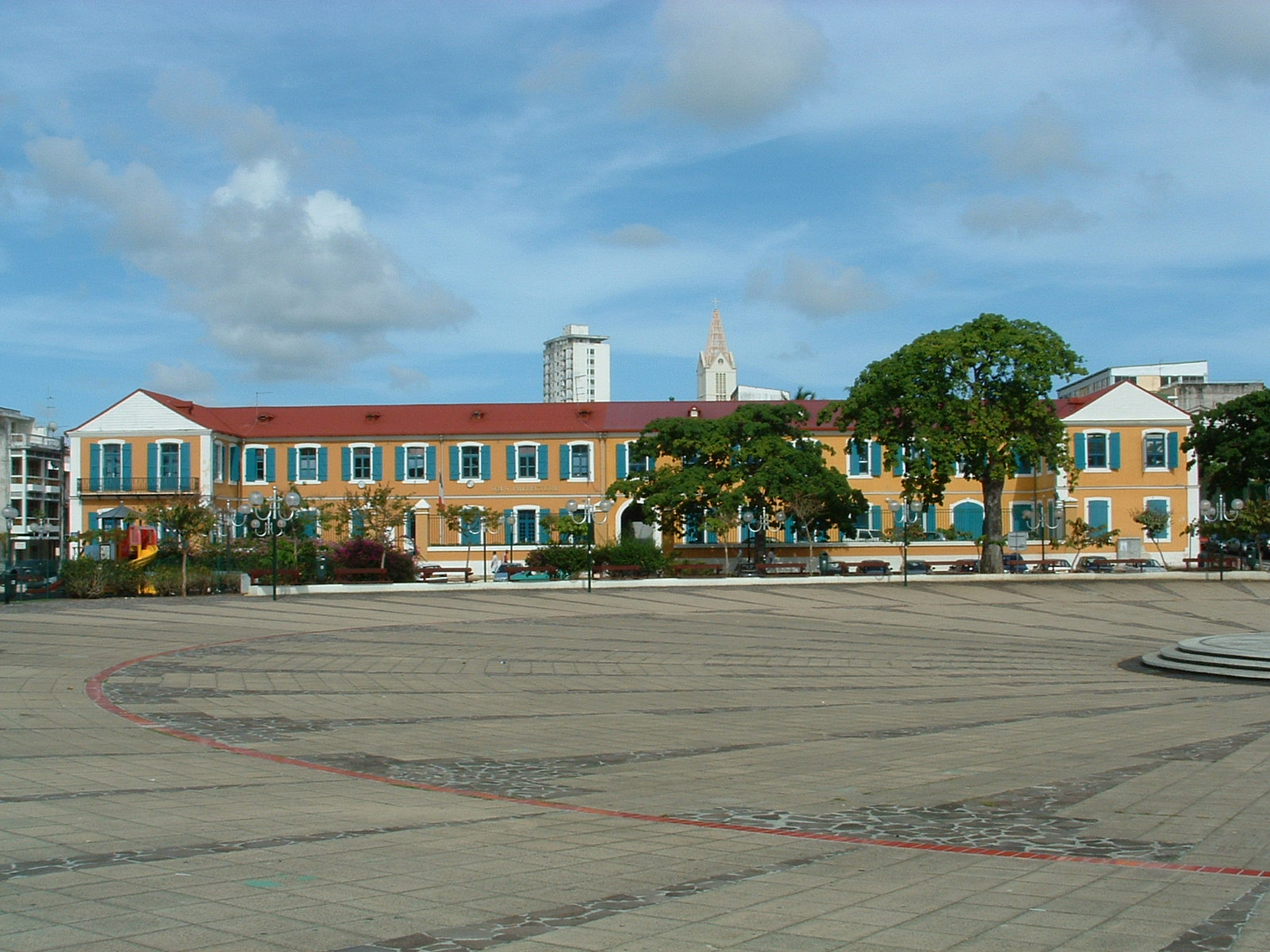
Sous-préfecture de Guadeloupe à Pointe-à-Pitre.

Le représentant de l'État est le préfet de région, installé à Basse-Terre, qui, malgré la suppression du troisième arrondissement, conserve encore certaines prérogatives dans les collectivités de Saint-Barthélemy et Saint-Martin où un préfet délégué a été nommé. Il représente avec les collectivités territoriales l'exécutif local dans l'exercice des prérogatives qui lui sont conférées. Un sous-préfet siégeant à Pointe-à-Pitre administre le deuxième arrondissement. Le préfet de région rend compte à l'exécutif national, aux différents ministres du gouvernement qui rendent compte au Président de la République. Il prend les différents arrêtés et déclenche les différents plans de secours et d'alertes.
Les collectivités territoriales se répartissent sur trois niveaux : les communes, le département et la région depuis la loi de décentralisation « Defferre » et représente l'exécutif local dans la limite des prérogatives qui leur sont attribuées. À noter également que le territoire est divisé en 6 établissements publics de coopération intercommunale.
- Les conseillers municipaux sont élus par le peuple qui élisent à leur tour un maire dans chacune des trente-deux communes.
- Les conseillers départementaux sont élus au scrutin binominal majoritaire à deux tours dans chaque canton (vingt-un pour la Guadeloupe).
- Les conseillers régionaux, eux, sont élus au suffrage universel direct par scrutin de liste à la proportionnelle à deux tours pour occuper les 41 sièges de l'hôtel de région Guadeloupe ; une prime majoritaire de 25 % est attribuée à la liste arrivée en tête, depuis la loi du 11 avril 2003[143].
- Les quatre députés[144], élus au même mode de scrutin que les cantonales dans chacune des circonscriptions, et les trois sénateurs[145] élus au suffrage universel indirect par les grands électeurs, au scrutin uninominal majoritaire à deux tours pour la Guadeloupe, sont chargés de représenter la population au parlement à Paris (Assemblée nationale et Sénat) et de porter les doléances du territoire. Ils participent au système législatif de la nation.

Les pouvoirs judiciaires sont placés sous l'autorité du procureur de la République nommé par le garde des sceaux.
Toutes les juridictions du premier degré sont présentes (tribunaux d'instance, tribunal de grande instance, chambre correctionnelle, cour d'assise, tribunal de police, conseil des Prud'hommes, tribunal de commerce, etc.). Une cour d'appel dans le département représente le deuxième degré de l'ordre judiciaire. Le troisième degré est la Cour de cassation à Paris.
Les deux premiers degrés de l'ordre administratif sont également présents à Basse-Terre qui héberge le tribunal administratif et la cour administrative d'appel. Le troisième degré est le conseil d'État à Paris.

### Partis, tendances politiques et élections
Les principaux partis qui animent la scène politique locale sont de souche nationale ou des partis locaux affiliés aux familles nationales : Objectif Guadeloupe (LR ex UMP), La République en marche (LREM), Fédération guadeloupéenne du Parti socialiste (PS), Guadeloupe unie, solidaire et responsable (GUSR), Parti progressiste démocratique guadeloupéen (PPDG), Parti communiste guadeloupéen (PC), les Verts, Modem, le Rassemblement National. Toutes les grandes familles politiques françaises sont représentées. Quelques minorités indépendantistes n'excédant pas les 1 % de suffrages se présentent aux divers scrutins, elles arrivent tout de même à être élues à la tête de petites municipalités, comme l'Union populaire pour la libération de la Guadeloupe (UPLG).
La tendance politique générale actuelle de la Guadeloupe moderne est principalement à gauche, même si la droite fut active pendant de très nombreuses années aux assemblées départementale et régionale. En effet, depuis 1999 et la déclarations de Basse-Terre, les crises internes à droite se sont accumulées : position autonomiste de la présidente de région Lucette Michaux-Chevry (Objectif Guadeloupe) et revers au référendum de 2003 amenant Victorin Lurel (PS) à sa place aux élections régionales de 2004, départ de la présidente de la section locale de l'UMP, la députée maire du Moule Gabrielle Louis Carabin, en juin 2009 et guerre de succession entre cette dernière et Marie-Luce Penchard alors Ministre chargée de l'Outre mer (et fille de Lucette Michaux-Chevry). Malgré l'intervention et l'arbitrage de Paris, la fracture au sein de la droite a contribué à la victoire de la gauche et de Victorin Lurel.

Conseil général de Guadeloupe à Basse-Terre.

Lors des élections législatives de juin 2012, tous les parlementaires guadeloupéens ont été des élus de la gauche : Éric Jalton, Gabrielle-Louis Carabin, Ary Chalus, Victorin Lurel, Félix Desplan, Jacques Cornano et Jacques Gillot. Aux élections municipales de 2014, la gauche remporte 24 communes contre 8 pour la droite. Les élections départementales de 2015 voient la fédération guadeloupéenne du Parti socialiste remporter 26 cantons contre 11 pour la GUSR et 2 pour la droite. Madame Josette Borel-Lincertin préside actuellement le conseil départemental de la Guadeloupe. Aux élections régionales de 2015, la liste menée par Ary Chalus a remporté 28 sièges sur 41. Aux élections européennes de 2014, l'UMP est arrivée en tête du scrutin devant le Front National se classant en troisième position, en dépit d'une abstention record. Et lors de celles de 2019 en Guadeloupe, les résultats ont été les suivants : Jordan Bardella du parti Rassemblement national (23,50 %), Nathalie Loiseau du parti La république en marche (18 %), Manon Aubry de La France insoumise (12,96 %), Yannick Jadot d'Europe écologie – Les Verts (10,46 %), Raphaël Glucksmann de la liste d'Union de la Gauche (8,91 %) et François-Xavier Bellamy de la liste Les Républicains (5,77 %). Le scrutin des élections présidentielles est organisé la veille de celui de la métropole pour une meilleure cohésion du suffrage et compte tenu du décalage horaire. Le dépouillement n'est dévoilé que le jour officiel en même temps que la métropole. Aux élections présidentielles de 2017, en Guadeloupe, les résultats du premier tour ont été les suivants : Emmanuel Macron (30,23 %), Jean-Luc Mélenchon (24,13 %), François Fillon (14,53 %), Marine Le Pen (13,51 %), Benoît Hamon (9,95 %). Au second tour, les électeurs ont voté à 75,13 % pour Emmanuel Macron contre 24,87 % pour Marine Le Pen avec un taux de participation de 49,23 % des inscrits.

### Géopolitique et relations internationales
La Guadeloupe se situe dans une zone pivot de l'archipel antillais et également à cheval entre l'océan Atlantique et la mer des Caraïbes. Ce promontoire de choix dans la région permet à la France d'avoir une portée sur une large partie de la façade orientale du continent américain. La zone économique exclusive formée par la Guadeloupe et la Martinique s'étend sur un peu plus de 126 146 km2. Ce qui offre à la France d'importantes ressources halieutiques et une indépendance dans le développement d'une politique souveraine en matière de recherche et de protection sous-marines (protection des baleines à bosse, réserve Cousteau, protection des récifs coralliens). Du fait de sa position géographique, la Guadeloupe permet à la France de participer aux dialogues politiques et diplomatiques tant au niveau régional (Petites et Grandes Antilles) que continental (Amérique latine et Amérique du Nord). La signature de la Convention régionale pour l’internationalisation des entreprises (CRIE), l'adhésion à la Commission économique pour l'Amérique latine et les Caraïbes (CEPALC) ou l'adhésion à l’Association des États de la Caraïbe (AEC) sont autant de jalons posés permettant à la Guadeloupe de développer ses relations bilatérales ou multilatérales dans le cadre d'accords ou au sein d'institutions internationales. Le développement de partenariats économiques bilatéraux et multilatéraux avec d'autres États caribéens et américains passe par la modernisation du port autonome de Guadeloupe ou l'importance de l'aéroport international Guadeloupe-Pôle Caraïbes.

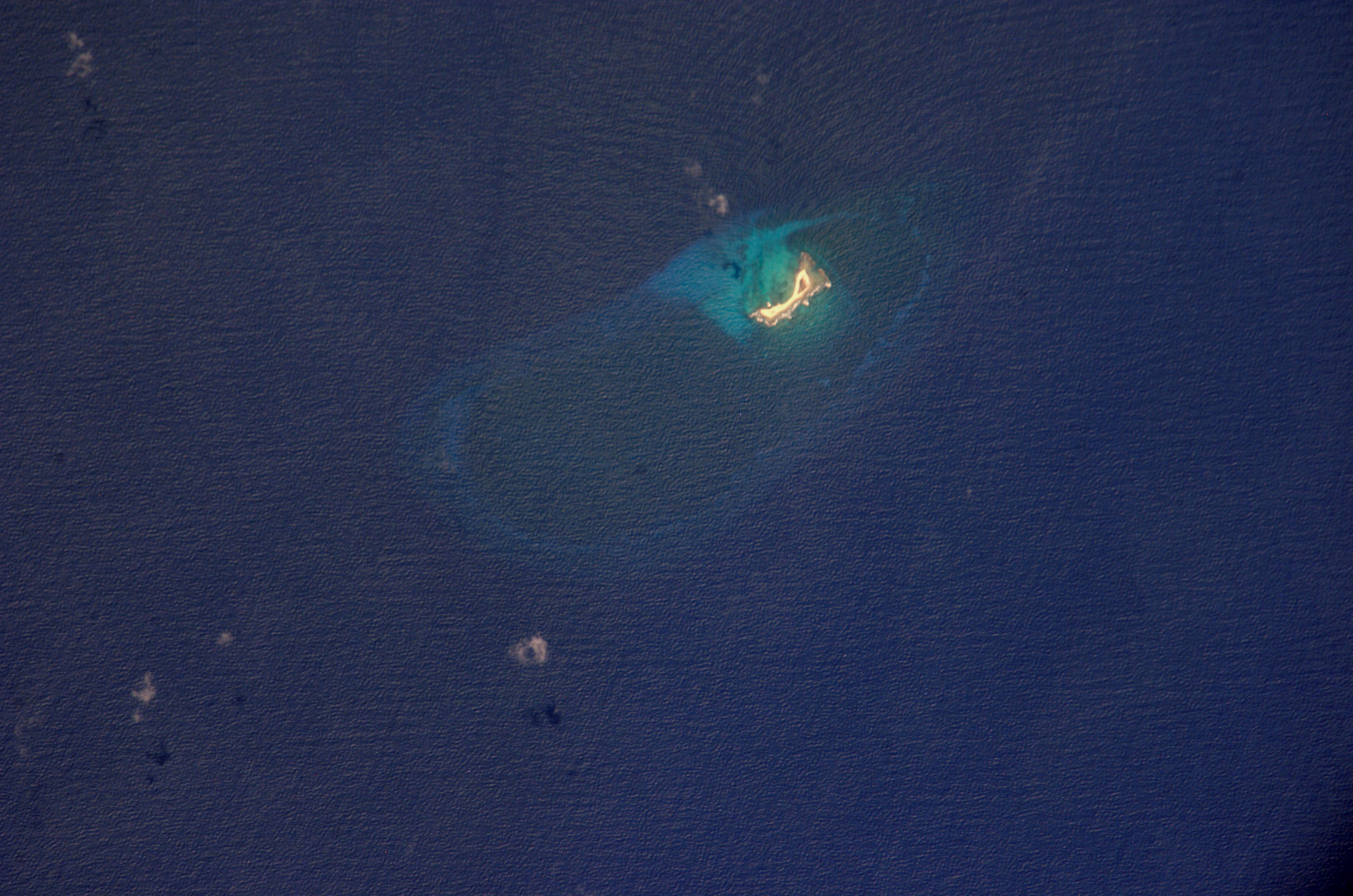
Photo satellite de l'île d'Aves.

L'îlot d'Aves, possession du Venezuela, est au centre d’un litige territorial avec les pays voisins (Grenade, Barbade, Antigua-et-Barbuda, et la Dominique). En effet cet îlot, bien qu'il soit inhabité et consiste en une simple bande de sable d'une taille comparable à celle d'un terrain de football, confère au Venezuela une grande superficie d'eaux dans les Petites Antilles.
En Guadeloupe, la question a été soulevée par le groupuscule indépendantiste CIPPA en 2014 : puisque la Guadeloupe est l'île des Petites Antilles la plus proche de l'îlot d'Aves, le groupe estime qu'il se trouve dans la zone économique exclusive de la France, faisant fi de la souveraineté vénézuélienne. En réponse, le Ministère des Affaires Étrangères a rappelé qu'un critère d'éloignement ne constitue pas un motif solide pour dénoncer unilatéralement un traité international.
Depuis le 1er janvier 2021 et la sortie du Royaume-Uni de l'Union européenne, les autorités britanniques projettent de renforcer la protection de leur frontière maritime située entre le territoire britannique d'outre-mer de Montserrat et la Guadeloupe. De plus l'île britannique, dépendante en partie des approvisionnements provenant de la Guadeloupe, pourrait voir ces derniers se compliquer et peser défavorablement dans son économie.

### Drapeaux - Symboles

Drapeau historique non officiel de la Guadeloupe[159].
Blason historique non officiel de la Guadeloupe.
Logo du conseil régional.
Logo du conseil départemental.
Drapeau indépendantiste (UPLG - 1978)

## Population et société

### Démographie
Entre 2007 et 2012, la croissance démographique a été de l'ordre de 0,1 % par an, croissance inférieure à celle de la France métropolitaine (+ 0,5 % par an), sur la même période. Cela s'expliquant par un solde migratoire négatif (-0,6 % par an) et par de nombreux départs vers la métropole dus aux difficultés économiques du département, dont le taux de chômage est élevé (28,7 % au recensement de 2012).
En 2022, le département comptait 383 569 habitants, en évolution de −2,67 % par rapport à 2016 (France hors Mayotte : +2,11 %).
(Les données démographiques ne tiennent pas compte de Saint-Martin et Saint-Barthélemy.)
| Année     | 1664   | 1789    | 1879    | 1961    | 1967    | 1974    | 1982    | 1990    | 1999    | 2006    | 2011    | 2016    | 2020    |
| --------- | ------ | ------- | ------- | ------- | ------- | ------- | ------- | ------- | ------- | ------- | ------- | ------- | ------- |
| Habitants | 11 437 | 106 593 | 174 231 | 276 545 | 305 312 | 315 848 | 317 269 | 353 431 | 386 566 | 400 736 | 404 635 | 394 110 | 383 559 |

L'INSEE estime que « si les tendances démographiques récentes se prolongeaient, le déclin démographique de la Guadeloupe s’accentuerait et la population atteindrait 314 000 habitants dans 20 ans (en 2042), puis 242 000 habitants en 2070. Le solde naturel et le solde migratoire seraient tous deux négatifs, prolongeant ainsi le déclin démographique guadeloupéen initié en 2011 ».

### Immigration
La relative richesse de la Guadeloupe contraste avec la grande pauvreté de plusieurs îles de la région des Caraïbes ; ainsi, la collectivité s'apparente à un îlot de richesse pour les populations de ces territoires. D'autres facteurs, comme l’instabilité politique, et les catastrophes naturelles expliquent cette immigration.
Dès les années 1970, les premiers immigrés clandestins d’origine haïtienne qui fuyaient la dictature des Duvalier arrivèrent en Guadeloupe pour satisfaire un besoin de main-d'œuvre dans le secteur agricole ; à côté de cette immigration haïtienne, plus visible parce que plus nombreuse, la Guadeloupe a également connu l’arrivée et l’installation de populations de l’île de la Dominique et de la République dominicaine.
En 2016, l'INSEE compte un peu plus de 20 000 étrangers dans le département.

### Migration

#### Métropolitaine et américaine
Créé en 1963 par Michel Debré, le Bumidom a eu pour objectif de « […] contribuer à la solution des problèmes démographiques intéressant les départements d'outre-mer ». Et pour ce faire ces missions ont été multiples : information des futurs migrants, formation professionnelle, regroupement familial, gestion des centres d'accueil. À l'époque, ce projet était aussi vu comme un moyen de diminuer l'influence des mouvements indépendantistes antillais qui, dans les années 1960, se renforçaient. Entre 1963 et 1981, on estime à 16 562 le nombre de Guadeloupéens ayant migré vers la métropole par le biais du Bumidom. Et une mini-série diffusée en 2018, Le Rêve français, se propose de relater certaines des conséquences relatives à la migration des Antillais et Réunionnais vers l'Hexagone.
On estime à environ 50 000 le nombre de Guadeloupéens et de Martiniquais qui ont participé au chantier du canal de Panama, entre 1904 et 1914. En 2014, on évaluait entre 60 000 et 70 000 les descendants de ces Antillais vivant au Panama. D'autres vagues migratoires se sont faites vers l'Amérique du Nord notamment vers le Canada, au cours du début du XXe siècle.

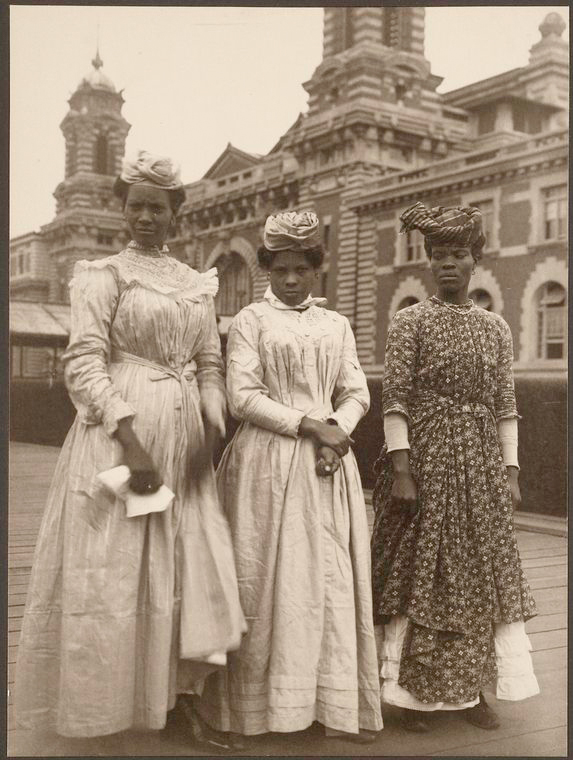
Guadeloupéennes à Ellis Island, New-York. Bibliothèque publique de New-York.
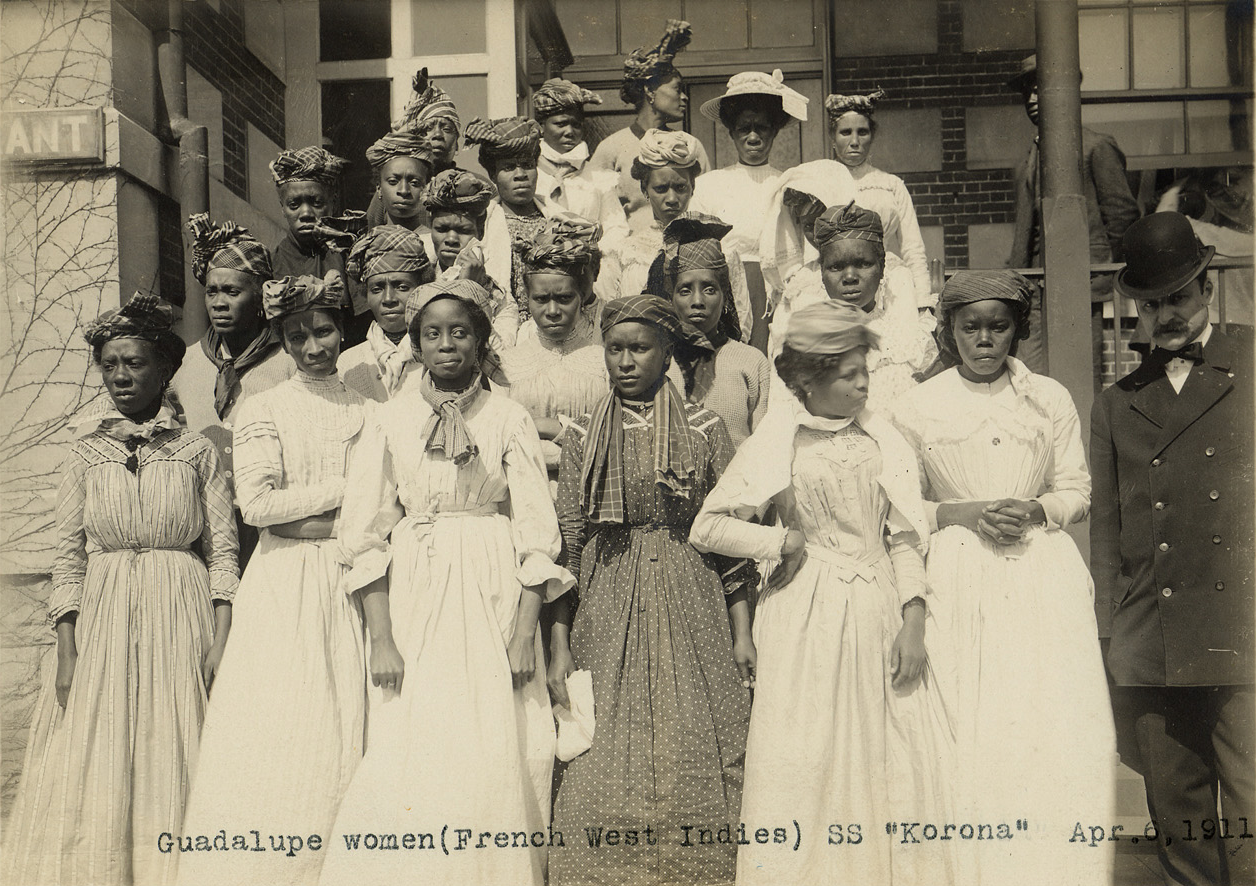
Guadeloupéennes recrutées comme servantes faisant escale à Ellis Island pour Montréal, 1911.

### Famille, égalité des sexes et sexualité
L'Insee informe qu'en 2019 la parité homme/femme au sein des assemblées locales était respectée et dépassait même celle rencontrée au niveau national. Et, à ce titre, la Guadeloupe ferait figure de « modèle de parité, ». Selon les études, le modèle matrifocal antillais serait une des raisons de la participation élevée et de l'implication importante des femmes dans la vie politique locale.
En effet, au sein des conseils municipaux et à l'échelon national, on estime entre 82 et 92 conseillères pour 100 conseillers alors que ce nombre est de 95 conseillères pour 100 conseillers en Guadeloupe, dans les communes de plus de 1 000 habitants. Et malgré le peu de postes de maire occupés par des femmes (8 sur 32 postes au total, soit 25 %), la Guadeloupe se place devant le Centre-Val de Loire et l'Île-de-France qui en comptent 20 %. Également, dans le cas de leur présence au sein des intercommunalités guadeloupéennes, on dénombre 2 femmes pour 4 hommes à la présidence de ces assemblées territoriales dont 44 % sont des conseillères communautaires, chiffre supérieur à celui des autres Dom et à celui national (31 %). Elles représentent également 30 % des vice-présidents, alors que dans le reste de la France elles ne représentent que 8 % des mandats. Le conseil général est composé à parts égales et le conseil régional compte 21 femmes pour 20 hommes.

### Langues

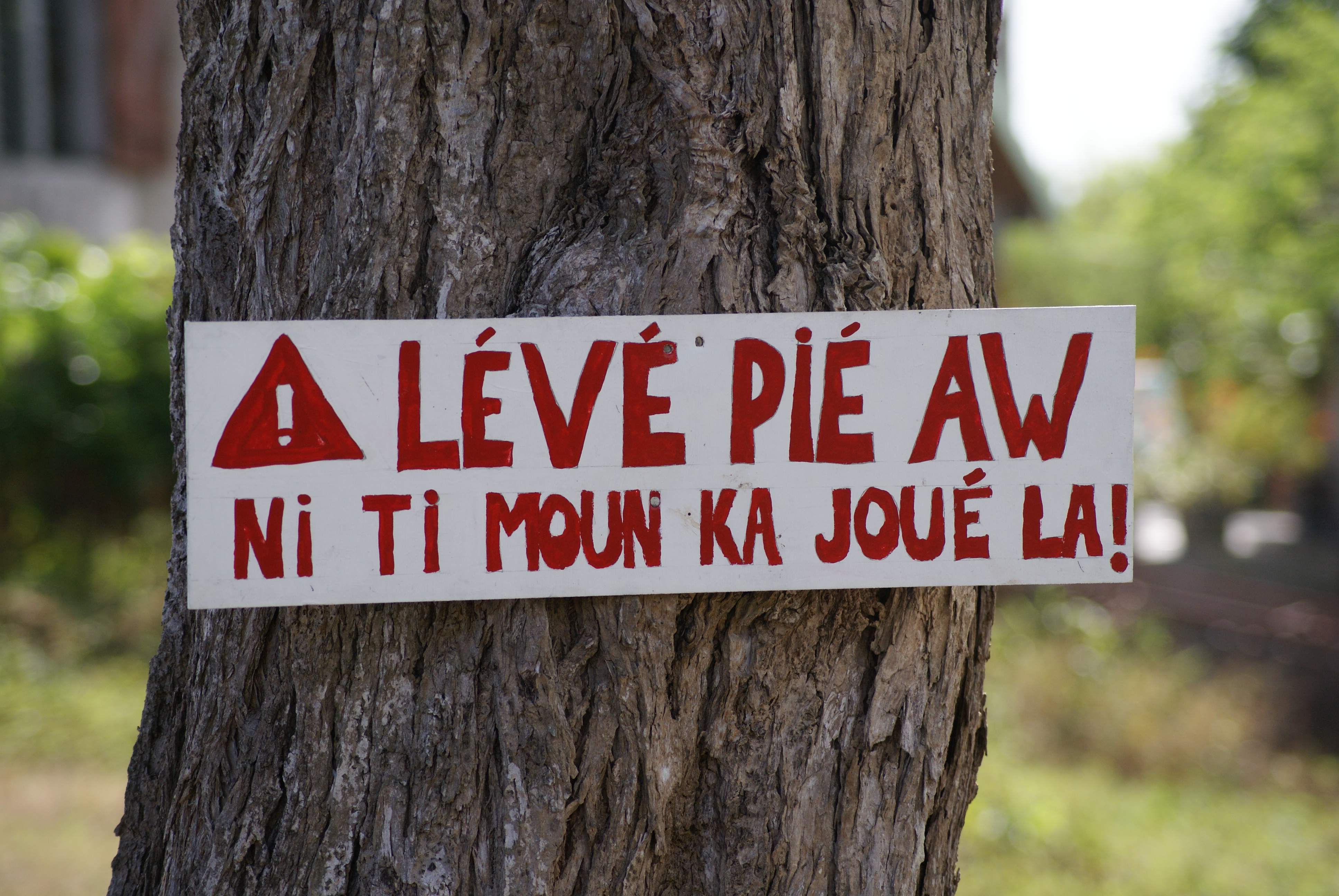
Un panneau écrit en créole guadeloupéen.

Le créole a été créé pour que tous les groupes ethniques (européen majoritairement français, africain et amérindien) puissent se comprendre. Il est donc issu d'un mélange créé dès le XVIIe siècle en réponse à une urgence communicative. Puisque contrairement aux Anglais et aux Espagnols dont seuls les Castillans avaient au départ le droit de coloniser l'Amérique, les Français ne possédaient pas à l'époque de la colonisation de la Guadeloupe de langue unifiée. Les Normands parlaient le normand, les Bretons le breton et c'est pourquoi ils ne pouvaient pas imposer leur langue. Par ailleurs, Terre-de-Haut et Terre-de-Bas dans l'archipel des Saintes, du fait de leur histoire de peuplement (colons bretons, normands et poitevins), ont leurs créoles propres qui se distinguent du créole guadeloupéen du fait de leurs prononciations francisées, leurs expressions particulières, leurs syntaxes et leurs sonorités. Bien que non transcrit, ces insulaires qualifient leur créole de « patois » ou « parler saintois » et assurent activement sa transmission et sa pérennité par leurs descendances de manière vernaculaire.
Le créole a été écrit pour la toute première fois par un béké guadeloupéen à la fin du XVIIe siècle. Et il l'avait, à l'époque, retranscrit à partir de l'orthographe française. Citons quelques éléments de transcription phonétique : la lettre « c » n'existe pas, ni l'association « qu » et donc le son [k] s'écrit avec un K. Le son « in » (de matin) s'écrit « en » et le son « an » (de enfant) s'écrit « an ».
La Guadeloupe étant un département français, le français en est la langue officielle. Toutefois, le français guadeloupéen (en contact avec le créole) possède certaines caractéristiques linguistiques différentes de celles du français standard métropolitain. Mais, ce français régional a été peu étudié et la plupart des descriptions faites portent sur son lexique et sa morphosyntaxe. Cependant, il y a désormais une étude très détaillée sur l'aspect phonique du français guadeloupéen (ce serait la première étude qui traite à la fois des aspects phonétiques acoustiques, phonologiques et perceptifs du français guadeloupéen en particulier et du français antillais en général).
Depuis le retour aux sources d'une partie de la population guadeloupéenne, il s'est créé un véritable intérêt pour le créole à travers l'apparition de livres de contes et de poésies qui sont, depuis une dizaine d'années, édités en créole et en français. Et, dans ce courant, Hector Poullet est notamment un pionnier des dictées médiatisées en créole. Le créole est aussi une langue très imagée, et très philosophique par ses expressions et son phrasé, ce qui, lorsqu'il est traduit littéralement en français, peut être objet de confusions. Les représentants des plus vieilles générations ne parlent pas toujours couramment le français, mais le créole guadeloupéen.

### Religions

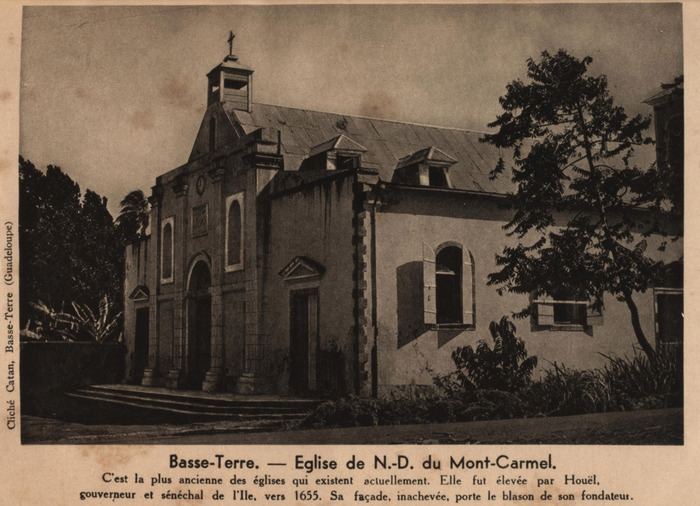
Basse-Terre. - Église de N.D. Du Mont-Carmel. C'est la plus ancienne des églises qui existent actuellement. Elle fut élevée par Houël, gouverneur et sénéchal de l'île, vers 1655. Extrait de Les étapes de la Guadeloupe religieuse, 1935

En 1685, le Code noir prononce la religion catholique comme seule autorisée aux Antilles françaises, excluant de fait aux juifs et aux protestants la pratique de leur culte. Il impose également la conversion forcée des esclaves nouvellement arrivés ainsi que le baptême de ceux plus anciens. S'ensuit rapidement un engouement chez les esclaves puisque cette religion leur offre un refuge spirituel et permet la sauvegarde de certaines de leurs croyances et coutumes africaines. Cette appropriation marque ainsi le début d'un syncrétisme religieux. Depuis les années 1970, de nouvelles religions sont en concurrence avec l'Église catholique telles que : l'Église évangélique de tendance pentecôtiste, l'Église adventiste du septième jour, les Étudiants de la Bible ou Témoins de Jéhovah et l'Église des mormons. Administrativement, le territoire de la Guadeloupe fait partie du diocèse de Basse-Terre et Pointe-à-Pitre rattaché à l'Église catholique en France. Le diocèse regroupe les territoires de Guadeloupe, Saint-Barthélemy et Saint-Martin et le nombre de fidèles est estimé 400 000. En 2020, 59 prêtres étaient en activité dans le diocèse,,. Le siège épiscopal est à Basse-Terre dans la cathédrale Notre-Dame-de-Guadeloupe.
L'hindouisme, accompagnant les Indiens venus travailler en Guadeloupe au milieu du XIXe siècle, est en forte expansion depuis les années 1980. La communauté indienne a d'ailleurs une tradition qui lui est propre et qui vient d'Inde. Il s'agit des mayé men, prononciation déformée du nom de la déesse indienne tamoule Mariamman. On ne compte pas moins de 400 temples dans l'archipel. L'Islam a fait son apparition aux Antilles françaises au cours des années 1970 tout d'abord à la Martinique. Selon le président de l'association des musulmans de Guadeloupe, le département compterait entre 2 500 et 3 000 musulmans. L'île compte deux mosquées. Le judaïsme est présent en Guadeloupe depuis l'arrivée de colons hollandais chassés du nord-est de l'actuel Brésil, en 1654. Il existe une synagogue et une communauté culturelle israélite,. Le maronisme est pratiqué par les Guadeloupéens d'origines syrienne et libanaise,. Le rastafarisme exerce une attirance chez de nombreux jeunes depuis les années 1970,, à la suite de son émergence aux États-Unis et à la Jamaïque. Le quimbois ou kenbwa, pratiqué en Guadeloupe, se réfère aux pratiques magico-religieuses issues du syncrétisme chrétien et africain. Quant au gadèzafè ou sòsyé, il aurait un don d'extra-lucidité conféré par un saint, un ancêtre et pratiquerait le désenvoutement, le charme et aiderait à la guérison.

#### Rites mortuaires

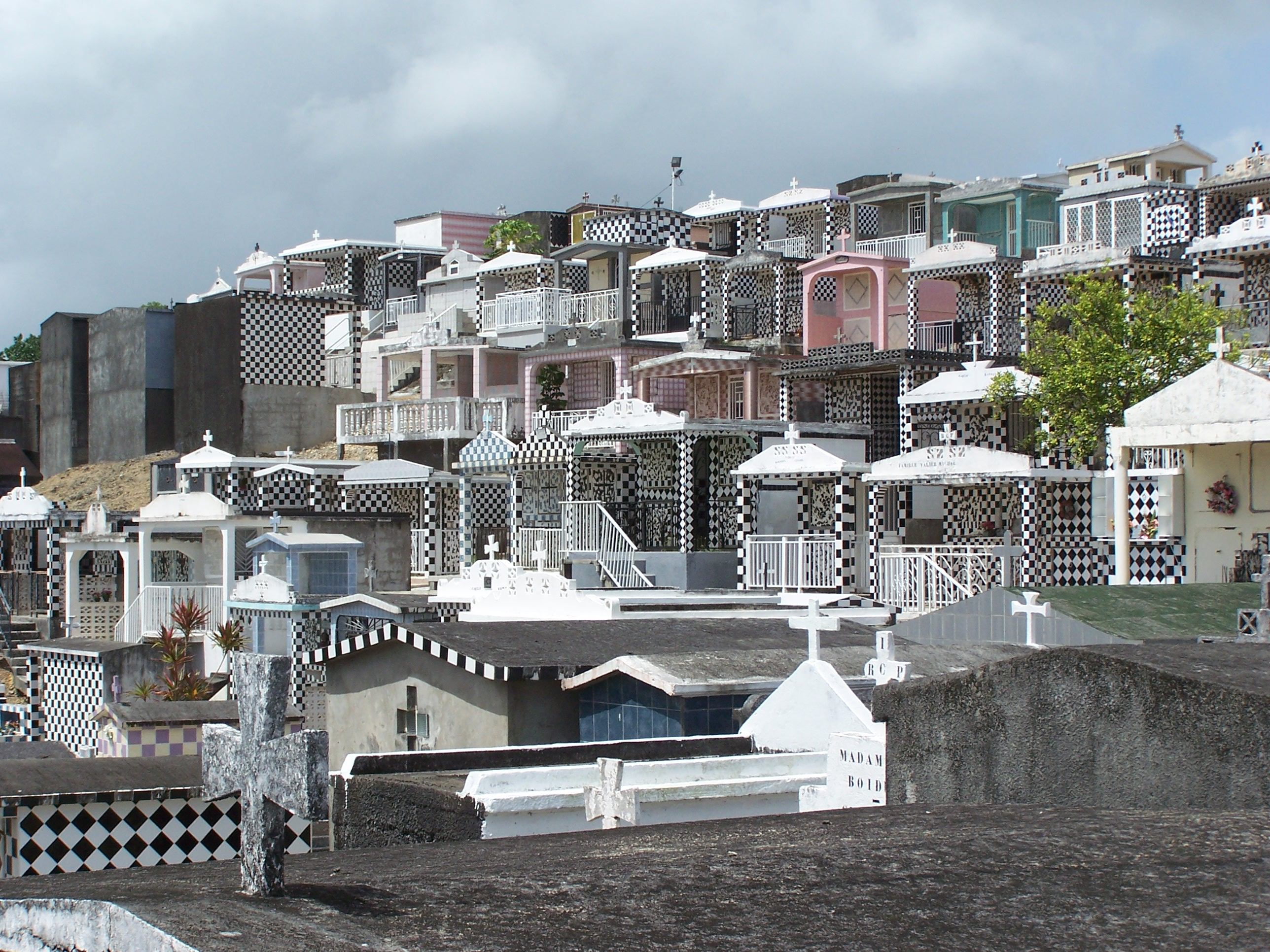
Cimetière de Morne-à-l'Eau.

Historiquement la mort d'une personne était annoncée en soufflant dans une conque de lambi, ce qui produisait un son rauque et puissant audible à bonne distance. Puis un crieur de mornes ou « kouri-sikilè » avait pour mission d'aller avertir la famille éloignée et en chemin faisait également circuler l'information pour qu'elle se propage de bouche-à-oreille. Puis, la nouvelle du décès annoncée, chacun s'affairait à la préparation de la veillée mortuaire.
Il fallait pour cela rassembler les sièges et les tables permettant aux invités de s'asseoir et de se restaurer, ce qui était le rôle des hommes. Et nettoyer le domicile de la personne défunte, préparer le repas, obtenir des bougies et tout le nécessaire permettant de passer la nuit à veiller le corps, ce qui était le rôle de femmes. Tandis que d'autres se chargeaient de commander le cercueil auprès d'un ébéniste ou d'un charpentier, de s'occuper des tâches administratives auprès de la mairie ou des préparatifs de l'office religieux auprès de l'église. Et une fois les préparatifs terminés, la veillée pouvait commencer.
Aujourd'hui, les crieurs de mornes ont été remplacés par les radios locales et la presse qui diffusent de façon quotidienne les avis d'obsèques. Et de nos jours, lors d'un décès, ce sont les entreprises funéraires qui assurent la préparation à l'enterrement. Proposant à la famille et aux proches un espace, dans leurs locaux, dédié à la veillée mortuaire. Si toutefois quelques veillées mortuaires sont encore pratiquées comme autrefois, notamment à la campagne, il est indéniable que cette tradition tend à disparaître.
Chaque 1er et 2 novembre, respectivement la Toussaint et la Fête des Morts, sont l'occasion pour les Guadeloupéens de se retrouver en famille afin de se recueillir et d'illuminer la sépulture de leurs proches. À cette occasion tous les cimetières de l'archipel sont ouverts durant la nuit et sont baignés de lumière de bougies.

#### Surnaturel et superstition
Dans la culture guadeloupéenne et plus notamment dans les contes populaires, de nombreuses créatures surnaturelles sont évoquées telles que : Le soucougnan ou volant : sorte de vampire qui peut prendre l'apparence d'une boule de feu ou d'un oiseau noir. Son arbre de prédilection est le fromager, appelé « arbre aux esclaves » aux Antilles. Le dorlis : homme doté du pouvoir d'invisibilité pour se faufiler dans les domiciles et abuser des femmes. La diablès ou diablesse : belle femme élégante, ayant au moins un pied de cheval ou de cabri, se tenant généralement au bord des rivières et qui entraîne les hommes dans les bois pour les perdre à jamais, ou qui les précipite du haut d'une falaise. Manman dlo (la mère des eaux), équivalente de Mamy wata : sirène qui fait chavirer les embarcations et emporte les enfants laissés sans surveillance au bord de l'eau (mer ou rivière). Pour apaiser sa colère on lui lance un peigne. Les zombis ou zèspri (Nzambé signifiant Dieu en kikongo) : morts-vivants. Les mofwazé ou morphroisés (de « métamorphosés ») : entités en forme de chien poursuivant les personnes marchant seules la nuit tombée. Bèt a man ibè est une femme transformée en truie par un sorcier jaloux. Elle entraîne dans son sillage des petits cochons, ses enfants, dans une cacophonie de bruits de chaînes, de grognements et de cris. Son passage les nuits sans lune provoque la fermeture des volets. Celui qui s’aventure à regarder par le trou de la serrure risque d’être atteint de cécité. Le bokor (différent du bokor haïtien) : gros crabe ou crapaud apportant le désordre dans un foyer et que l'on chasse avec de l'eau bénite, de l'ammoniaque ou en le frappant avec les branches d'un acacia (le bwa-pini). Le ti mons (petit monstre) : génie hideux de petite taille sorti d'un œuf qu'on aurait couvé sous son aisselle, durant 7 jours. Celui-ci, reconnaissant envers celui qui l'a fait naître, exaucerait tous ses vœux.

### Éducation

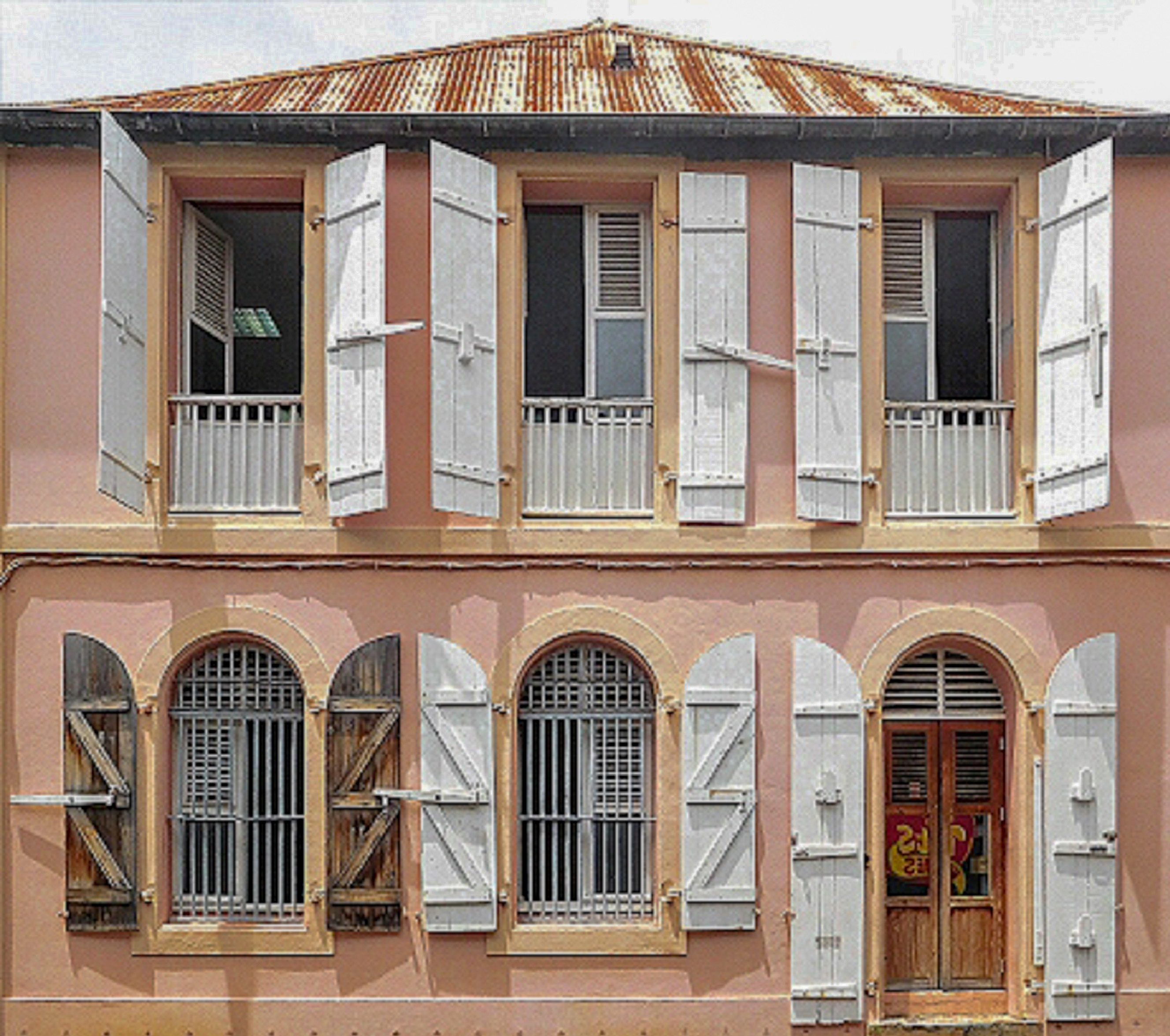
Lycée Carnot, Pointe-à-Pitre.

La région académique de la Guadeloupe comprend uniquement l’académie de la Guadeloupe. Elle emploie 9 618 personnes et son budget de fonctionnement a été de 714,3 millions d'euro pour l'année 2018-2019. Le territoire compte 300 écoles primaires dont une maternelle privée sous contrat et 14 écoles élémentaires privées sous contrat. Il compte aussi 52 collèges dont 6 privés sous contrat. Et enfin compte 38 lycées dont 13 sont privés sous contrat.
Durant l'année scolaire 2018-2019 ont été scolarisés dans l'Académie de Guadeloupe :
- 45 510 élèves dans le premier degré ;
- 45 626 élèves dans le second degré ;
- 2 718 élèves en post-bac en lycée.

Depuis 2014, l'Académie compte 12 circonscriptions réparties en 5 pôles :
- Le Pôle Îles du Nord (Saint-Martin et Saint-Barthélemy) ;
- Le Pôle Basse-Terre Nord (Baie-Mahault, Capesterre-Belle-Eau et Sainte-Rose) ;
- Le Pôle Basse-Terre Sud : Basse-Terre et Bouillante (Les îles des Saintes incluses) ;
- Le Pôle Grande-Terre Nord : Grande-Terre nord, Sainte-Anne et Saint-François (Les îles de La Désirade et de Marie-Galante incluses) ;
- Le Pôle Grande-Terre Sud : Les Abymes, Gosier et Pointe-à-Pitre.

Les îles de la Guadeloupe comptent également deux campus locaux de l'Université des Antilles (Fouillole et Camp Jacob), une « cité de la connaissance » comprenant un campus sanitaire et social, une « Université des métiers » comportant un centre de formation pour apprentis (CFA), un pôle régional des arts et des spectacles, une résidence étudiante, et enfin trois antennes de l'école régionale de la deuxième chance.

### Santé et protection sociale
La Guadeloupe dispose d'un centre hospitalier universitaire (CHU), situé à Pointe-à-Pitre, d'un centre hospitalier régional (CHR) à Basse-Terre, de cinq hôpitaux situés à Capesterre-Belle-Eau, Pointe-Noire, Bouillante, Saint-Claude et Grand-Bourg, de six cliniques situées à Baie-Mahault, Le Gosier, Le Moule, Trois-Rivières, Gourbeyre, Saint-Claude et d'une polyclinique située à Grand-Bourg, de l'Institut Pasteur de Guadeloupe.
L’île est considérée comme un désert médical. Alors que l'on compte 246 médecins généralistes à Paris pour 100 000 habitants, ce chiffre tombe à 140 pour la Guadeloupe. Concernant les chirurgiens-dentistes, alors qu'ils sont en moyenne 88 pour le département des Bouches-du-Rhône pour 100 000 habitants par exemple, ils ne sont que 45 en Guadeloupe.
Le même constat est fait trois ans après, en 2022 à la suite d'un rapport de l'Observatoire régional de la Santé. Une faculté de médecine devrait ouvrir ses portes en 2023 en Guadeloupe: cette annonce a été bien accueillie mais suscite aussi des inquiétudes en raison d'une crainte sur la qualité de la formation si les moyens ne sont pas au rendez-vous.

### Médias
Parmi les titres de la presse écrite distribués en Guadeloupe, citons par exemple :
- France-Antilles Guadeloupe ;
- Le Courrier de Guadeloupe ;
- Nouvelles Semaines ;
- Nouvelles Étincelles ;

S'agissant des principales chaînes de télévision transmises en Guadeloupe, peuvent par exemple être citées :
- Guadeloupe La 1re : chaîne de télévision généraliste publique (France Télévisions) ;
- France 2 ;
- France 3 ;
- France 4 ;
- France 5 ;
- France 24 ;
- Arte ;
- Canal 10 : chaîne de télévision privée de proximité ;
- Eclair Télévision (ETV) : chaîne de télévision privée de proximité ;
- Alizés Télévision : chaîne de télévision privée de proximité ;

### Sport

#### Art martial traditionnel
Le mayolè est un sport de combat guadeloupéen créé, développé et exercé par les esclaves durant la traite négrière. Sa pratique consiste à opposer deux combattants munis chacun d'un long bâton et s'affrontant, aux rythmes des tambours, au centre d'une assemblée de spectateurs. Cette lutte, autrefois dangereuse, pouvait provoquer de graves blessures (on employait jadis le terme de « mayolè sang »). Aujourd'hui, le mayolè est pratiqué à la façon d'une lutte dansée comme la capoeira au Brésil.

#### Groupes et associations sportives

Logo de la Route du Rhum.

- MJCA - Maison des Jeunes et de la Culture des Abymes ;
- La Skywalkers Parkour Team et En avant roller à Sainte Anne ;
- A.S Redoutable à Baie-Mahault ;
- A.C. Saint Robert à Baillif ;
- A.S. Racing Club et Cygne Noir à Basse-Terre.
- Guadeloupe Netball Associations Le Gosier

#### Événements sportifs majeurs
- les Championnats de France de cyclisme sur piste 2009 ;
- Tournoi de tennis de la Guadeloupe, tournoi challenger de tennis au Gosier ;
- l'Open international de golf de Saint-François ;
- le Tour cycliste international de la Guadeloupe ;
- le Tour de la Guadeloupe à la voile ;
- la Route du Rhum ;
- la Karujet, Championnat du monde de motomarine à Petit-Bourg.

#### Principaux équipements sportifs
- À Baie-Mahault : Vélodrome Amédée-Détraux (9 000 places) ; Gymnase Valère-Lamie (1 800 places) ; Bowling.
- À Les Abymes : Stade René-Serge-Nabajoth (7 500 places) ; Piscine intercommunale de Dugazon.
- À Le Gosier : palais des sports du Gosier (5 000 places) ; stade Lambert Lamby.
- À Basse-Terre : Palais des Sports de Rivière des Pères (1 600 places) ; Piscine intercommunale de rivière des pères.
- À Petit-Bourg : Palais des sports Laura-Flessel (2 500 places) ; Complexe Gaël-Monfils.
- À Pointe-à-Pitre : Centre sportif et culturel Paul-Chonchon à Bergevin, Pointe-à-Pitre (1 800 places).
- À Anse-Bertrand : Hippodrome Saint-Jacques.
- À Saint-François : Golf de Saint-François.

### Délinquance et criminalité
La Guadeloupe était le département le plus violent de France en 2015 : 45 meurtres avaient été enregistrés en Guadeloupe et à Saint-Martin. Ces résultats font des deux îles le département « le plus meurtrier de France, loin devant les Bouches-du-Rhône » avec 8,4 meurtres pour 100 000 habitants, soit trois fois plus que dans la région marseillaise. Outre les crimes, on observe selon les chiffres de 2013 une forte augmentation des vols à main armée contre les locaux commerciaux (+63 %) ainsi que celle des cambriolages sur ces mêmes locaux (+31,5 %).

## Économie

### Indicateurs économiques, emploi et coût de la vie

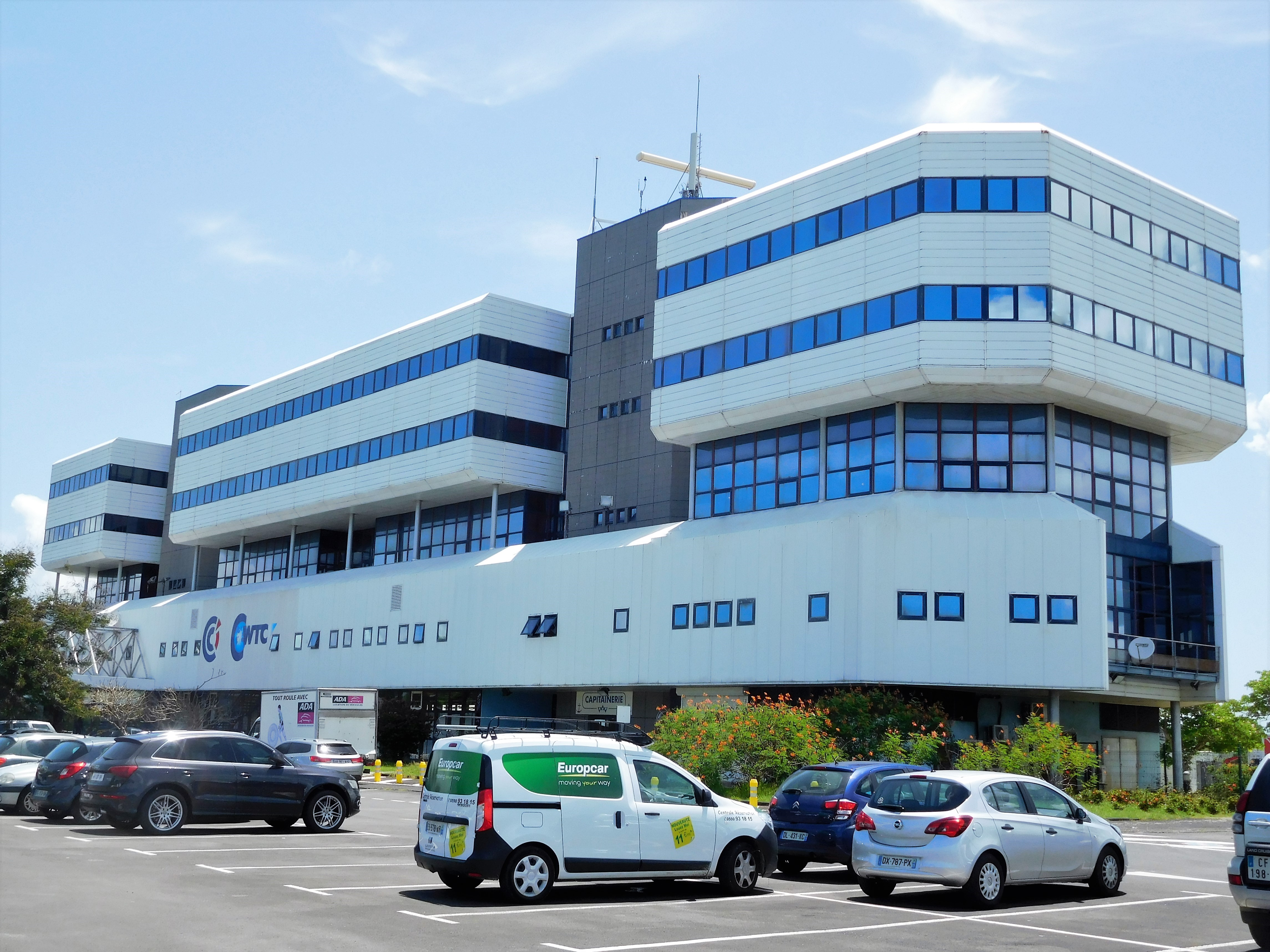
World Trade Center de Jarry à Baie-Mahault.

La région Guadeloupe est globalement sous-dotée en infrastructures, logements sociaux, numérique et réseaux d’énergie. Et le taux de couverture des importations par les exportations s'est élevé à 6 % en 1996. Également, d’après la direction du Budget, l’investissement moyen de l’État par habitant est de 116,29 euros en outre-mer, contre 176,40 en moyenne nationale. Toutefois, malgré sa situation économique, la Guadeloupe fait partie des îles les plus riches et les plus stables des Caraïbes.
La situation économique difficile de la Guadeloupe est traduite par deux chiffres significatifs : le taux de chômage (23,7 % de la population active en 2015), et elle se classe au second rang des régions les plus touchées par le chômage dans l'Union européenne. En janvier 2010, le nombre de demandeurs d'emploi est de 51 860 personnes, ce qui augmente le taux de chômage à 23,7 % de la population totale soit une hausse de près de 11,5 % par rapport à 2009. De plus, un jeune Guadeloupéen sur deux est sans emploi. En 2017, le taux de chômage en Guadeloupe était de 22 % contre 24 % de 2014 à 2016.

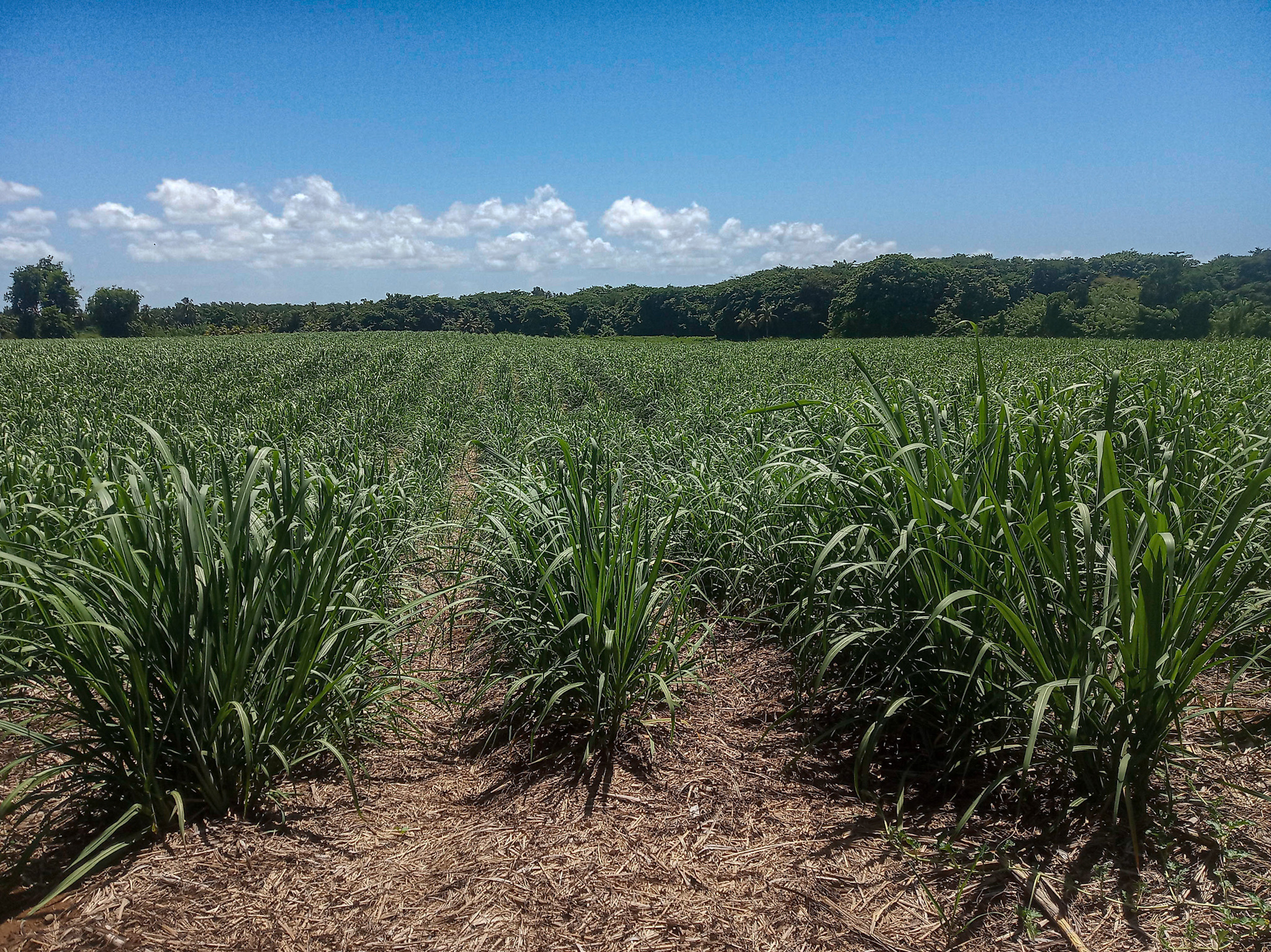
Champ de cannes à sucre à Goyave.

D'après l’Institut national de la statistique et des études économiques (INSEE), les prix de l’alimentaire en Guadeloupe sont supérieurs de 42 % à ceux de la métropole.
Selon la cour des comptes, l'octroi de mer contribue « à la hausse des prix pour de nombreux biens de première nécessité, non produits dans les départements et régions d’outre-mer, ou produits dans une proportion limitée » et a « pour effet de maintenir une dépendance aux importations pour garantir un certain niveau de ressources fiscales aux collectivités locales ».
Selon une étude de l’Insee publiée en janvier 2023, 27,3 % des jeunes Guadeloupéens âgés de 15 à 29 ans ne sont ni en emploi, ni en études, ni en formation, soit « deux fois plus qu’en France métropolitaine ».

### Secteurs d'activité
L'agriculture (canne à sucre, banane, melon, café, vanille), autrefois moteur économique de l'île, ne survit que grâce aux subventions de l'État et des collectivités locales.

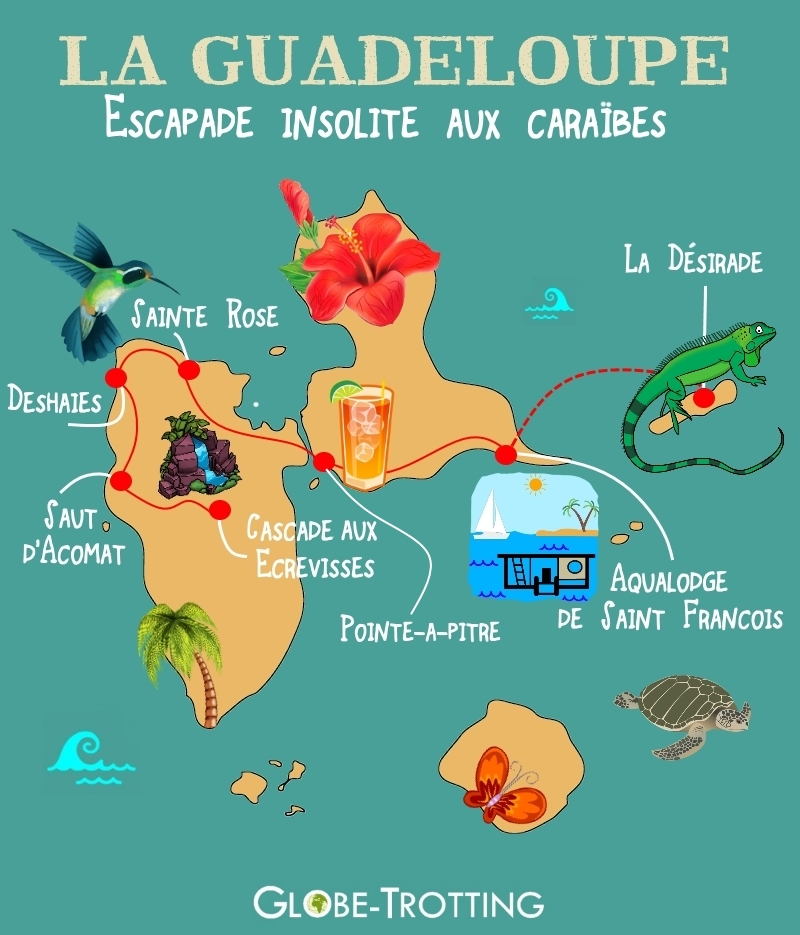
Carte touristique de la Guadeloupe.

Et les deux plus grosses productions de l'île, la canne à sucre et la banane, sont en crise. « La canne, c'est notre sidérurgie », ont coutume de dire les Guadeloupéens et pour cause les industries, peu nombreuses, appartiennent essentiellement au secteur agroalimentaire (sucreries, rhumeries, conserveries). Quant aux cultures fruitières et maraîchères, elles ne parviennent pas à couvrir les besoins des 400 000 habitants. Et chaque année, la Guadeloupe doit donc importer plus de dix mille tonnes de fruits et de légumes.
L'industrie représentait selon l'INSEE, 5,4 % de la valeur ajoutée totale du département en 2006 (contre 6,5 % en 1993) et 6,9 % des emplois. Son développement est partiellement dû aux lois de défiscalisation. La Guadeloupe compte une dizaine de zones industrielles réparties sur tout le territoire. Ces activités se concentrent principalement dans l’agglomération pointoise, sur le site de Jarry (325 hectares) à Baie-Mahault. Cette zone d'activité industrielle (l’une trois premières zones industrielles de France) regroupe 80 % des créations d’emplois des dix dernières années.
Le tourisme est le seul secteur économique à conserver un certain dynamisme et les bons résultats de l’année 2007 confirment l’orientation favorable de la conjoncture du secteur. Le trafic des passagers à l'aéroport Pôle Caraïbes (hors transit) a progressé de 6,2 %, notamment sous l’effet du développement du tourisme de croisière, en hausse de 26,9 % sur l’exercice ; hors croisiéristes, le nombre de passagers arrivés dans l'archipel a crû de 3,6 %. L’hôtellerie classée a également bénéficié de l’augmentation de la fréquentation ; la Guadeloupe est visitée par une majorité de voyageurs en provenance de la métropole (92 % des flux) devant ceux de l’Italie et de la Belgique.

### Énergies
L'île dispose d'un fort potentiel d'énergie solaire, éolienne et marines, mais en 2018, la biomasse-énergie et le charbon et les hydrocarbures pétroliers restent les plus utilisés.
La loi sur la transition énergétique (TECV) prévoit 50 % d'énergie renouvelable à horizon 2020 pour le territoire. Et la PPE de Guadeloupe prévoit de développer 66 Mw de capacité supplémentaire de biomasse-énergie de 2018 à 2023, dont 43 MW en remplacement du charbon. Par exemple la centrale à charbon Albioma Caraïbes (AC) sera convertie à la biomasse pour aider à faire passer de 20,5 % à 35 % la part des énergies renouvelables dans le mix énergétique de la Guadeloupe, et ainsi atténuer la dépendance de l'île aux hydrocarbures fossiles et diminuer la pollution acide de l'air et la production de cendres et de mâchefers toxiques. Cette centrale de 34 MW qui produit en 2 018 260 GWh/an d’électricité (soit 15 % des besoins de l'île) doit diminuer de 265 000 t équivalent CO2/an sur l'ensemble de la chaîne (-87 % une fois reconvertie à la biomasse par rapport à la situation antérieure, au charbon).
La Guadeloupe compte : une centrale de production d'électricité, au Moule, adossée à la filière agricole de la canne à sucre et qui en récupère les déchets du broyage de la canne (bagasse) afin de produire de l'énergie ; 12 parcs éoliens comme à la Désirade, au Moule ou à Marie-Galante ; une centrale géothermique, à Bouillante, exploitant l'énergie de la vapeur d'eau produite par l'activité volcanique (la production d'électricité de cette centrale la place au premier rang national) ; un projet d'exploitation de l'énergie des vagues et des courants marins ; des installations photovoltaïques contribuant au fonctionnement des chauffe-eaux solaires chez les particuliers et au développement du secteur des véhicules électriques.
Représentant 2,2 % de la production totale, l'électricité produite par la force hydraulique provient de barrages aménagés dans le lit de quelques cours d'eau.

### Approvisionnement et distribution de l’eau potable
L’eau distribuée par le réseau d’eau potable de Guadeloupe provient principalement de la Basse Terre, pour 70 % de prises d’eau en rivière et pour 20 % de captages de sources. Les 10 % restants proviennent de forages qui exploitent les eaux souterraines de la Grande Terre et de Marie-Galante.
Entre 1945 et le début des années 1990, l’État français organise et finance les grands travaux d’adduction, développe le réseau. Il crée également le principal acteur : le SIAEAG, le syndicat intercommunal de l’eau et de l’assainissement, celui-ci étant chargé de s’assurer de la collaboration des collectivités locales de la Côte au vent (la partie à l’Est de l’île, où se trouve l’eau) avec celles de Grande-Terre, davantage peuplées mais sans accès suffisant à la ressource. En 1997, Amélius Hernandez, soutenu par les formations autonomistes, est élu président du syndicat, à la tête duquel il demeure jusqu’à sa démission forcée en 2014.
L'accès à l’eau et l'assainissement sont problématiques du fait de la vétusté du réseau provoquant énormément de perte dans le système d'adduction. Depuis des années, les coupures d’eau se font récurrentes, imposant des « tours d'eau », principalement dans les communes de la Grande-Terre qui sont les plus touchées avec des conséquences pour les particuliers mais aussi les activités agricoles. En 2021, un quart de la population guadeloupéenne – soit près de 100 000 habitants - ne dispose plus d’un accès quotidien à l’eau potable.
D’après les statistiques de l’Office de l’eau (données de 2020), 61 % de la production d’eau potable est gâchée, soit près de 50 millions de mètres cubes d’eau par an, en raison de canalisations vétustes. D'autre part, 70 % des stations de traitement des eaux usées ne sont pas aux normes. Cet état « catastrophique » des stations d’épuration aurait pour conséquence que celles-ci rejettent « trop souvent » dans la nature ou en mer des eaux usées non traitées. De ce fait, de nombreuses plages ou rivières sont interdites à la baignade et la situation s’aggrave.
Selon le média en ligne Blast, le principal responsable de l’effondrement du système guadeloupéen de distribution des eaux est le SIAEAG, dont la gestion sur la période 2005/2011 a été qualifiée d’« abracadabrantesque » par la chambre régionale des comptes. Celle-ci cite notamment les dépenses cumulées de communication élevées à 6,9 millions d’euros, dont la moitié pour l’organisation des « fastueuses journées de l’eau ». Son ancien président de 1997 à 2014, Amélius Hernandez, a été condamné en novembre 2019 à trois ans de prison (dont deux avec sursis) et 150 000 euros d’amende pour « détournement de fonds et favoritisme ».
Le rapport de la commission d’enquête de l’Assemblée nationale rendu en juillet 2021 pointe du doigt la responsabilité des élus locaux « ayant sciemment organisé l’incapacité de leurs propres services à contrôler Veolia ou les autres acteurs privés à qui ils avaient délégué la production et la distribution de l’eau potable. » Pour Blast, « la corruption de certains et le clientélisme généralisé, sur lequel repose le système politique guadeloupéen », ont également constitué une combinaison permettant au plus grand nombre de profiter du système pendant des années. Le média en ligne met également en avant la passivité de l’État français durant des années avant de réagir à cette situation, les acteurs privés ayant profité de cet état de fait. Confrontée à l'apparition des problèmes, Veolia décide de quitter l’île en 2014.

### Grands projets
Quelques grands projets d'aménagement ont été réalisés au XXIe siècle :
- Mémorial ACTe : inauguré le 10 mai 2015 ;
- Nouveau rectorat : livré en juillet 2015 ;
- Complexe de vie « Family Plaza » (dont Cinéma multiplexe Cinestar) aux Abymes : ouvert en juin 2017 ;
- Cité judiciaire à Pointe-à-Pitre : livrée en octobre 2018 ;
- Développement des ports de Baie-Mahault et Basse-Terre ;
- Renouvellement urbain aux Abymes ;
- Opération de rénovation urbaine à Pointe-à-Pitre ;
- Centre des arts et de la culture à Pointe-à-Pitre : prévu pour 2020[221] ;
- Nouveau CHU aux Abymes : livraison prévue en 2025[222].

## Culture

### Art rupestre
Plusieurs sites archéologiques situés dans les communes de Capesterre-de-Marie-Galante (Grotte de Morne-Rita), Le Moule (Abri Patate), Trois-Rivières et Vieux-Habitants, présentent des roches gravées (ou ornées) datant de l'époque précolombienne.

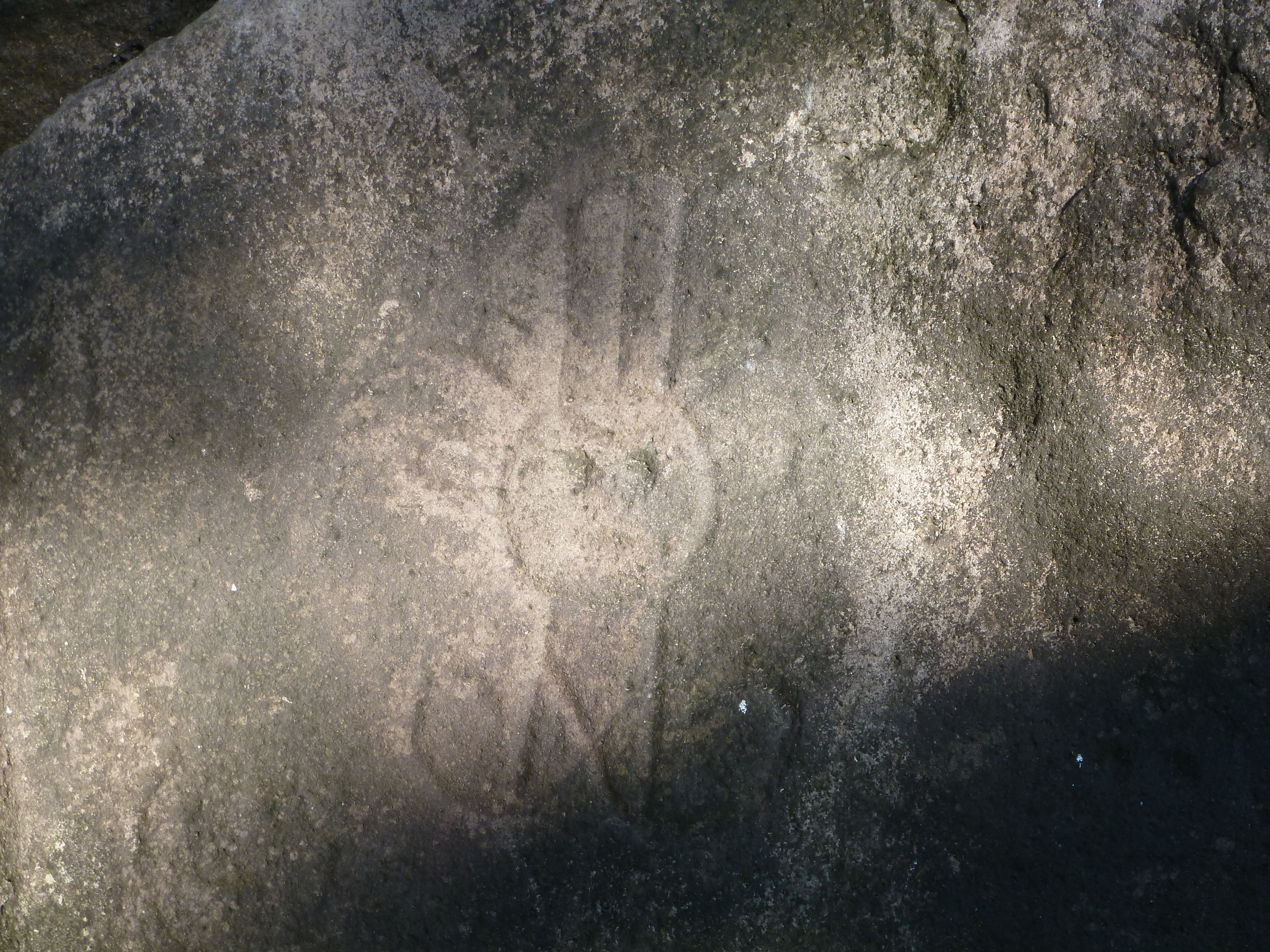
Roche gravée, Trois-Rivières.
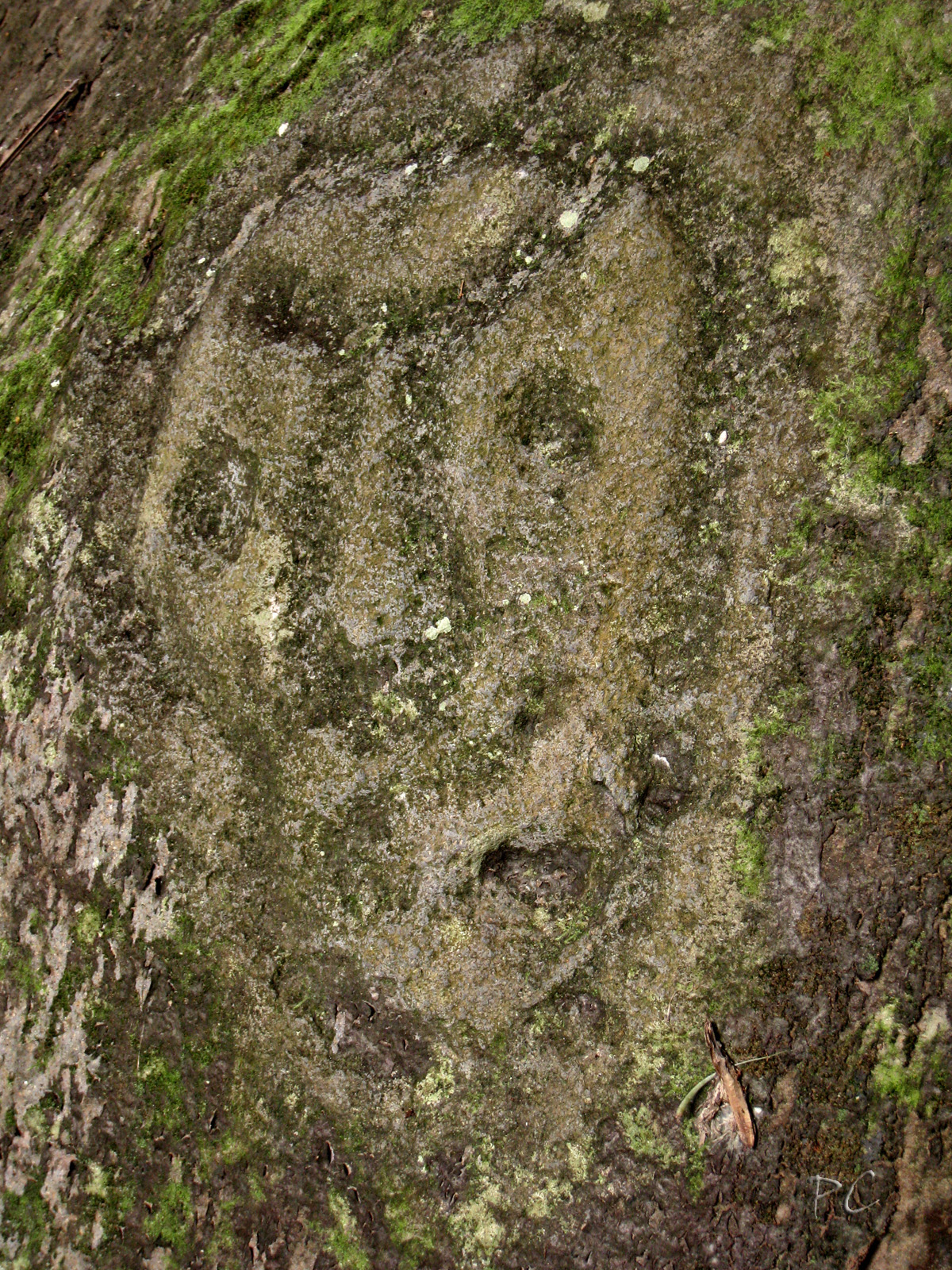
Roche gravée d'époque précolombienne, rivière du Plessis, Vieux-Habitants.
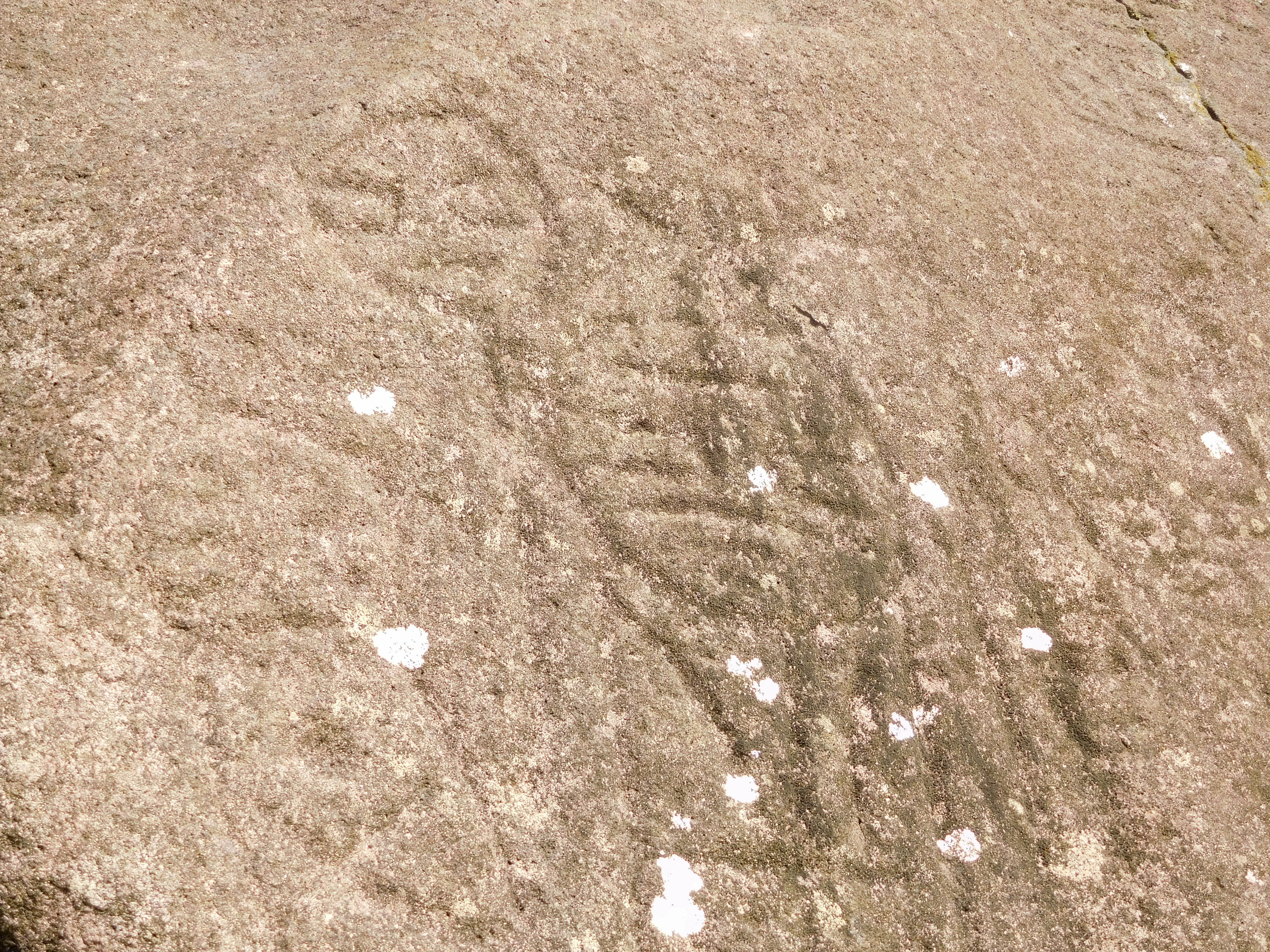
Roche gravée du Petit Carbet, Trois-Rivières.
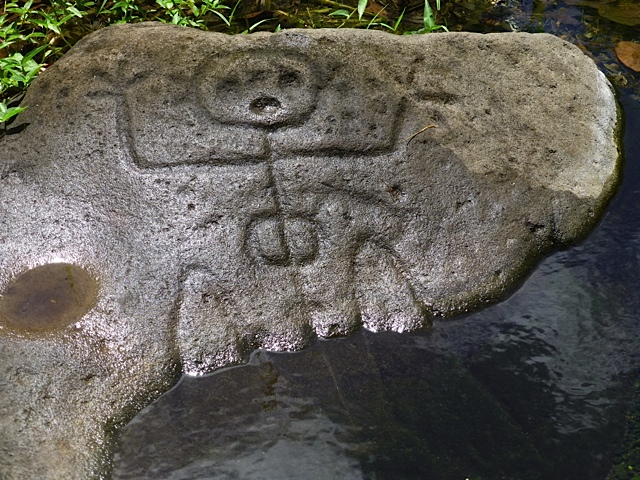
Roche gravée de l'Anse des Galets, environ 1 500 ans av. J.-C.

### Architecture
L'architecture des édifices religieux reflète une grande diversité de style : baroque pour la Cathédrale Notre-Dame-de-Guadeloupe, néoclassique pour les églises Saint-Pierre-et-Saint-Paul de Pointe-à-Pitre et Saint-Jean-Baptiste du Moule, avec un plafond en forme de carène inversée pour l'église Notre-Dame de l'Assomption de Terre-de-Haut, art déco et en béton armé pour l'église Saint-Jean-Baptiste de Baie Mahault ou en pierres volcaniques pour l'église Saint-Joseph de Vieux-Habitants.

Édifices religieux
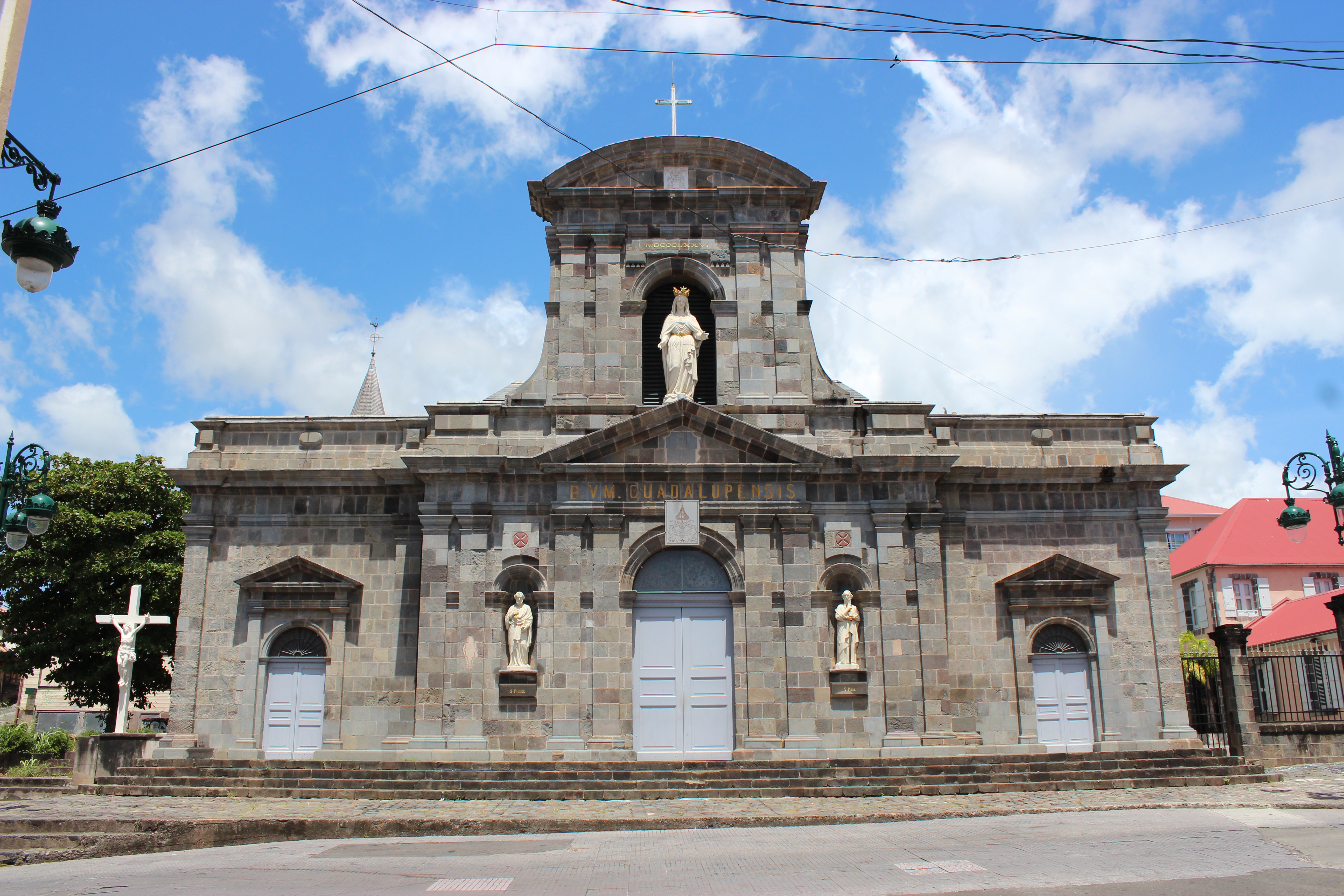
Cathédrale Notre-Dame-de-Guadeloupe.
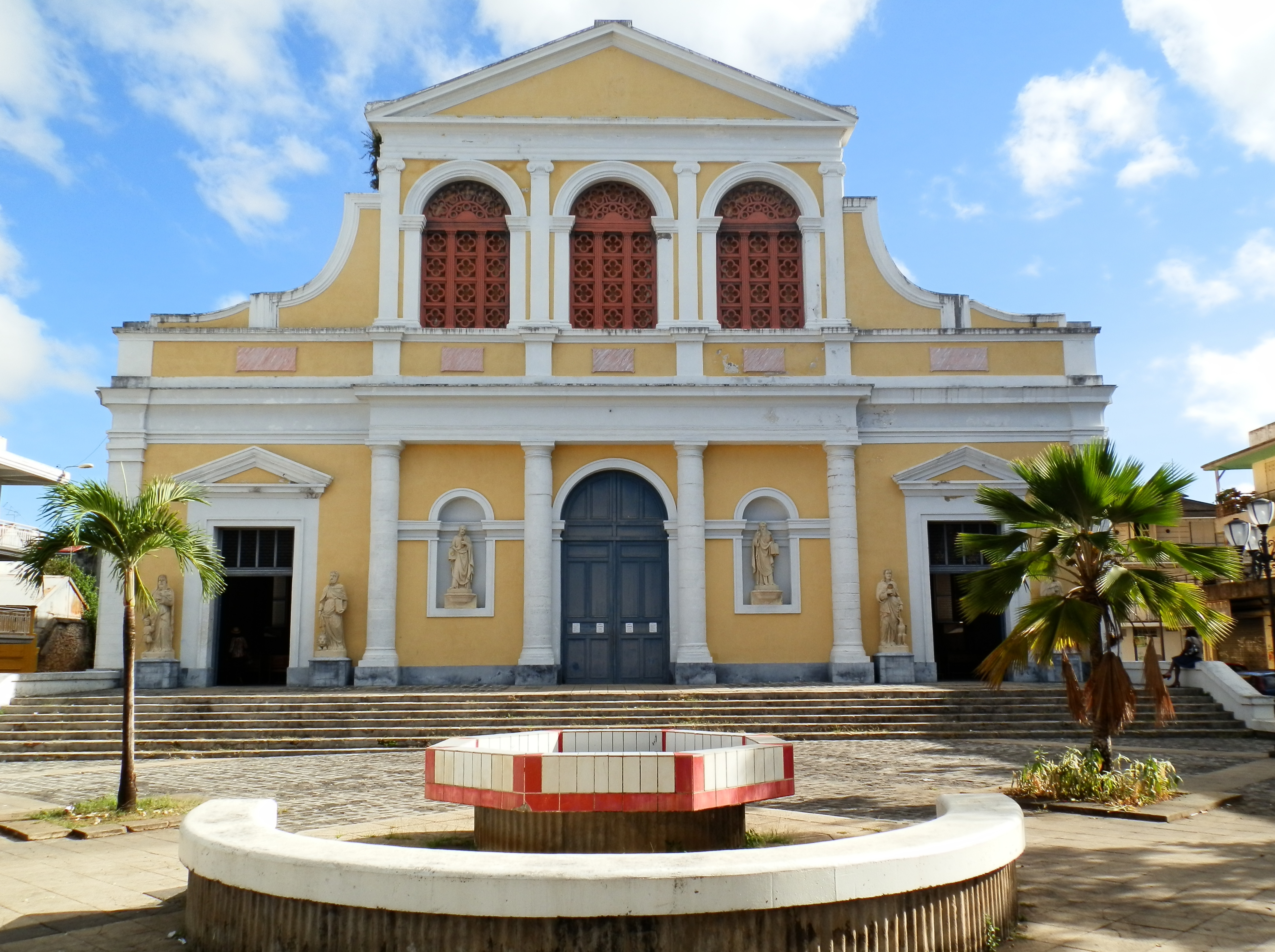
Église Saint-Pierre-et-Saint-Paul de Pointe-à-Pitre.
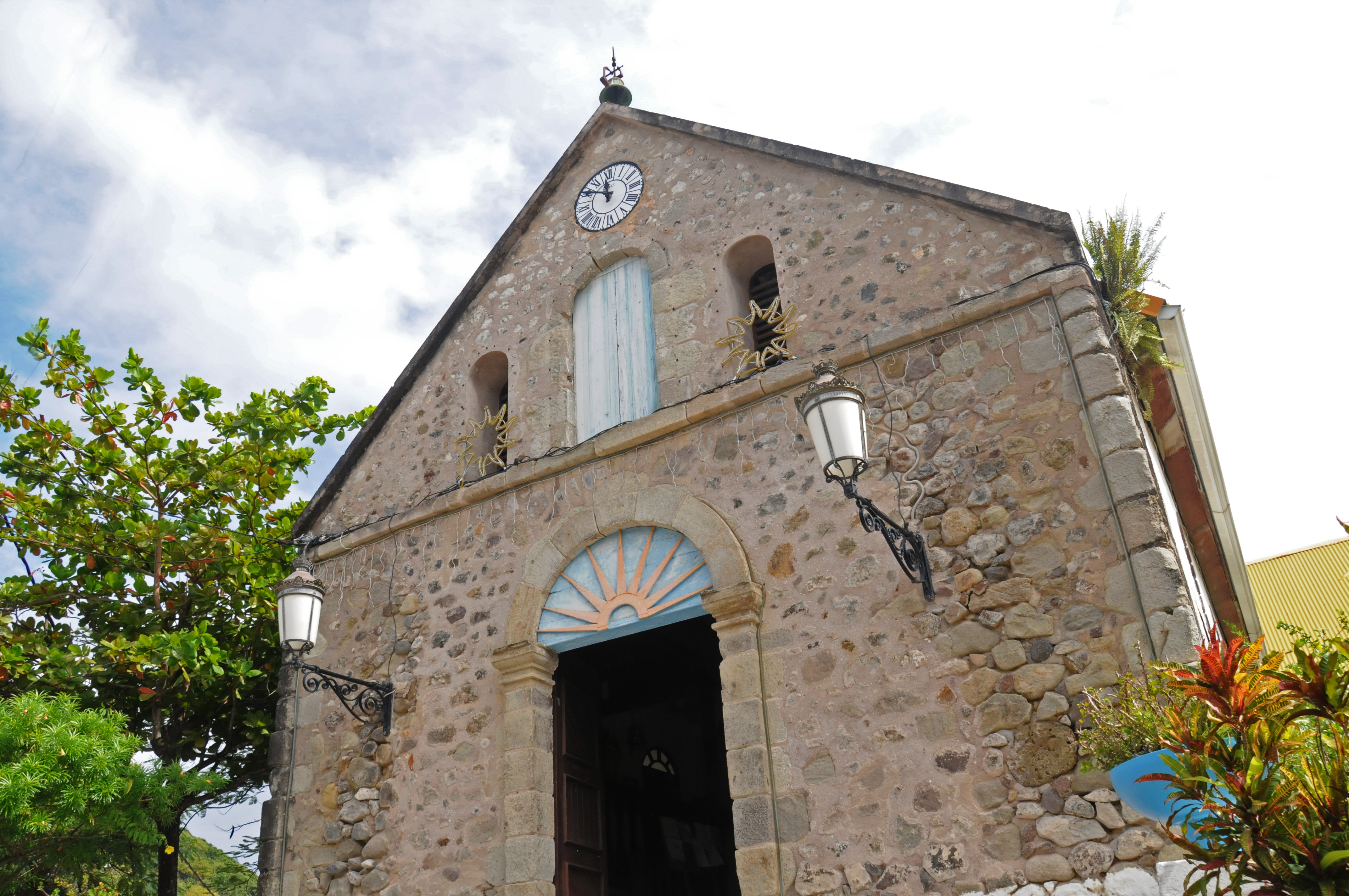
Église Notre-Dame-de-l'Assomption de Terre-de-Haut.
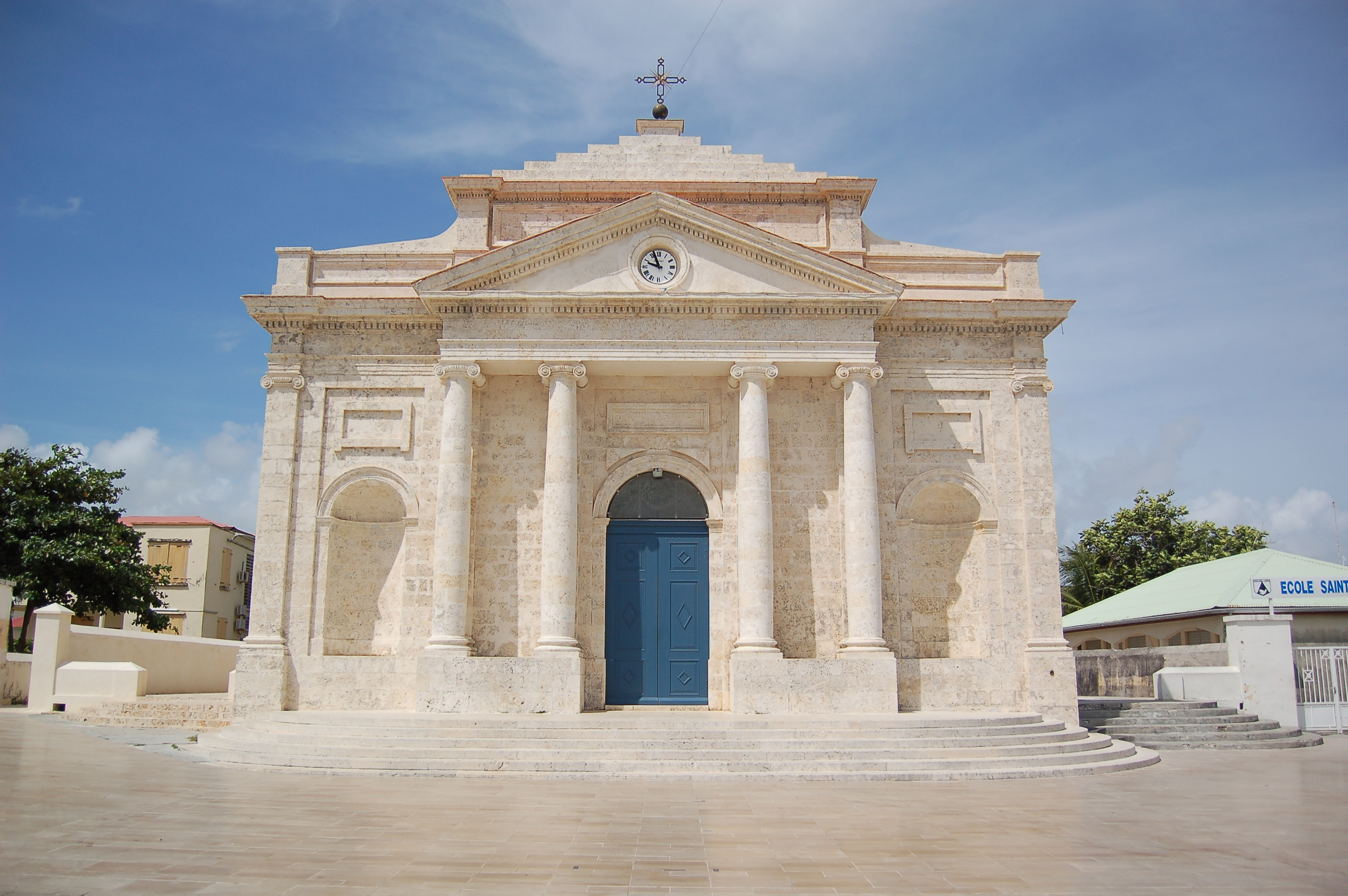
Église Saint-Jean-Baptiste du Moule.
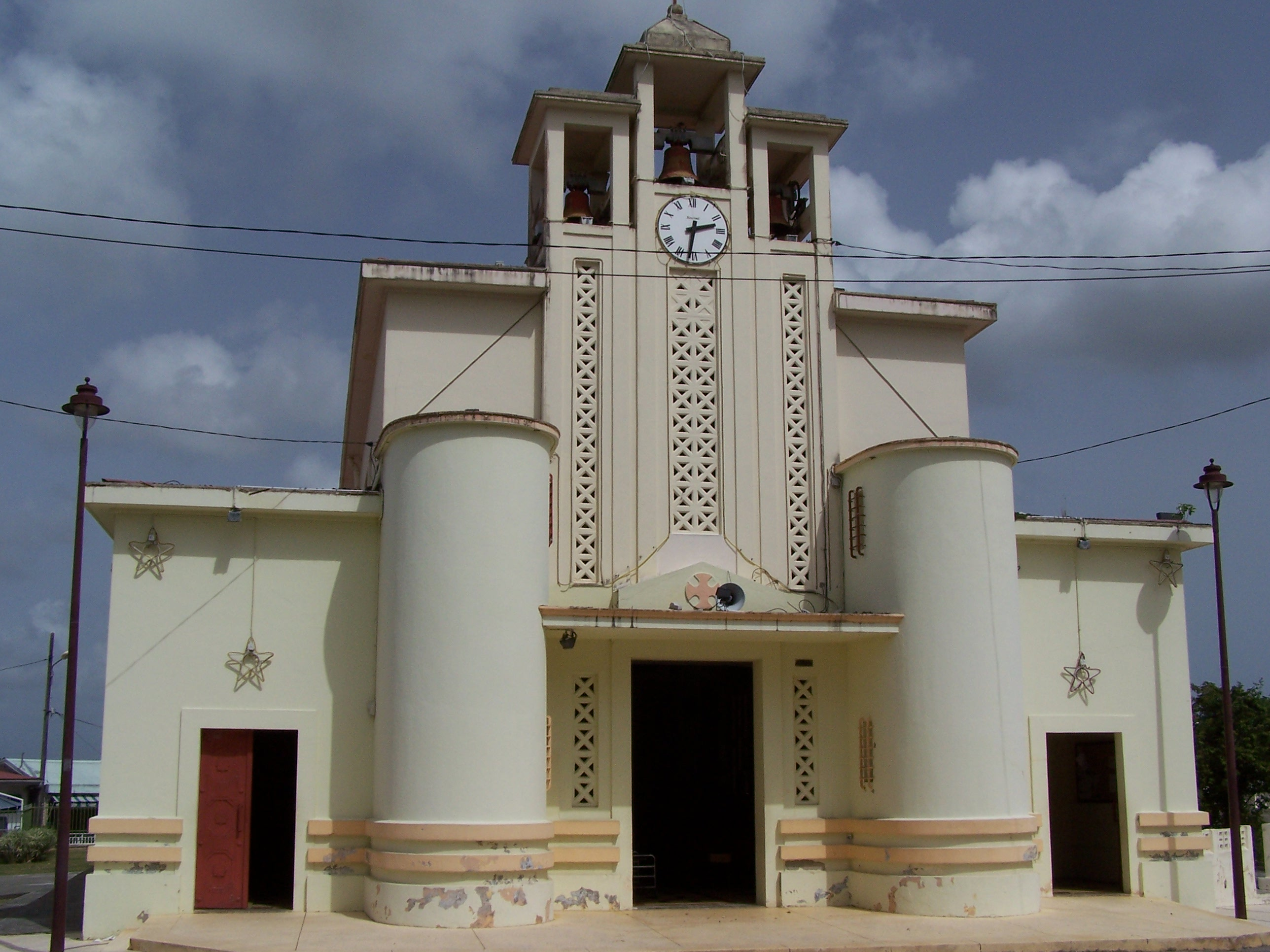
Église Saint-Jean-Baptiste de Baie-Mahault.
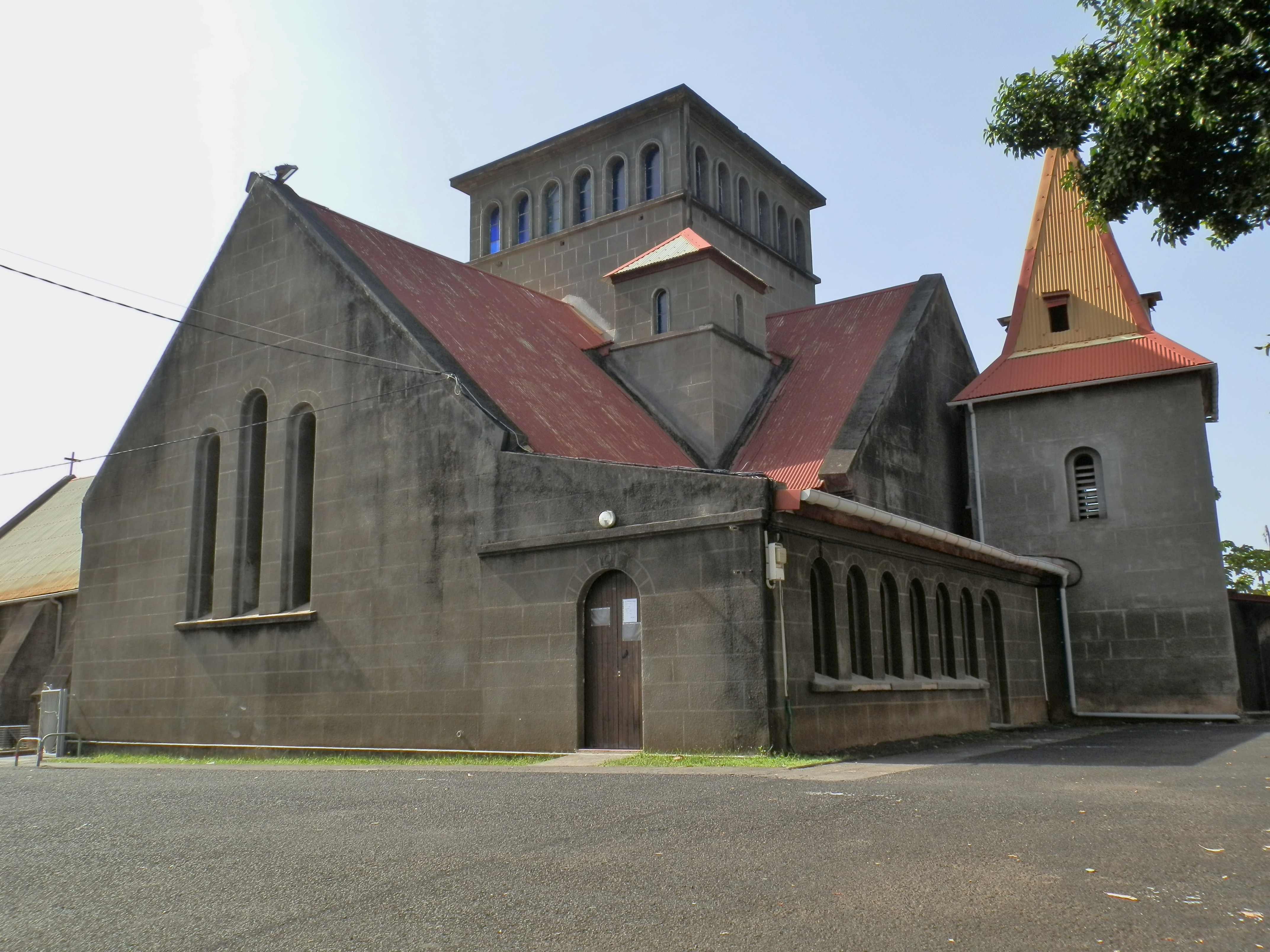
Église Saint-Joseph de Vieux-Habitants.

Édifices civils
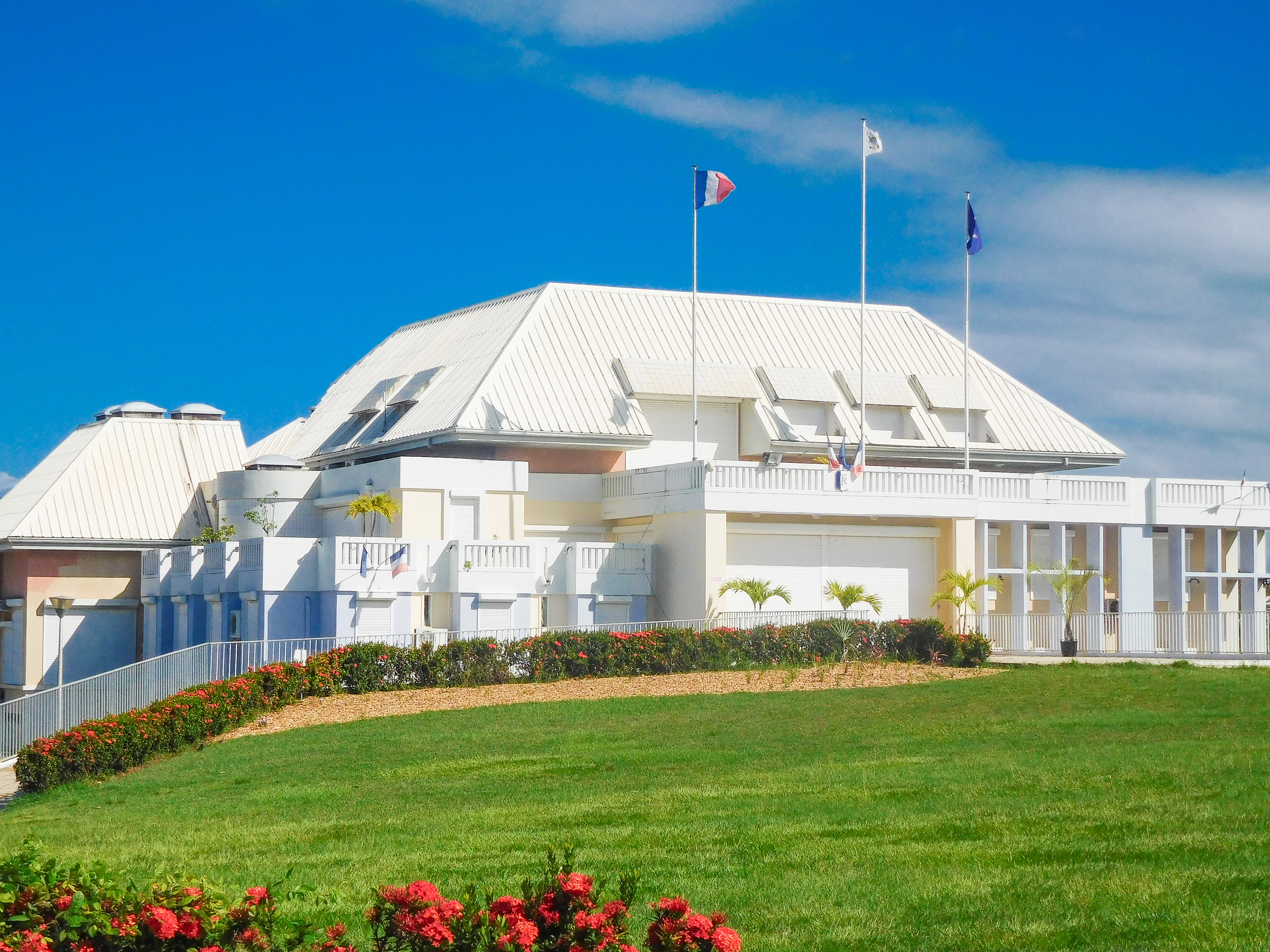
Mairie de Goyave.
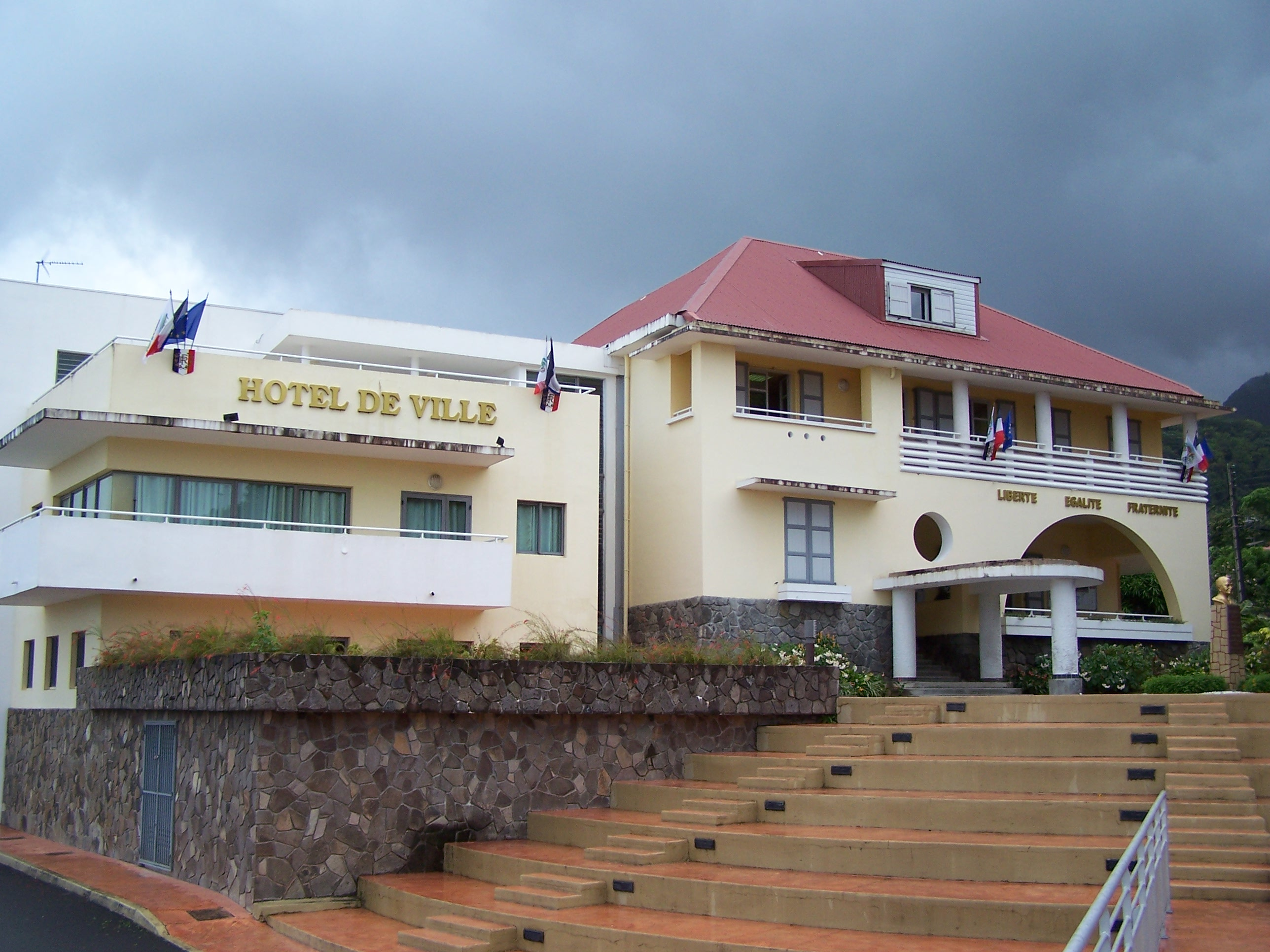
Mairie de Saint-Claude.
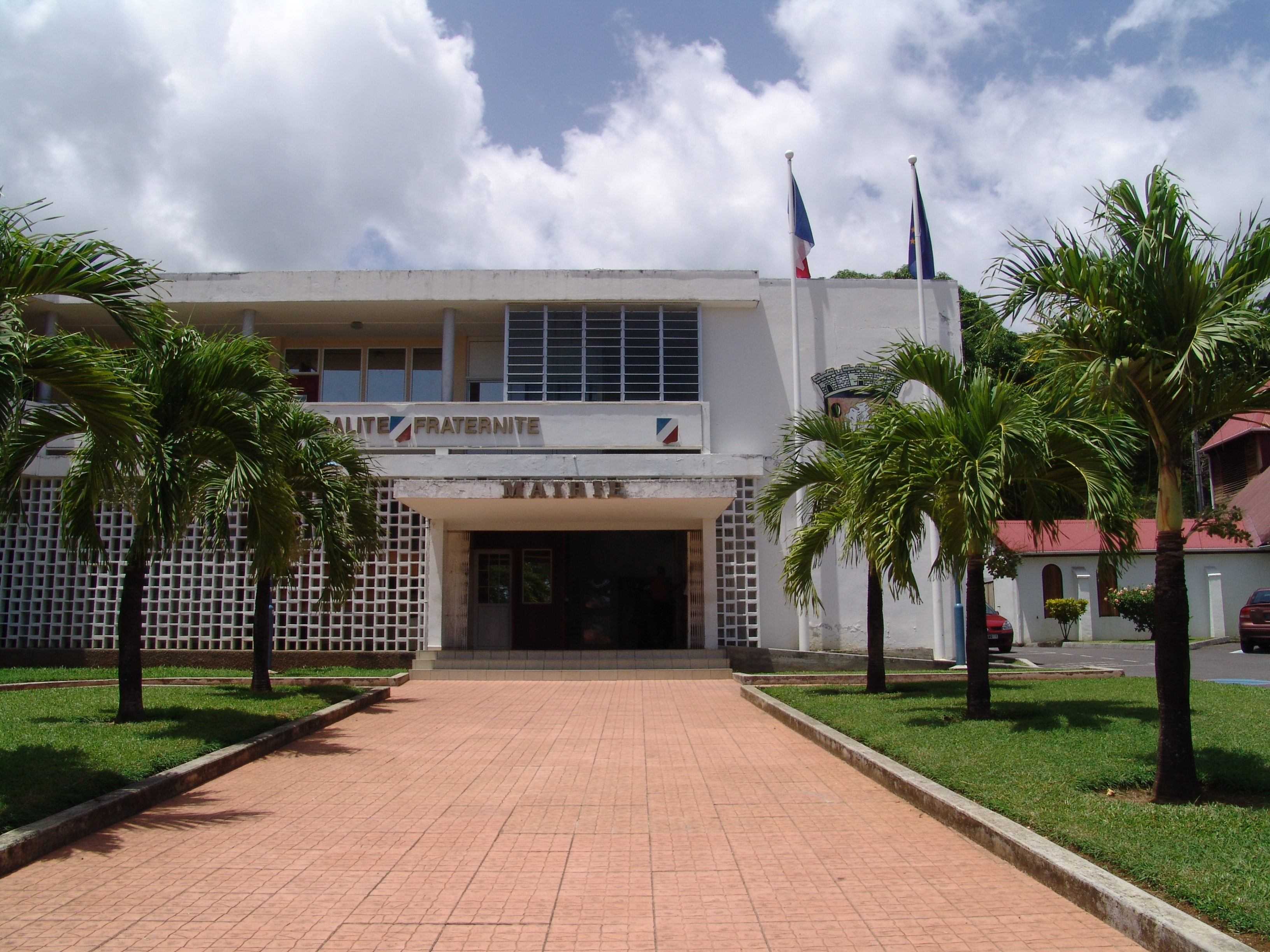
Mairie de Bouillante.
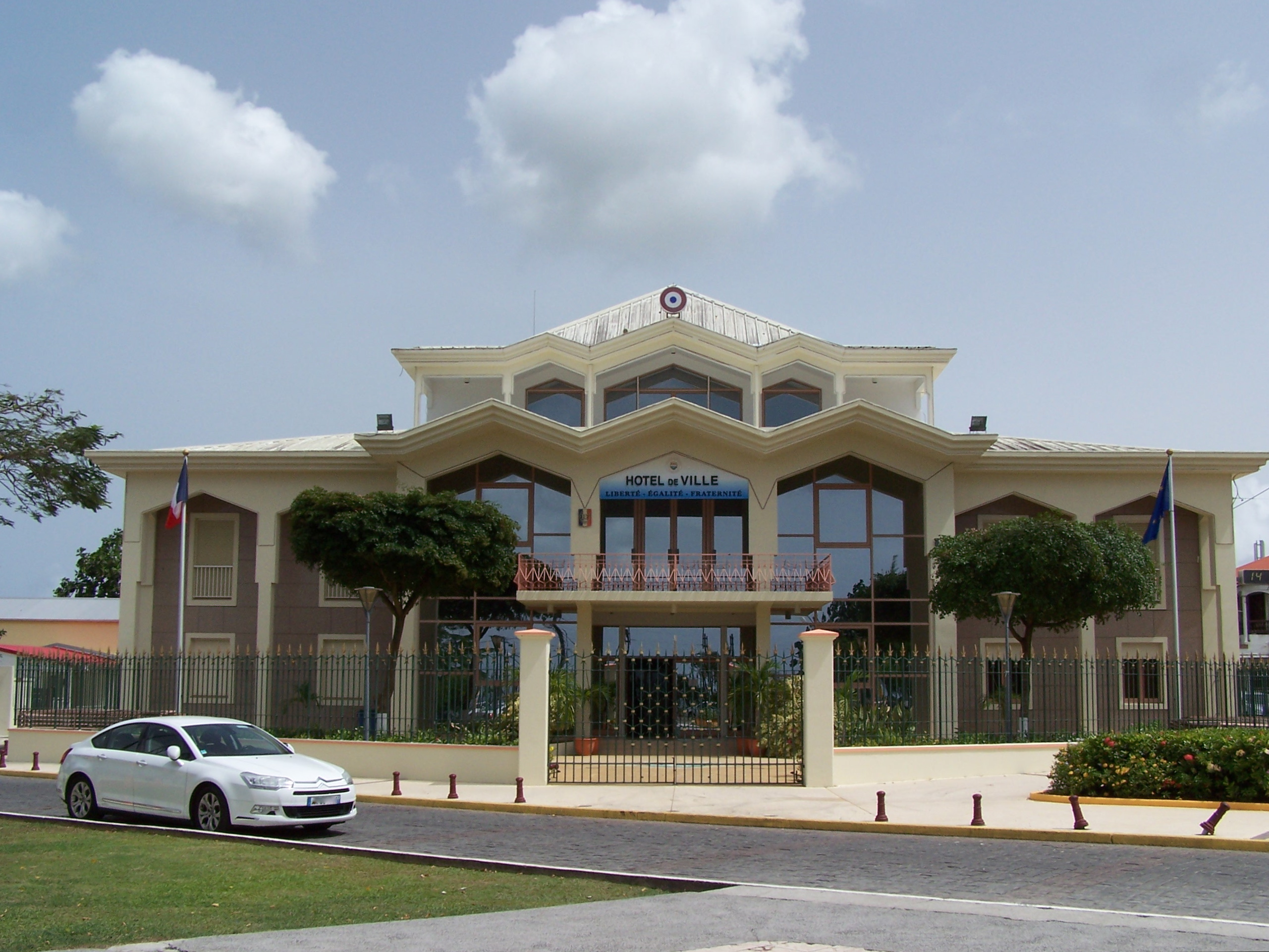
Mairie de Baie-Mahault.
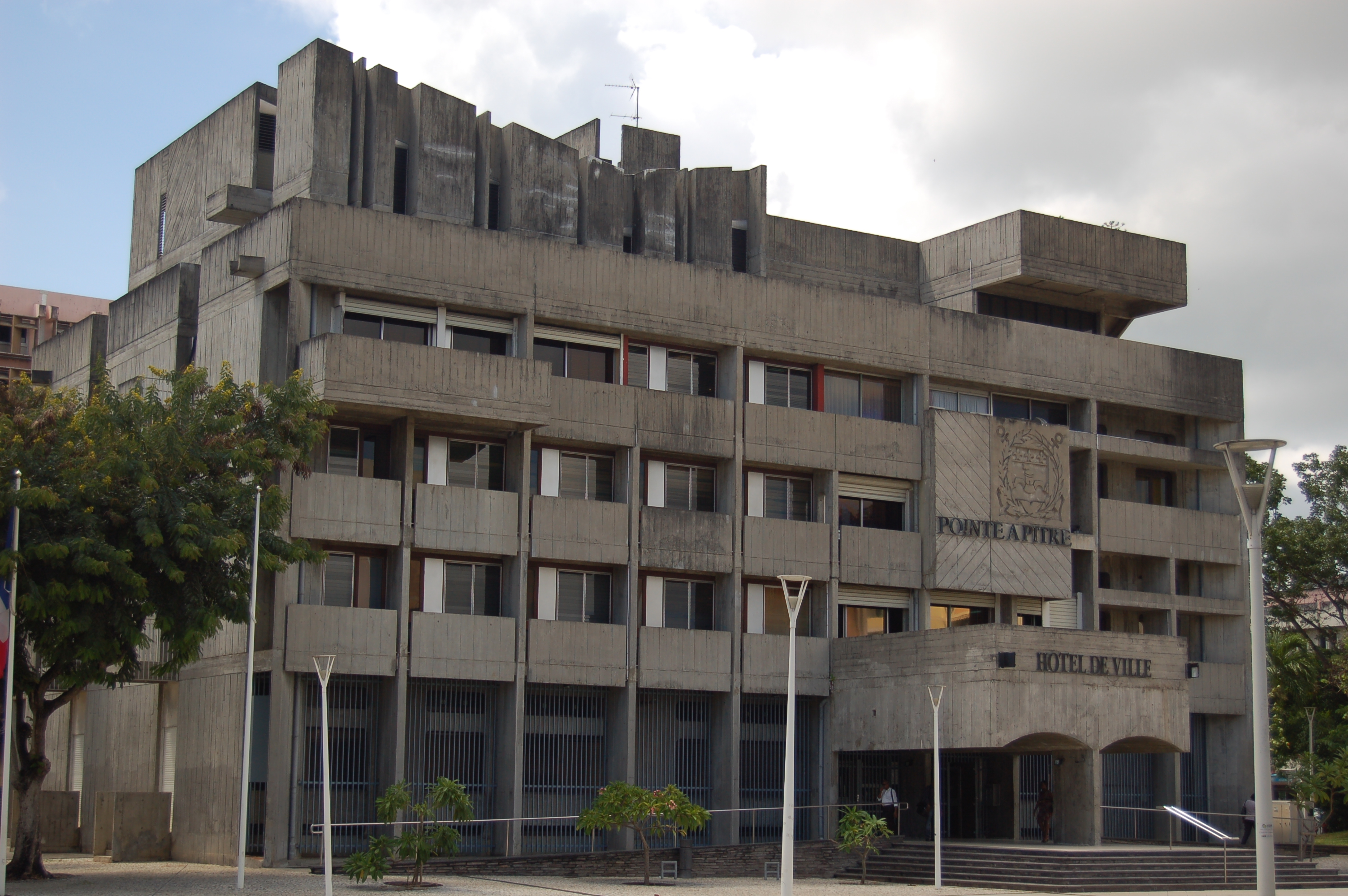
Mairie de Pointe-à-Pitre.
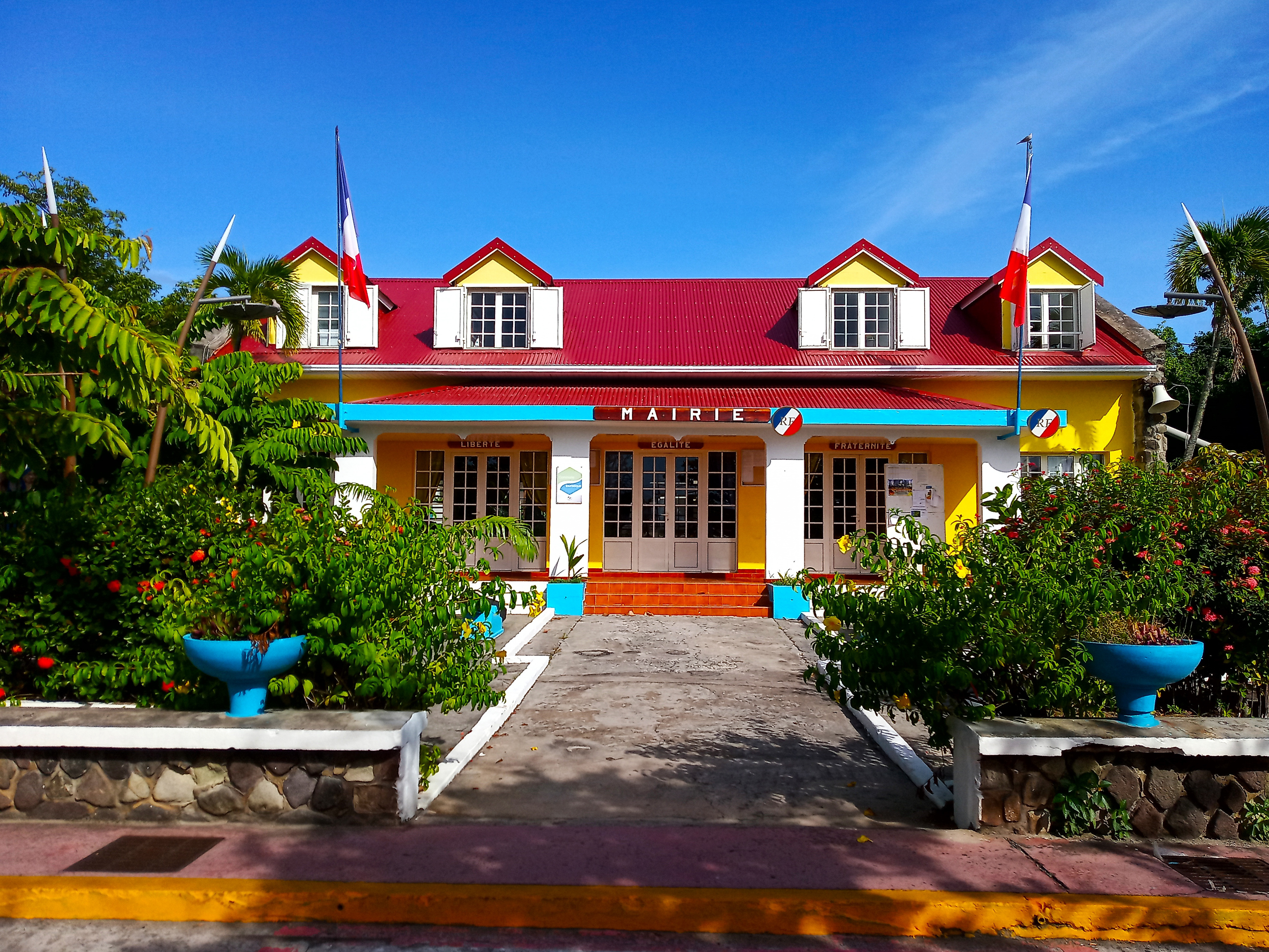
Mairie de Terre-de-Haut.

Habitations de style créole
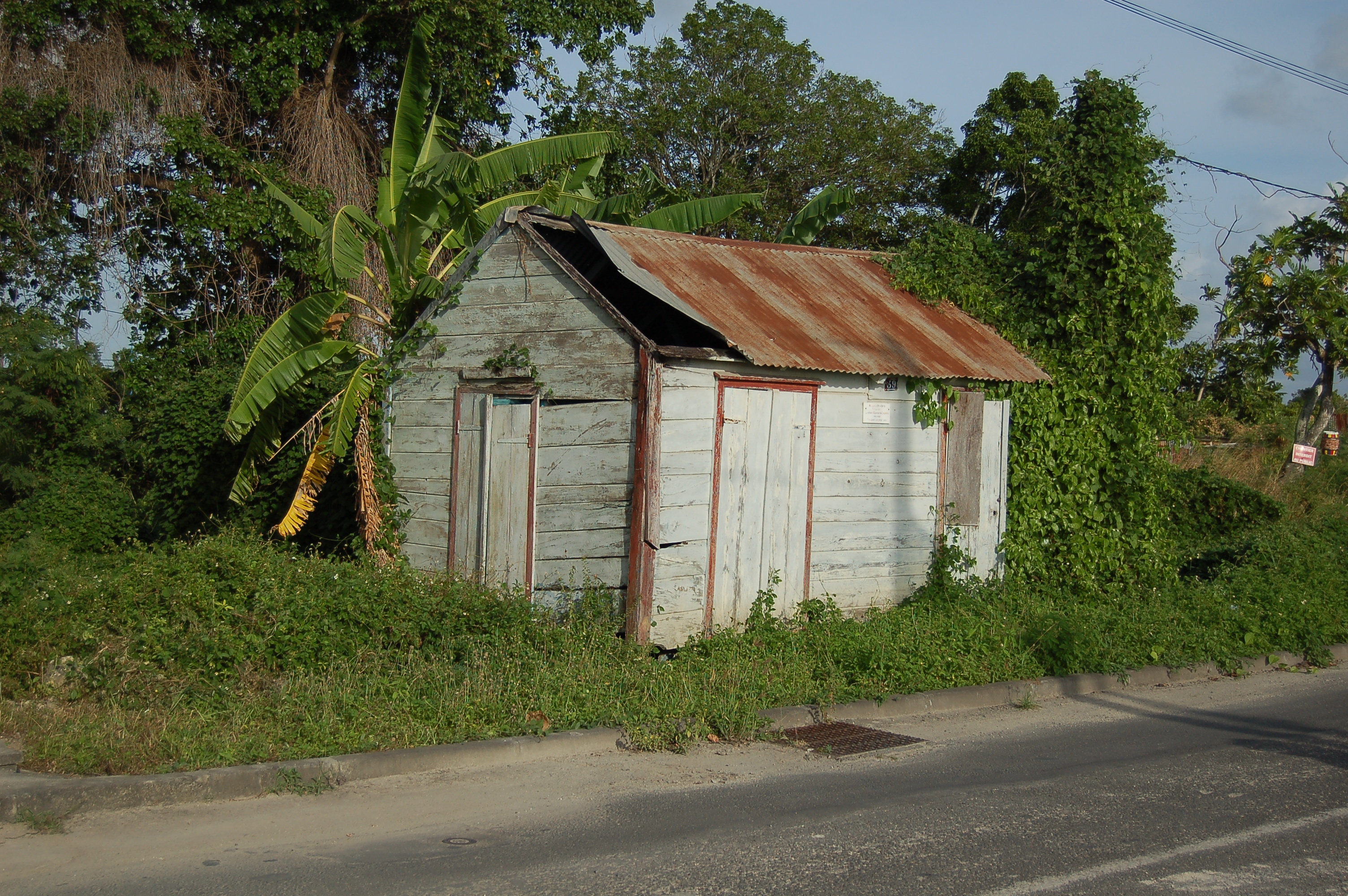
Ancienne demeure de Gaston Germain Calixte dit Chabin, Port-Louis.
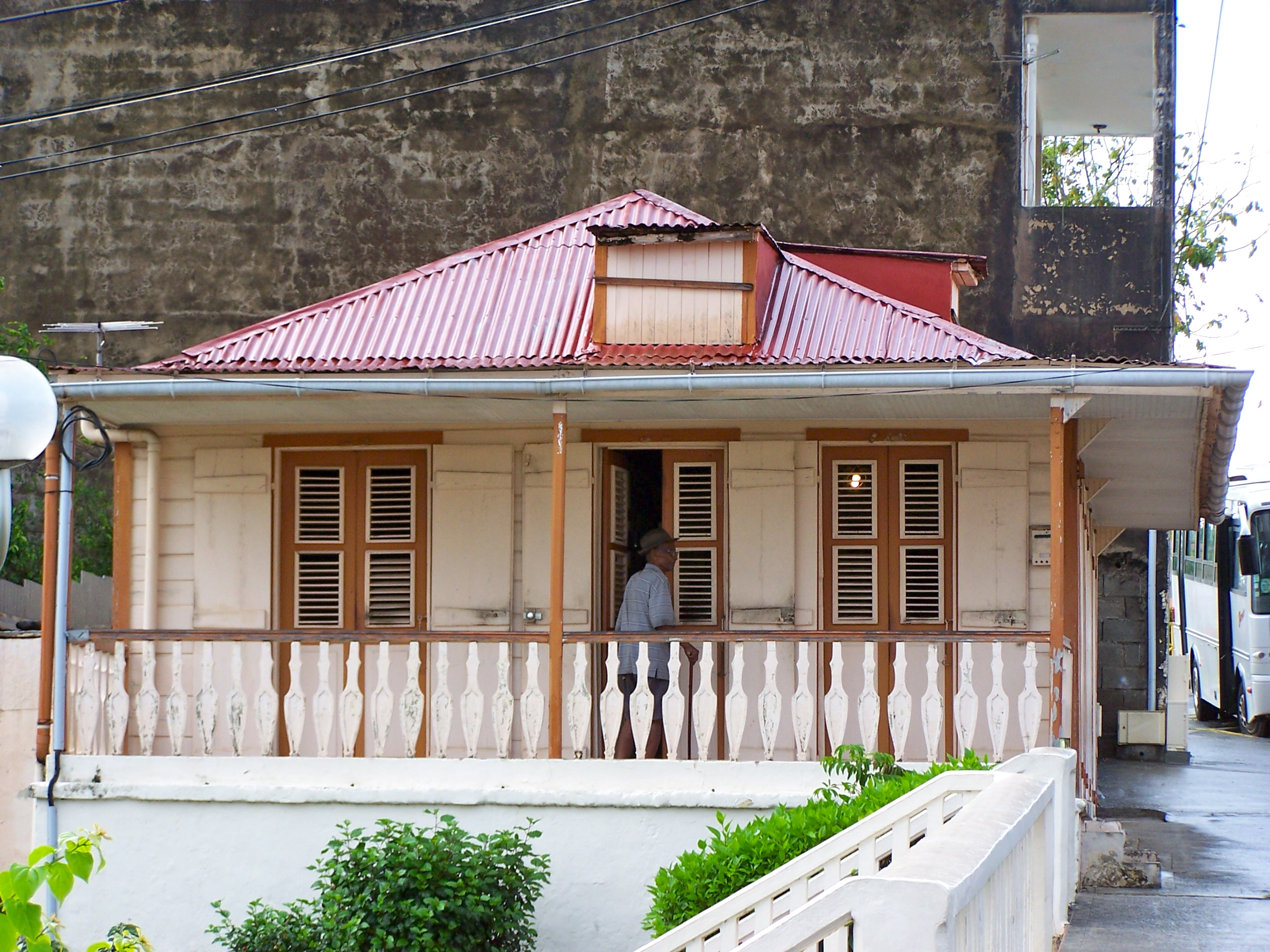
Case typique de la place de Pointe-Noire.
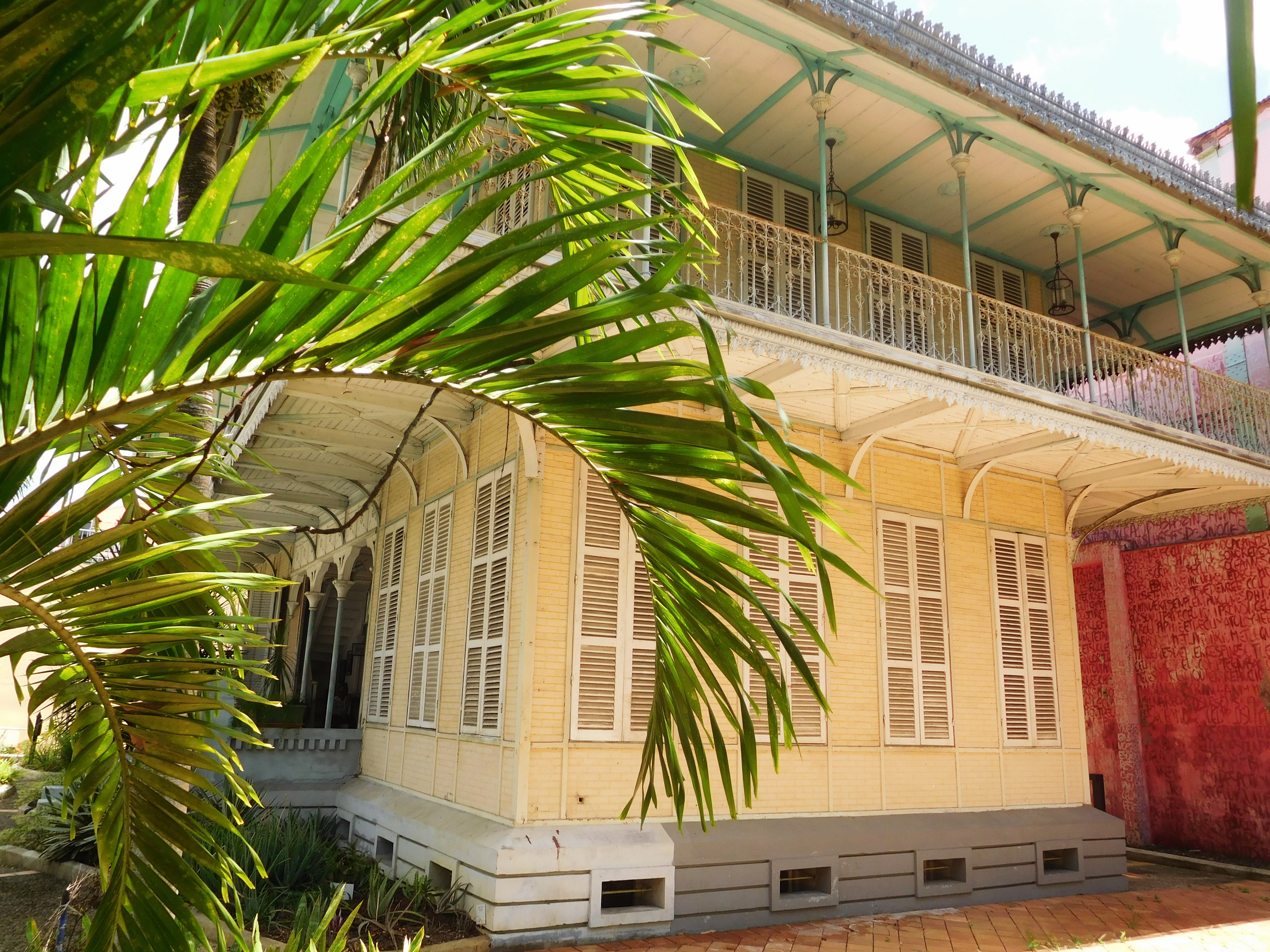
Ancienne habitation coloniale aujourd'hui Musée Saint-John Perse.

Habitations agricoles
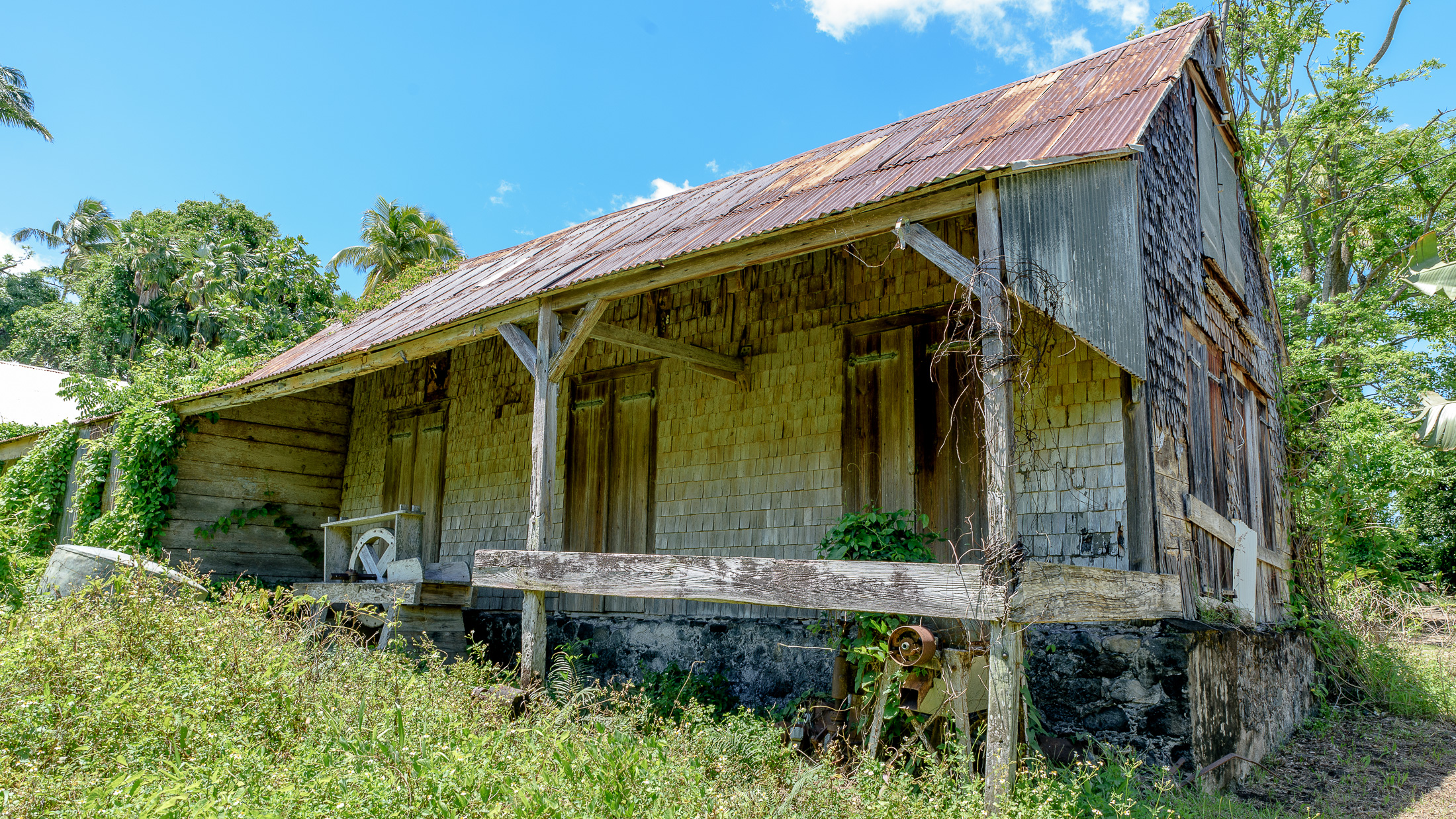
Habitation La Lise, construite en 1667.
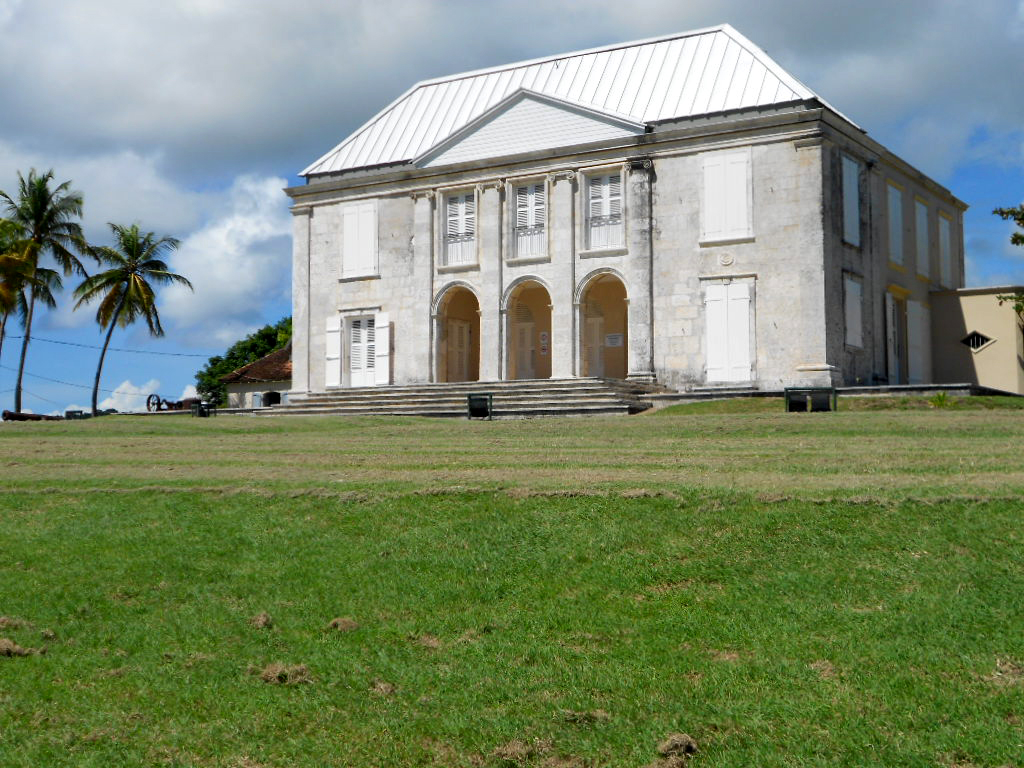
Habitation Murat, construite en 1814.
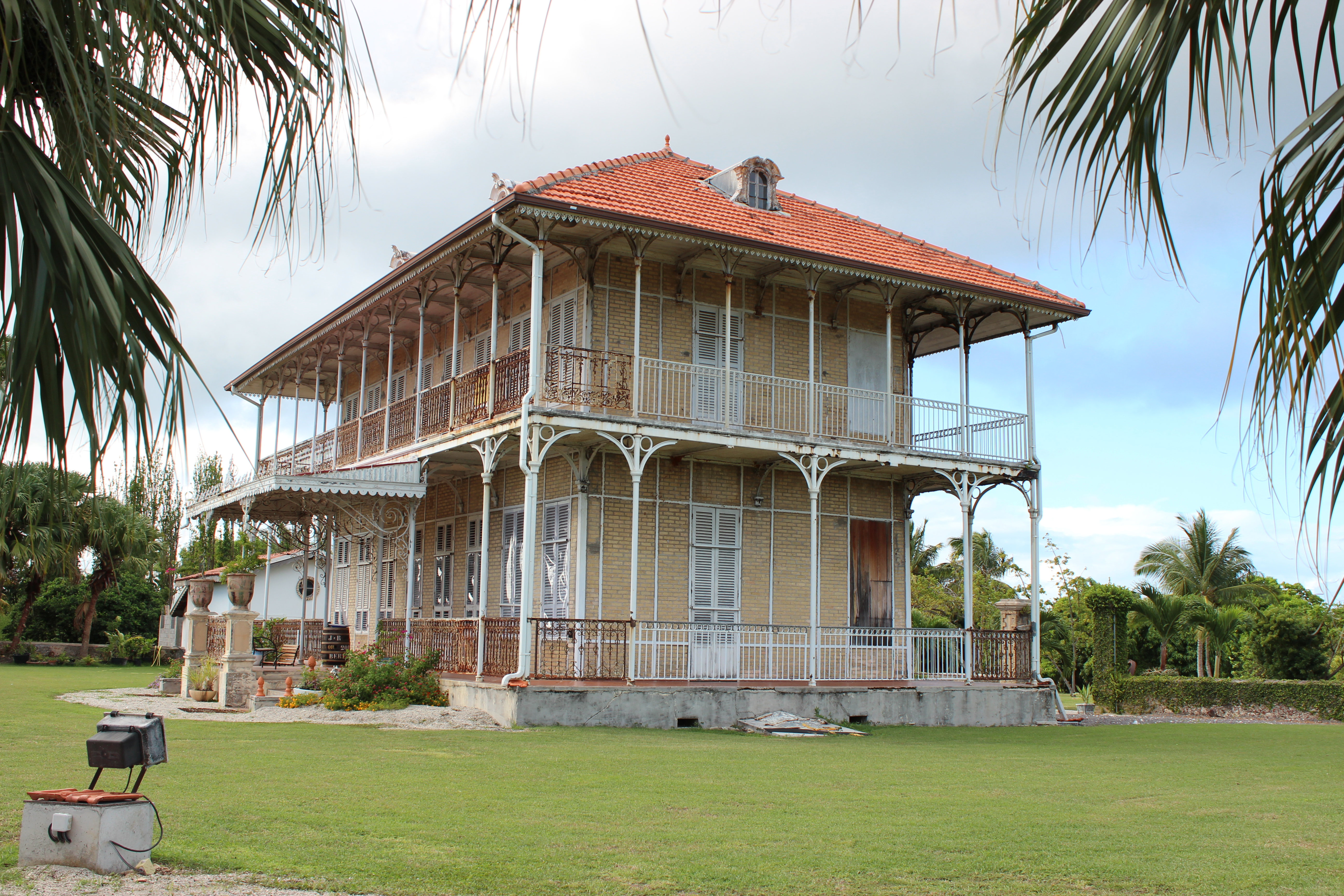
Habitation Zévallos, construite entre 1844 et 1870.
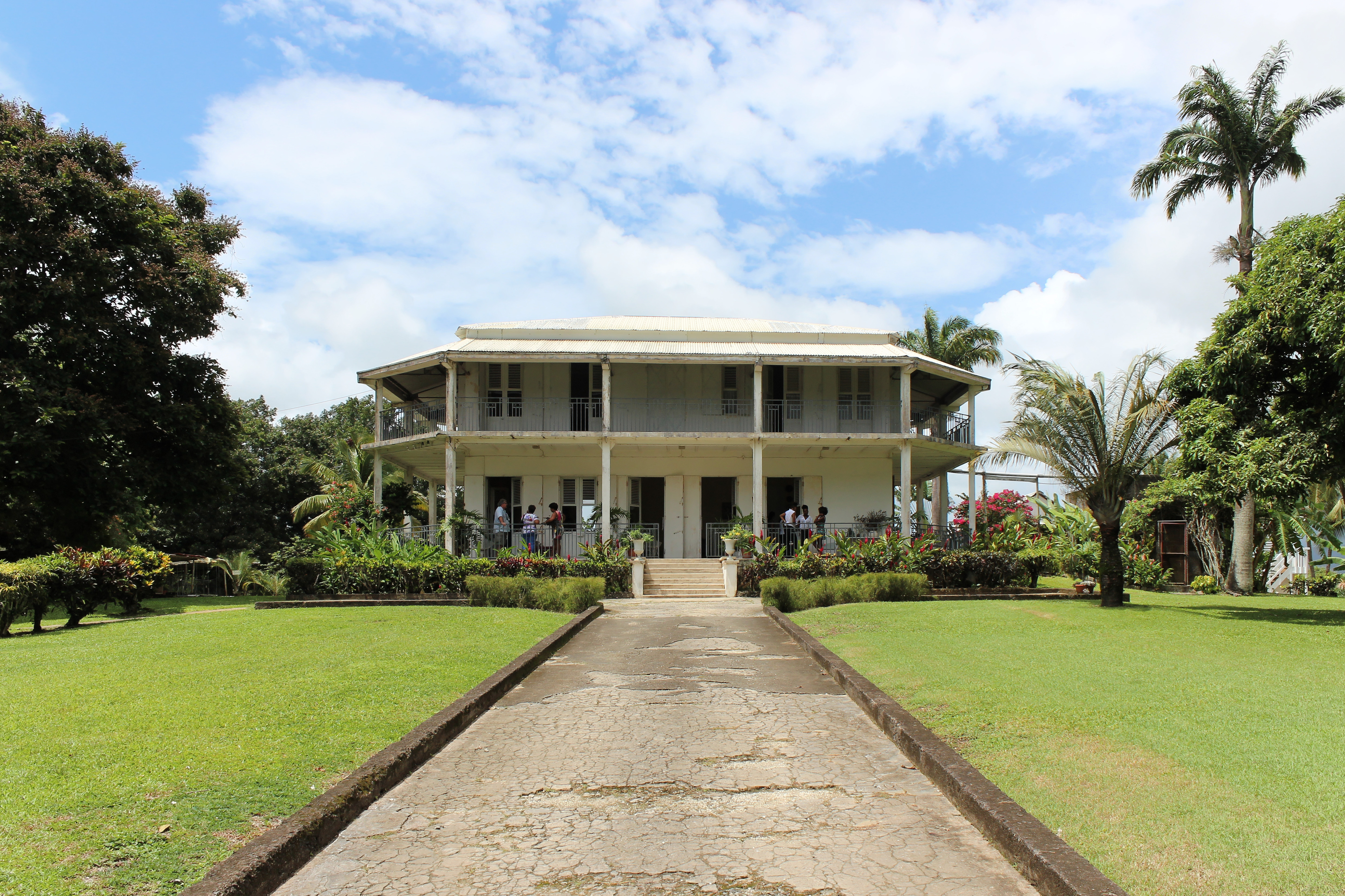
Habitation Routa, construite en 1930.

### Arts visuels et plastiques

#### Portraits
Certaines personnalités historiques, modèles, événements historiques ou paysages de la Guadeloupe ont été immortalisés au cours du temps et font aujourd'hui l'objet d'une notoriété nationale voire internationale. Illustrant notamment les représentations sociales, les personnalités historiques et les modèles d'hier :

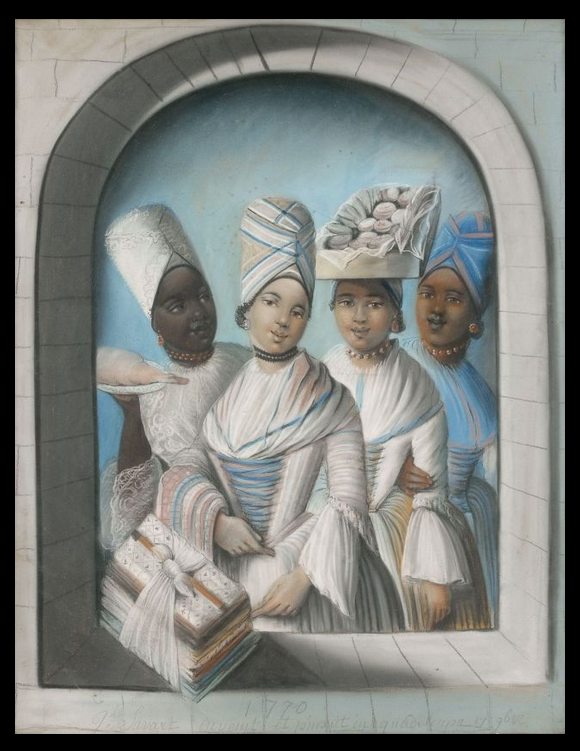
Quatre femmes créoles. Joseph Savart, 1770. Musée départementale Victor Schoelcher.
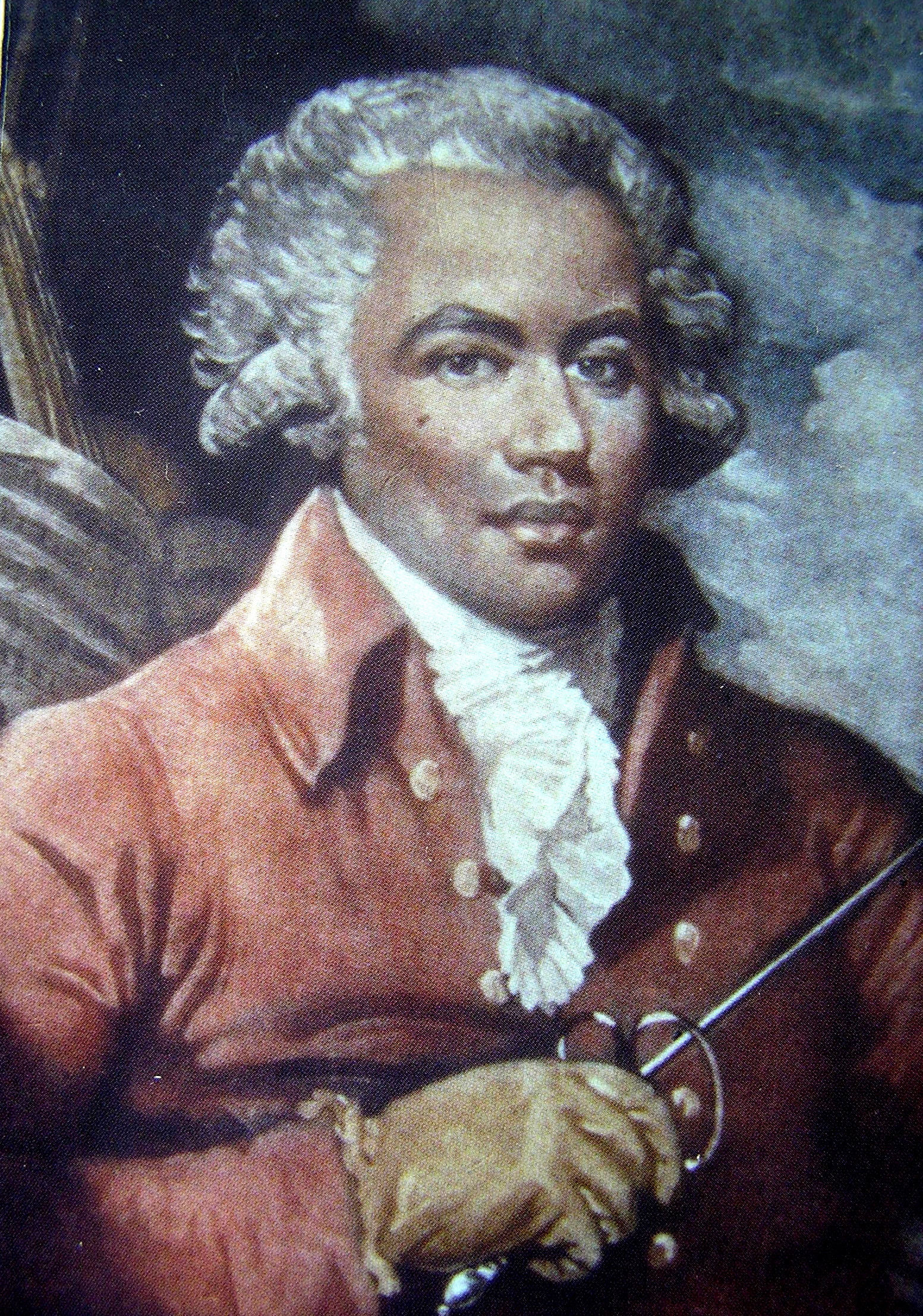
Le Chevalier de Saint-Georges. D'après Mather Brown et William Ward, 1789.
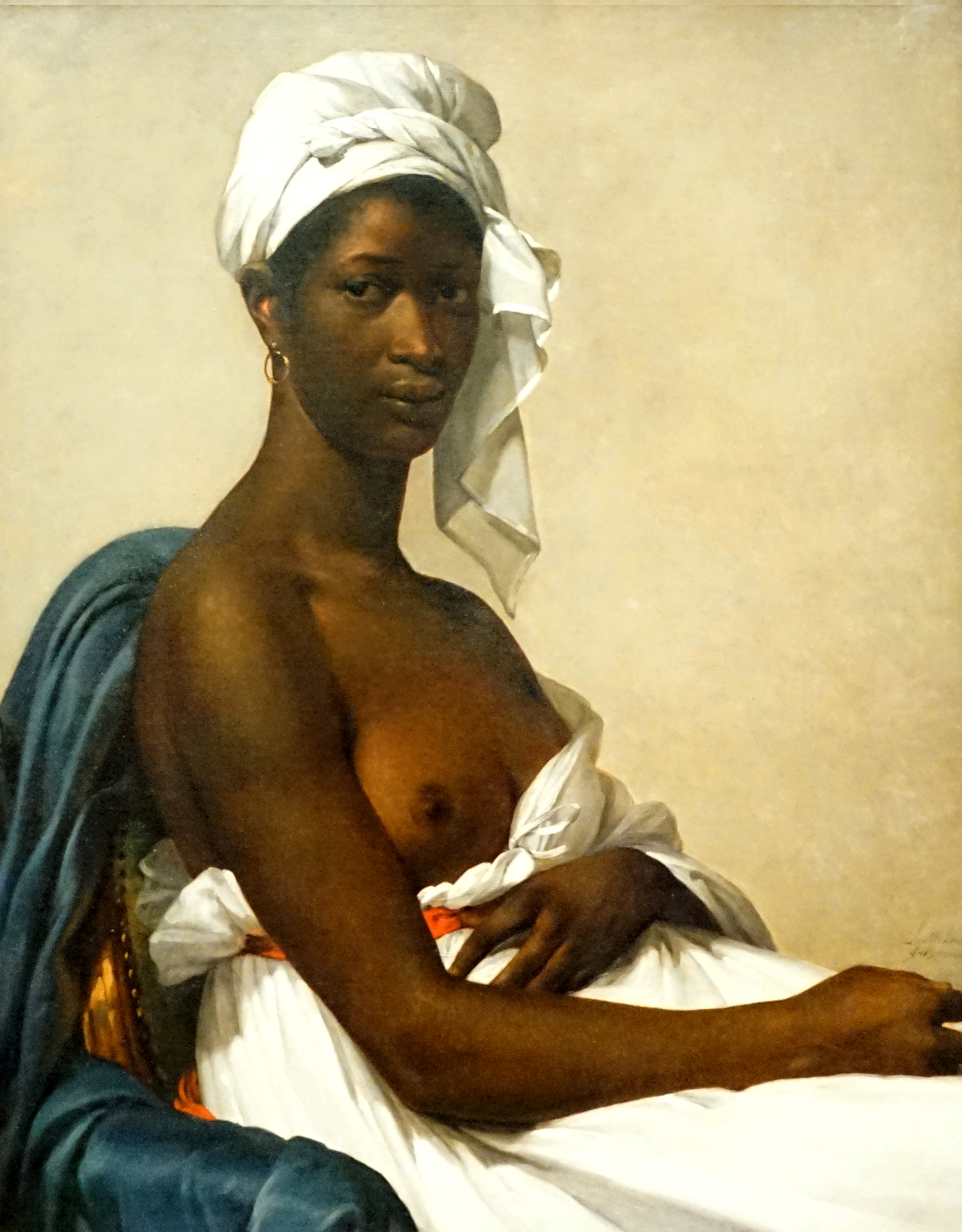
Madeleine ou Le portrait de Madeleine. Marie-Guillemine Benoist, 1800. Musée du Louvre.
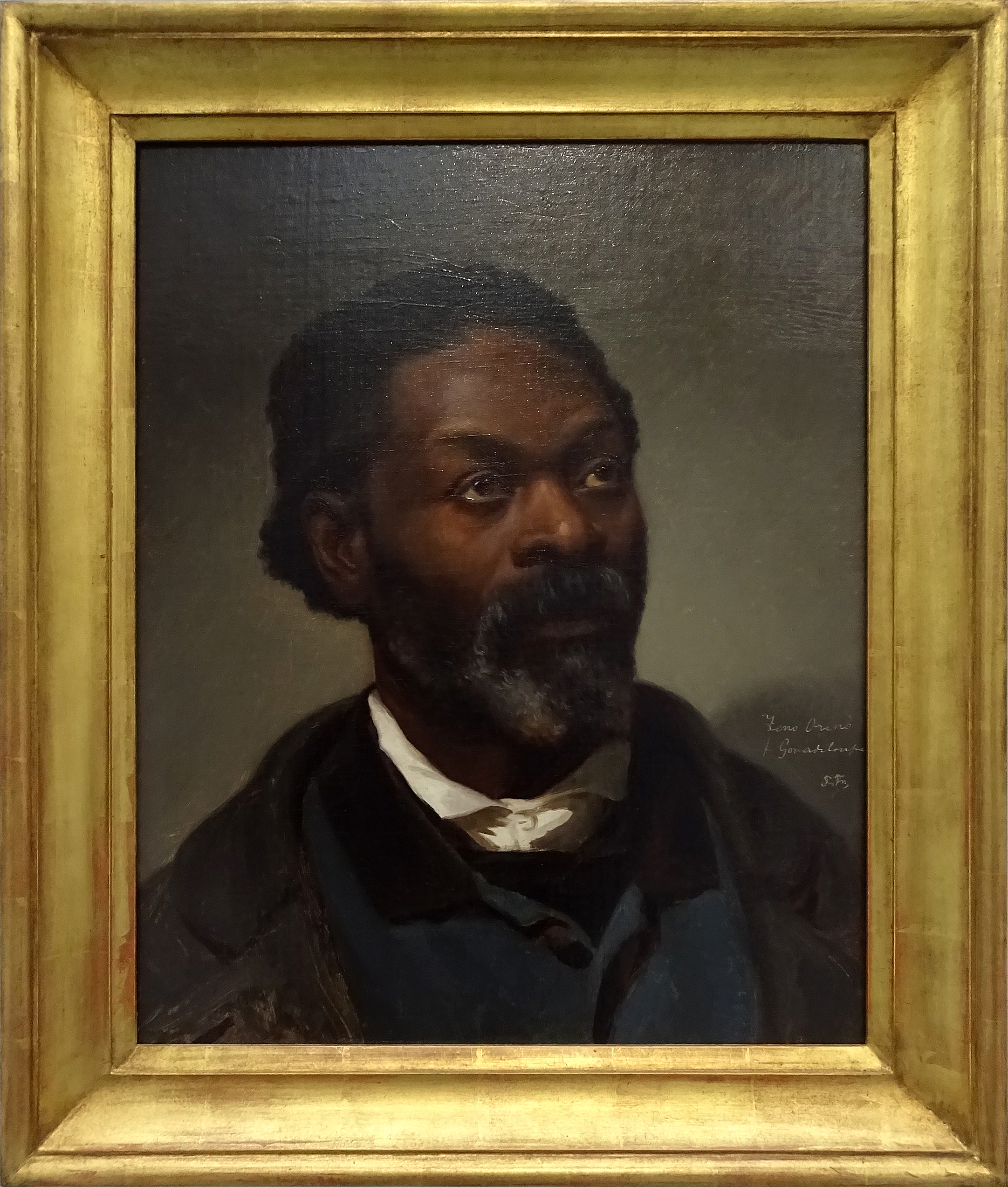
Zeno Oreno ou Bildnis des Zeno Oreno von Guadeloupe. Ferdinand Fagerlin, 1854. Museum Kunstpalast, Düsseldorf.
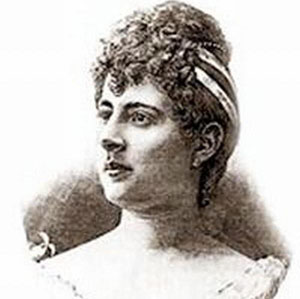
Bertha Soucaret. Première gagnante d'un concours de Miss Monde. Spa, en Belgique. 1888.
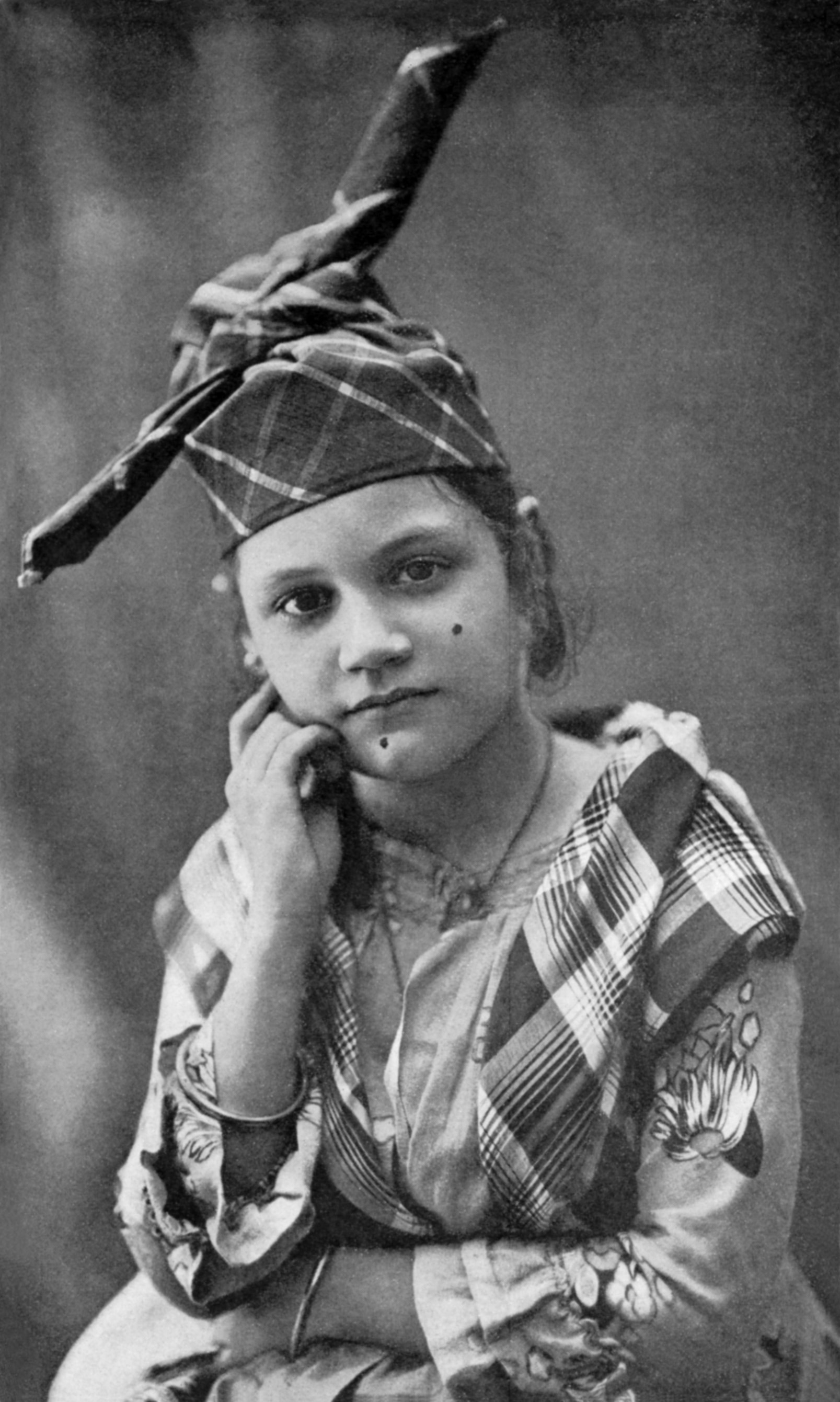
Portrait d'une jeune Guadeloupéenne. Photographie primée à l'Exposition Coloniale de Marseille. Gilbert de Chambertrand, 1922.
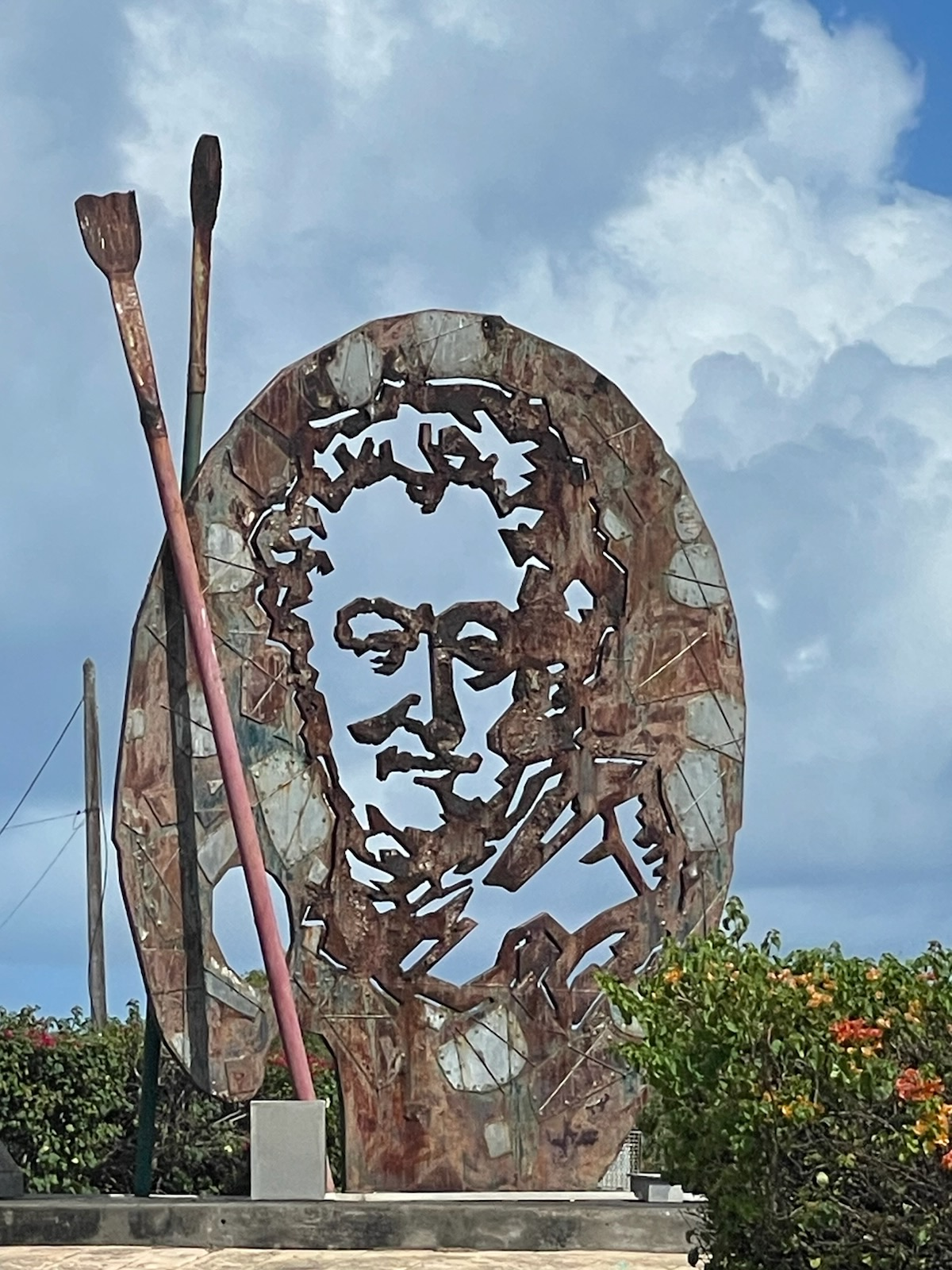
Représentation de Guillaume Guillon Lethière, Sainte-Anne.

#### Peintures
Par ailleurs, nombreux sont les anonymes et artistes guadeloupéens à avoir laissés leur empreinte dans le domaine des arts visuels, à l'échelle locale, nationale ou internationale, à l'instar de Guillaume Guillon Lethière (École des beaux-arts de Paris et Second prix de Rome en 1784), Pierre-Jérôme Lordon, Évremond de Bérard ou Jean-Baptiste Gibert (prix de Rome de paysage historique, deuxième second prix en 1825 et premier grand prix en 1829).

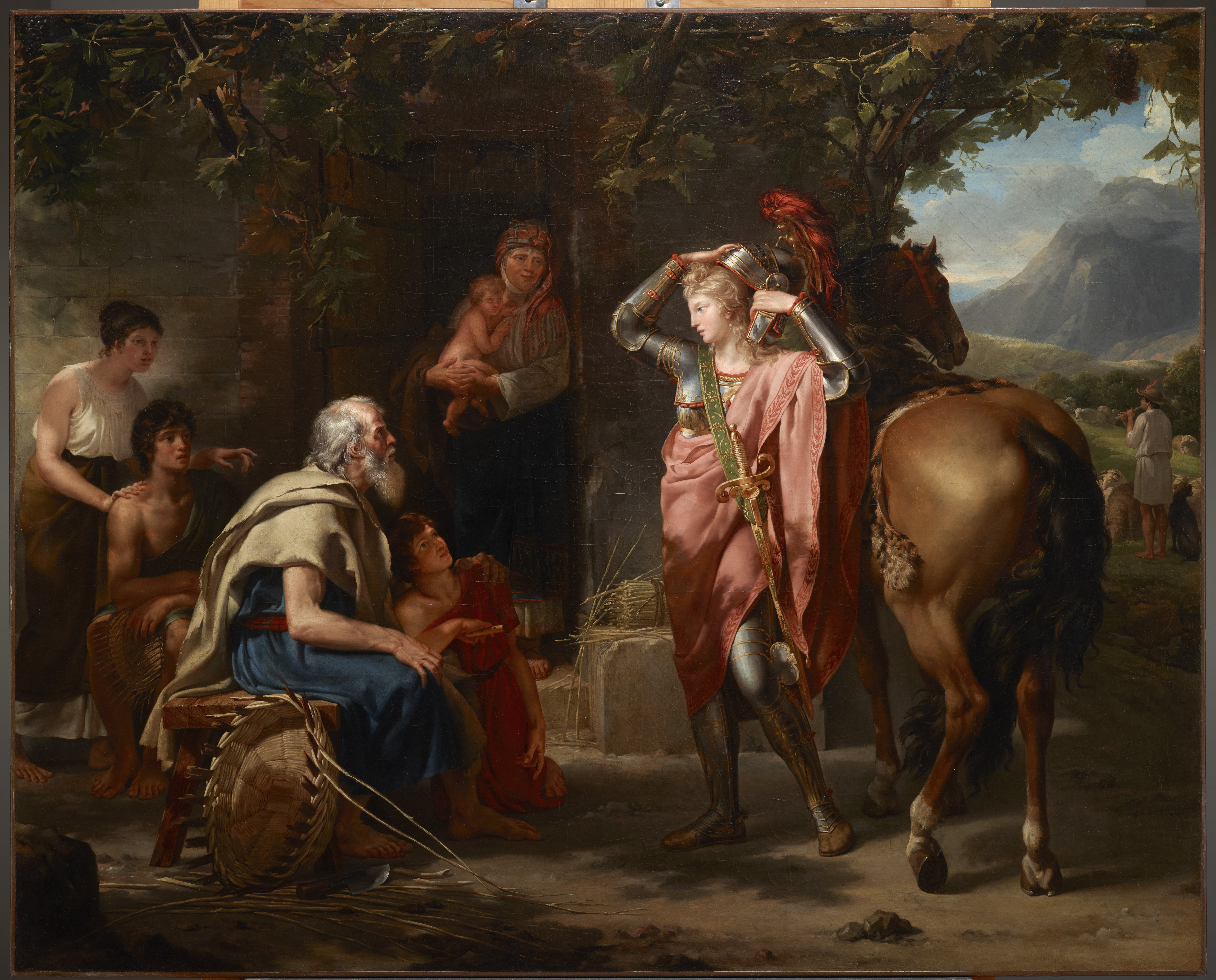
Herminie chez les Bergers, Guillaume Guillon Lethière, 1795. Musée d'Art de Dallas.
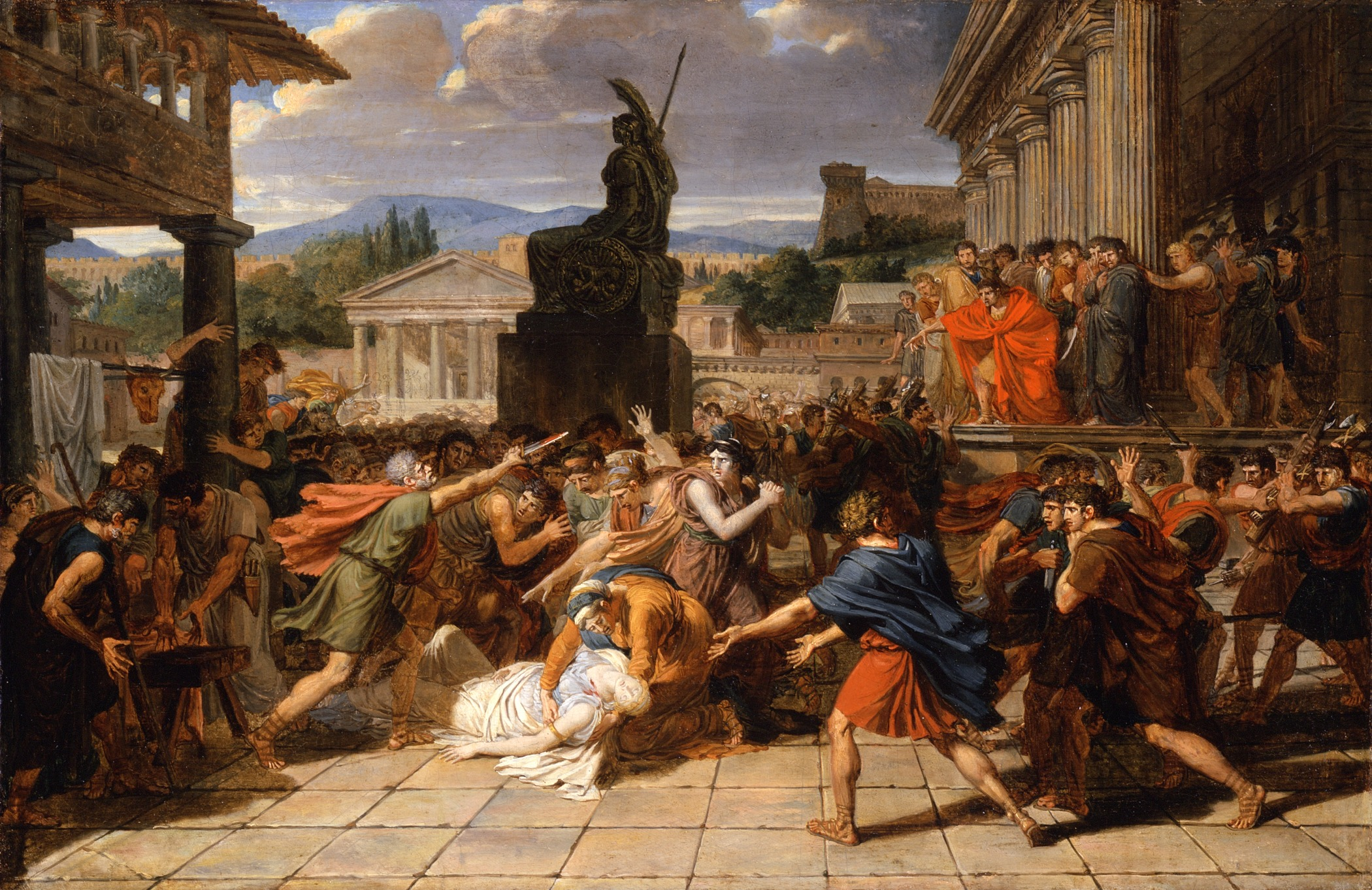
La mort de Virginia, Guillaume Guillon Lethière, vers 1800.
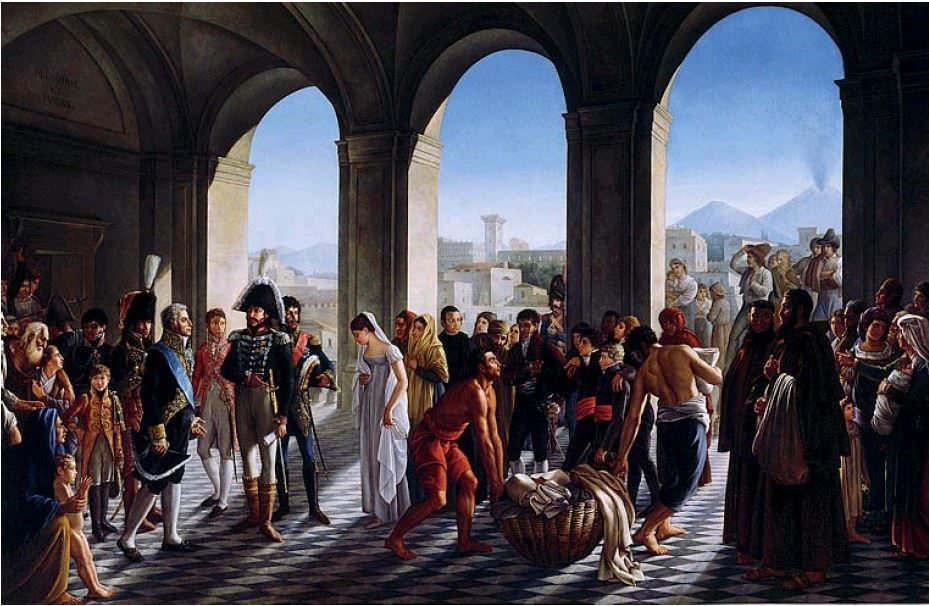
Murat visite l'auberge des pauvres de Naples, Benjamin Rolland, 1814.
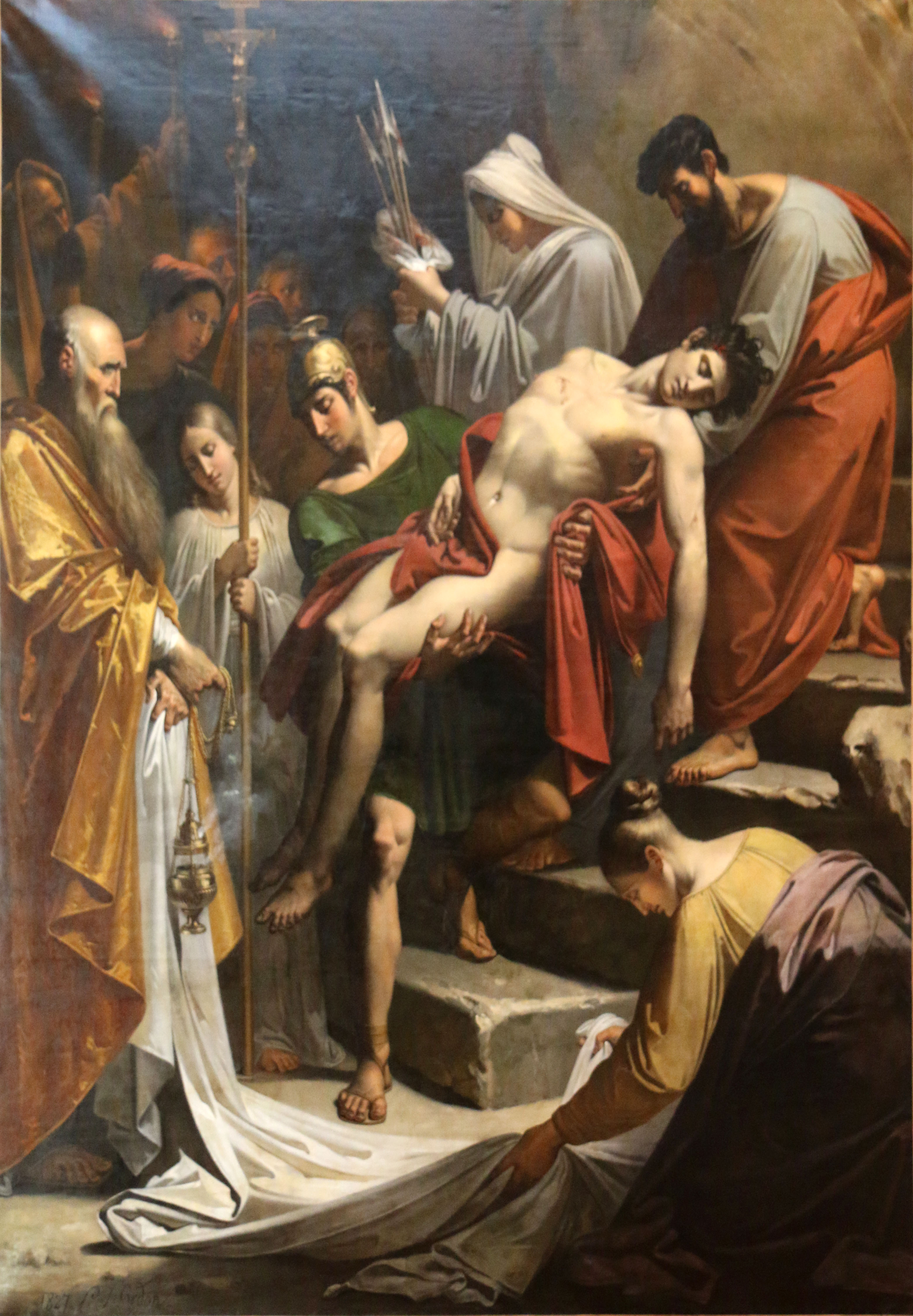
Sépulture donnée à saint Sébastien, Pierre-Jérôme Lordon, 1827. Avignon.
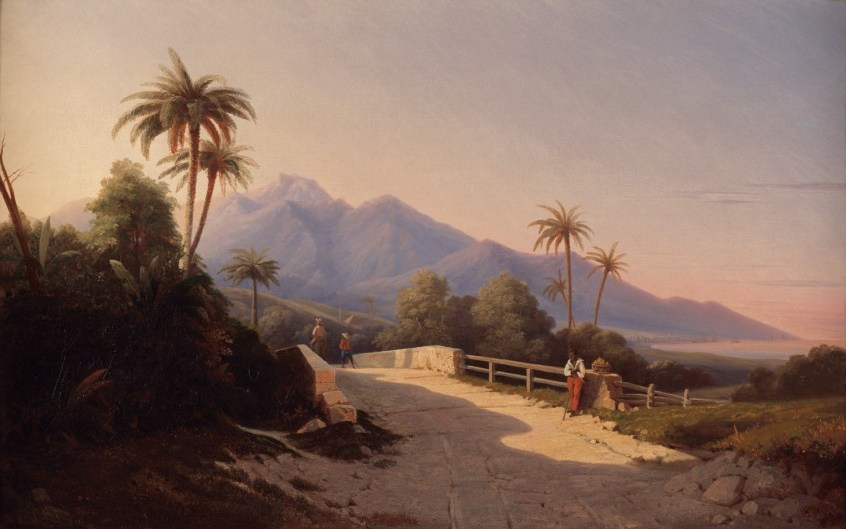
Vue de Basse-Terre, Émile Goury, 1839.
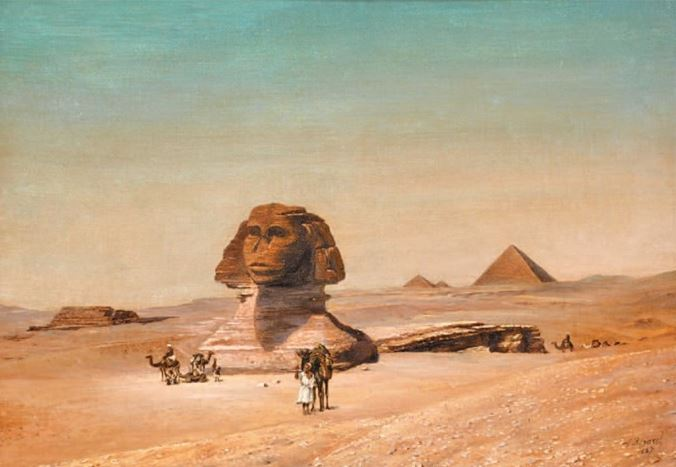
Halte de chameliers près du sphinx au Caire, Évremond de Bérard, avant 1881.

### Littérature
La littérature écrite par les Guadeloupéens fait partie des littératures francophones et créolophones. Et la Guadeloupe, que ce soit sa nature, sa société, son histoire, se retrouve dans de nombreux genres et styles littéraires comme :
- la poésie (Saint-John Perse, Guy Tirolien) ;
- le roman (Maryse Condé, Simone Schwarz-Bart) ;
- les contes (Benjamin Moïse) ;
- la nouvelle (Émeline Pierre) ;
- le théâtre (Gerty Dambury, Frantz Succab).

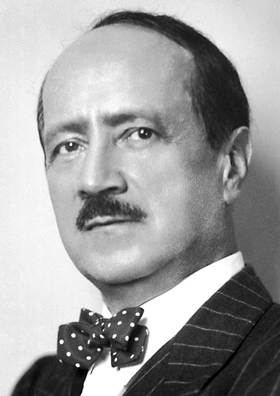
Saint-John Perse.
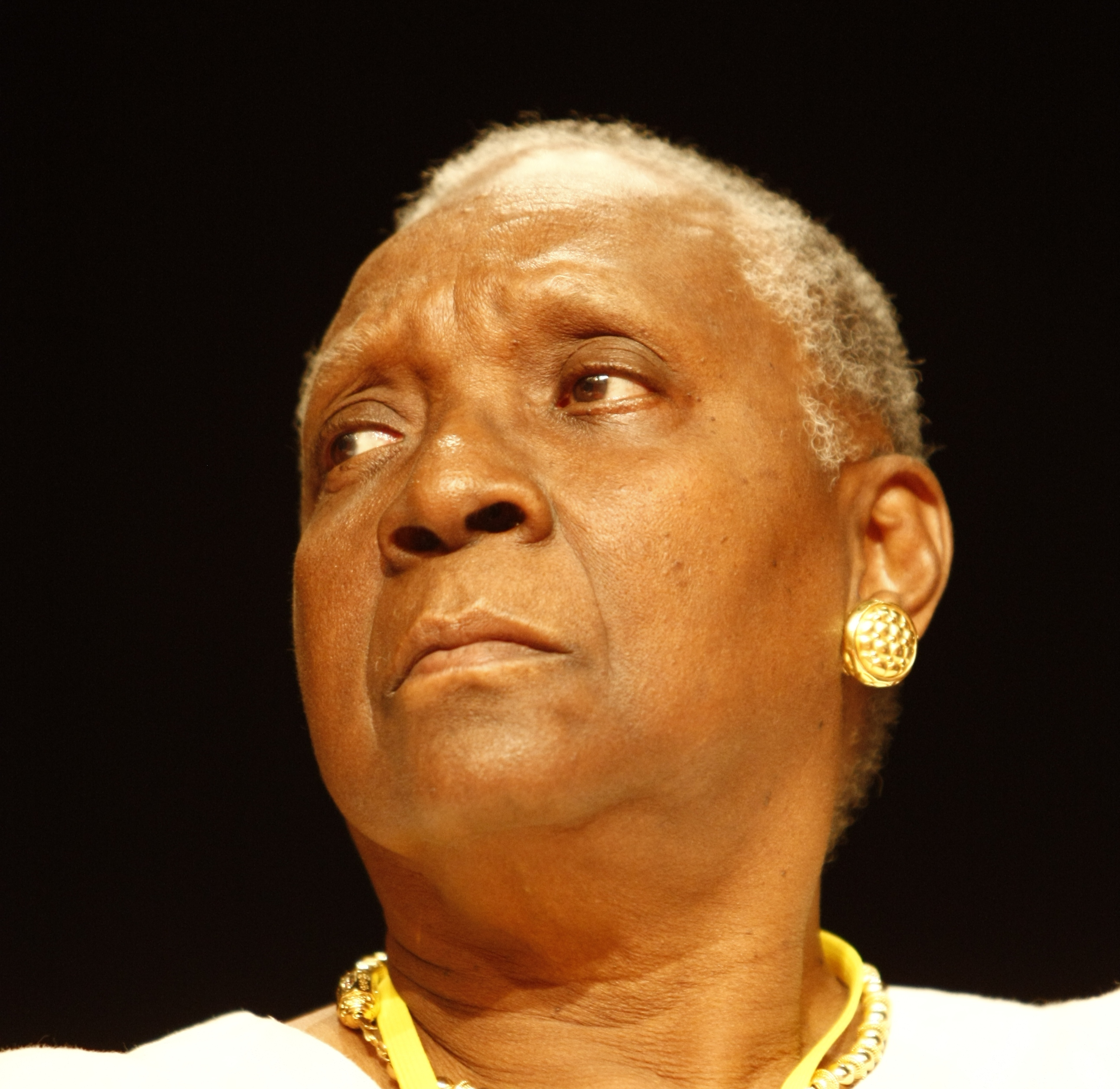
Maryse Condé.
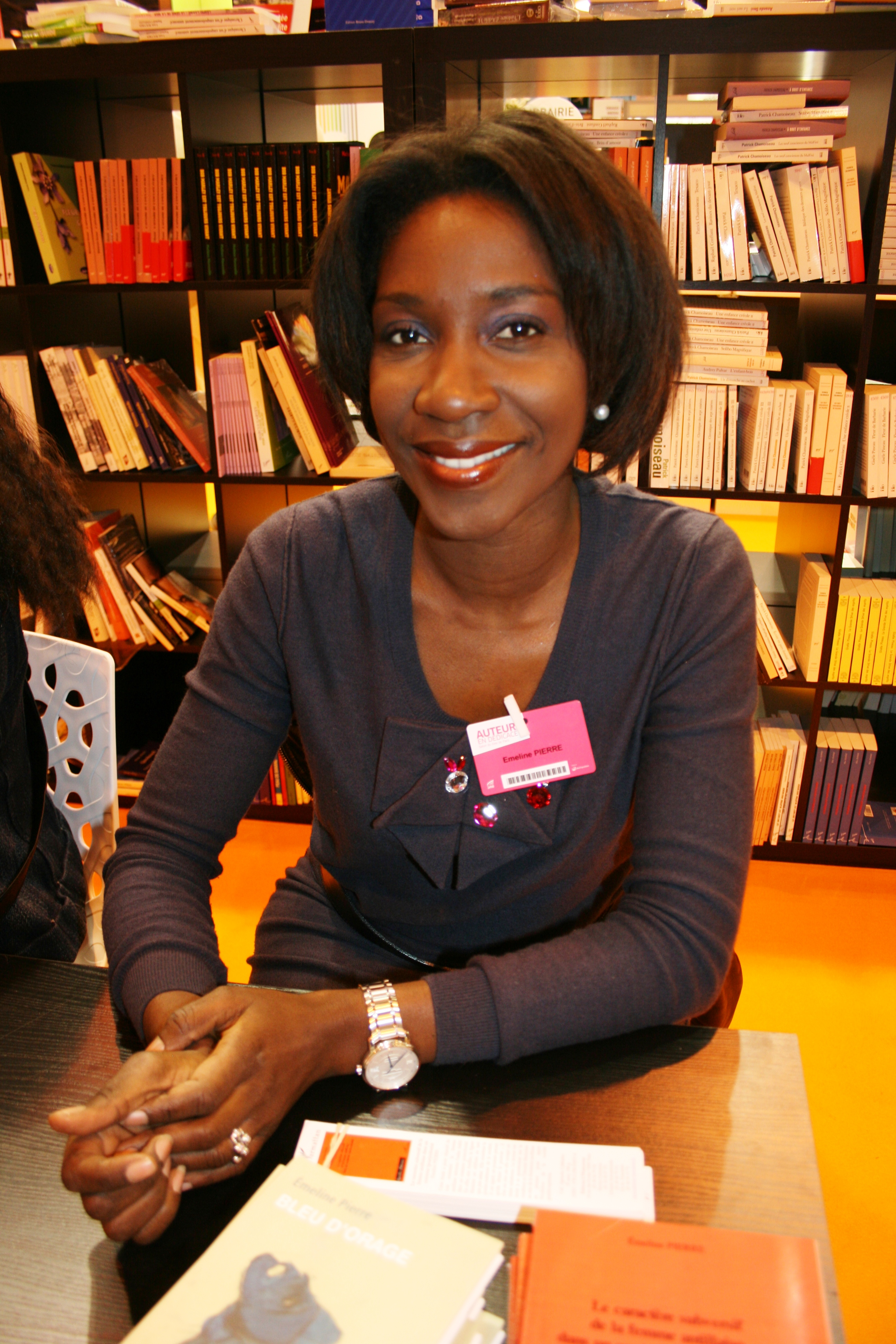
Émeline Pierre.
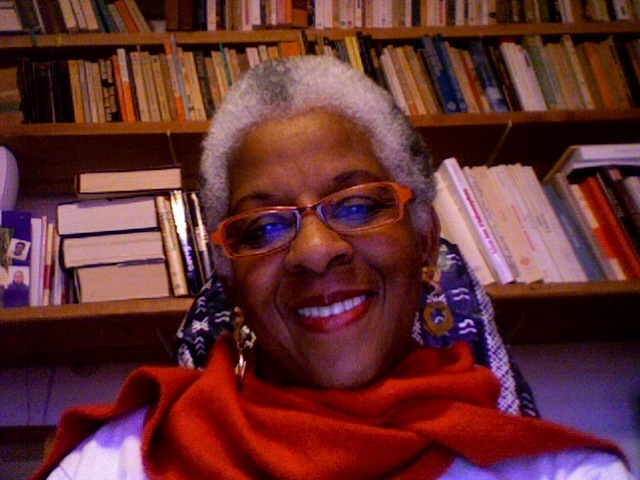
Gerty Dambury.
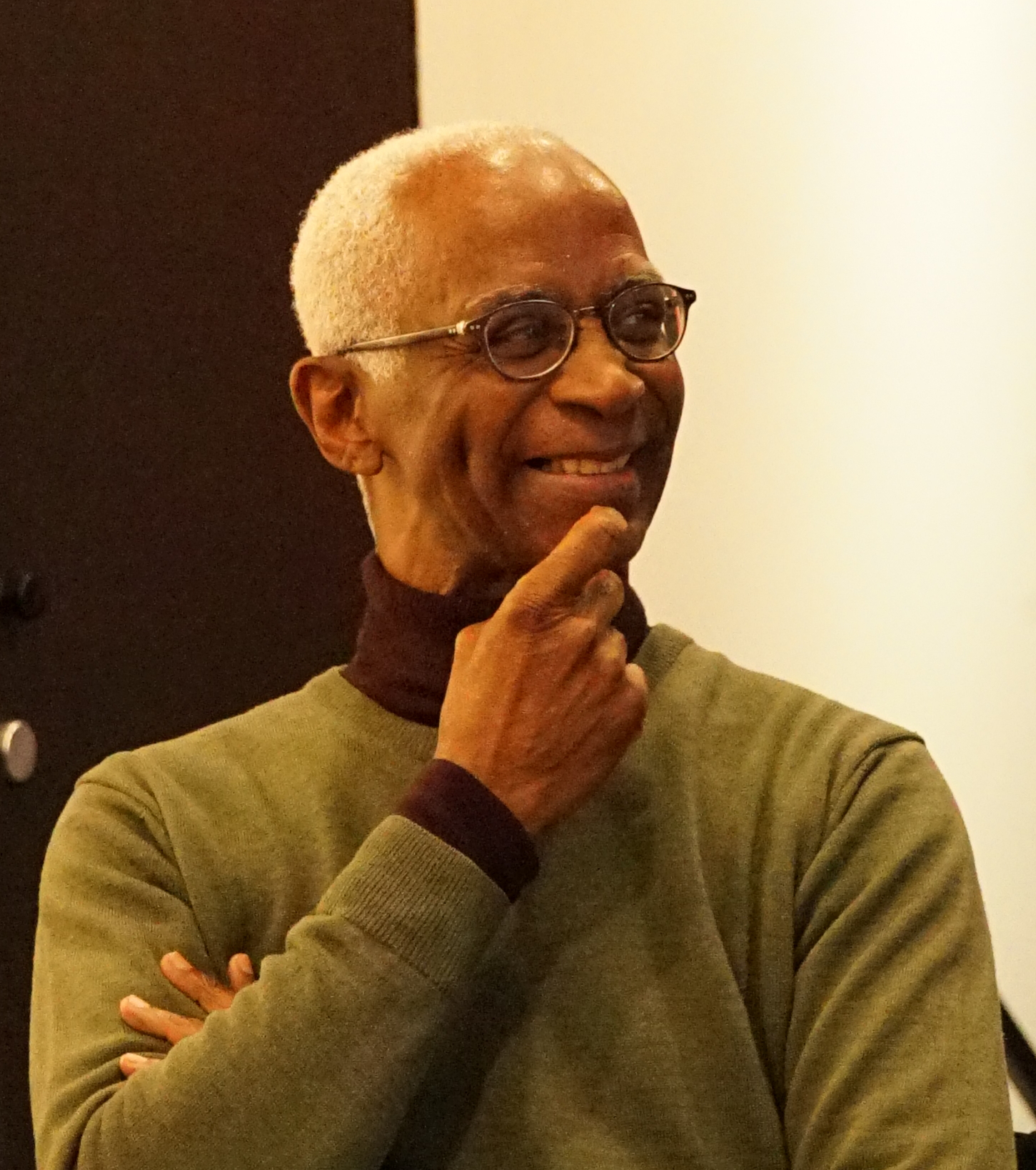
Daniel Maximin.
Alain Foix.

### Musées et monuments

Mémorial ACTe.

- À Pointe-à-Pitre : Le Mémorial ACTe, inauguré le 10 mai 2015, est un mémorial qui aborde la problématique de la traite négrière et de l'esclavage dans le contexte mondial bien que centrée sur l'archipel guadeloupéen et son environnement caribéen, de l'Antiquité jusqu'à l'époque contemporaine[223] ; Le Musée Schœlcher ; Le Pavillon L'Herminier ancien muséum d'histoire naturelle ; Le musée des costumes créoles dit musée Saint-John-Perse ; Le Marché central de Pointe-à-Pitre.
- À Le Moule : Le Musée Edgar-Clerc.
- À Marie-Galante : L'écomusée des Arts et Traditions populaires installé dans l'ancienne habitation Murat à Grand-Bourg.
- À Basse-Terre : Le Musée Gerty-Archimède ; Le Musée de la Guadeloupe.
- À Les Saintes : Le fort Napoléon des Saintes, situé sur l'île de Terre-de-Haut.

### Principales salles de cinéma, de théâtre et de spectacle
- Aux Abymes : Cinéma multiplex Cinéstar (ouvert en juin 2017) ; Centre Sonis ; Salle Renée Élie ; Salle Joseph Théodore Faustin.
- À Pointe-à-Pitre : Cinéma Rex ; Centre des arts et de la culture (en cours de rénovation) ; Salle Georges Tarer.
- À Basse-Terre : Cinéma d'Arbaud ; L'Artchipel ; Auditorium.
- À Lamentin : Ciné-théâtre.
- À Capesterre-Belle-Eau : Ciné-théâtre Le Majestic.
- À Baie-Mahault : Lakasa musik ; Centre culturel de Belcourt.
- À Bouillante : Atrium.
- À Le Gosier : Casino ; Palais des Sports et de la Culture ; Le Royal Rivièra.
- À Saint-François : La Rotonde.
- À Sainte-Rose : Salle Beauperthuis.
- À Gourbeyre : Salle Gilles Floro.
- À Le Moule : Centre culturel Robert Loyson.

La Guadeloupe dispose depuis 1996 d'une Scène nationale, l'Art-chipel, répondant à une exigence artistique en matière d'art contemporain : spectacle vivant, arts plastiques et images. Situé à Basse-Terre, cet équipement doté de deux salles de spectacle dispose d'un budget de l'État français important pour produire des artistes, les présenter et dispenser un programme d'éducation artistique destinée en priorité à la jeunesse, scolarisée ou non.

### Musiques et danses

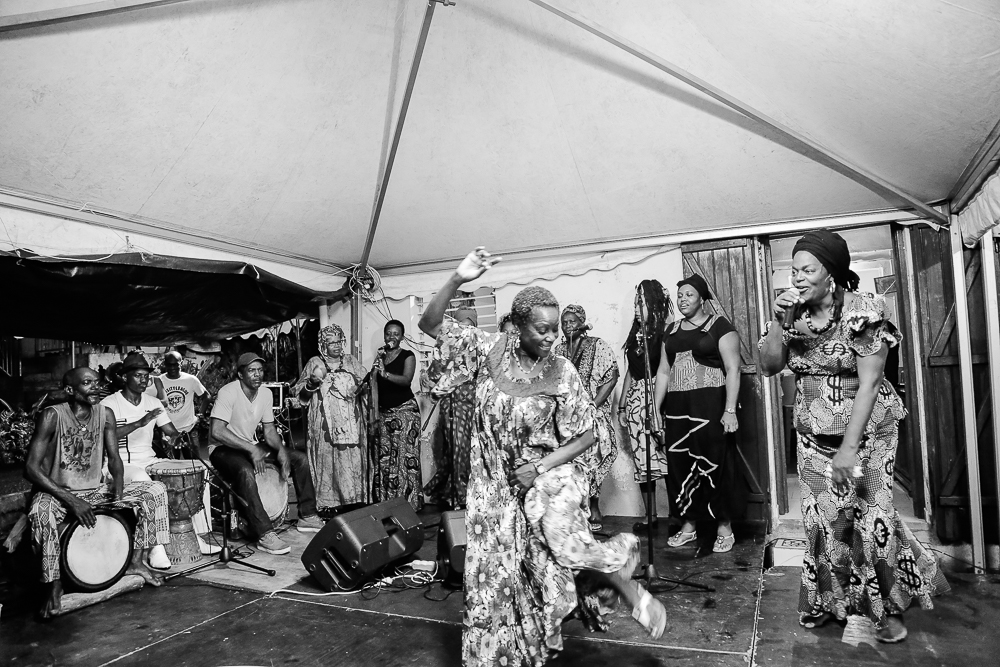
Cérémonie de Grap a Kongo, 2019, Capesterre-Belle-Eau.

Les musiques et les danses qui caractérisent la culture guadeloupéenne sont le gwoka (ou gwo ka) qui est, depuis 2014, inscrit à l’inventaire du patrimoine immatériel de France à l’Unesco. Le bouladjel qui est, depuis 2013, inscrit à l'inventaire du patrimoine immatériel de France à l'Unesco. Le quadrille, qui est à l'origine une danse européenne introduite dans les colonies antillaises au cours du XVIIIe siècle,. La biguine, une musique et une danse antillaises dont les prémices remontent à la période précédent l'abolition de l'esclavage. Le wabap, une variation de la musique biguine. La kadans, musique haïtienne apparue dans les années 1960 (Les Vikings de la Guadeloupe, Les Aiglons, Expérience 7). Le konpa, d'origine haïtienne et apparue en Guadeloupe dans les années 1960. La kadans lypso ou cadence lypso, créé dans les années 1970 (Exile One, Jeff Joseph, Gramacks). Le zouk, popularisé par Kassav', est une dérive du rythme de la kadans et de celui de la biguine (Patrick Saint-Éloi, Zouk Machine, Expérience 7, Gilles Floro et Francky Vincent).

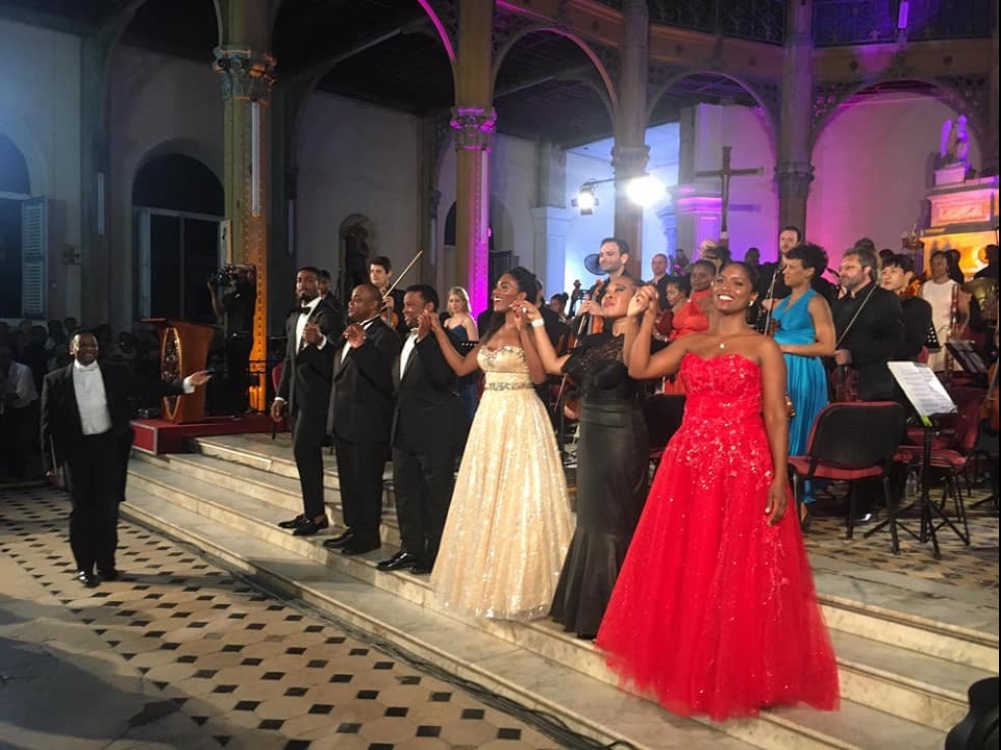
Festival international de musique Saint-Georges, 2019.

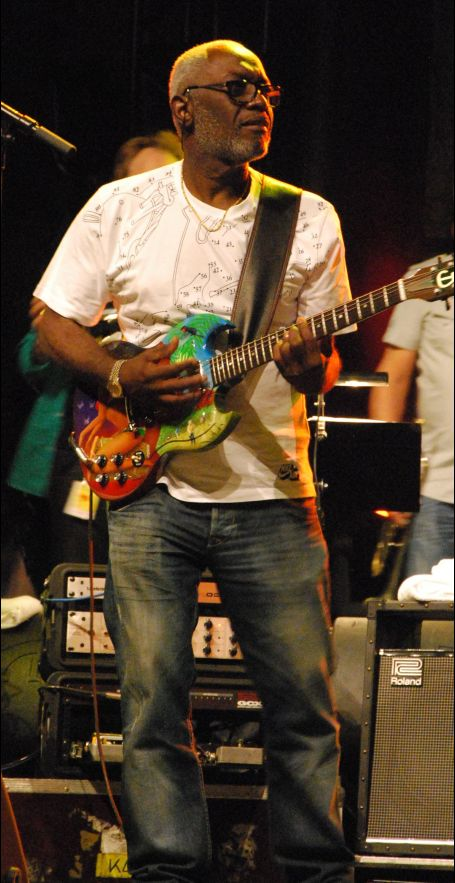
Jacob Desvarieux, ancien membre du groupe Kassav', 2012.

Parmi les nouveaux courants musicaux se développent : Le « Gwada style », nouveau courant musical nommé du diminutif que donnent les jeunes à l'île la « Gwada », est développé par une jeunesse guadeloupéenne soucieuse de mettre en valeur leur patrimoine culturel. Et on retrouve souvent cette expression dans la musique reggae et le dancehall, genres musicaux très populaires aux Antilles (Admiral T, Missié GG). Le « créole Jazz », le « kako gwada », et le « rock gwada », à l'image des artistes comme Alain Jean-Marie, Sonny Troupé et Jacques Schwarz Bart pour le créole jazz, et à celle de Dominik Coco, Soft, Exxòs Mètkakola, Erik, Florence Naprix, G'Ny, The Bolokos ou Stevy Mahy, représentent la « nouvelle scène créole », alliant avec créativité les sonorités et rythmes traditionnels avec les tendances musicales de la scène underground (néo soul, acoustique, rock, électro, hip-hop).
Parmi les festivals produits en Guadeloupe peuvent être cités : le festival Marie-Galante Terre de blues, consistant à lier les trois Saint-Louis : Saint Louis, fief du blues aux États-Unis, Saint Louis du Sénégal, symbole d'une ascendance africaine, et Saint Louis de Marie-Galante, créole, toutes trois se retrouvant autour de la musique née de cette traversée. En 2013 il accueillait 13 000 festivaliers. Le Festival international de musique Saint-Georges célèbre la vie et l'œuvre de Joseph Bologne.

### Culture vestimentaire

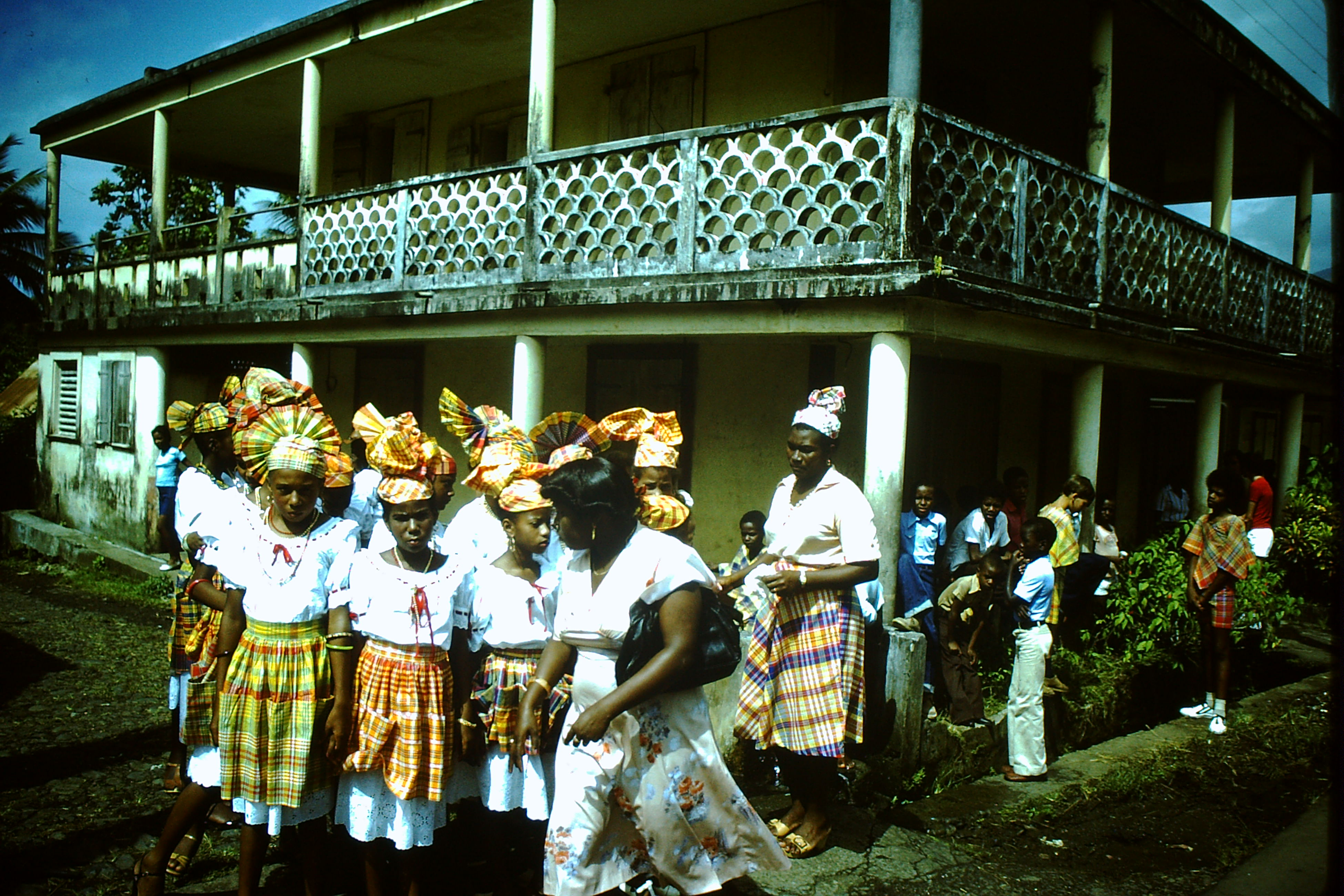
Guadeloupéennes en tenue traditionnelle, 1979.

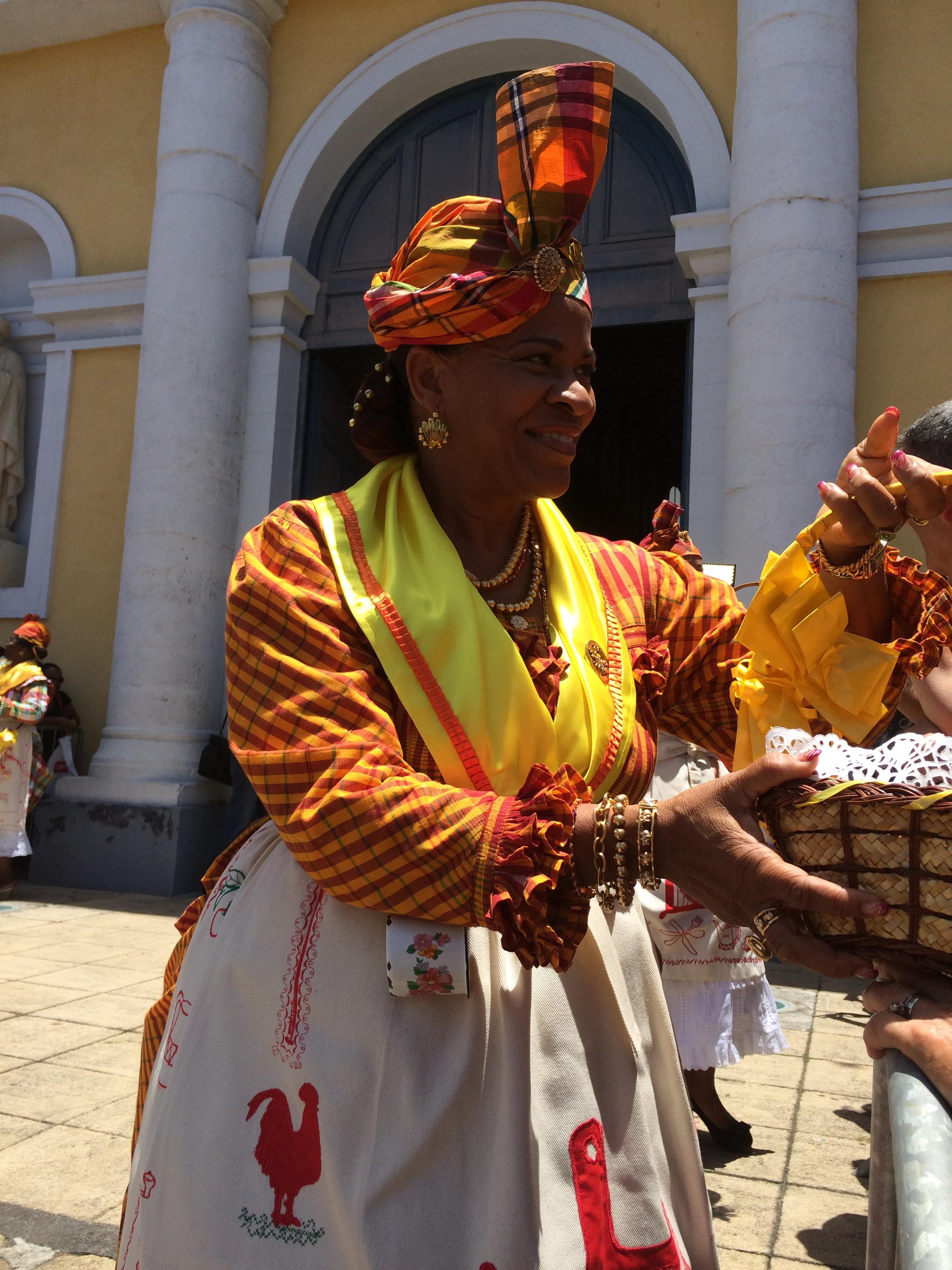
Tenue traditionnelle portée lors de la Fête des cuisinières et qui se compose du madras d'Inde, du jupon breton et du maré tèt africain et espagnol.

La tenue traditionnelle, héritée aujourd'hui, est le résultat d'un long brassage culturel impliquant l'Afrique, l'Asie et l'Europe. Métissage culturel ayant d'abord pour toile de fond le commerce triangulaire puis un commerce plus mondialisé incluant des importations de tissus venus d'orient. Par exemple, on retrouve dans le costume traditionnel guadeloupéen des influences asiatique avec l'emploi du tissu madras provenant d'Inde, africaine et européenne (espagnole en l'occurrence) avec le port du foulard comme couvre-chef et à nouveau européenne (française en l'occurrence) dans l'adoption du jupon en dentelle venu de Bretagne.

#### Histoire
Les vêtements portés en Guadeloupe ont muté au cours des siècles et ont subi des évolutions reflétant les conditions sociales et les évolutions sociétales, durant la période de l'esclavage jusqu'à nos jours. Au cours de la seconde moitié du 17e siècle, en effet, les esclaves débarquant en Guadeloupe étaient nus ou quasiment. On leur faisait ensuite revêtir des haillons ou les habits usés du propriétaire qui rapidement partaient en lambeaux, masquant à peine leur nudité. Ou bien les esclaves travaillant aux champs portaient la robe « trois trous » constituée d'une étoffe fabriquée à partir de fibre végétale et dans laquelle on faisait trois trous (deux pour y passer les bras et une pour y passer la tête).

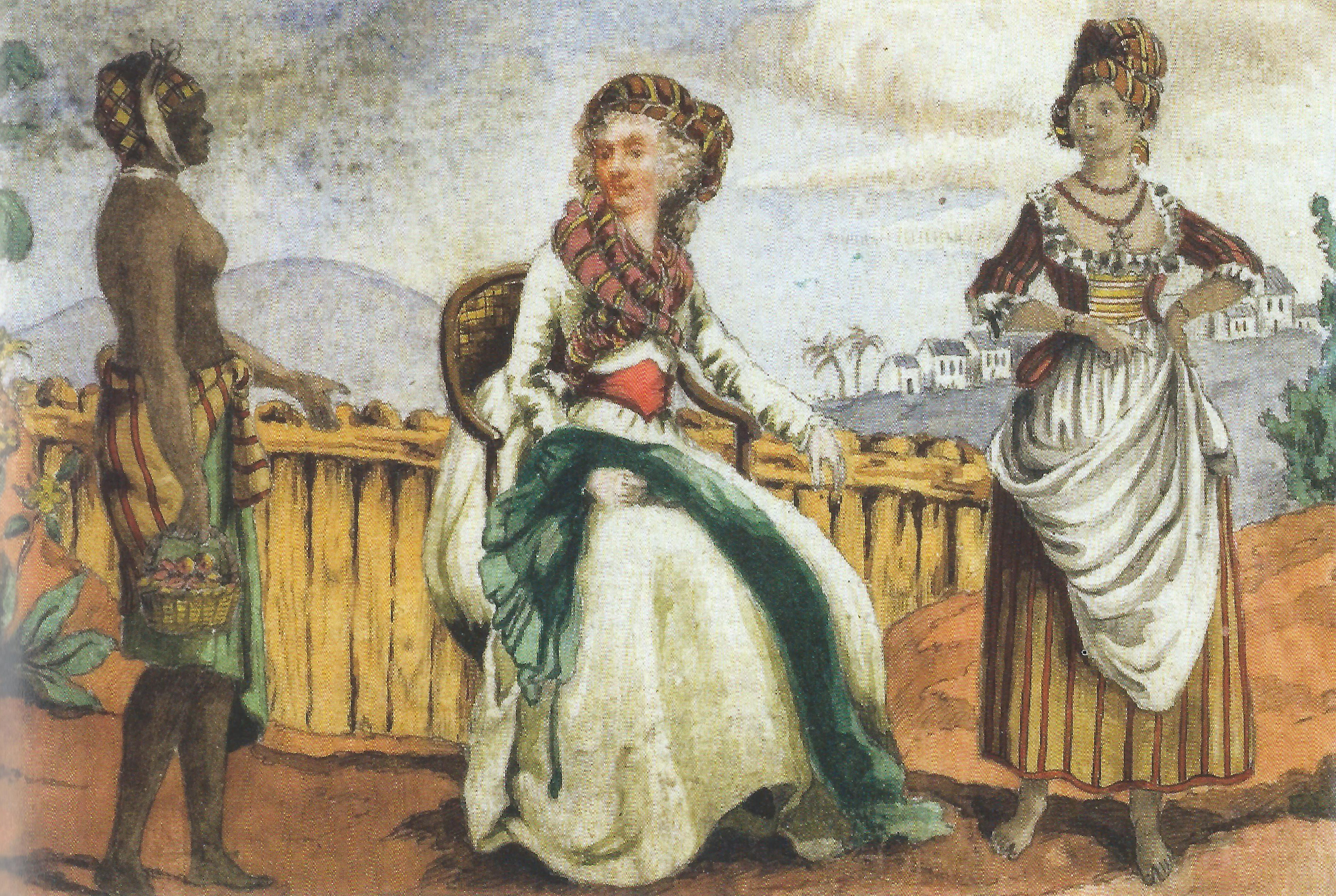
Madame Ailhaud, vêtue en créole, dans sa propriété de la Guadeloupe vers 1760.

Sous la pression de l'église et dès la mise en application du Code noir en 1685, il était à la charge des propriétaires de fournir : « à chacun esclave par chacun an deux habits de toille ou quatre aulnes (environ 7,5 m2) de toilles… art.25 », ce qui améliora que très modestement leurs conditions. Toutefois, la mauvaise qualité des vêtements portés durant l'esclavage reste à nuancer car ces derniers pouvaient varier selon le jour de la semaine (vêtements du quotidien, du dimanche, des grandes occasions), ou en fonction du statut des esclaves employés dans les habitations. Ces derniers, effectivement, pouvaient se voir habillés de vêtements de qualité variable selon le métier qu'ils exerçaient au sein de la propriété. S'agissant des femmes domestiques, par exemple, leurs habits pouvaient être de meilleurs confections car elles devaient refléter l'image de réussite et d'aisance que voulait montrer leur maître.
À partir du 17e siècle, l'ébauche du costume créole va notamment coïncider avec la volonté des femmes esclaves de retrouver leur dignité, avec l'évolution de leur emploi au sein de l'habitation ou de la société guadeloupéenne (spécialisation dans les métiers de la couture et de la confection), à l'évolution sociétale guadeloupéenne (femmes de couleur libres, esclaves affranchies, mulâtresses) et avec l'influence de la mode vestimentaire européenne et que la maîtresse d'habitation va représenter.

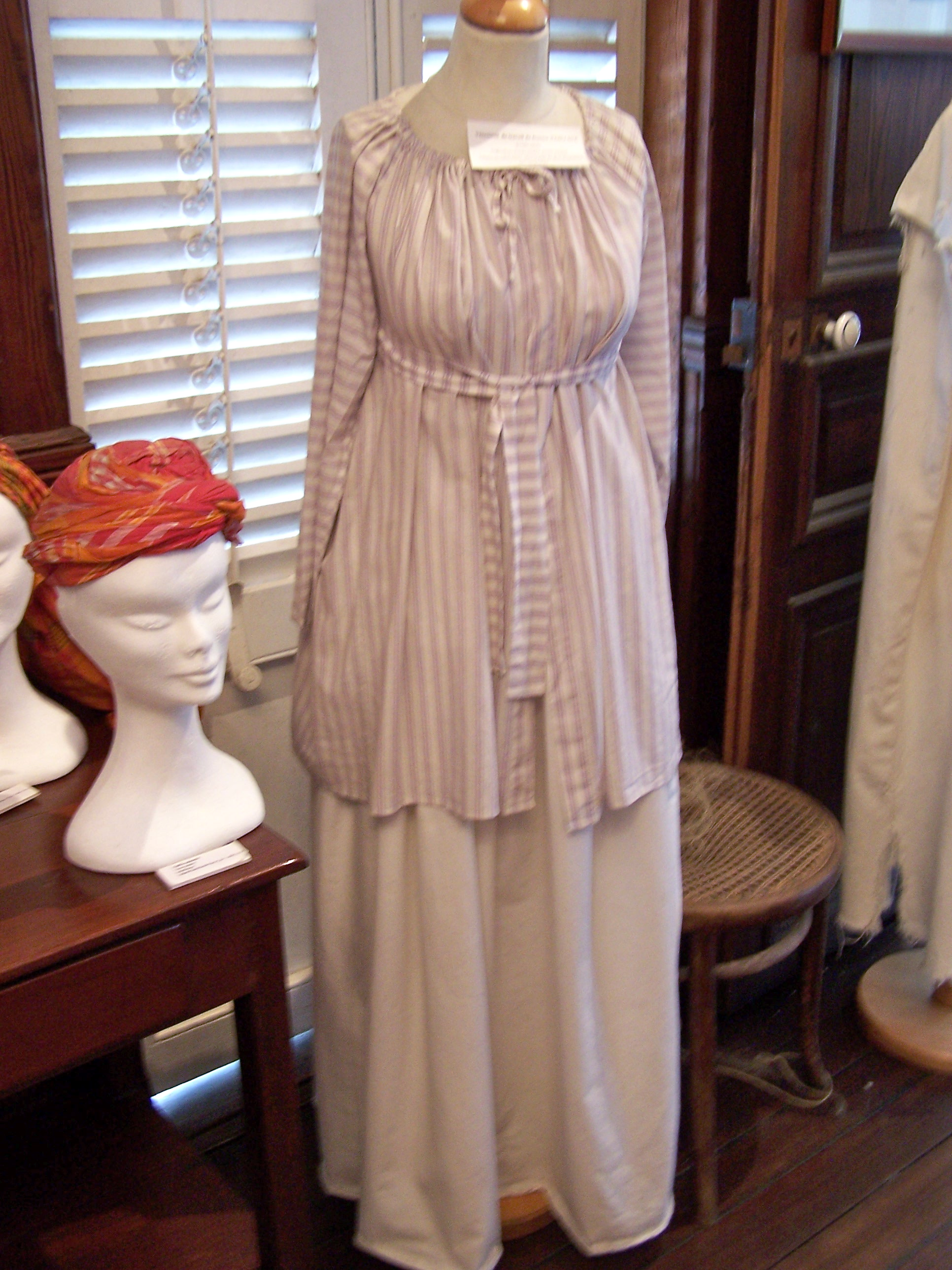
Vêtement de travail d'esclave des XVIIe et XVIIIe siècles, Musée Saint-John-Perse, Pointe-à-Pitre.
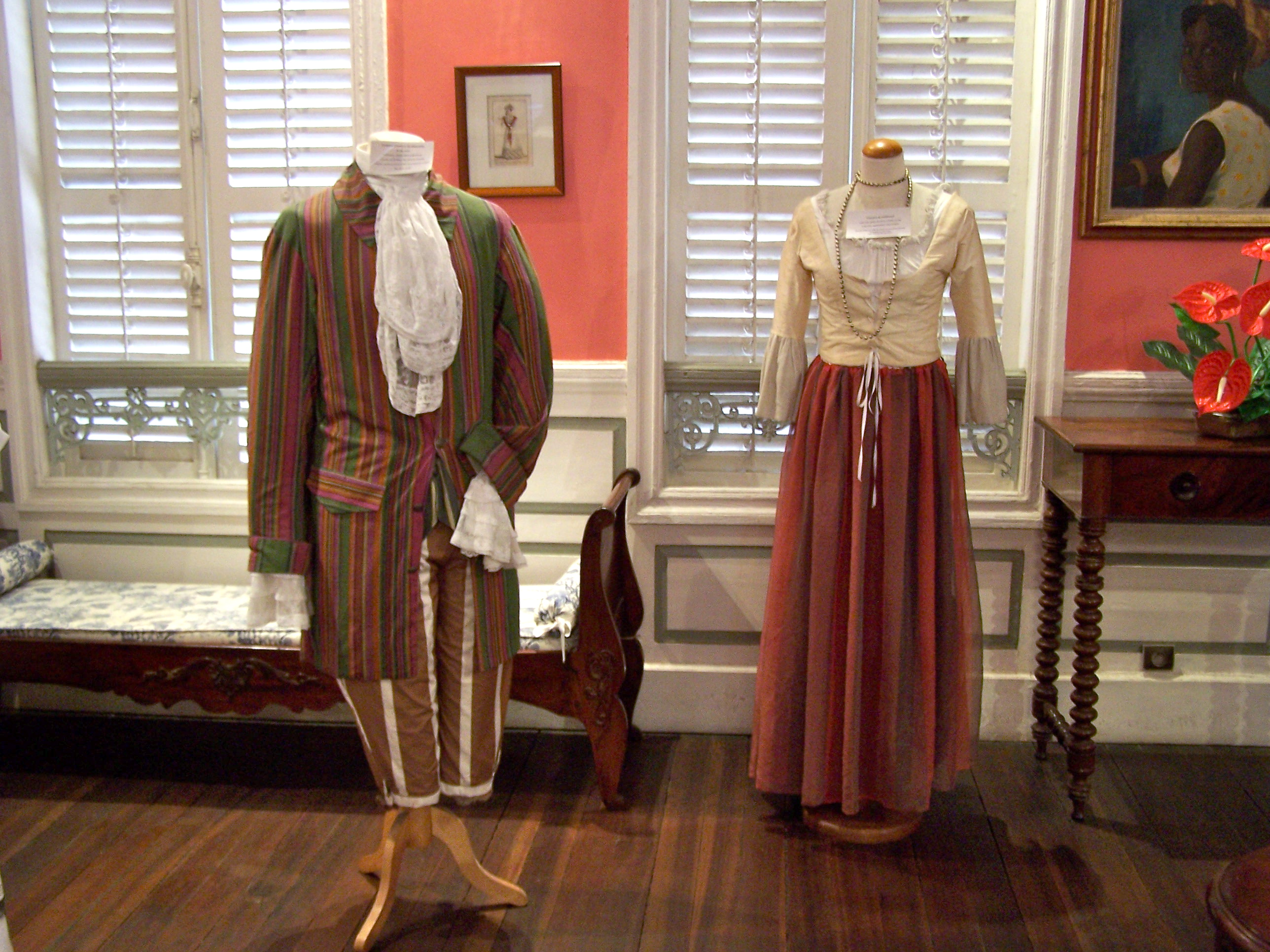
Costume du dimanche d'esclaves et vêtement de mulâtresse au XVIIIe siècle, Musée Saint-John-Perse, Pointe-à-Pitre.

Après l'abolition de l'esclavage, les grandes périodes de la tenue traditionnelle guadeloupéenne vont être les suivantes :
- 1848 à 1930, mise en place de l'utilisation du costume ;
- 1930 à 1950, déclin significatif du port du costume traditionnel ;
- 1950 à 1960, période durant laquelle le costume devient uniquement un vêtement « folklorique » ;
- 1960 à nos jours, le costume traditionnel retrouve un nouveau souffle et est valorisé à la fois comme vêtement du quotidien et témoignant l'attachement à la culture guadeloupéenne[236]. Aujourd'hui de nombreux stylistes s'inspirent de la tenue traditionnelle pour réaliser certaines de leurs créations.

#### La garde-robe guadeloupéenne

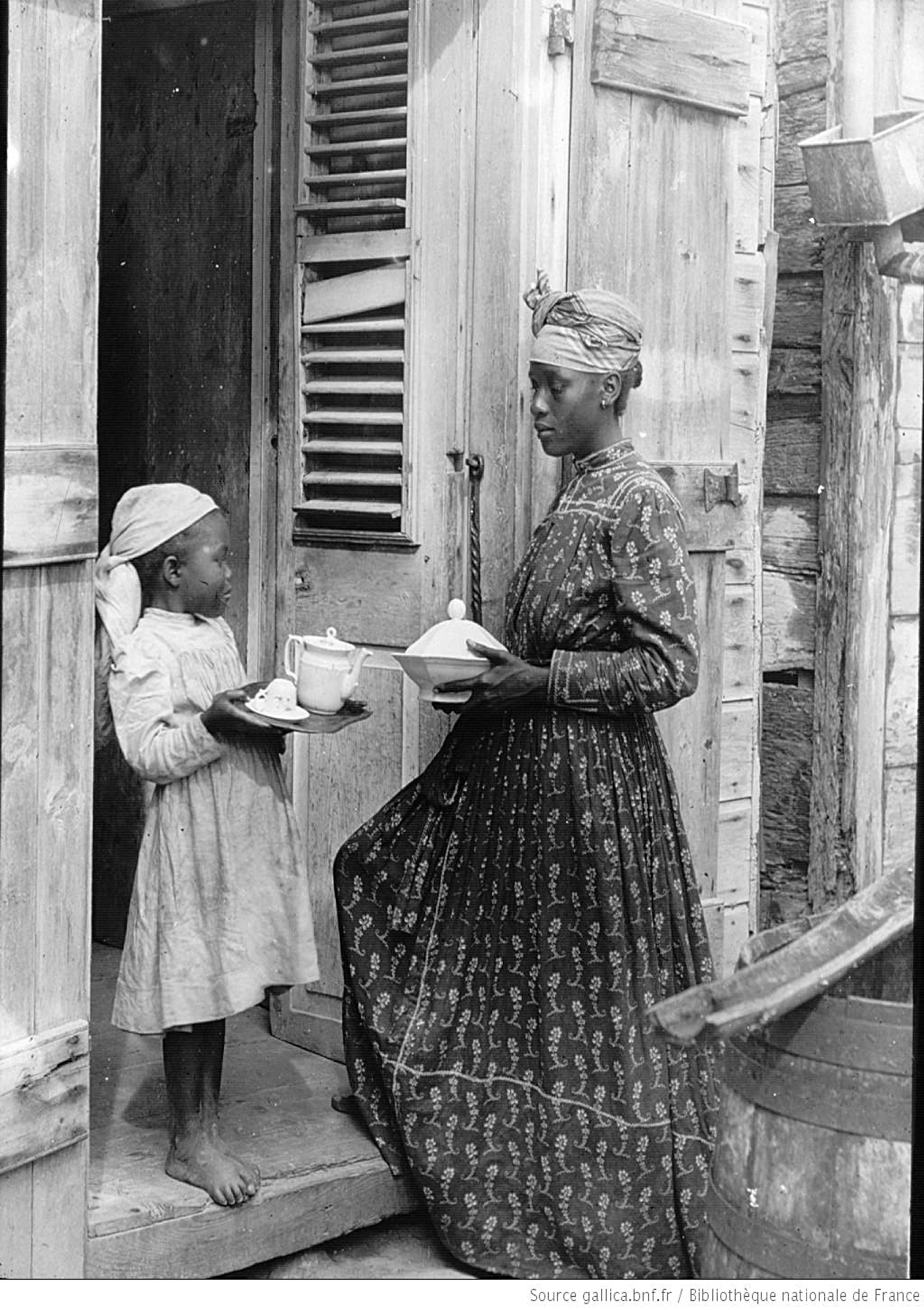
Vie quotidienne à Marie-Galante, 1895.

Issue de cette fusion des codes vestimentaires africain et européen au cours des siècles, incluant des matériaux aux origines lointaines, la garde-robe guadeloupéenne compte des vêtements créoles comme :
- la robe douillette ou wòb ti-do, robe du quotidien également nommée « à corps » car elle tient bien au corps comme un corset ;
- la jupe-chemise, en tenue d'apparat (la chemise est en batiste très fine garnie de dentelles, qui s'arrêtent aux coudes et boutonnée par des boutons en or ;
- la jupe, ample et très large par derrière avec une queue, se noue jusqu'au-dessus des seins) ;
- la robe à corps qui se distingue des autres par la quantité et la richesse du tissu utilisé (satin, de satin broché, satinette).

#### La coiffe traditionnelle
Le maré tèt, porté avec ou sans le costume traditionnel féminin, fait l'objet d'une codification précise :
- la « tête chaudière » est la coiffe de cérémonie de forme ronde et plate, surmontée d'un nœud en épis ;
- la tête quatre bouts (coiffe comportant quatre nœuds) signifie « mon cœur a de la place pour ceux qui le désirent ! » ;
- la tête trois bouts signifie « mon cœur est pris ! » ;
- la tête deux bouts signifie « mon cœur est engagé, mais vous pouvez tenter votre chance ! » ;
- la tête un bout signifie « mon cœur est libre ! »

### Gastronomie

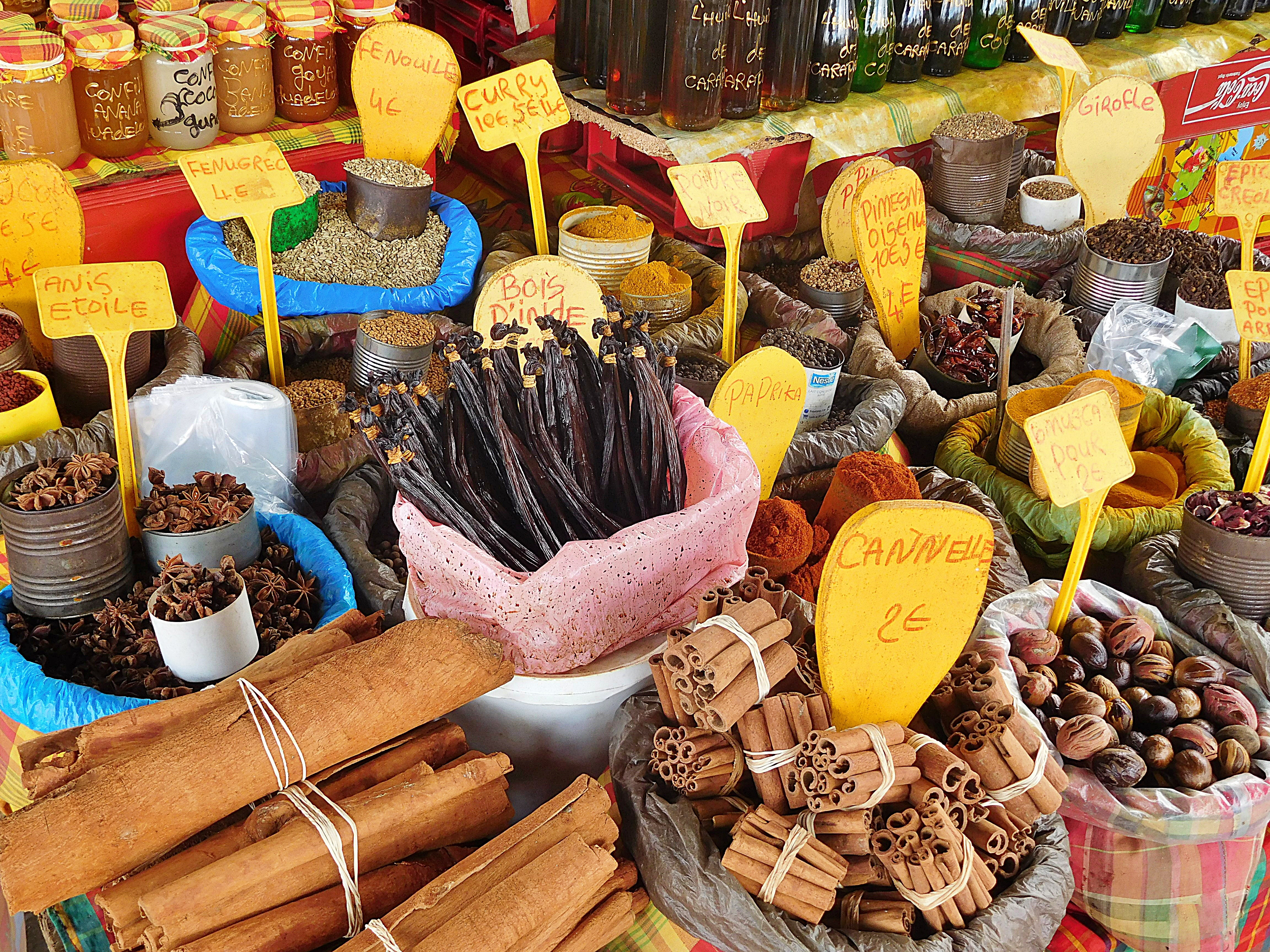
Marché de la Darse, Pointe-à-Pitre.

La cuisine guadeloupéenne est métissée du fait de ses influences africaine, européenne et asiatique. Elle se sert tout d'abord des produits agricoles comme le poyo (appelé localement bananes vertes ou ti-nain), le fruit de l'arbre à pain, le gombos, le choux, le pois d'Angole, la christophine, l'igname ou la patate douce. La mer et les rivières approvisionnent en raies, vivaneaux, poulpes (chatou), lambis, burgots (type de gros bulot), oursins et ouassous. Les vergers procurent en fruits comme le corossol, le jambosier rouge, le fruit de la passion (marakoudja), la mangue, la quenette et les agrumes. Les condiments parfois utilisés sont le piment habanero, la cive (sorte d'oignon du pays) ou le roucou qui donne une teinte rouge aux sauces.
La cuisine souvent épicée et assaisonnée résulte de la macération de la viande ou du poisson pendant des heures, avant de les faire cuire, afin d'en relever le goût. Les plats typiques sont : le blaff de poisson, les dombrés, le bébélé (originaire de Marie-Galante), le colombo (équivalent du curry indien) ou le matété (riz cuit avec du crabe). En ce qui concerne les mises en bouche ou en-cas, citons le Boudin créole, les accras, la galette de cassave ou le bokit.

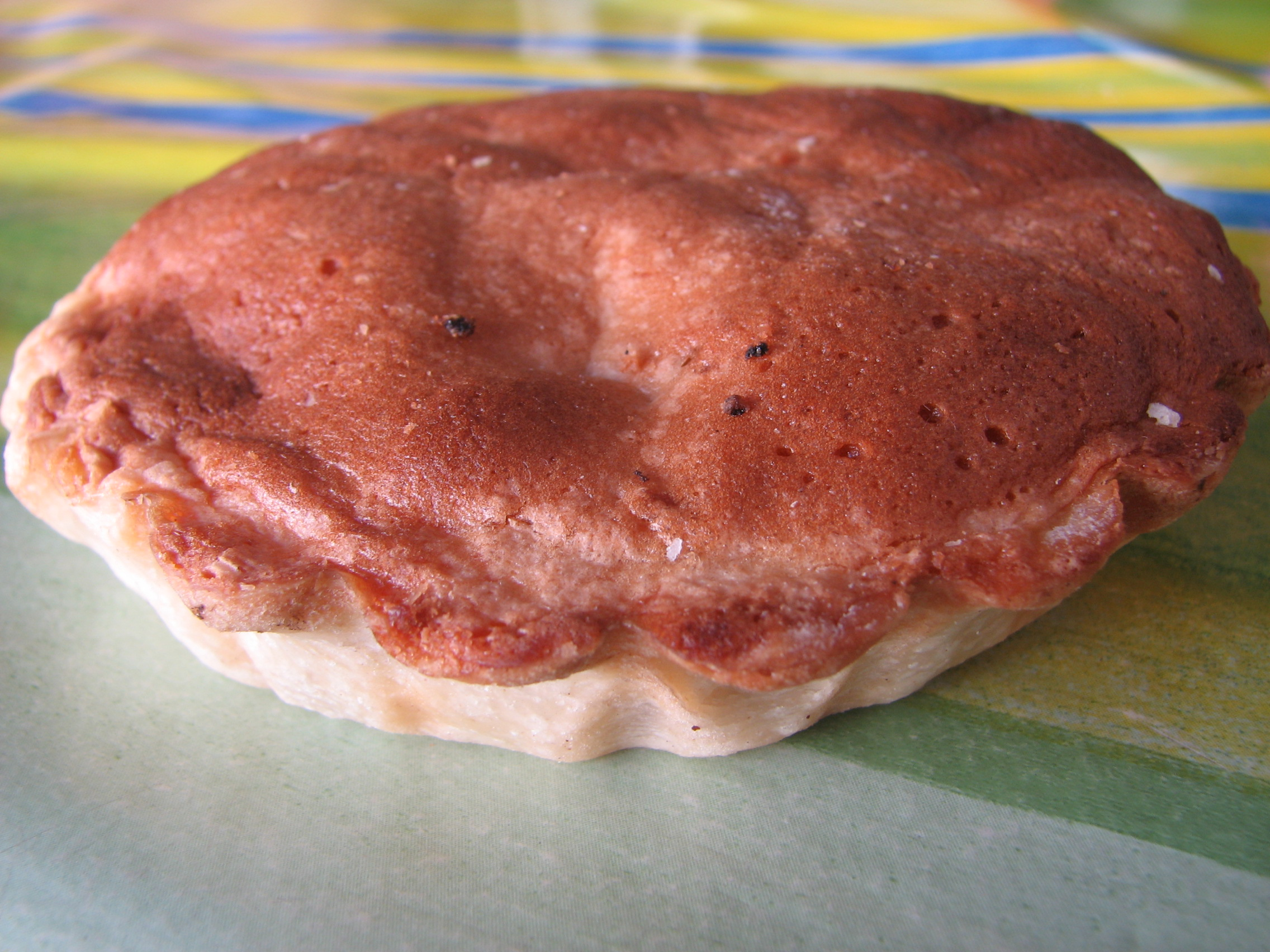
Tourment d'amour.

Du point de vue des desserts, notons : le blanc-manger, les sorbets, les salades de fruits. Et du côté des pâtisseries citons : les pâtés à la confiture, le tourment d'amour (aux Saintes), le caca bœuf (à Marie-Galante) ou le sacristain. Souvent consommé, le pain natté est un pain brioché local.
Il existe une production locale de fruits confits (surelle, ananas, carambole) et de confitures (goyave, banane, noix de coco). On y consomme des sorbets (coco) ou des snowballs ("sinobol" en créole) fait de glace pillée à laquelle on ajoute un sirop (menthe, grenadine, anis). Enfin, parmi les sucreries on nommera la doucelette, le sucre à coco, le kilibibi et le konkada (d'origine béninoise).

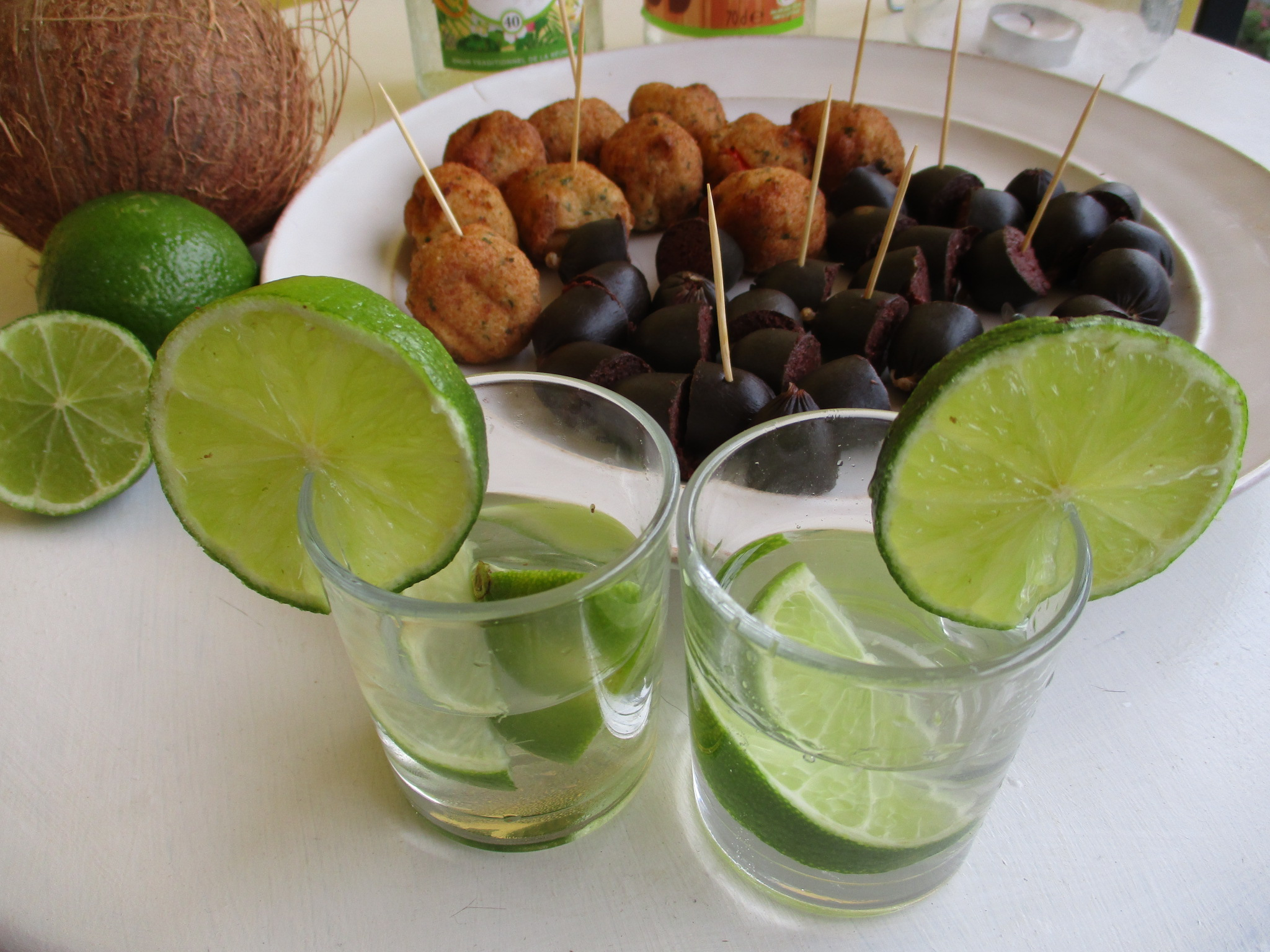
Ti-punch, accras et boudin créole.

Dans la catégorie des boissons, la consommation de soda est très importante en Guadeloupe, tout comme celle d'une boisson localement surnommée bière noire. Aussi, il n'est pas rare de rencontrer, aux bords des routes, des vendeurs de jus de canne à sucre ou d'eau de coco. Le chaudeau est, quant à lui, une boisson chaude consommée lors des mariages, baptêmes ou communions. Et il s'agit d'un lait de poule à la mode guadeloupéenne que l'on déguste accompagné d'un gâteau fouetté (génoise). Le rhum provient notamment des distilleries que compte encore le territoire et qui produisent les rhums de Guadeloupe.

### Célébrations, festivités et jours fériés

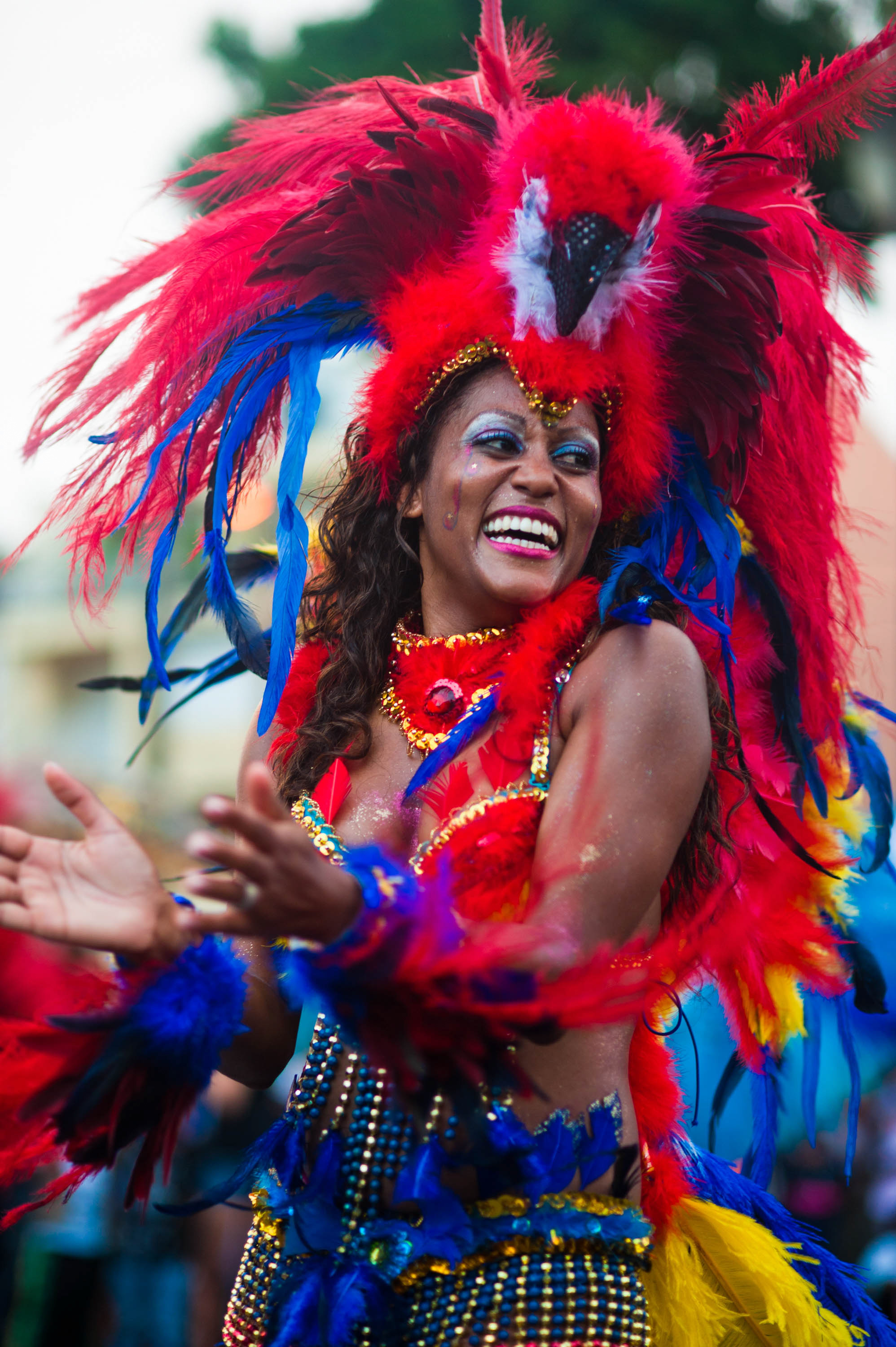
Guadeloupéenne durant le carnaval.

En période de Noël, les familles et amis se réunissent lors de chanté Nwel, occasion de chanter des cantiques et de faire la fête. Après les périodes de fêtes de fin d'année débutent les répétitions du carnaval de Guadeloupe. Les groupes de carnaval défilent tous les dimanches après-midi, dans les rues jusqu'au vacances de Carnaval qui arrivent en février ou en mars. Les groupes à peaux, par exemple, le groupe Akiyo sont des groupes composés uniquement de grosses percussions et d'instruments de coque de lambi. Ils ont la particularité de ne pas avoir de cuivres dans l'orchestre, ni de chorégraphie, défilent souvent sans costumes thématiques. Depuis 2014, le Carnaval en kabwèt de Marie-Galante est inscrit à l’inventaire du patrimoine immatériel de France à l’Unesco.
Le Mardi gras, c'est la grande fête où les groupes de carnaval concourent dans le chef-lieu Basse-Terre ou à Pointe-à-Pitre pour les meilleurs costumes, meilleure musique ou meilleure chorégraphie dont le thème est imposé par les comités de carnaval. Le lendemain, le mercredi des Cendres, jour qui termine le carnaval, la mascotte de roi du carnaval surnommée Vaval est brûlée, ce qui signe la fin des festivités, tout le monde défile en noir et blanc (pour marquer le deuil de Vaval), et débutent alors les quarante jours de carême. La population majoritairement catholique, respecte cette période. Mais, étant donné le grand engouement pour les fêtes, le « jeudi mi-carême », un défilé en rouge et noir identique au carnaval donc avec des groupes de musiciens précédés de personnes qui défilent est organisé.
Après cette période de privation, ce sont les fêtes de Pâques, lors desquelles les familles vont souvent camper sur la plage et mangent des plats traditionnels et très populaires à base de crabes : matété (riz cuit avec du crabe), calalou (crabes avec des feuilles de madères accompagné de riz blanc) ou dombrés aux crabes (petites boules de farine cuites avec du crabe).
| Date                                                                                     | Nom                      | Remarques |
| ---------------------------------------------------------------------------------------- | ------------------------ | --- |
| 1er janvier                                                                              | Jour de l’an             | Premier jour de l’année. Pour les catholiques, fête de Sainte Marie (avant le concile Vatican II, Circoncision de Jésus-Christ). |
| Lendemain du dimanche de Pâques (lundi 21 avril en 2025, lundi 6 avril en 2026)          | Lundi de Pâques          | Pâques (fête chrétienne commune aux catholiques et aux protestants) est le premier dimanche qui suit la première pleine lune fictive de printemps. |
| 1er mai                                                                                  | Fête du Travail          | D'abord journée de protestations et grèves pour la journée de travail de 8 heures ; traditionnellement le jour de nombreuses manifestations syndicales et politiques en France. Journée devenue fériée sous le régime de Vichy. Depuis 1947, l’appellation « Fête du Travail » n’est que coutumière, i.e. non officielle. |
| 8 mai                                                                                    | Fête de la Victoire 1945 | Commémoration de la capitulation allemande et de la fin de la Seconde Guerre mondiale (1945). |
| 27 mai                                                                                   | Abolition de l’esclavage | Dans le département de Guadeloupe uniquement. |
| 39 jours après Pâques (jeudi 29 mai en 2025, jeudi 14 mai en 2026)                       | jeudi de l'Ascension     | Fête chrétienne célébrant la montée de Jésus aux cieux. |
| lendemain du septième dimanche après Pâques (lundi 9 juin en 2025, lundi 25 mai en 2026) | Lundi de Pentecôte       | Lundi férié (seul le dimanche garde une signification religieuse particulière). |
| 14 juillet                                                                               | Fête nationale           | Commémoration de la Fête de la Fédération du 14 juillet 1790 (elle-même anniversaire de la prise de la Bastille en 1789). |
| 21 juillet                                                                               | Fête Victor Schœlcher    | Commémoration de la naissance (en fait le 22 juillet 1804) du député Victor Schœlcher qui fut à l'origine de l'abolition de l'esclavage, spécifique à la Guadeloupe et à la Martinique. |
| 15 août                                                                                  | Assomption               | Fête catholique célébrant la montée de la Vierge Marie aux cieux. |
| 1er novembre                                                                             | Toussaint                | Fête de tous les saints de l’Église catholique. |
| 2 novembre                                                                               | Fête des morts           | Uniquement dans le département de la Guadeloupe. |
| 11 novembre                                                                              | Armistice de 1918        | Commémoration de l’armistice mettant fin à la Première Guerre mondiale. |
| 25 décembre                                                                              | Noël                     | Naissance de Jésus-Christ. |

### Animaux dans les compétitions
Les combats de coqs, bien qu'en voie de disparition, font partie du patrimoine immatériel de la Guadeloupe. Et les défenseurs de cette pratique ont la volonté de faire perdurer cette tradition, incluse dans la culture guadeloupéenne depuis plusieurs siècles. Toutefois, la loi actuelle n'autorise pas la construction ni l'ouverture de nouveaux gallodromes. La saison s'étale de novembre à juillet et les combats se déroulent le samedi après-midi et le dimanche. Une quinzaine de combats peuvent se succéder, les jours d'ouverture. En 2016, la Guadeloupe comptait 10 pitakoks.

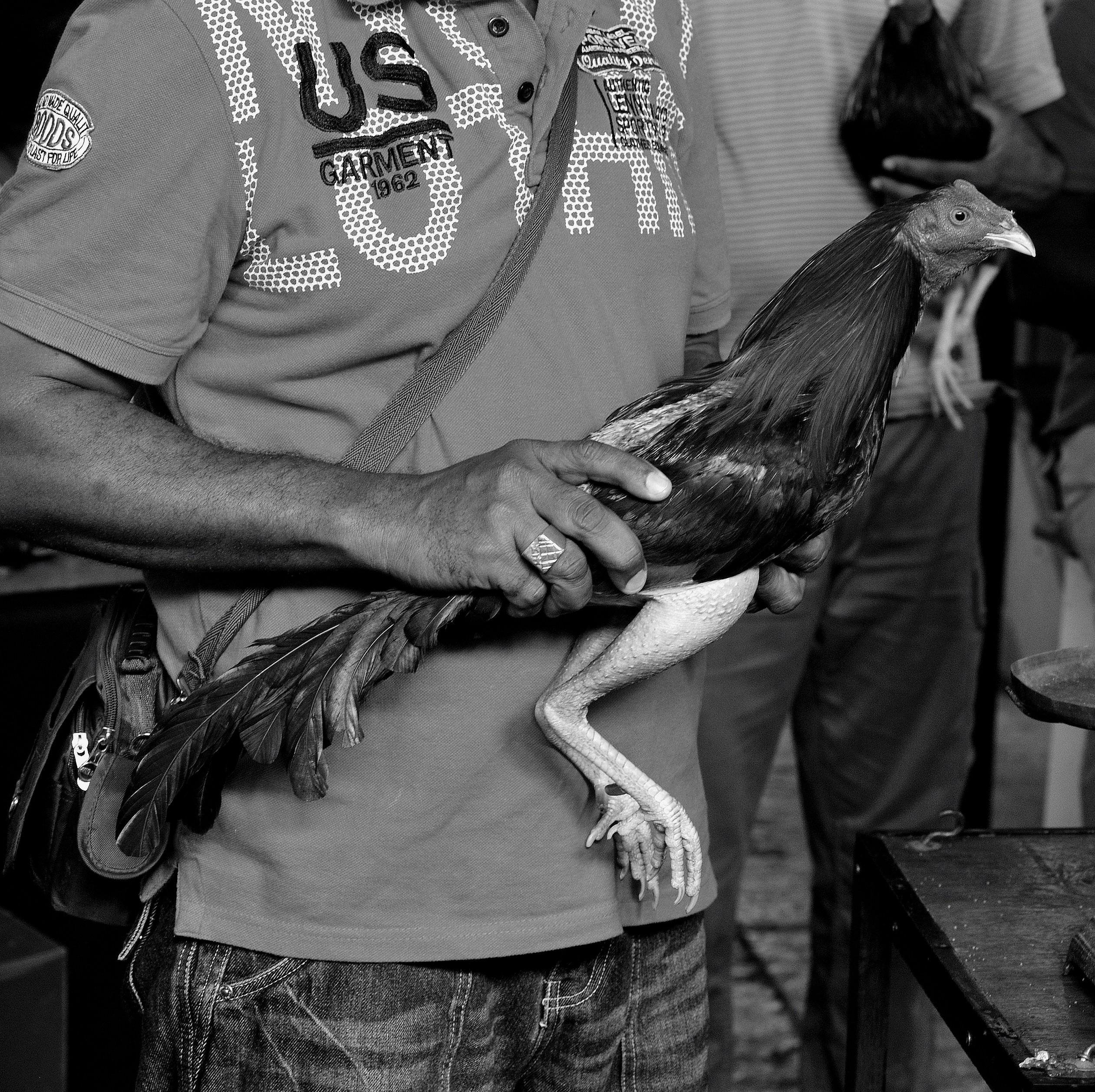
Préparation au combat de coqs.

Les concours de bœufs-tirant, apparus à Marie-Galante, mettent en compétition des bœufs évoluant en binôme et devant tracter un convoi dont le poids peut atteindre une tonne 400 kg ou plus. Ces derniers doivent atteindre le plus rapidement possible le sommet d'une piste pentue longue d'environ 160 mètres. Cette compétition est alors l'occasion de mettre à l'épreuve la vaillance, la ténacité de ces animaux et valoriser la race créole. En 2019, la Guadeloupe comptait 18 clubs.
Les concours de cabris-tirant, calqués sur le modèle des bœufs-tirant, mettent en compétition des boucs évoluant en binôme et devant tracter une charge jusqu'au sommet d'un sentier dont la longueur ne dépasse pas 150 mètres.
Les courses hippiques pratiquées à l'hippodrome de Saint-Jacques, à Anse-Bertrand, se déroulent tous les dimanches, du mois de décembre au mois d'août. Passionnés et parieurs viennent voir se mesurer pur-sang et demi-sang montés par des jockeys caribéens.

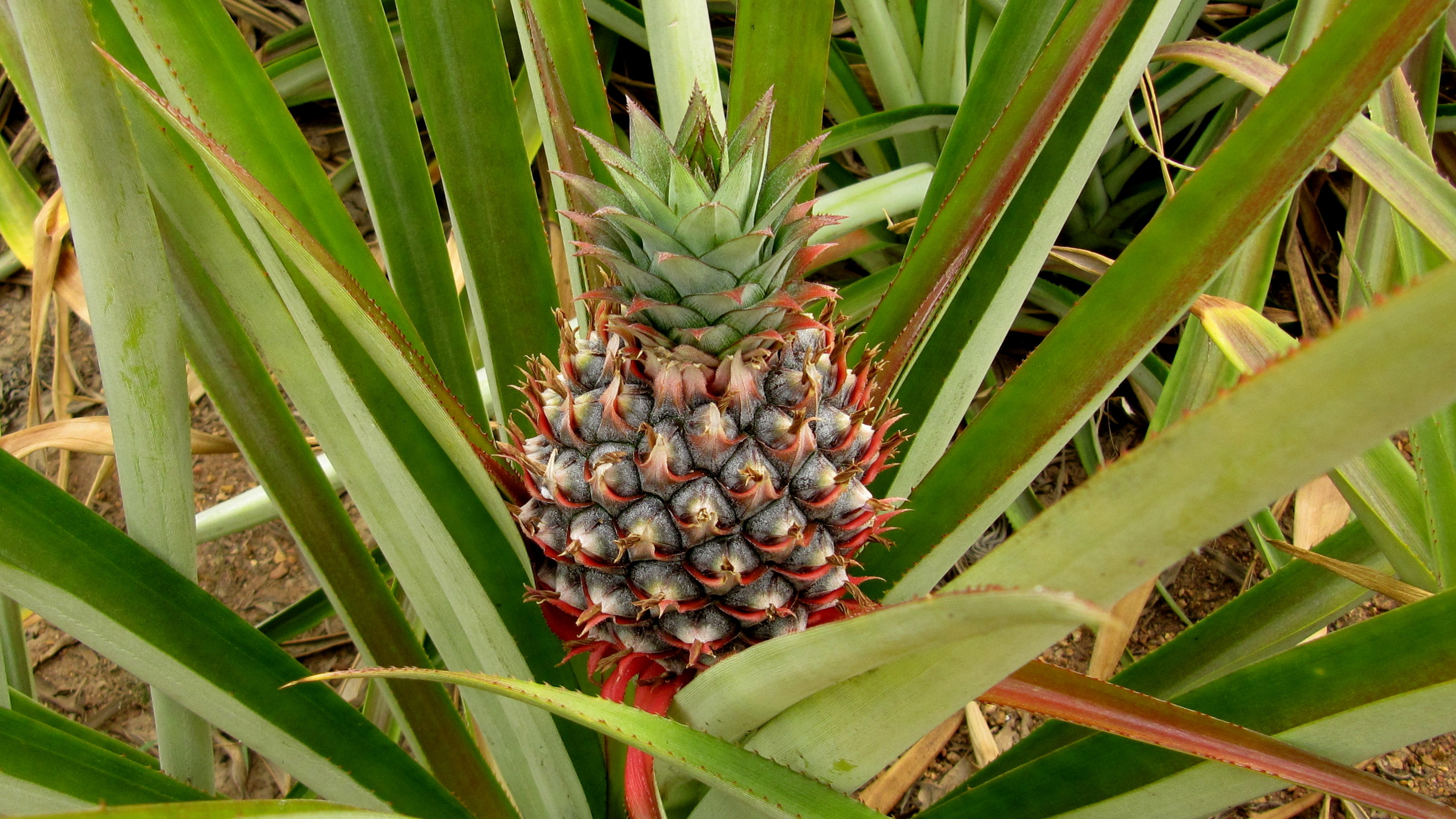
Ananas.

### Dans la culture

#### Fruit (botanique)
C'est en 1493, en Guadeloupe, que Christophe Colomb découvre l'ananas.

#### Musique classique
Le Chevalier de Saint-George transmettra à la postérité des compositions comme Les Caquets, œuvre réalisée en 1783. Cette dernière, harmonisée et interprétée par Marius Casadeus en 1936, sera jouée à l'occasion du Tricentenaire du rattachement de la Guadeloupe, de la Martinique et de la Guyane à la France, (1935-1936).

#### Musique contemporaine
- La Guadeloupe, titre de 1968 interprété par le chanteur québécois Marc Gélinas.
- L'île de la Basse-Terre et la Cascade aux Écrevisses apparaissent dans le clip vidéo de Bertrand Burgalat Vous êtes ici.
- Le clip vidéo du titre Mauvais garçon chanté par Assia et Doc Gynéco a été tourné en partie en Guadeloupe.
- Le clip vidéo du titre Laisse parler les gens, chanté par Jocelyne Labylle, Cheela, Jacob Desvarieux et Passi, a été tourné en Guadeloupe.
- Le clip vidéo du titre Copines (2018), d'Aya Nakamura a été tourné en Guadeloupe.
- Le clip vidéo du titre Mobali (2017), de Siboy feat. Benash et Damso a été tourné en Guadeloupe.

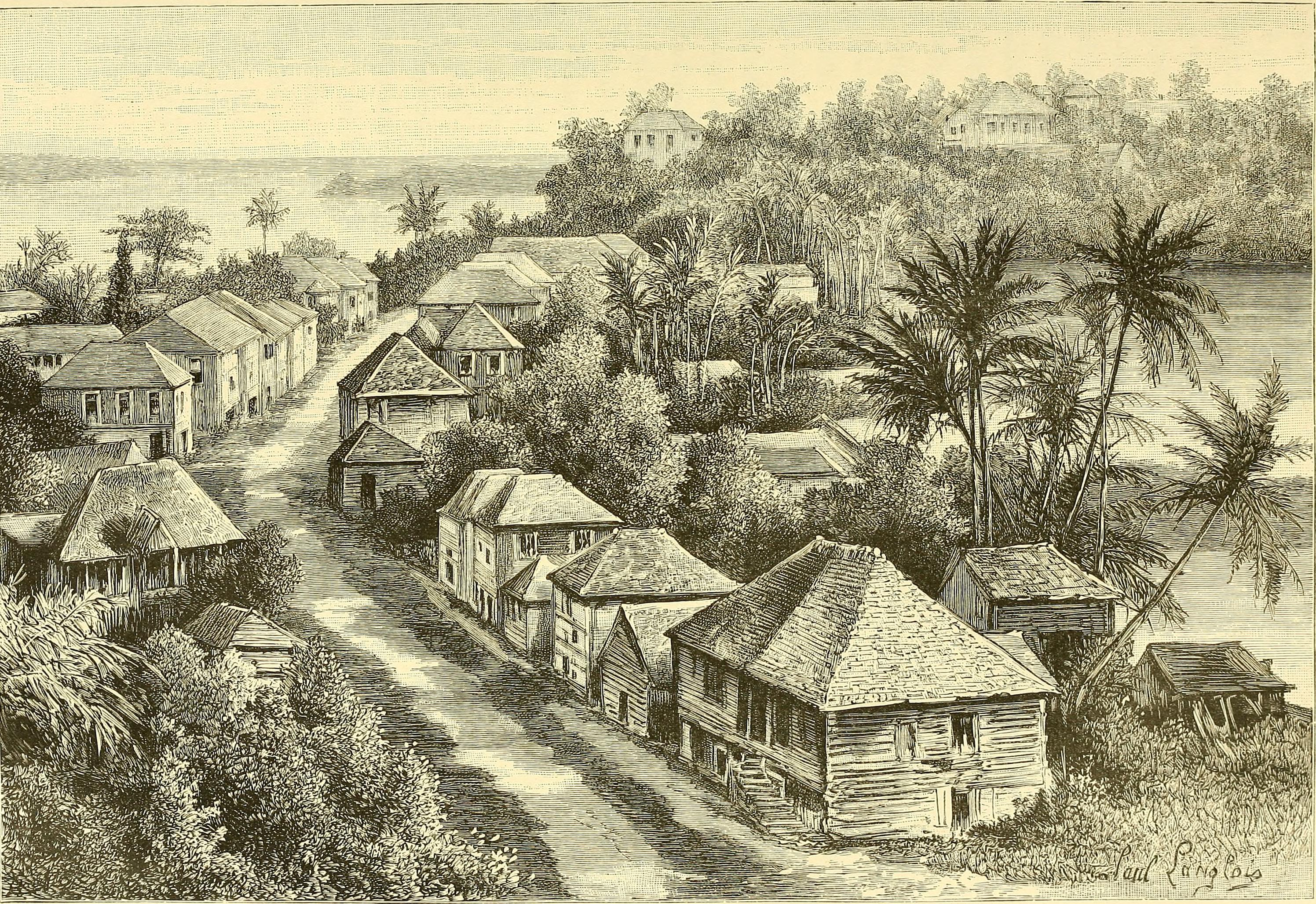
Paysage guadeloupéen illustrant un tome de l'encyclopédie Nouvelle géographie universelle : la terre et les hommes. 1876, Université du Connecticut aux États-Unis.

- Le clip vidéo du titre BB Compte, de Meryl feat. Akiyo a été tourné en Guadeloupe.
- Le clip vidéo du titre Mové Lang, de Booba feat. Bridjahting et Gato a été tourné en Guadeloupe.

#### Encyclopédie
Le célèbre géographe du 19e siècle Élisée Reclus illustra un des tomes de sa magistrale encyclopédie géographique Nouvelle géographie universelle : la terre et les hommes par un paysage guadeloupéen.

#### Roman
Dans le roman Vingt Mille Lieues sous les mers de Jules Verne les passagers du Nautilus passent aux abords de la Guadeloupe : « Le 16 avril, nous eûmes connaissance de la Martinique et de la Guadeloupe, à une distance de trente milles environ. J’aperçus un instant leurs pitons élevés » Partie 2, Chap XVIII.
Dans le roman Bourses de voyage de Jules Verne les passagers de l'Alert font une escale de 4 jours en Guadeloupe : « La distance qui sépare Antigoa de la Guadeloupe, ou pour mieux dire du groupe d’îles compris sous ce nom, n’est que de cent à cent vingt milles » (p. 34-41) Partie 2, tome 17 et 18, Chap II.

#### Tragédie historique
En 1822, le chevalier de Fréminville : Christophe-Paulin de la Poix, marin-naturaliste en campagne aux Saintes à bord du vaisseau la Néréïde partage un amour passionné avec Caroline, une Saintoise, plus connue sous le nom de « Princesse Caroline » en référence à sa beauté. Cette dernière se suicide en se jetant du haut du morne Morel, pensant son amoureux mort à Saint-Christophe car il n'est pas revenu de campagne. Elle condamne ainsi le chevalier à la folie. Pris de chagrin, ce dernier retourne à Brest, emportant les habits de sa bien-aimée avec lesquels il se travestit jusqu'à la fin de ses jours. Les gravures et récits de ce drame sont conservés au musée du fort Napoléon.

#### Numismatique
Le Chevalier de Saint-George figure sur une pièce de 10 € en argent éditée en 2012 par la Monnaie de Paris pour représenter sa région natale, la Guadeloupe.

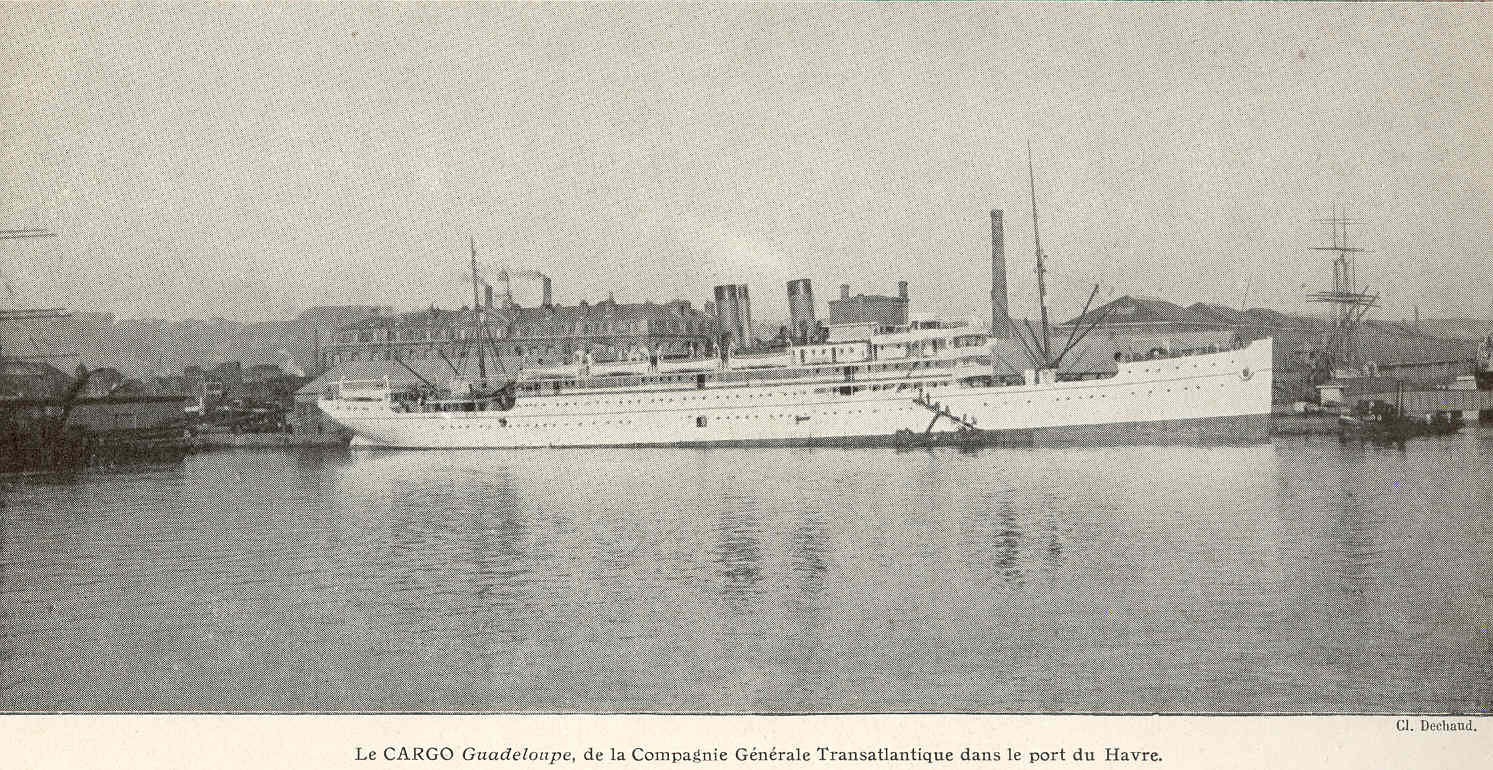
Cargo Guadeloupe de la Compagnie Générale Transatlantique dans le port du Havre, 1913. Université de Washington.

#### Navigation
Trois navires de la Compagnie générale transatlantique ont porté le nom de la Guadeloupe : Guadeloupe (période navigation : 1870-1889) ; Guadeloupe (période de navigation : 1907-1915) ; Guadeloupe (période de navigation : 1929-1936).

#### Rue et voie de circulation
Il existe de très nombreuses voies portant le nom de la Guadeloupe ou de Karukera, par exemple :
- Rue de la Guadeloupe à Paris
- Rue de la Guadeloupe à Marseille
- Rue de la Guadeloupe, Le Port, La Réunion
- Rue de la Guadeloupe, Hendaye, Nouvelle-Aquitaine
- Rue de la Guadeloupe, Épernay, Grand-Est
- Rue de la Guadeloupe, Muret, Occitanie
- Rue de la Guadeloupe, Fontenay-le-Comte, Pays de la Loire
- Avenue de la Guadeloupe, Villepreux, Yvelines
- Rue Karukera, Fort-de-France, Martinique

#### Longs métrages
Avec ses 320 jours de tournage en 2018, le département de la Guadeloupe devient un lieu de production cinématographique en progression notable.
- Calmos de Bertrand Blier, sorti en 1976.
- Coco la Fleur, candidat de Christian Lara, sorti en 1979.
- Mamito de Christian Lara et sorti en 1980.
- Chap'lade Christian Lara, sorti en 1980.
- La Vieille qui marchait dans la mer de Laurent Heynemann, sorti en 1991.
- Siméon de Euzhan Palcy, sorti en 1992.
- Le Radeau de La Méduse d'Iradj Azimi, tourné intégralement en Guadeloupe entre 1987 et 1991, sorti en 1998.
- Rien ne va plus de Claude Chabrol, sorti en 1997.
- Antilles sur Seine de Pascal Légitimus en 2000.
- Sucre amer de Christian Lara.
- Nèg Maron de Jean-Claude Barny, sorti en 2005
- 1802, l'épopée guadeloupéenne de Christian Lara et sorti en 2006.
- Le Pays à l'envers de Sylvaine Dampierre, sorti en 2007
- Le Bonheur d'Elza de Mariette Monpierre, sorti en 2011.
- Noir Océan de Marion Hänsel et sorti en 2011.
- Black Kiss de Mariette Monpierre et sorti en 2015
- Port au Prince, dimanche 4 janvier de François Marthouret et sorti en 2015.
- Le Gang des Antillais de Jean-Claude Barny sorti 2016.
- Tournés vers la Mecque, film documentaire français réalisé par Mariette Monpierre, sorti en 2019 et diffusé sur France Ô.
- All Inclusive de Fabien Onteniente, sortie en 2019
- Anna de Luc Besson, sorti en 2019
- Secrets de famille, sorti en 2019

#### Documentaires
- La Soufrière (La Soufrière - Warten auf eine unausweichliche Katastrophe), court métrage documentaire allemand réalisé par Werner Herzog, sorti en 1977.
- Souvenirs encombrants d’une femme de ménage de Dani Kouyaté sorti en 2008.
- Le Chevalier de Saint-George de Claude Ribbe sorti en 2011.
- Karukera, film réalisé par Mark-Alexandre Montout et sorti en 2016.

#### Séries télévisées

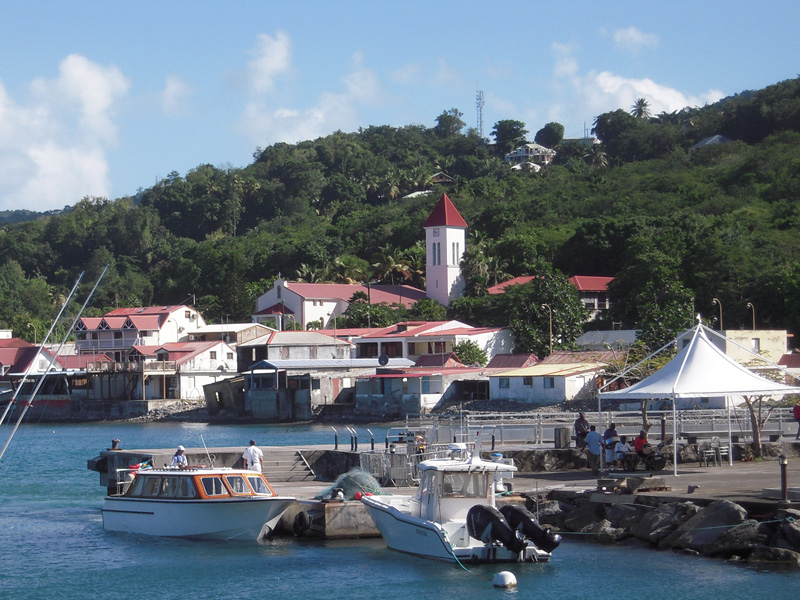
La ville de Deshaies, cadre de tournage de la série Meurtres au paradis.

La Guadeloupe a également été le décor de nombreuses séries télévisées (réalisées en partie ou en intégralité sur le territoire) parfois à audiences internationales.
- Baie des Flamboyant, telenovela française crée par Jean-Luc Azoulay et diffusée depuis le 24 septembre 2007 sur Guadeloupe 1re. Puis sur France Ô depuis 2012.
- Domino, série télévisée française répartie en 120 épisodes de 2 minutes, interprétée par Laurent Tanguy et Laurence Joseph, et diffusée depuis 2011 sur Guadeloupe 1re.
- Meurtres au paradis (Death in Paradise), série télévisée policière britanico-française créée par Robert Thorogood, entièrement tournée en Guadeloupe, et diffusée depuis le 25 octobre 2011 au Royaume-Uni sur BBC one et depuis le 22 juillet 2013 en France sur France 2 puis sur France Ô.
- Les Îles d'en face, série télévisée française humoristique créée par Philippe Giangreco et diffusée à partir en 2013 sur France Ô et sur les autres chaînes du Réseau Outre-Mer première.
- La smala s'en mêle, série télévisée française en sept épisodes de 90 minutes créée par Didier Grousset et diffusée entre 2012 et 2016 sur France 2. Elle a aussi été diffusée en Suisse sur RTS Un et en Belgique sur La Une.
- Villa Karayib, série télévisée française de durée courte, au ton humoristique en 140 épisodes, créée par Alain Agat et Philippe Giangreco, et réalisée par Philippe Giangreco et Gwendal Pointeau, pour le compte de Canal+ Overseas1. Tournée en Guadeloupe entre novembre et décembre 2013, pour une première diffusion sur Canal+ Antilles à partir de mars 2014 et sur France Ô au début de l'année 2016.
- Bienvenue à Nimbao, série française réalisée par Philippe Lefebvre et sortie en 2017.
- Le Rêve français, mini-série réalisée par Christian Faure, sortie en 2017 et diffusé sur France 2 en 2018.
- Capitaine Marleau (saison 3, épisode 6 L'arbre aux esclaves), série télévisée française créée par Elsa Marpeau et réalisée par Josée Dayan.